# Église Saint-Jacques de Compiègne
L'église Saint-Jacques est une église catholique paroissiale de style gothique située à Compiègne, dans l'Oise, en France. Elle est inscrite en 1998 sur la liste du patrimoine mondial par l'UNESCO au titre des chemins de Saint-Jacques-de-Compostelle en France. C'est un édifice de taille moyenne, d'une longueur totale de 51 m, issu de deux périodes distinctes : le chœur, le transept et la nef avec ses bas-côtés ont été bâtis entre 1235 et 1270, sauf la partie haute de la nef ; cette dernière, le clocher, les chapelles le long des bas-côtés et le déambulatoire ont été ajoutés entre 1476 et le milieu du XVIe siècle. Ces extensions reflètent le style gothique flamboyant, sauf le lanternon au sommet du clocher, qui est influencé par la Renaissance. Le clocher est une œuvre remarquable, tout comme le chœur et le transept, qui quant à eux représentent les parties les plus anciennes de l'église et sont une intéressante illustration du style pré-rayonnant. L'intérieur de l'église est marqué par les transformations de la fin de l'Ancien Régime, portant notamment sur un revêtement en marbre du chœur et un habillement des piliers de la nef par des boiseries. L'église est affiliée à la paroisse des Seize Bienheureuses Carmélites de Compiègne.

## Localisation

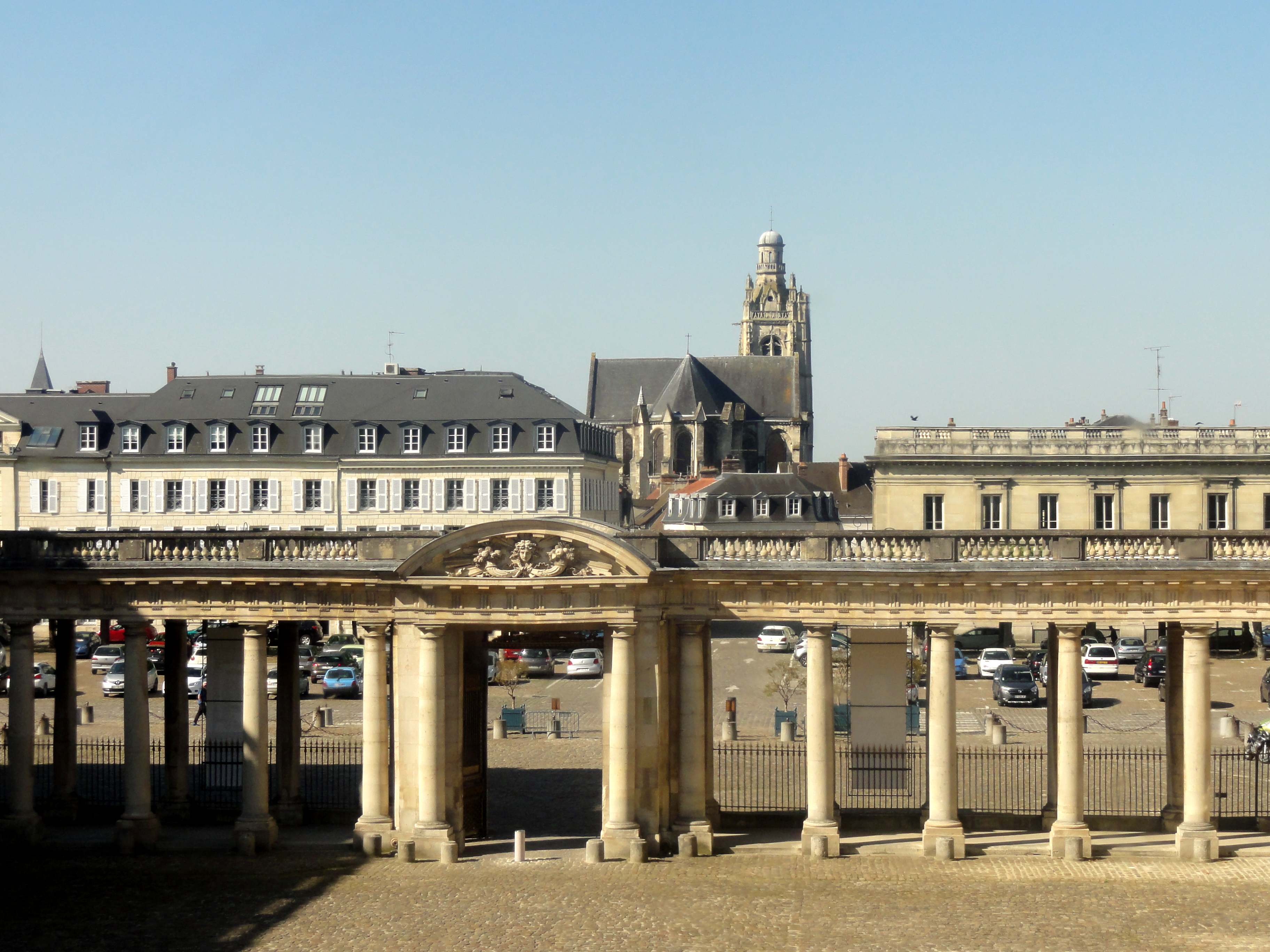
Vue depuis le palais, à l'est.

L'église est située en région Hauts-de-France, dans le département français de l'Oise, au centre de la ville de Compiègne, non loin du château de Compiègne, place Saint-Jacques. Cette place est adjacente à la rue Magenta (RD 332). La façade occidentale et l'élévation septentrionale donnent sur la place, et sont bien dégagées. Le chevet donne sur la rue de la Sous-Préfecture, qui est parallèle à la rue Magenta, et l'élévation méridionale, sur l'étroite rue Saint-Jacques. Si la rue Henri-de-Seroux, qui aboutit sur le chevet en arrivant depuis l'est, offre une belle vue sur l'église depuis ce côté, on peut difficilement apprécier l'élévation méridionale dans son intégralité par manque de recul.

## Historique

### Les origines de la paroisse

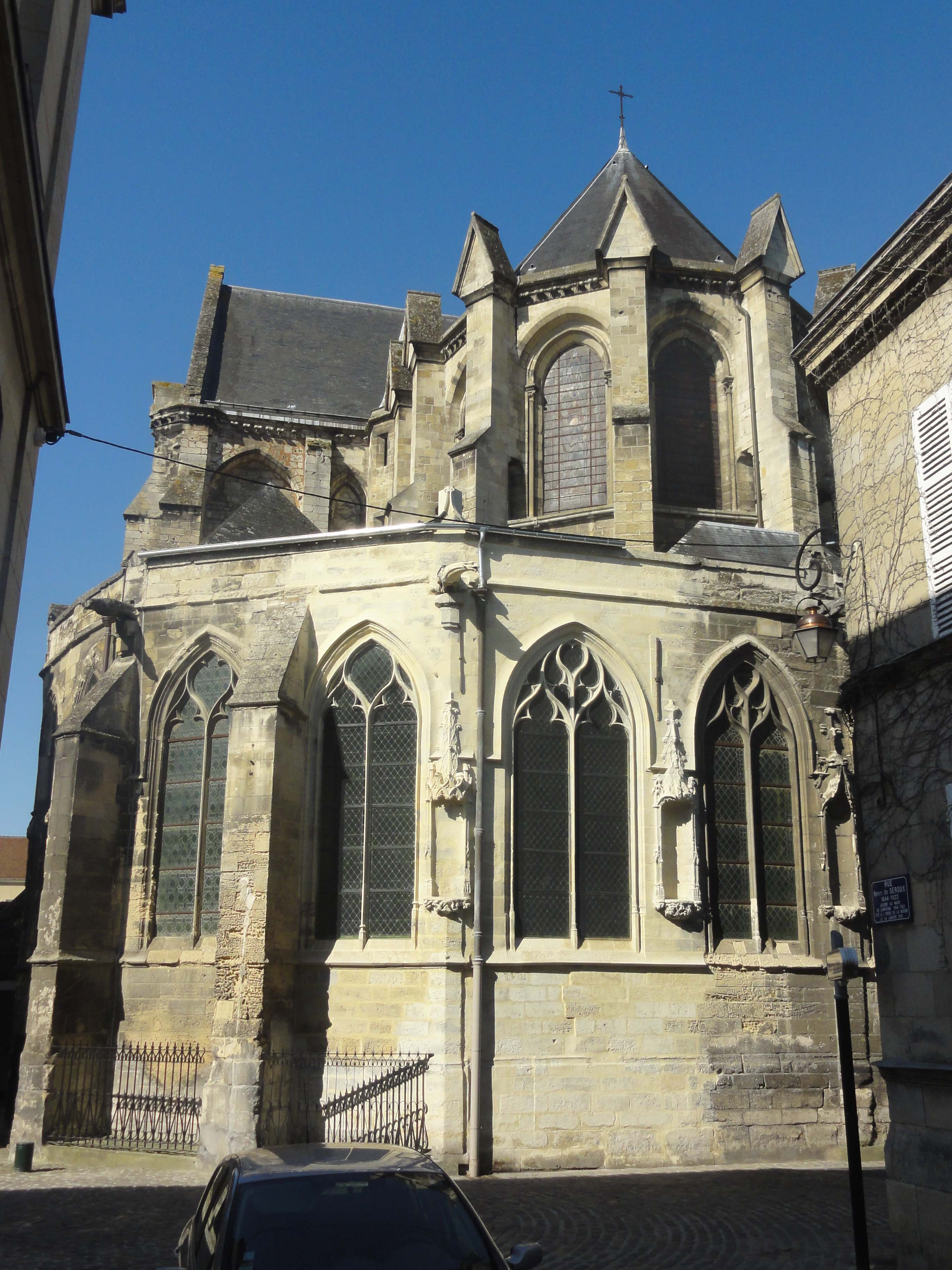
Vue depuis l'est.

Jusqu'en 1199, Compiègne appartient intégralement à l'abbaye Saint-Corneille et n'est doté que d'une unique paroisse, Saint-Germain, dont l'église se situe en dehors de l'enceinte fortifiée depuis l'établissement de celle-ci. Avec la progression démographique que connaît la ville au XIIe siècle, la fondation de nouvelles paroisses s'impose afin de répondre aux besoins spirituels de la population. Le pape Innocent III, mis au courant de la situation, mandate Hugues VI du Milan, abbé de Saint-Denis, et Odon de Sully, évêque de Paris, de l'élaboration d'un projet. Ils proposent de diviser la ville en trois paroisses, dont Saint-Germain pour tout le territoire en dehors des fortifications et deux nouvelles paroisses pour l'intérieur de la ville. La limite entre ces deux paroisses doit correspondre à une ligne tirée de la porte du Pont à la porte de Pierrefonds, en passant par la rue du Change et la route de Compiègne à Pierrefonds. La proposition est acceptée en 1199. En raison de sa proximité d'avec le château royal, la paroisse Saint-Jacques a droit au titre de paroisse royale. Or, en raison de ses prérogatives anciennes, l'abbaye de Saint-Corneille préserve son statut de curé primitif. Elle est donc non seulement collateur de la cure, mais refuse aussi le titre de curé aux prêtres desservants. Considérés comme curés par la population, ils ne sont officiellement que vicaire perpétuels. Les nouvelles paroisses sont probablement érigées dans un bref délai, mais la construction de leurs églises ne commence pas aussitôt. Le vocable sous lequel est placée l'église Saint-Jacques fait le rapprochement avec la variante du chemin de Saint-Jacques-de-Compostelle sur laquelle est située Compiègne, l'itinéraire qui va de Bruxelles à Paris emprunté par de nombreux pèlerins. Sous l'Ancien Régime, Compiègne relève du doyenné de Béthisy, de l'archidiaconé de La Rivière et du diocèse de Soissons.

### L'histoire de l'église

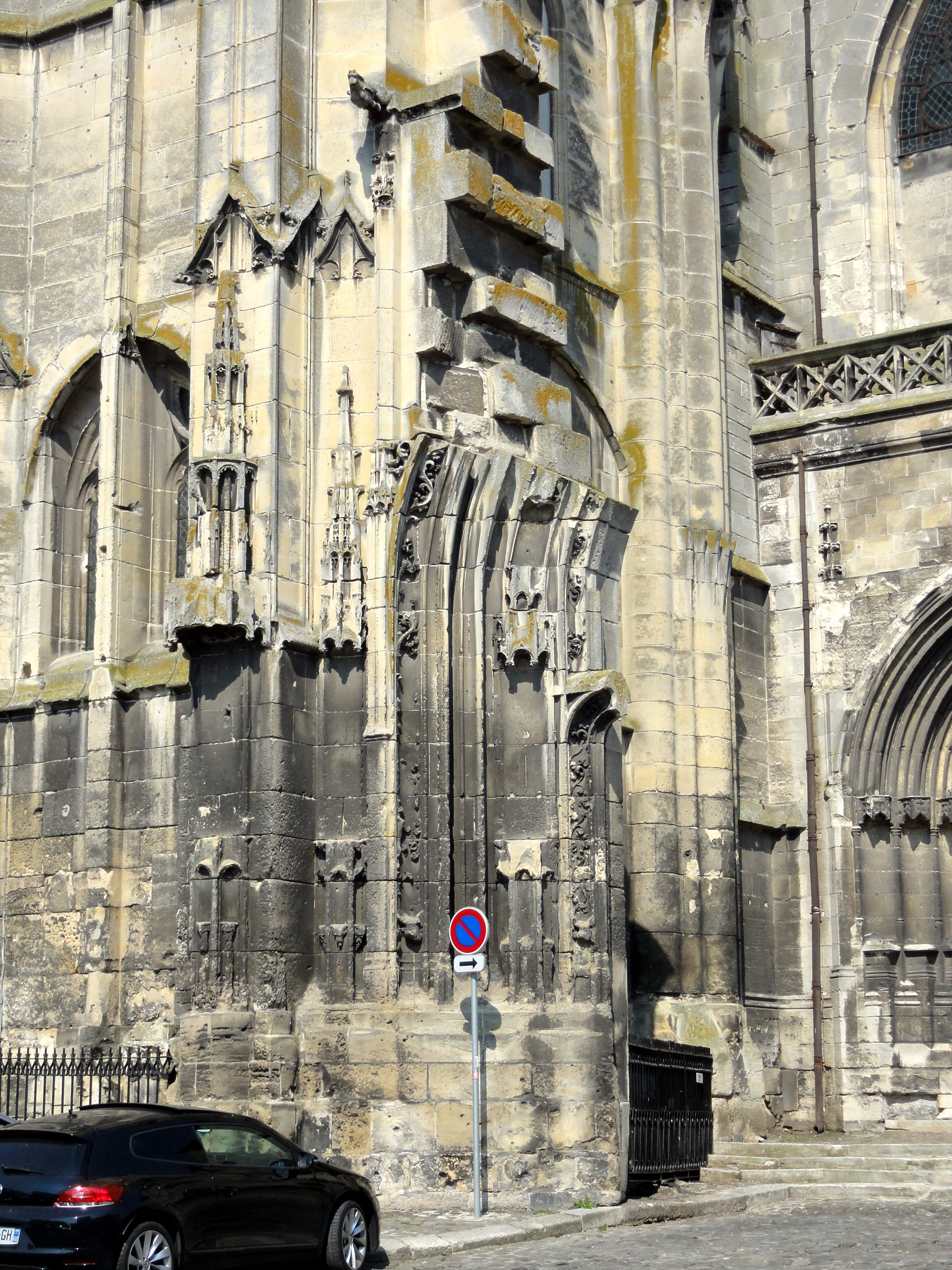
Début de construction d'un nouveau portail pendant la période flamboyante.

Toutes les archives de la ville antérieures à 1418 ont péri dans un incendie, et ce n'est que l'analyse stylistique et la comparaison avec d'autres édifices qui permet de situer la construction du chœur et du transept entre 1235 et 1240. Les deux bras du transept sont prolongés pendant les années 1240, et la nef avec ses bas-côtés est édifiée d'est en ouest, pendant deux campagnes entre 1240 et 1270. La première mention écrite de l'église ne remonte qu'à 1426. Elle n'est pas encore terminée, car la partie haute de la nef et ses voûtes manquent toujours, remplacés provisoirement par un toit de chaume. Selon la tradition, c'est le roi Louis XI qui donne l'impulsion pour l'achèvement de l'église, en 1476 ou 1477. Ces travaux se superposent en partie à ceux pour l'édification du nouveau clocher, la tour Saint-Jacques à gauche de la façade occidentale, entre 1476 / 1477 et la fin du XVe siècle. Le clocher-tour placé hors œuvre affiche le style gothique flamboyant, et d'autres remaniements sont effectués à la même période : les murs gouttereaux de la nef sont garnis de balustrades et dotés d'arcs-boutants et la façade occidentale reçoit une vaste baie au-dessus du portail. La construction d'une nouvelle façade occidentale était initialement prévue, comme le montrent des traces sur le clocher. Mais pendant le second quart du XVIe siècle, la priorité est accordée à la construction de chapelles le long des bas-côtés et d'un déambulatoire autour de l'abside. Ces extensions sont toujours de style flamboyant. La coiffe du clocher ajoutée à la même époque est par contre d'inspiration Renaissance.
L'église Saint-Jacques peut être considérée comme terminée au milieu du XVIe siècle, même si elle était déjà complète après le voûtement de la nef pendant les années 1480. Une flèche en pierre du XIIIe siècle se dressait initialement au-dessus de la croisée du transept, abattue en 1760. Une transformation de l'église selon le goût de style rocaille commence en 1750. À l'intérieur, le jubé est supprimé ; entre 1772 et 1774, la toiture est refaite ; en 1773, les grandes arcades autour du chœur reçoivent un revêtement en marbre et en 1777, les piliers de la nef sont revêtus de boiseries. Au siècle suivant, des réparations deviennent nécessaires. Les toitures sont refaites encore une fois en 1824, et entre 1850 et 1865, la partie supérieure du clocher est remise en état et les parties supérieures des murs des extrémités des bras du transept sont entièrement reconstruites sous l'architecte Delaplace. La charpente du chœur est refaite par Desmaret en 1867. Peu de temps après, en 1875, l'édifice est classé au titre des monuments historiques pour une première fois, mais subit ensuite un déclassement en raison de travaux de restauration non conformes. L'église est classée définitivement par arrêté du 13 avril 1907. Entre 1907 et 1914, l'architecte Bernard dirige la restauration des arcs-boutants, des contreforts de la nef et des charpentes et couvertures de la nef et de la tour. Sous la Seconde Guerre mondiale, l'église est dévastée par des bombardements alliés. Avant même la fin de la guerre, l'architecte A. Collin s'occupe de la réfection des voûtes et toitures de la nef, des arcs-boutants et des vitraux au nord de la nef, des baies du transept et du chœur, et des voûtes et couvertures du bas-côté nord. À la suite de mouvements dans la maçonnerie du chœur, Jean-Pierre Paquet poursuit les travaux de restauration dans l'après-guerre.

## Description

### Aperçu général

Plan de l'église.

D'orientation irrégulière nord-est - sud-ouest, l'église Saint-Jacques est conçue selon un plan cruciforme, ayant connu des ajouts à partir de la fin du XIVe siècle. Long de 51 m et large de 16,70 m, l'édifice se compose d'une nef de six travées barlongues ; de deux bas-côtés de même longueur, dont chaque travée se prolonge par une courte chapelle insérée entre les contreforts extérieurs ; d'un transept saillant ; d'un chœur de deux travées avec une abside à cinq pans ; et d'un déambulatoire de plan très irrégulier. Un clocher-tour précède le bas-côté nord et y est relié par un passage. Les travées des bas-côtés sont carrées et représentent la moitié de la largeur de la nef. La croisée du transept est également carrée ; de même largeur que la nef, elle correspond à deux travées de la nef ou quatre travées de bas-côté. Les bras du transept comportent deux travées chacun, la première dans la ligne des bas-côtés, et la seconde faisant saillie devant les façades latérales. Cette saillie est toutefois compensée en grande partie par les chapelles des bas-côtés et le déambulatoire. Le chœur comporte une partie droite équivalente à une travée de la nef ; or, cette partie droite se trouve partagée entre une première travée très étroite et une partie voûtée ensemble avec l'abside polygonale. En comptant les cinq pans de l'abside et les deux pans droits de chaque côté, l'on devrait arriver à un déambulatoire de neuf travées. Or, les deux travées droites du nord sont recouvertes ensemble d'une voûte sexpartite, et entre le premier et le second, ainsi qu'entre le quatrième et le cinquième pan de l'abside, s'insèrent des travées de déambulatoire supplémentaires, de plan triangulaire. La dernière travée du déambulatoire au sud est subdivisée en une petite travée carrée et un réduit jouxtant une tourelle d'escalier interne au sud du chœur.

### Intérieur

#### Nef

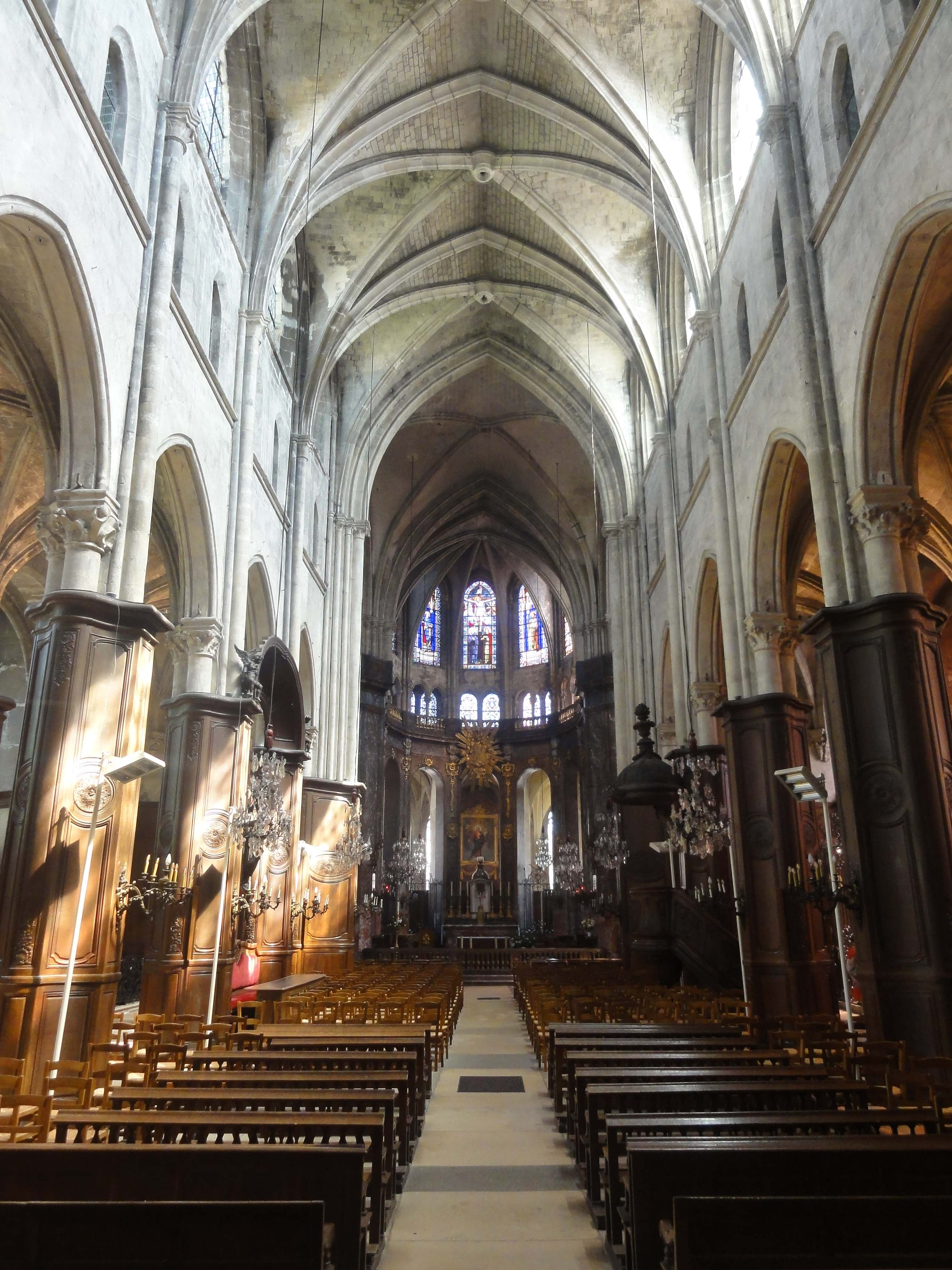
Nef, vue vers l'est.

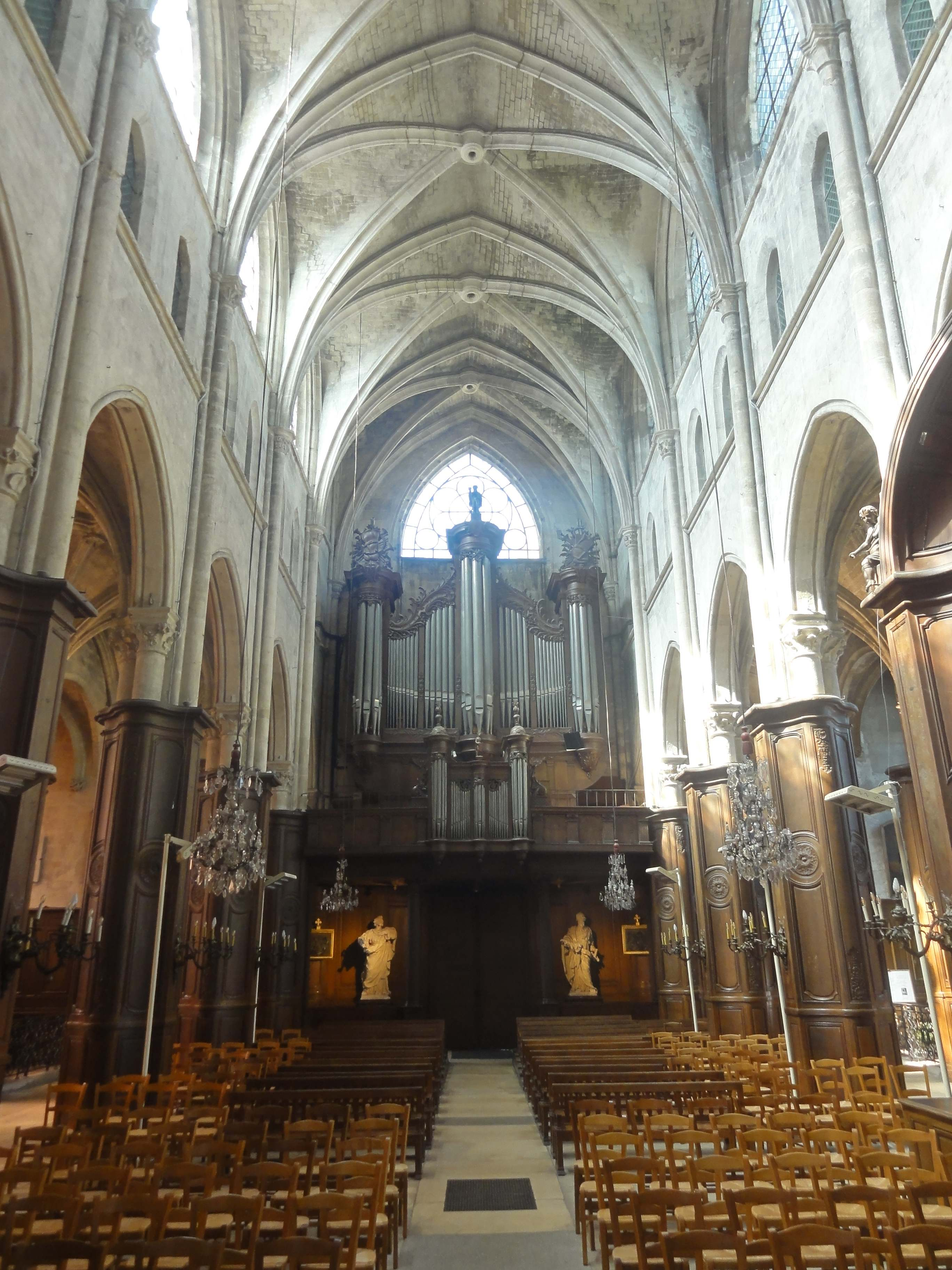
Nef, vue vers l'ouest.

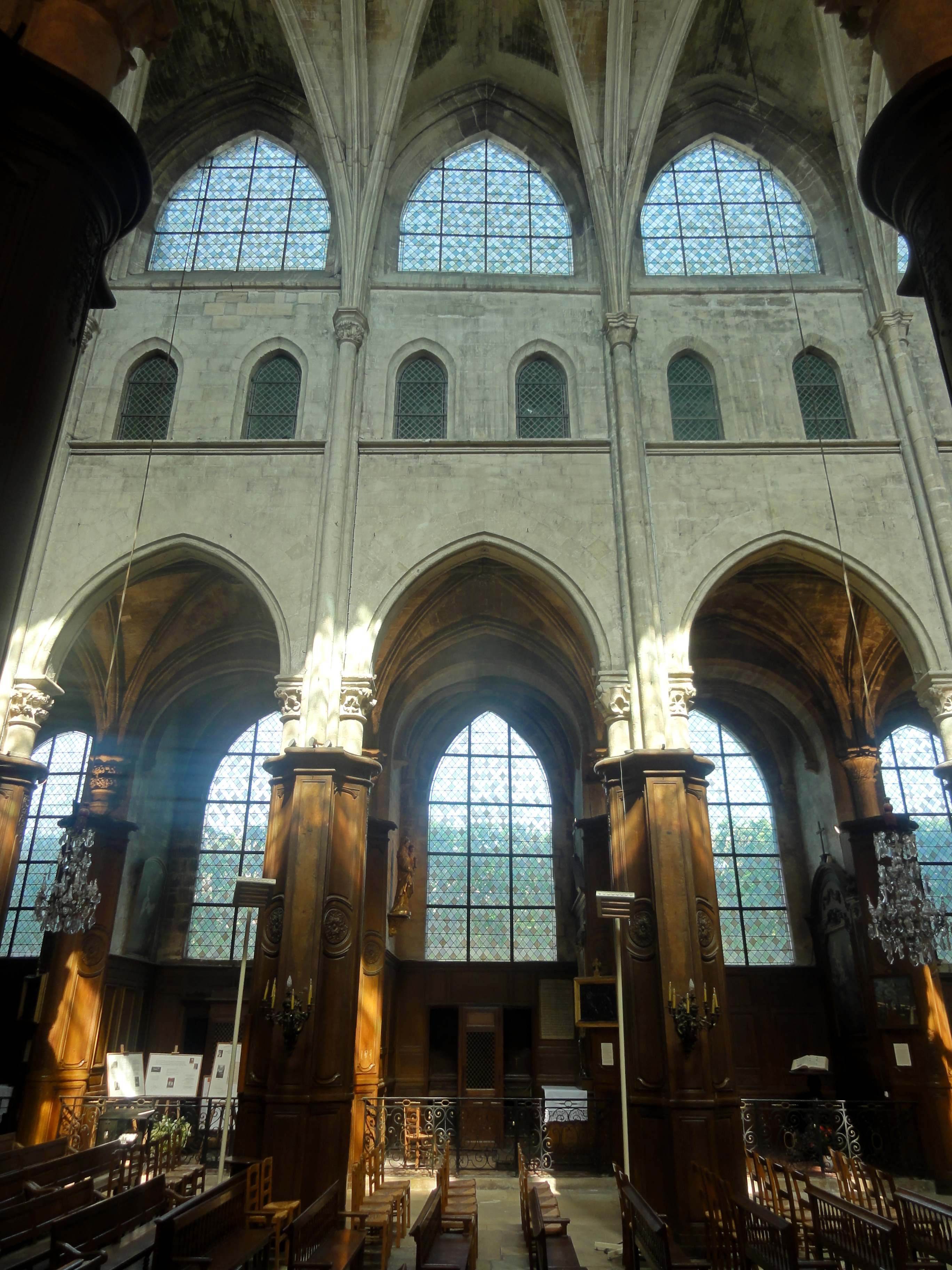
2e-4e travée, élévation nord.

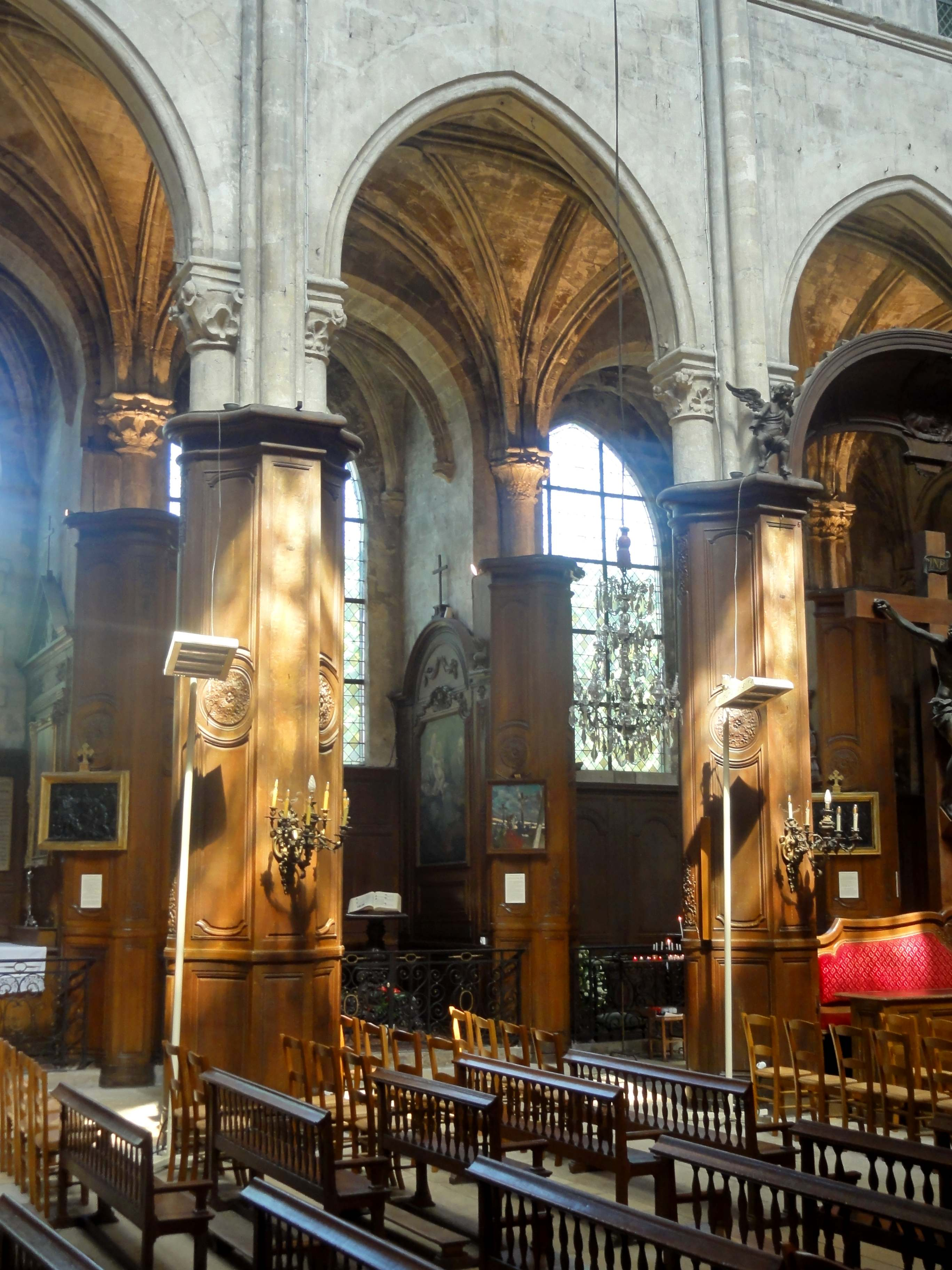
4e grande arcade du nord.

La nef est une construction sobre, qui est marquée beaucoup plus par ses boiseries de 1767 et son mobilier du XVIIIe siècle, dont notamment l'orgue de tribune, la chaire et le baldaquin du banc d'œuvre, que par son architecture gothique. Les proportions sont globalement calquées sur les parties orientales, et plus particulièrement le transept, en ce qui concerne la largeur, la hauteur sous le sommet des voûtes, et sa répartition sur les trois niveaux d'élévation. À l'instar des demi-travées des croisillons du transept, les travées de la nef sont également nettement barlongues, et exactement deux fois plus larges que profondes. La nef ne dérive toutefois pas du même parti constructif. Les dimensions sont assez importantes, et tiennent compte des besoins d'une ville importante, mais l'architecte n'a pas cherché d'éblouir et de créer un édifice qui matérialise la fierté des citoyens, émancipés par rapport au pouvoir royal et ecclésiastique grâce à la charte communale octroyée par Louis VI le Gros vers 1125. En effet, la paroisse demeure sous la tutelle, pour ainsi dire, de l'abbaye Saint-Corneille, qui se considère comme curé primitif. La construction de la nef progressa d'est en ouest, mais en omettant, dans un premier temps, l'étage des fenêtres hautes. La dernière travée doit être en grande partie contemporaine du transept, puisqu'elle est indispensable pour le conforter. La cinquième et la quatrième travée sont datables des années 1240 / 1250, et les trois premières travées, de la période comprise entre 1250 et 1270 environ. On ne note pourtant, à la première vue, aucune différence entre ces différentes campagnes, excepté la forme des chapiteaux du second ordre. Toutes les différences résident dans les détails, dont un certain nombre n'est visible que depuis les combles des bas-côtés. Ils ont été mis en exergue par Jacques Philippot, et seront évoqués dans le contexte. Ce que l'on retient de la nef sont, avant tout, certains partis architecturaux originaux,.
Les grandes arcades, en tiers-point, sont à simple rouleau, ce qui souligne le parti pris en faveur de la platitude des élévations latérales. Elles sont moulurées d'un méplat entre deux tores dégagés, qui sont de faible diamètre, et retombent de chaque côté sur un tailloir carré, profilé d'un tore, d'un cavet et d'un onglet. Dans les trois premières travées, l'onglet cède la place à un simple biseau. Tous ces tailloirs reposent sur des chapiteaux sculptés de crochets uniquement (dans la dernière travée) ou de crochets aux angles, associées à des feuilles de chêne, de lierre ou de vigne, au milieu des faces de la corbeille. Ils sont portés par des fûts de diamètre moyen pour un quart engagés dans les massifs des piliers. La composition de ces piliers constitue la première particularité à aborder. Ils sont asymétriques, puisque du côté de la nef, un fût légèrement plus mince et deux fines colonnettes y sont engagées, alors que du côté des collatéraux, on trouve un fût analogue à ceux des grandes arcades. En plus, il n'y a pas de ressauts entre les trois fûts qui regardent vers la nef, et ils sont directement accolés les uns aux autres. Pour Maryse Bideault et Claudine Lautier, il s'agit d'une forme transitoire entre le pilier cantonné et le pilier fasciculé de type gothique rayonnant, où le noyau s'efface entièrement. Les auteurs font le rapprochement avec les piliers de Saint-Martin-aux-Bois, qui se composent de quatre fûts de même diamètre accolés les uns aux autres. Il y a, dans cette même église, la même spécificité que l'on trouve aussi à Saint-Jacques, que les colonnettes réservées aux hautes-voûtes descendent directement jusqu'au sol. Elles sont néanmoins interceptées par des bagues au niveau des tailloirs des grandes arcades. Un exemple isolé existe au sud du chœur-halle de Villers-Saint-Paul. Mais les colonnettes des hautes-voûtes descendant jusqu'au sol se rencontrent aussi à Agnetz, Béthancourt-en-Valois, Cambronne-lès-Clermont, Chambly, Montereau-Fault-Yonne, Moret-sur-Loing, etc., et sont déjà préfigurées dans le concept du pilier chartrain. Elles apparaissent, indépendamment de celle-ci, dès le milieu du XIIe siècle à Saint-Pierre de Montmartre,.
Les murs n'étant pas badigeonnés, on reconnaît aisément que les grandes arcades se composent en réalité de trois rangs de claveaux. S'y ajoutent trois assises horizontales au-dessus de la clé d'arc, puis, un bandeau mouluré d'un tore, d'une gorge, d'une baguette et d'un filet marque la limite entre les deux premiers niveaux d'élévation. Dans les trois premières travées, le tore supérieur a le dessus méplat. Les baies du deuxième niveau d'élévation prennent directement appui sur le bandeau. Ce deuxième niveau pourrait être qualifié d'étage du triforium, des tribunes, ou des galeries ouvertes sur combles, si seulement sa disposition répondait à l'un de ces critères. En effet, on trouve seulement deux baies en arc brisé de chaque côté par travée (une seule de chaque côté dans la première travée). Elles ne sont pas géminées, mais le trumeau est au contraire deux fois plus large que la distance entre le piédroit extérieur et les colonnettes. Leurs arêtes sont taillées en biseau dans les trois dernières travées, et creusées d'une gorge dans les trois premières travées, ce qui annonce le style gothique flamboyant plutôt que le troisième quart du XIIIe siècle, qui serait la date des grandes arcades correspondantes. Les baies sont aujourd'hui vitrées, mais n'étaient pas destinées à l'être, car comme l'a observée Jacques Philippot, elles sont dépourvues de feuillures. En reprenant une idée formulée par Robert de Lasteyrie, il conclut que la vocation de ces baies étaient l'aération des charpentes des bas-côtés, dans un but conservatoire. Rares sont les églises dont le deuxième niveau d'élévation soit traité avec autant de simplicité. Les églises de Mareil-Marly et Saint-Maur-des-Fossés y présentent des triplets de baies du même genre. Un autre exemple, peu connu, est le chœur de Fontenay-en-Parisis, où il n'y a qu'une unique baie de chaque côté par travée (celles du sud étant actuellement bouchées). Telle est aussi la disposition à Église Saint-Martin de Cires-lès-Mello ; en revanche, les baies y sont décorées. On peut aussi faire le rapprochement avec les oculi, dont la forme est un quatre-feuilles superposé à un carré, qui remplissent la même fonction à Saint-Martin-aux-Bois, et dans les croisillons de Saint-Antoine de Compiègne,. La plupart des différences entre les campagnes de construction se décèlent au revers du mur du second niveau d'élévation. Jacques Philippot les fait passer en revue : « notons sous les combles des différences dans la charpente, dans l'épaisseur des murs et surtout dans la taille de la pierre. La dimension de ces ouvertures diffère aussi ; les ébrasement restants droits, celles vers le transept ont leurs pierres layées de larges stries, les bahuts sont en moellons. Dans les suivantes, la bretture dessine de petites dents disposées en carré et sur le bahut, des pierres régulières remplacent les moellons ».
Pas seulement les baies du second niveau d'élévation motivent la comparaison avec Saint-Martin-aux-Bois. Ce sont aussi les chapiteaux du second ordre, qui sont alignés sur le niveau des sommets des baies ouvertes sur les combles des bas-côtés. Jusqu'au deuxième arc-doubleau intermédiaire, ils ont des tailloirs à angles abattus. À partir du troisième arc-doubleau, ils possèdent un tailloir en plan de demi-étoile (ce qui est une vision simplifiée, il s'agit d'un tailloir quadrangulaire, légèrement trapézoïdal, pénétré par un tailloir dit à bec). Des tailloirs semblables figurent dans le dortoir de l'abbaye de Chaalis, dès le début du XIIIe siècle, et, sur des colonnes isolées, dans le chœur-halle de Nogent-sur-Oise, vers 1250. Ce ne sont que les fûts du milieu de chaque faisceau qui portent des chapiteaux et tailloirs. Ceux-ci débordent devant les fines colonnettes, qui devaient être réservées aux arcs formerets dans le projet initial. Elles butent au larmier à arêtes vives qui marque, deux assises plus haut, le début du troisième niveau d'élévation, dont la mise en œuvre se fit attendre jusqu'en 1476 / 1477. Selon Maryse Bideault et Claudine Lautier, ces deux assises supplémentaires auraient initialement dû être rattachées aux fenêtres hautes ; puis, la construction des chapelles entre les contreforts des bas-côtés aurait entraîné un exhaussement des toitures, au détriment de la superficie des fenêtres hautes,. Quoi qu'il en soit, la troisième campagne de travaux à la période flamboyante porte sur les fenêtres hautes et les voûtes à la fois. Les fenêtres hautes occupent presque toute la lunette des voûtes, ce qui compense quelque peu leur faible hauteur. On voit le même parti à Fontenay-en-Parisis. Leur pourtour est moulurée d'une gorge et d'une moulure concave, comme c'est la règle à la période flamboyante. Jacques Philippot remarque que « cette ceinture de fenêtres s'applique mal au sommet des anciens murs, et un talus réunit les deux constructions ». Cependant, il n'est pas judicieux d'affirmer que l'encadrement se confond avec les formerets. Le profil de ces derniers correspond à la moitié du profil des ogives. Il s'agit du profil le plus répandu à la période flamboyante, qui se compose d'un filet entre deux étroites moulures concaves, placé en avant de deux larges gorges dégagées des voûtains par des filets saillants. Toujours en conformité avec l'usage général, les doubleaux sont analogues aux ogives. Ces nervures retombent ensemble sur les tailloirs du XIIIe siècle, conformément au projet initial. On peut seulement épingler les formerets se fondant dans les murs derrière les ogives, au lieu de rejoindre les colonnettes qui leur sont réservées. Les clés de voûte ne sont pas décorées. Elles présentent des orifices certainement destinées à la fixation de clés pendantes.

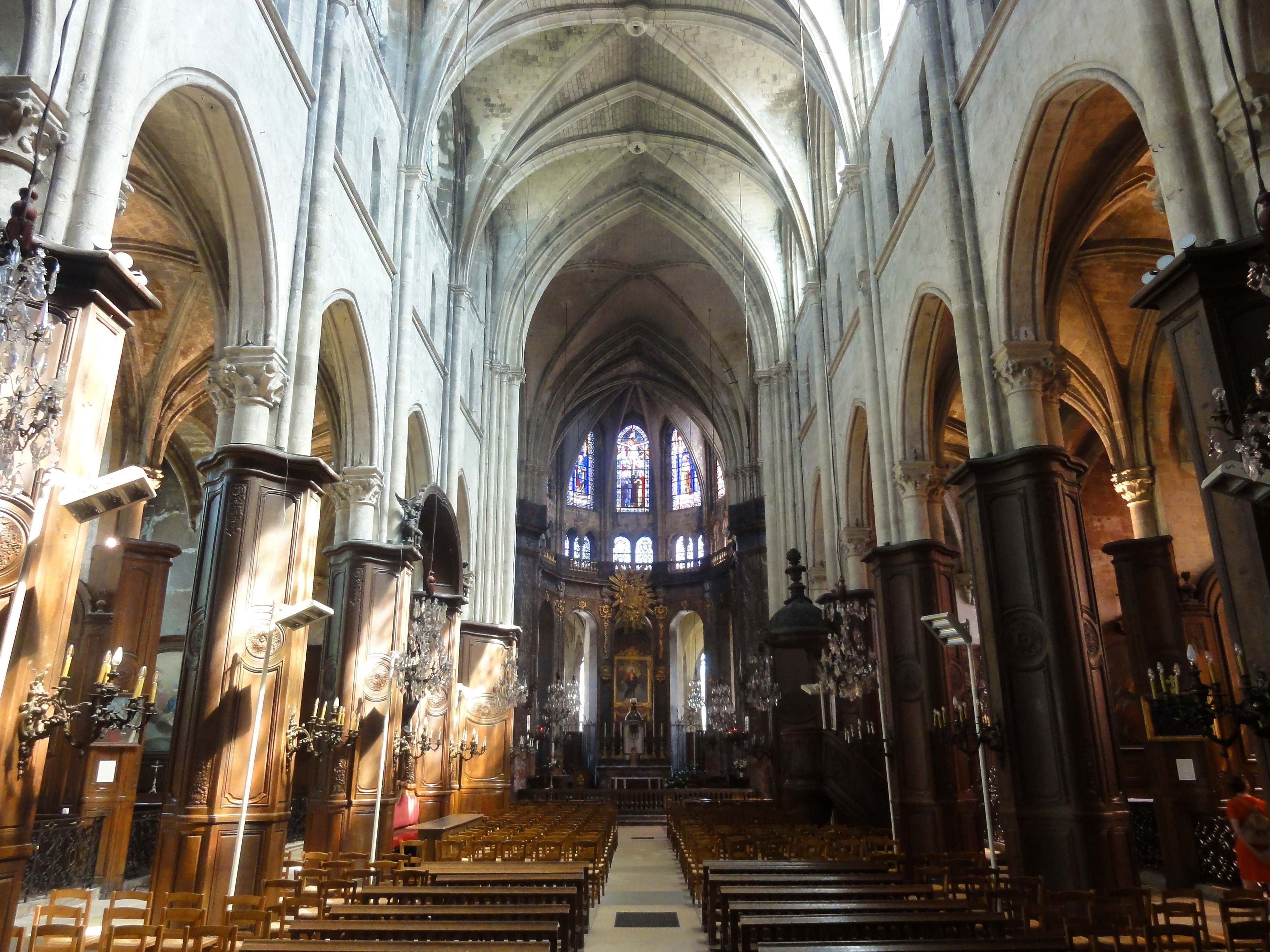
Vue générale vers l'est.
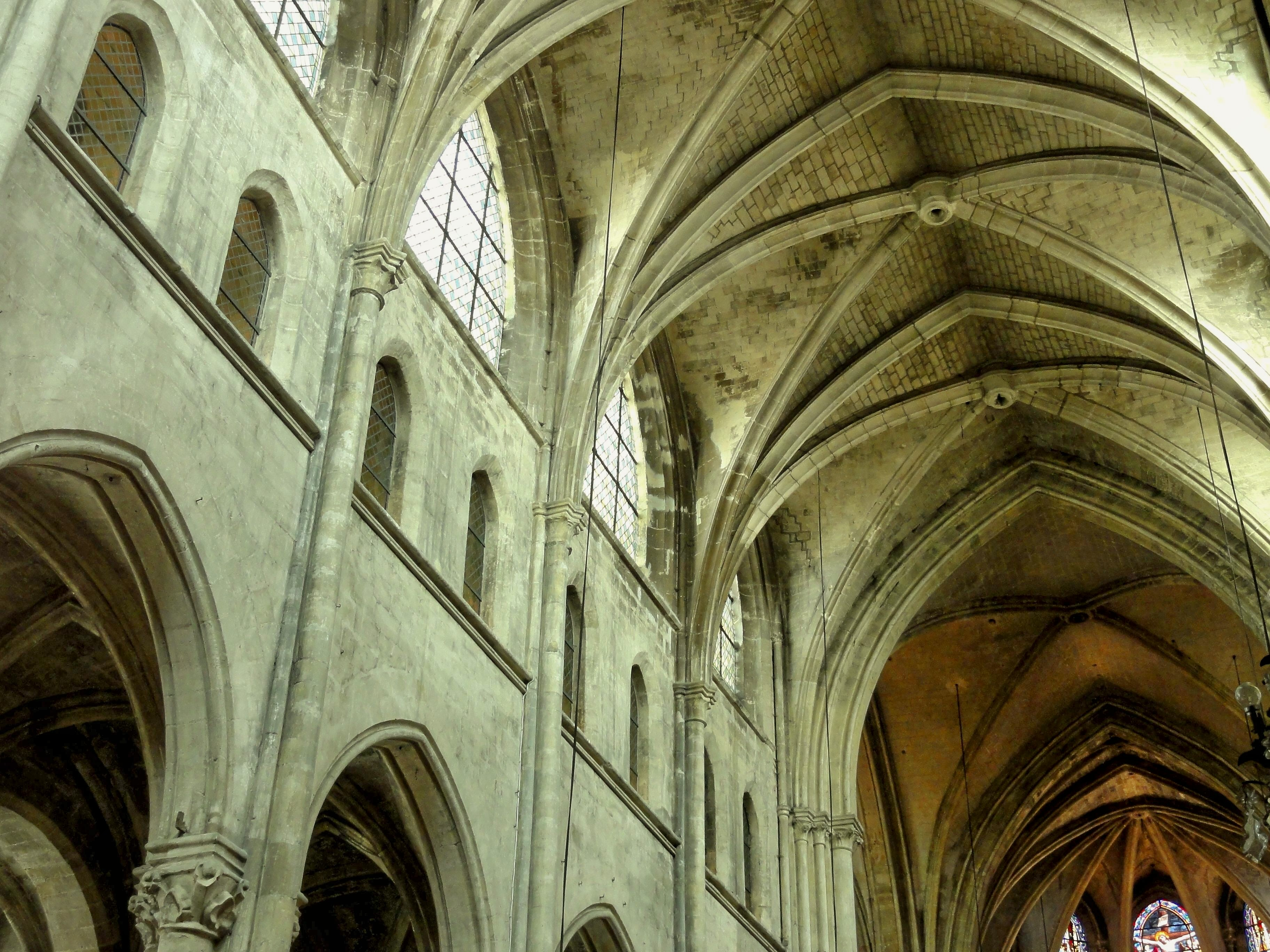
Parties hautes et voûtes.
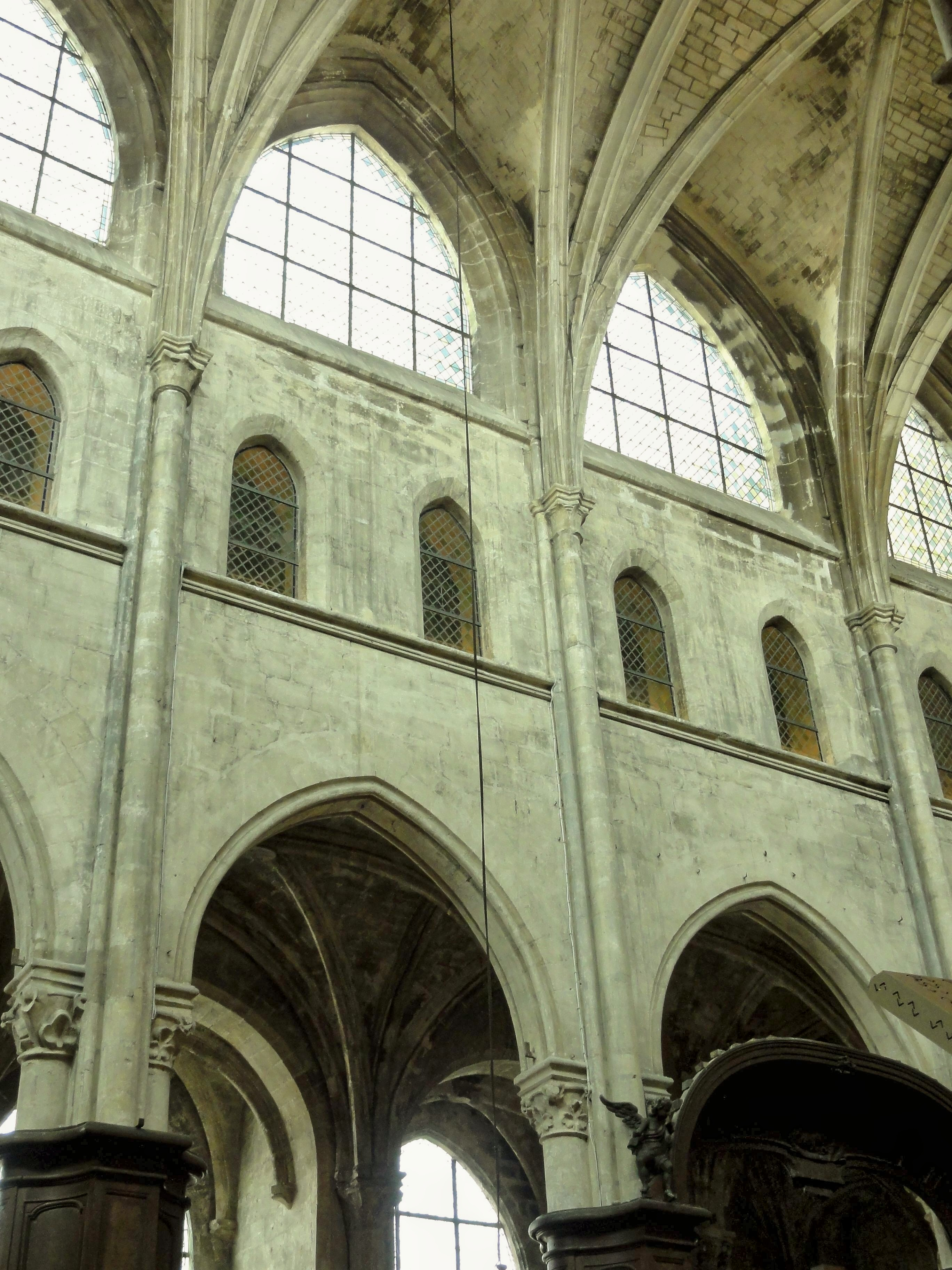
Parties hautes (4e-5e travée, côté nord).
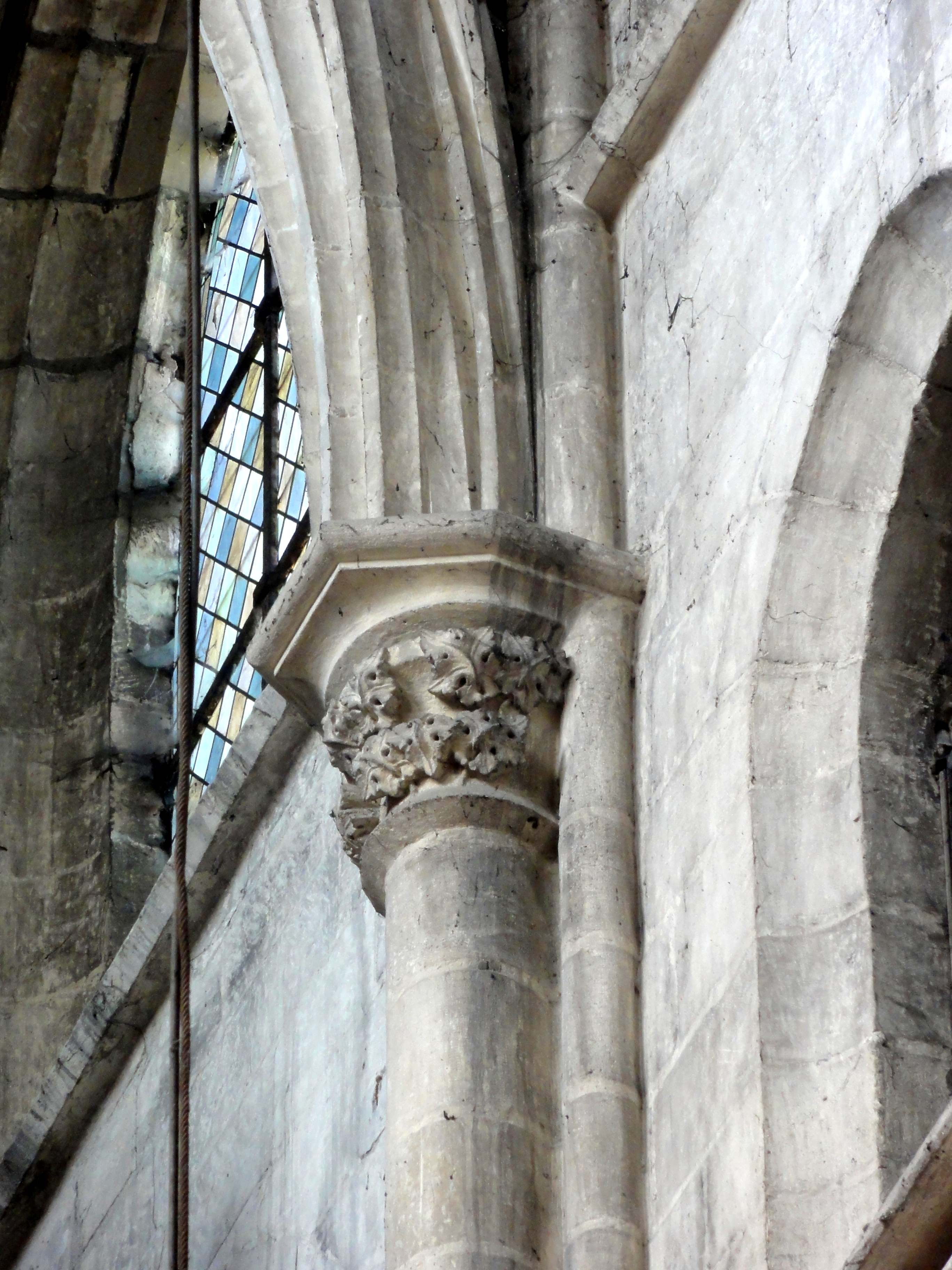
Nef, chapiteau du 1er doubleau, côté nord.
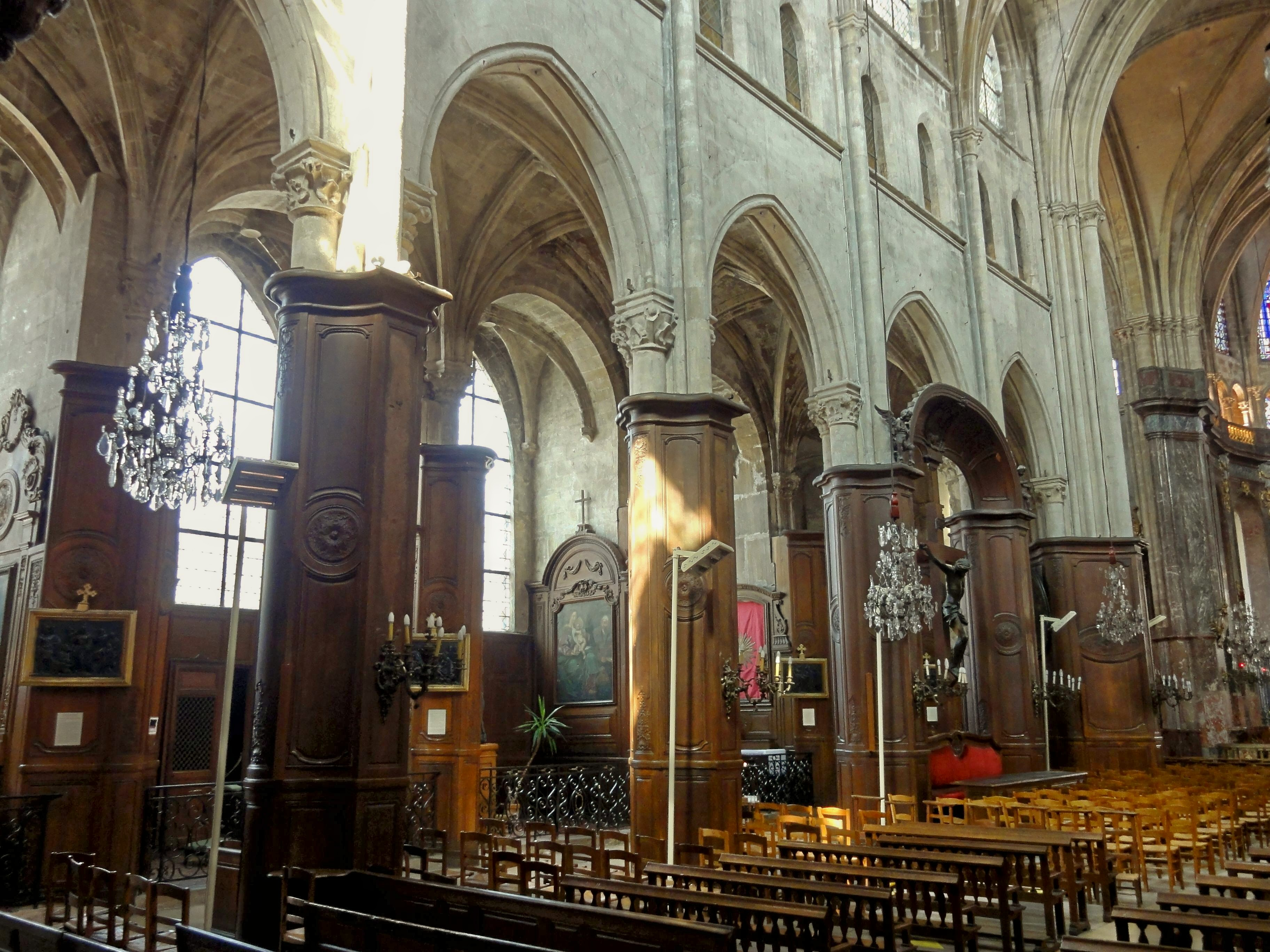
Grandes arcades du nord.
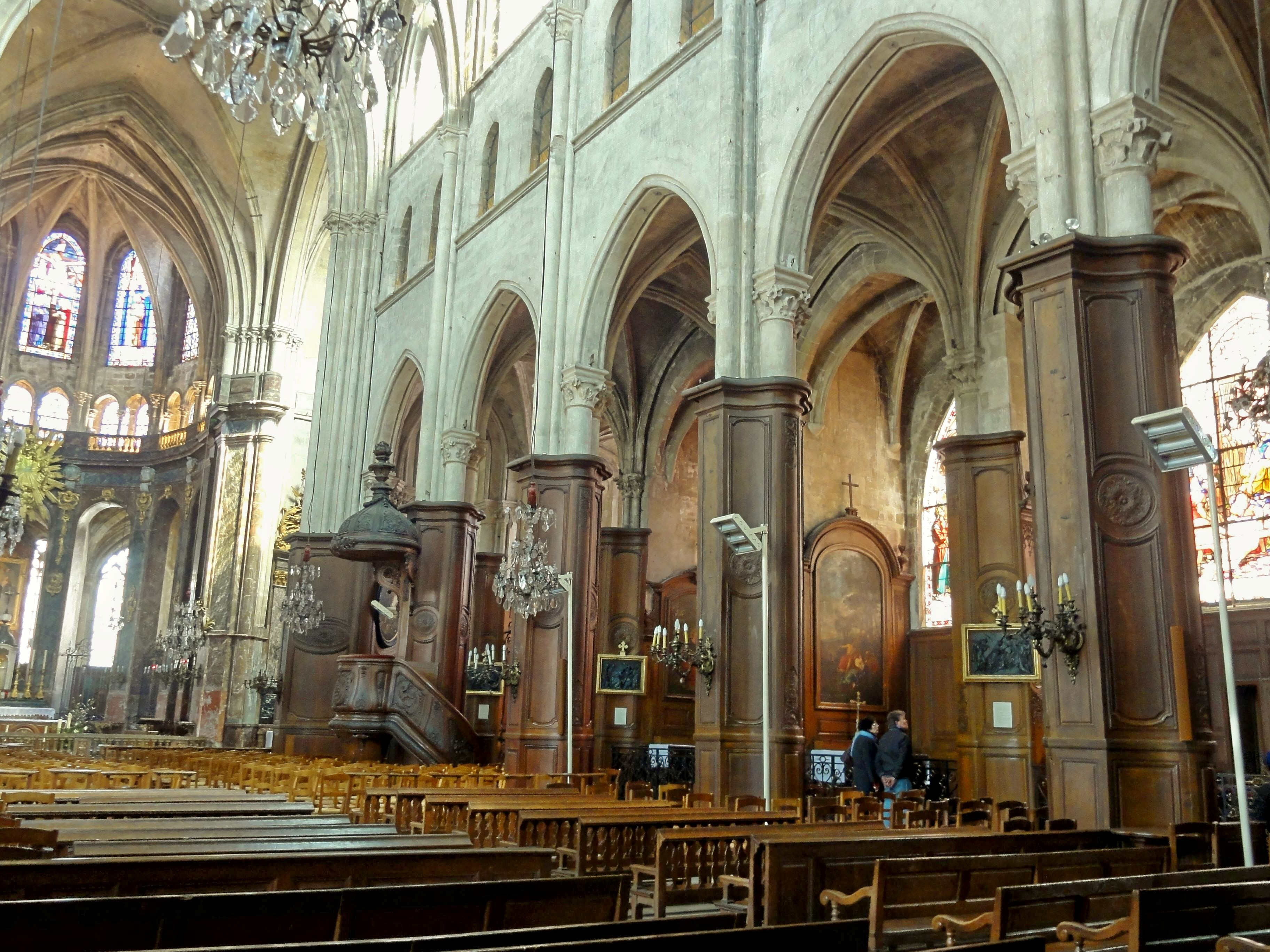
Grandes arcades du sud.

#### Bas-côtés et chapelles

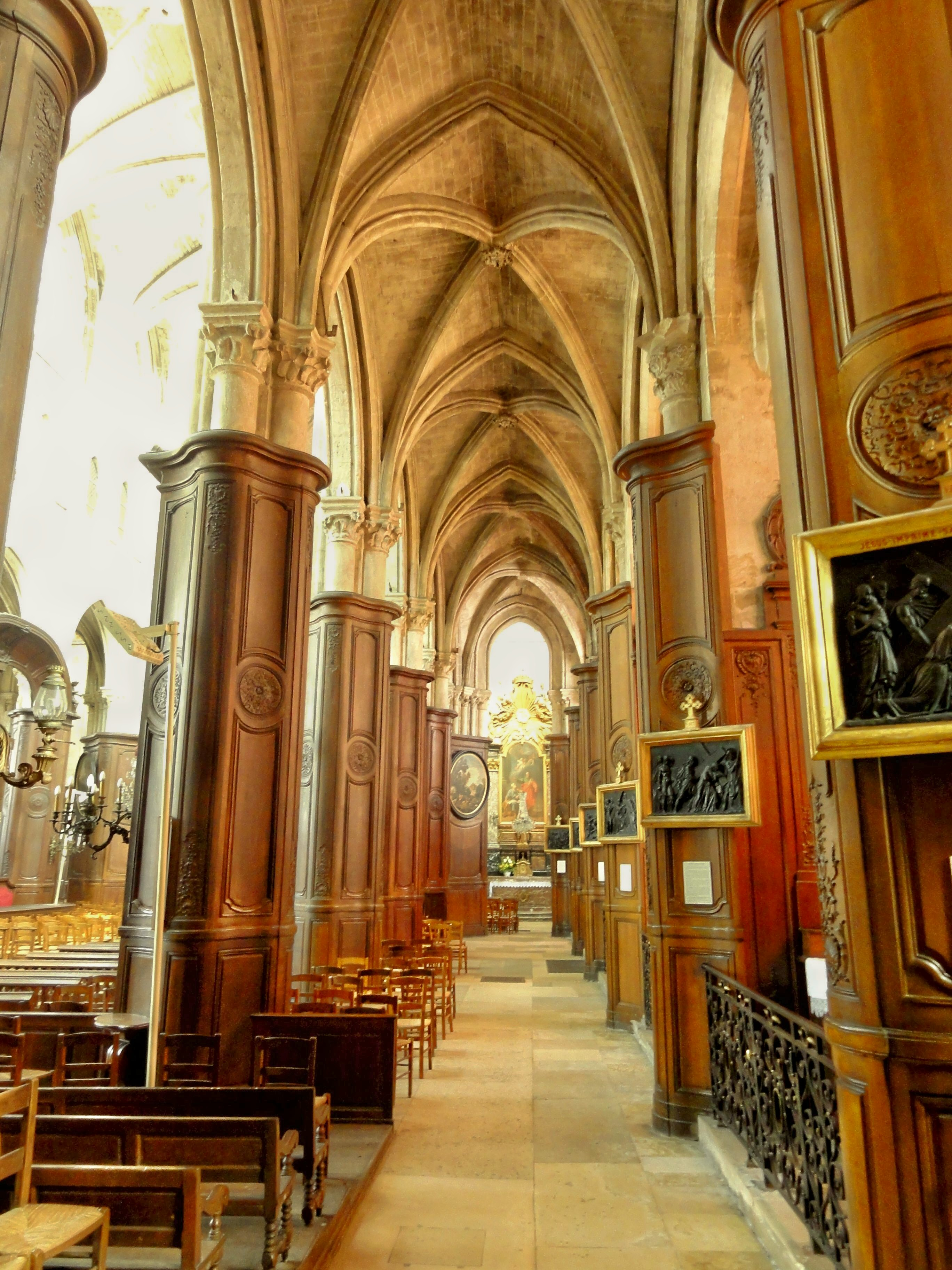
Bas-côté sud, 2e travée, vue vers l'est.

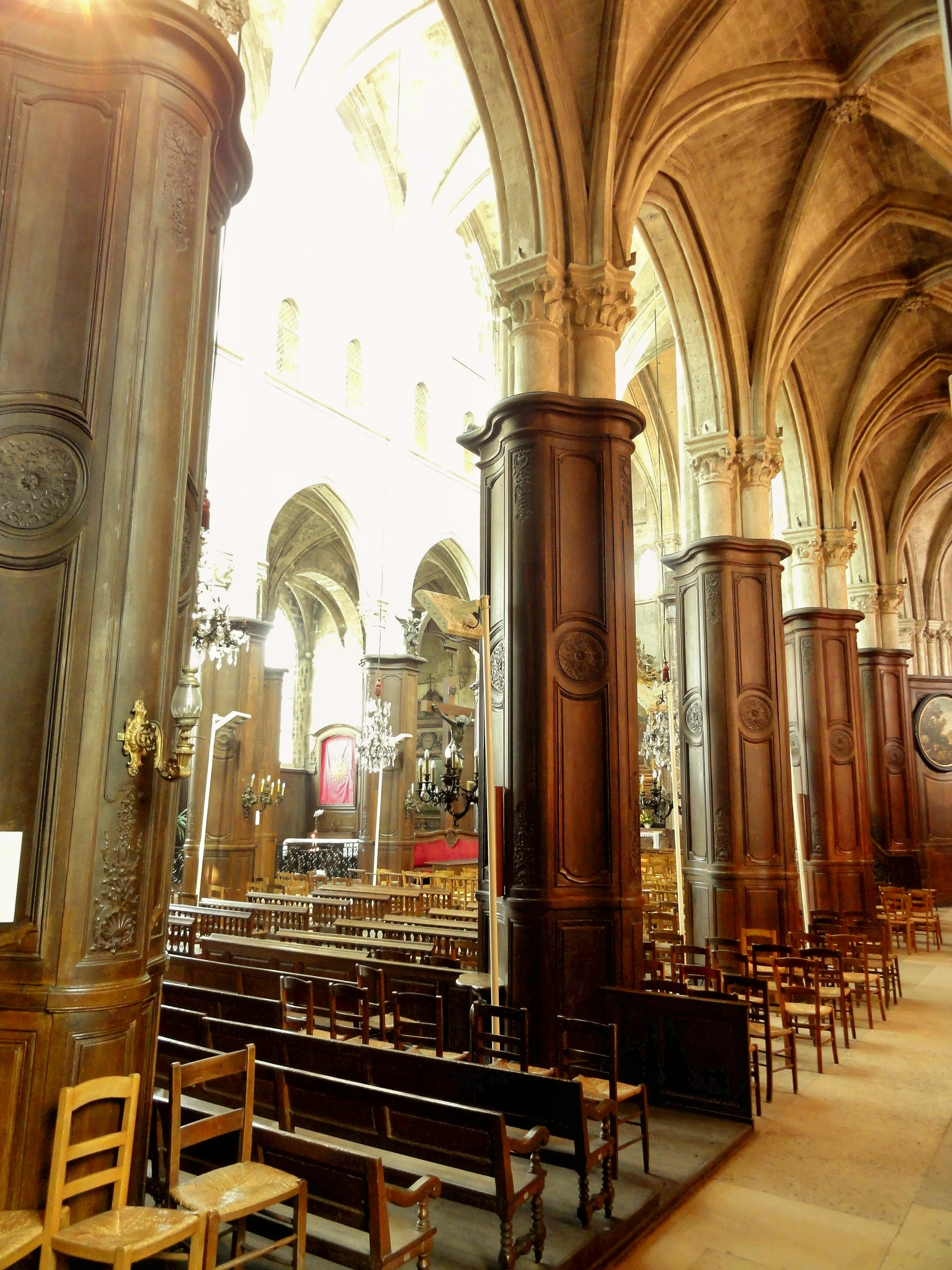
Bas-côté sud, vue vers le nord-est dans la nef.

Plus que dans la nef, l'espace intérieur est dominé par les boiseries de 1767, qui atteignent ici les deux tiers de la hauteur sous le sommet des voûtes. Les bas-côtés n'ont qu'un tiers de la largeur de la nef, mais dépassent la moitié de sa hauteur, ce qui leur confère des proportions plus élancées. Leurs travées, presque carrées, sont en fait légèrement barlongues dans le sens longitudinal. Elles sont contemporaines des travées de la nef adjacentes, et appartiennent donc à quatre campagnes successives. Mais une rupture de style n'est perceptible que dans la sixième et dernière travée. Côté ouest, s'y rencontrent les campagnes de 1240-50 et des alentours de 1240, et côté est, celles des alentours de 1240 et de 1235-40, qui sont celles du transept. Par conséquent, les supports y sont analogues au transept, sauf au niveau du dernier doubleau. Au droit de l'ancien mur gouttereau, l'on y trouve un faisceau de trois colonnettes, reliées les unes aux autres par des larges gorges. La colonnette médiane est à peine proéminente. Côté nef, l'on trouve déjà le même type de pilier qui fut retenu pour les deux campagnes suivantes. Il se compose d'une colonne engagée unique pour les nervures des voûtes, auquel s'ajoutent deux colonnes engagées, une à l'est et une à l'ouest, pour les grandes arcades, séparées de la colonne médiane par de angles saillants.
Ces colonnes des années 1240 / 1270 portent des chapiteaux analogues à la nef, avec l'exception notable que la sculpture reste intacte partout, alors qu'elle s'est perdu au niveau des trois derniers doubleaux de la nef. On peut ainsi observer l'évolution stylistique, qui fait un pas important entre les deux campagnes, et passe d'une flore caractéristique de la première période gothique, même encore peu avant le milieu du XIIIe siècle, vers les petites feuilles déchiquetées de la période rayonnante tardive, répandues encore au XIVe siècle. Les tailloirs réservés aux grandes arcades sont de plan carré, et ne reçoivent chacun qu'une seule nervure. Les tailloirs dédiés aux nervures des voûtes sont en plan d'étoile à huit branches, aux deux cinquièmes engagés dans les massifs. Ce parti est plus raffiné que les tailloirs polygonaux qui règnent sur les chapiteaux du second ordre de la nef. Les tailloirs au nord et au sud des deux bas-côtés reçoivent le même nombre de nervures, car aux formerets le long des anciens murs gouttereaux, répond un rouleau supérieur au-dessus des grandes arcades. Ces nervures longitudinales sont au profil d'un tore en forme d'amande, contrastant avec les tores ordinaires de l'intrados des grandes arcades. Le tore en forme d'amande entre aussi dans la composition du profil des ogives et des doubleaux, identique, où il est flanqué de deux baguettes non dégagées, séparés par une gorge d'un bandeau disposé en arrière-plan. Les clés de voûte paraissent avoir été refaites lors de la construction des chapelles. Dans les deux premières travées au nord et dans les quatre premières travées au sud, ce sont des écussons, pour moitié frustes ou bûchés à la Révolution. Quatre parmi eux sont entourés de motifs flamboyants découpés à jour ou en bas-relief. Dans la troisième travée du nord, on trouve un soleil. Les clés des travées restantes ont pour seul décor des disques ou écussons frustes.
Entre le XIVe siècle et le XVIe siècle, les murs gouttereaux des bas-côtés ont été évidées entre les colonnes engagées et sous les formerets, d'abord au nord, puis au sud, et des petites chapelles rectangulaires ont été construites entre les contreforts. Cet agrandissement répond à un usage largement répandu, qui n'épargne que peu d'églises citadines de cette envergure, et trouve sa motivation dans la multiplication de la fondation de chapellenies et de confréries. En effet, des messes de fondation sont initialement dites dans chacune de ces chapelles. Les chapelles renferment un riche mobilier, mais leur intérêt architectural est limité. Dans le bas-côté nord, les piliers des bas-côtés ont en partie été renforcés, si bien que les colonnes engagées y sont en grande partie noyées dans les maçonneries, contre lesquelles viennent buter les formerets. Les doubleaux ouvrant sur les chapelles sont des plus simples : leurs arêtes sont creusées d'une gorge, et elles se fondent directement dans les murs. Généralement les voûtes sont établies sur des croisées d'ogives simples. La première et la dernière chapelle du bas-côté nord ont une voûte sans ogives à proprement parler. Deux liernes partent de chaque angle, et définissent les quatre branches d'une étoile. Elles rencontrent un cercle disposé sous le sommet de la voûte. La dernière chapelle du bas-côté sud présente une voûte semblable, où une croix centrale prend la place du cercle. Certaines voûtes sont ornées de feuillages, de petits personnages, d'animaux ou d'écus. Les fenêtres sont aussi grandes que possible, puisque leur vocation est de contribuer indirectement à l'éclairage du vaisseau central. Elles sont dépourvues de remplage.

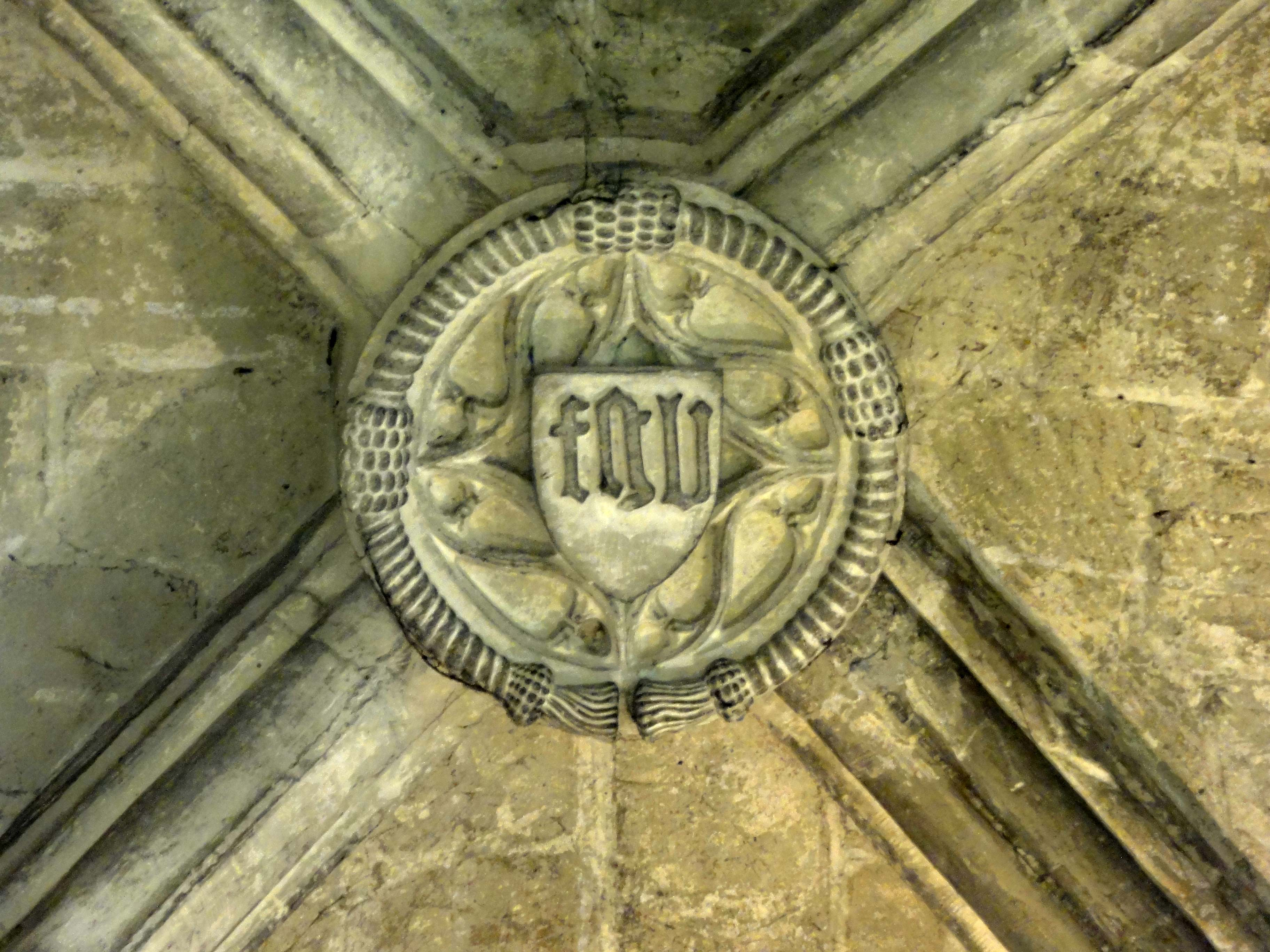
Bas-côté sud, clé de voûte de la 1re travée.
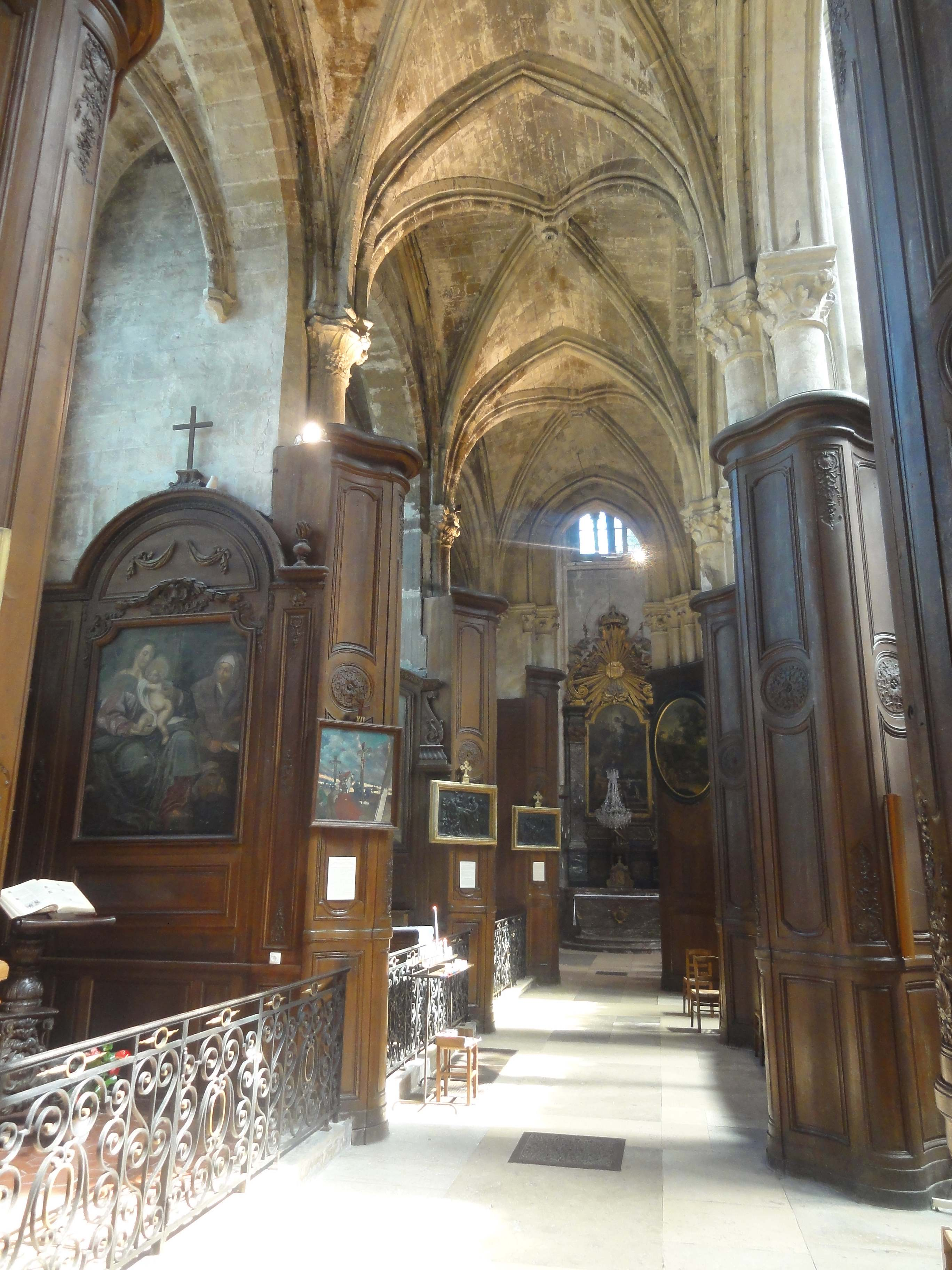
Bas-côté nord, 4e travée, vue vers l'est.
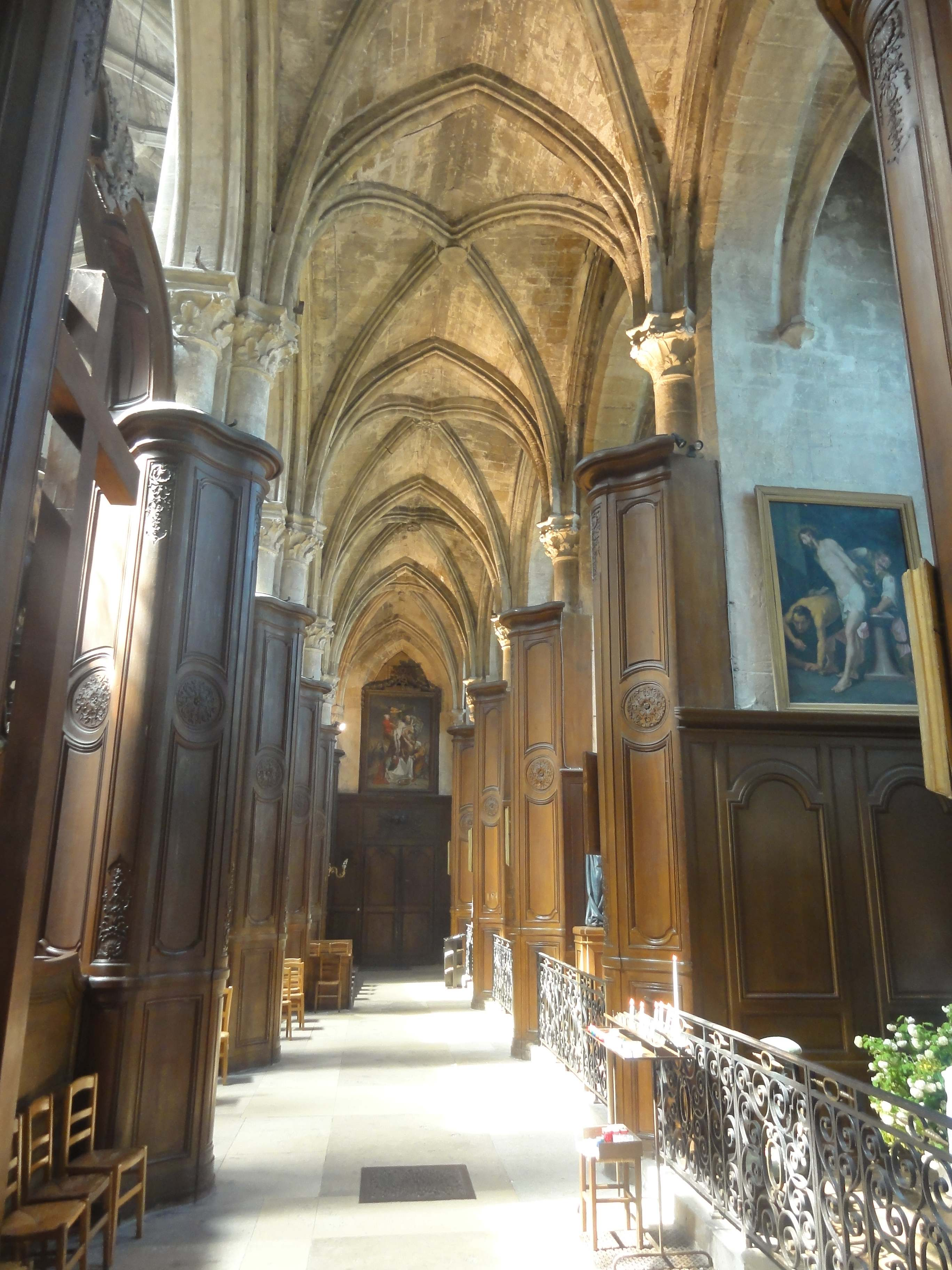
Bas-côté nord, 5e travée, vue vers l'ouest.
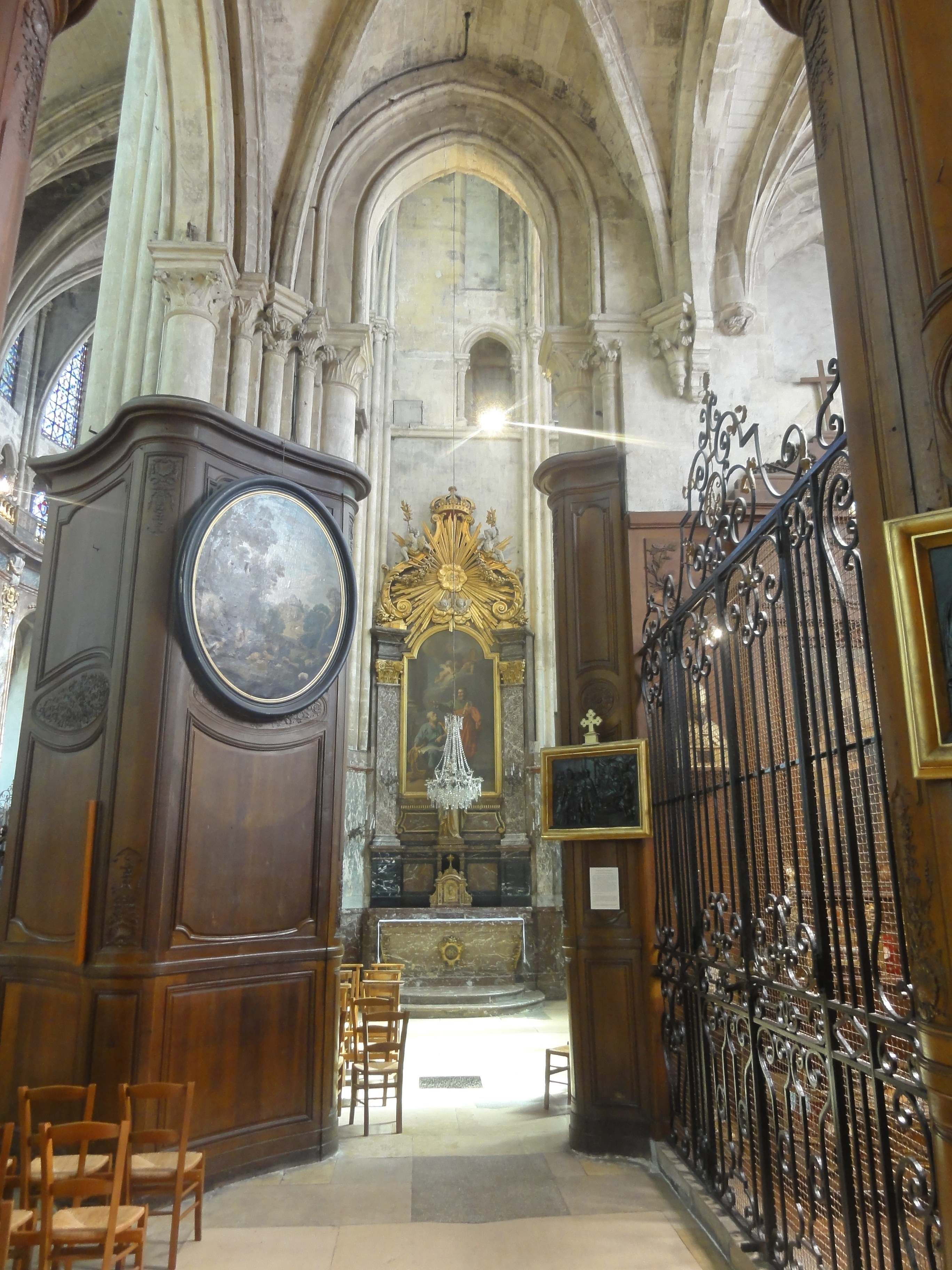
Bas-côté sud, 5e travée, vue vers l'est.
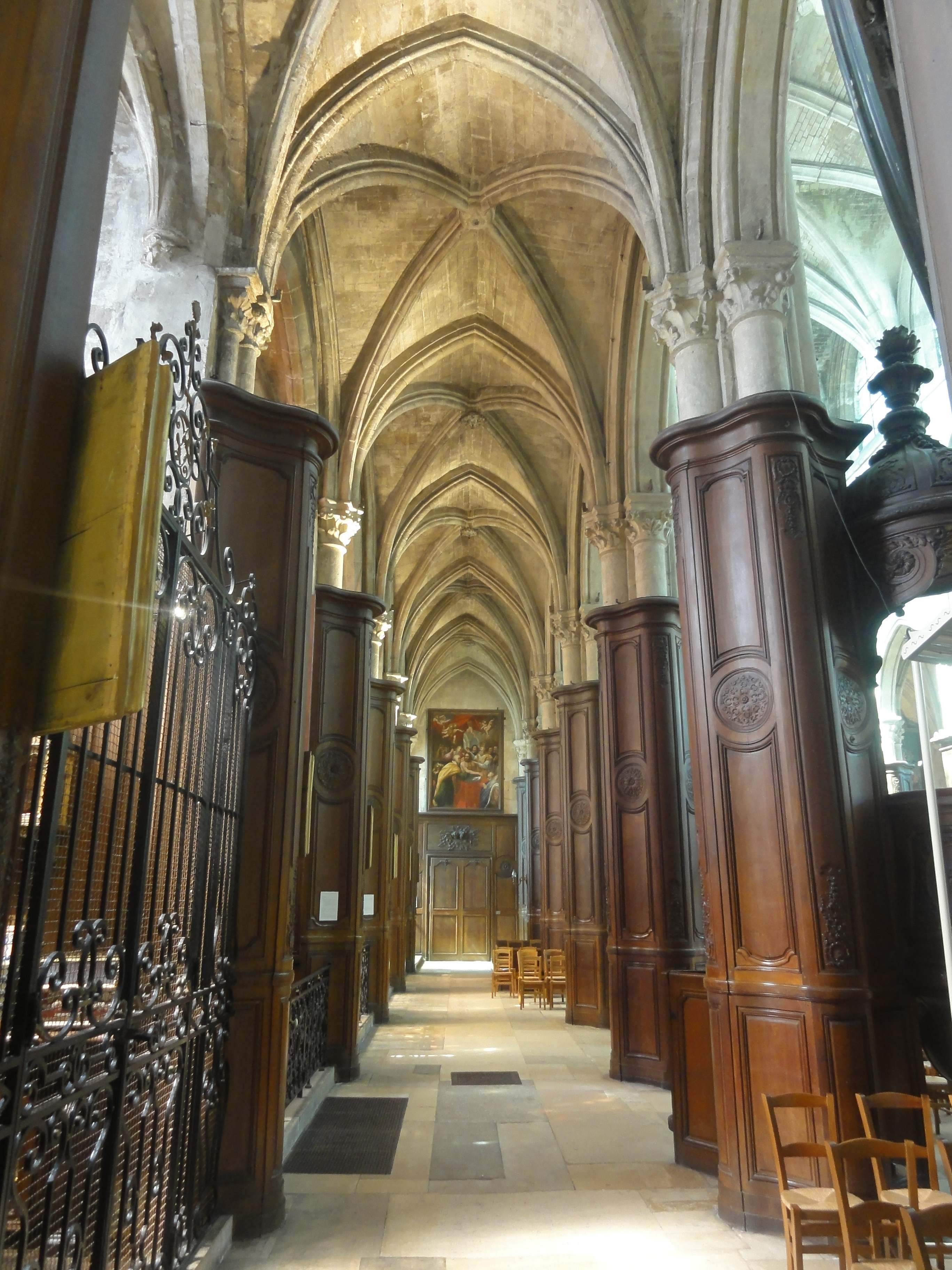
Bas-côté sud, 6e travée, vue vers l'ouest.
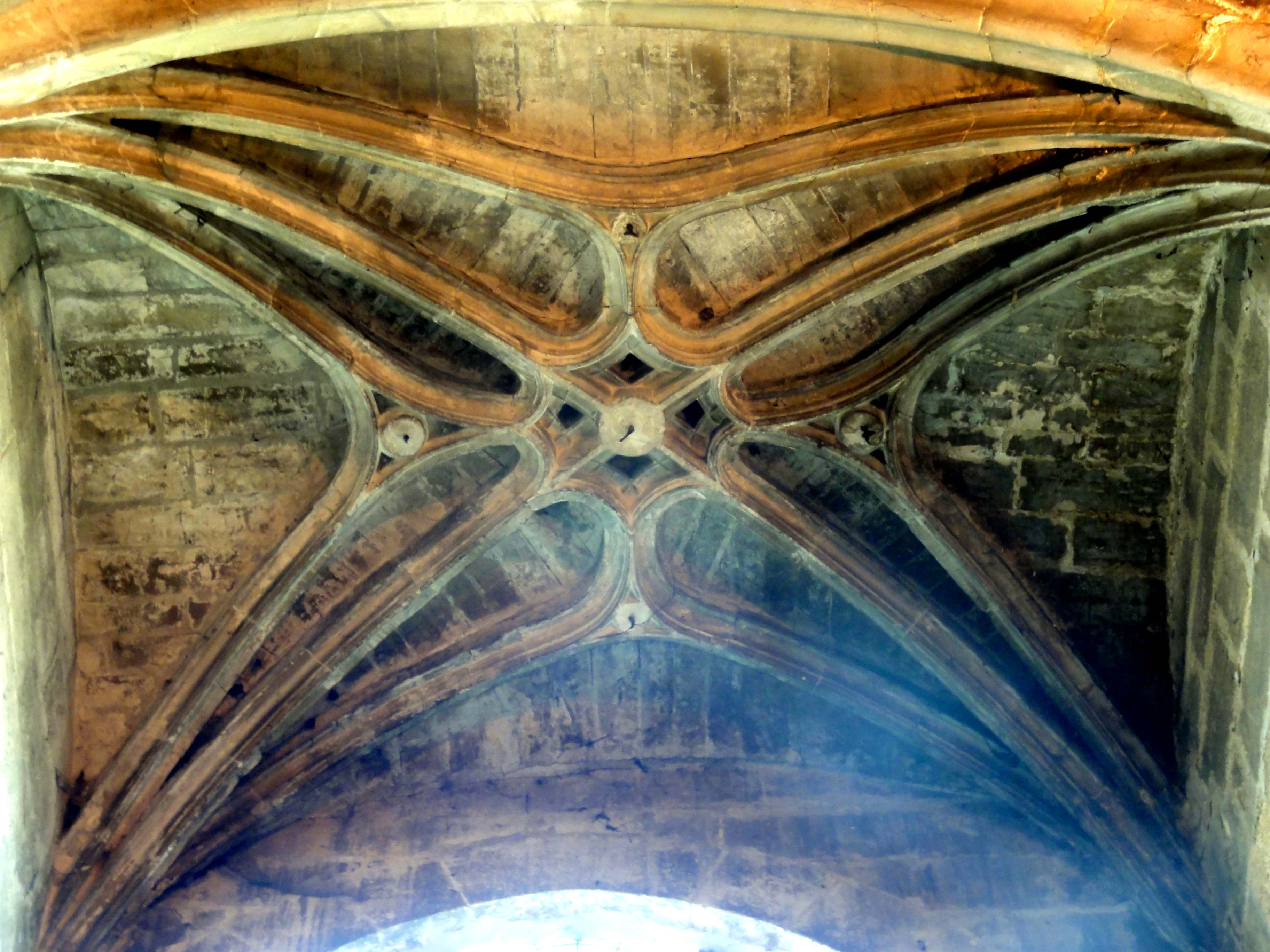
Bas-côté nord, voûte de la 1re chapelle.

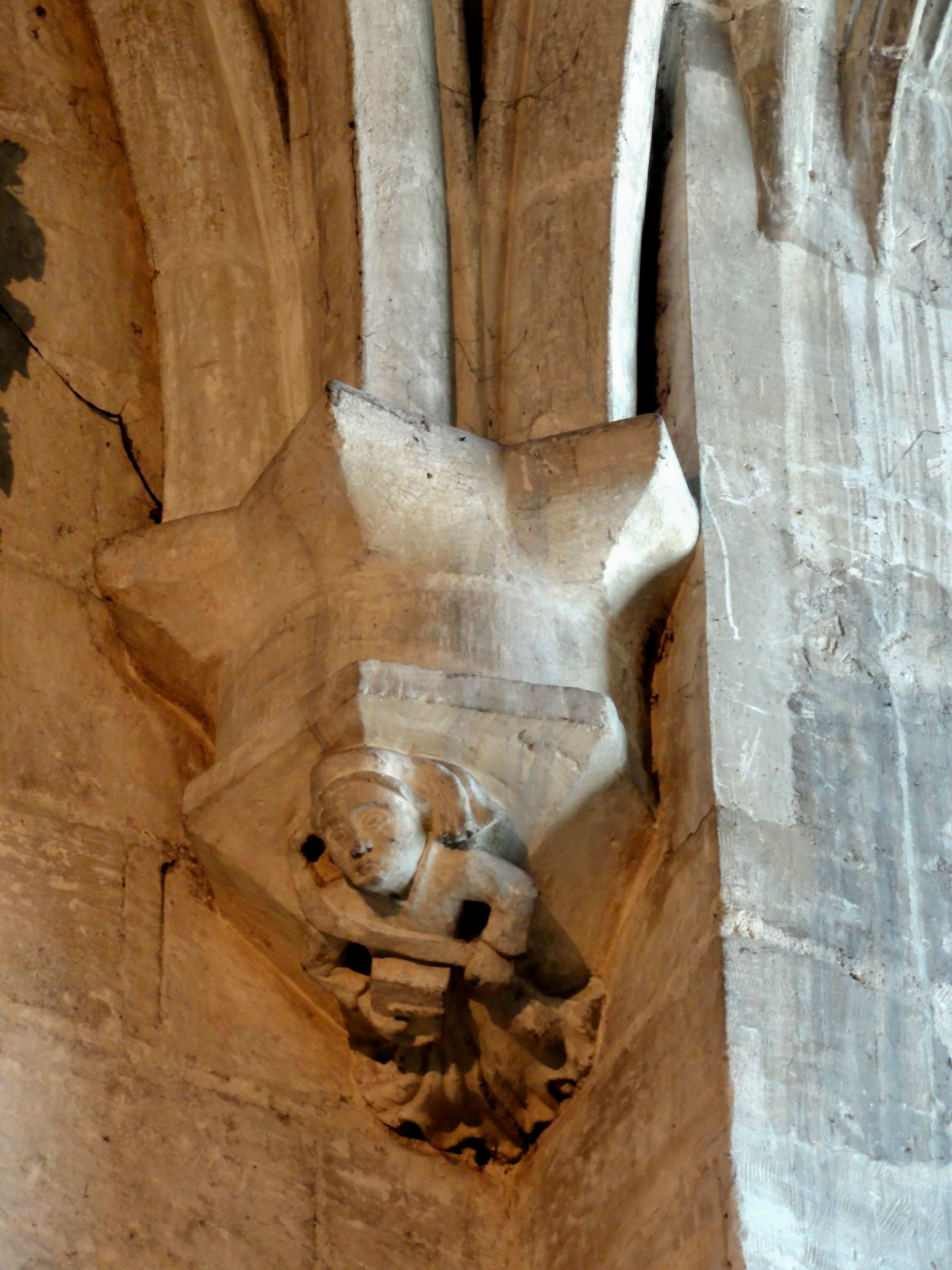
Bas-côté nord, cul-de-lampe dans l'angle nord-ouest (vers 1250-70).
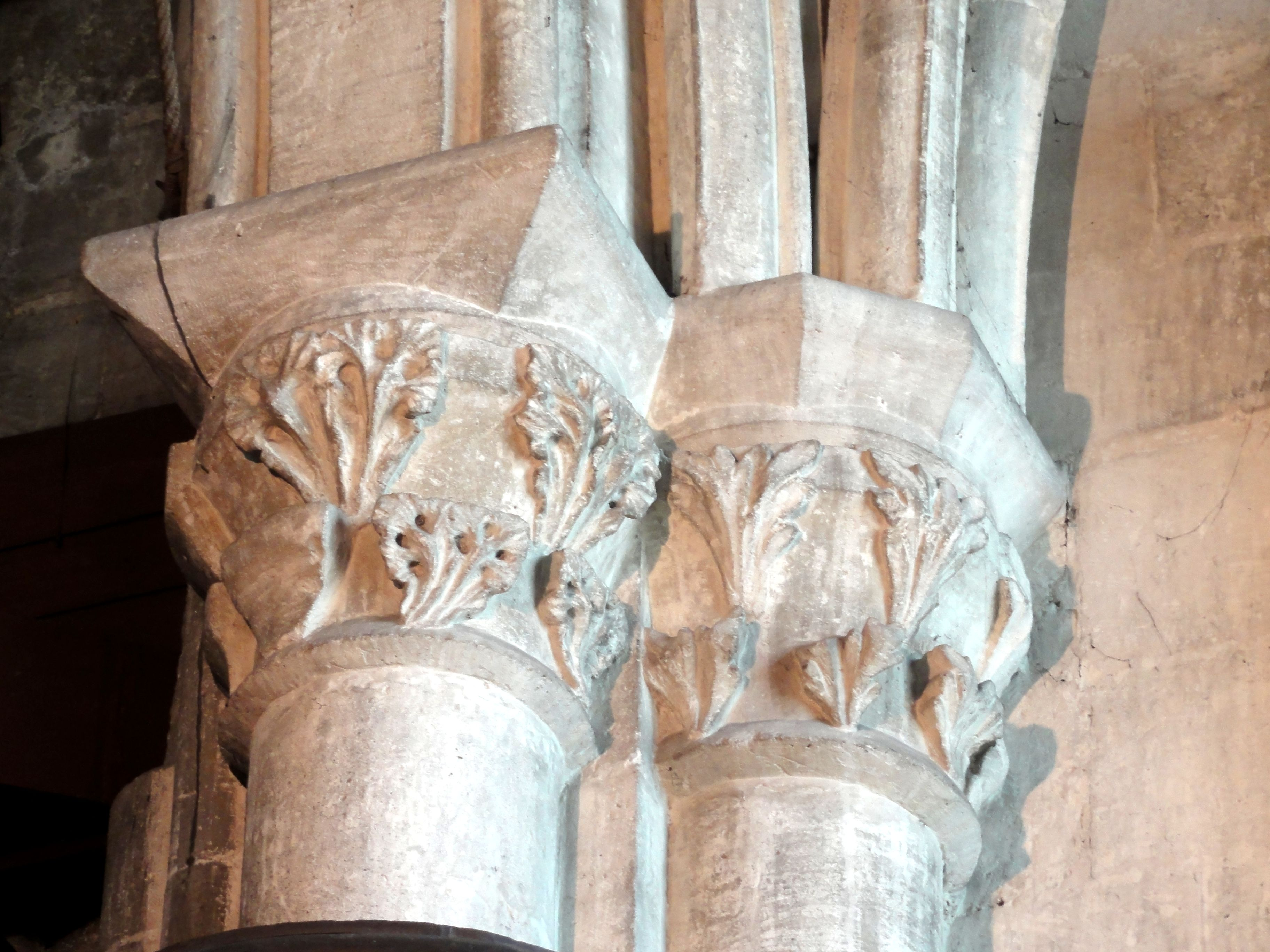
Bas-côté nord, chapiteaux au début des grandes arcades (vers 1250-70).
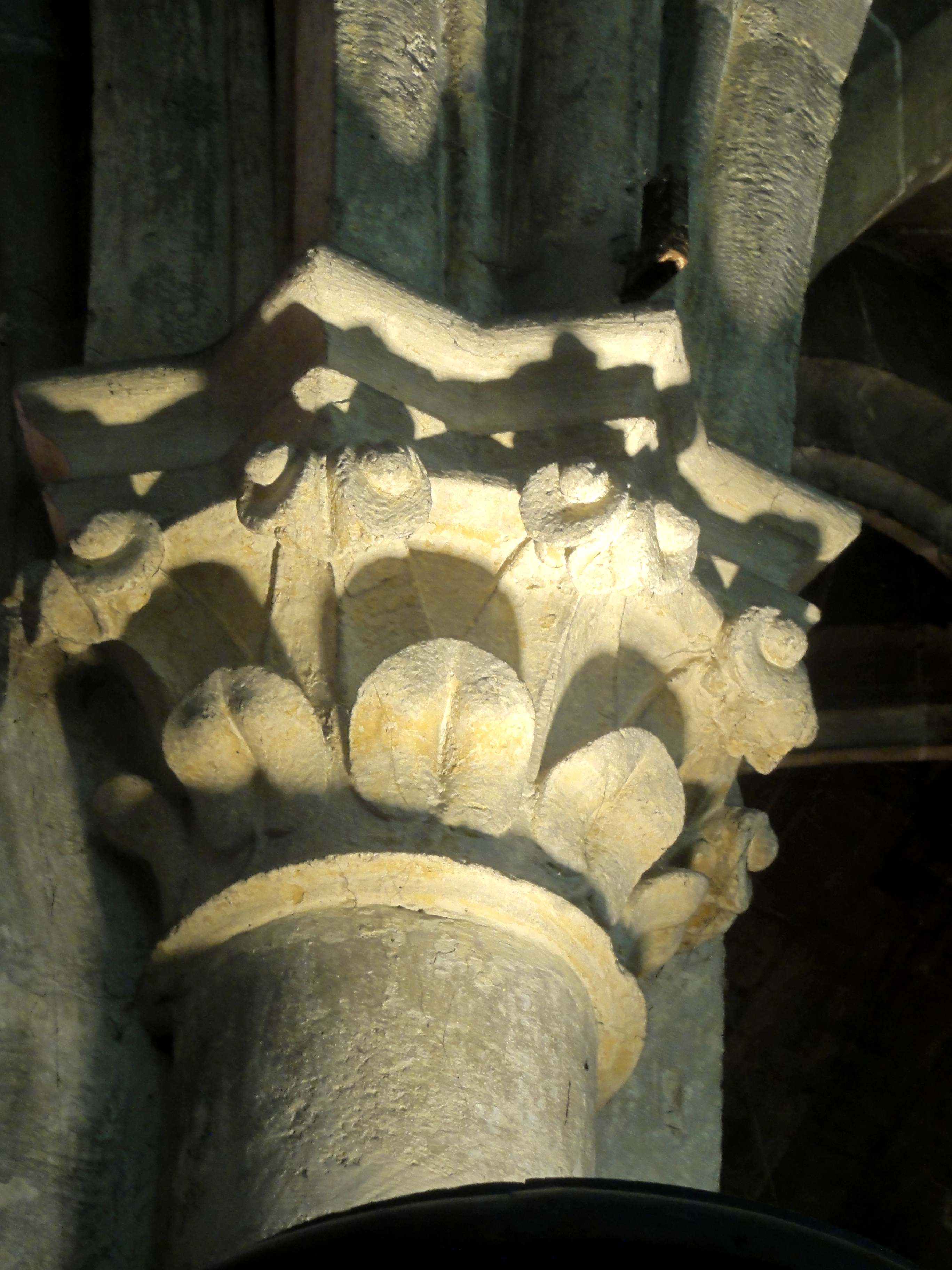
Bas-côté sud, chapiteau du 4e doubleau, côté extérieur (vers 1240-50).
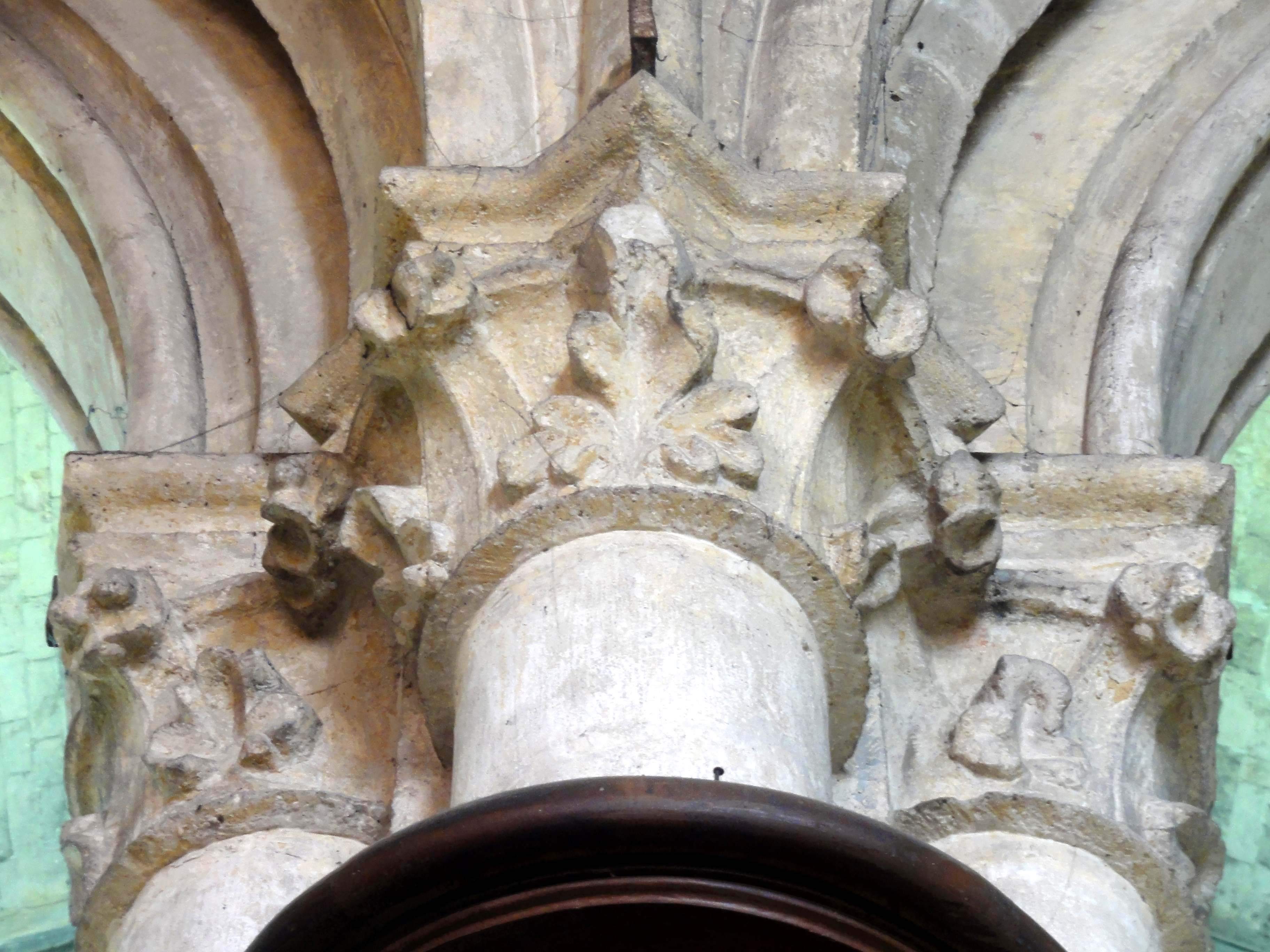
Bas-côté sud, chapiteaux du 5e pilier des grandes arcades (vers 1240-50).
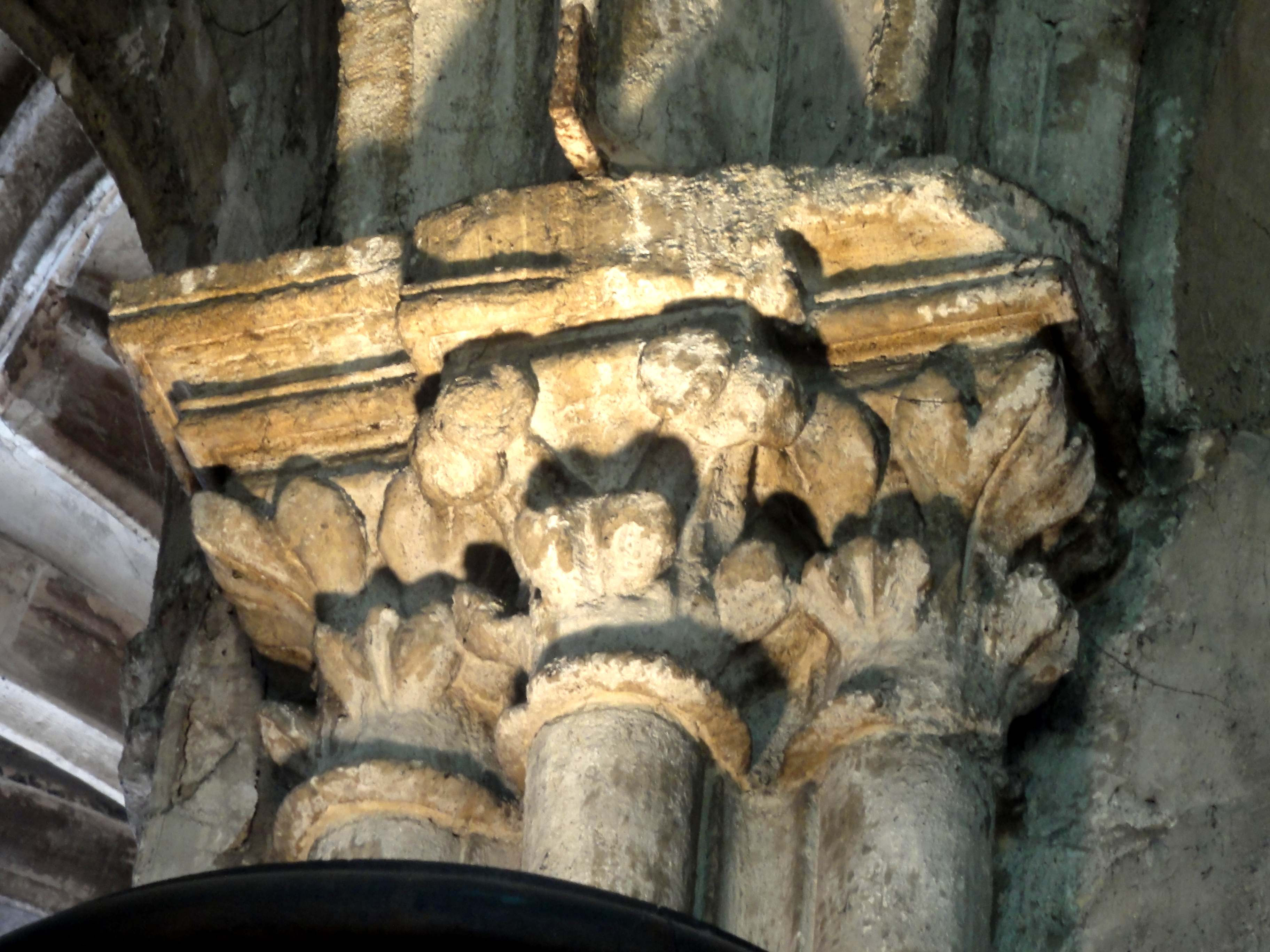
Bas-côté sud, chapiteaux du 5e doubleau, côté extérieur (vers 1240).
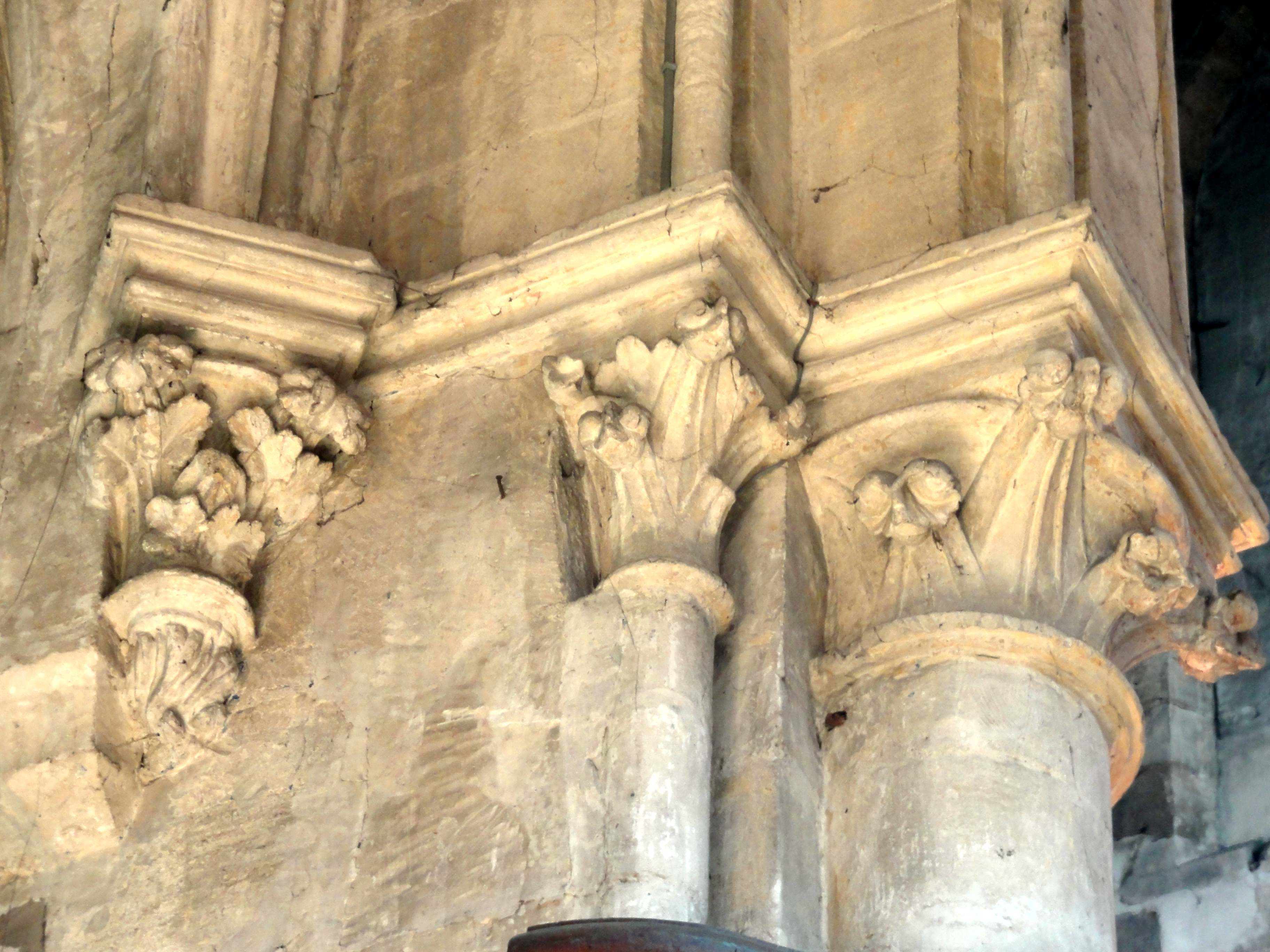
Bas-côté nord, cul-de-lampe et chapiteaux dans l'angle nord-est (vers 1240 / 1235-40).

#### Transept

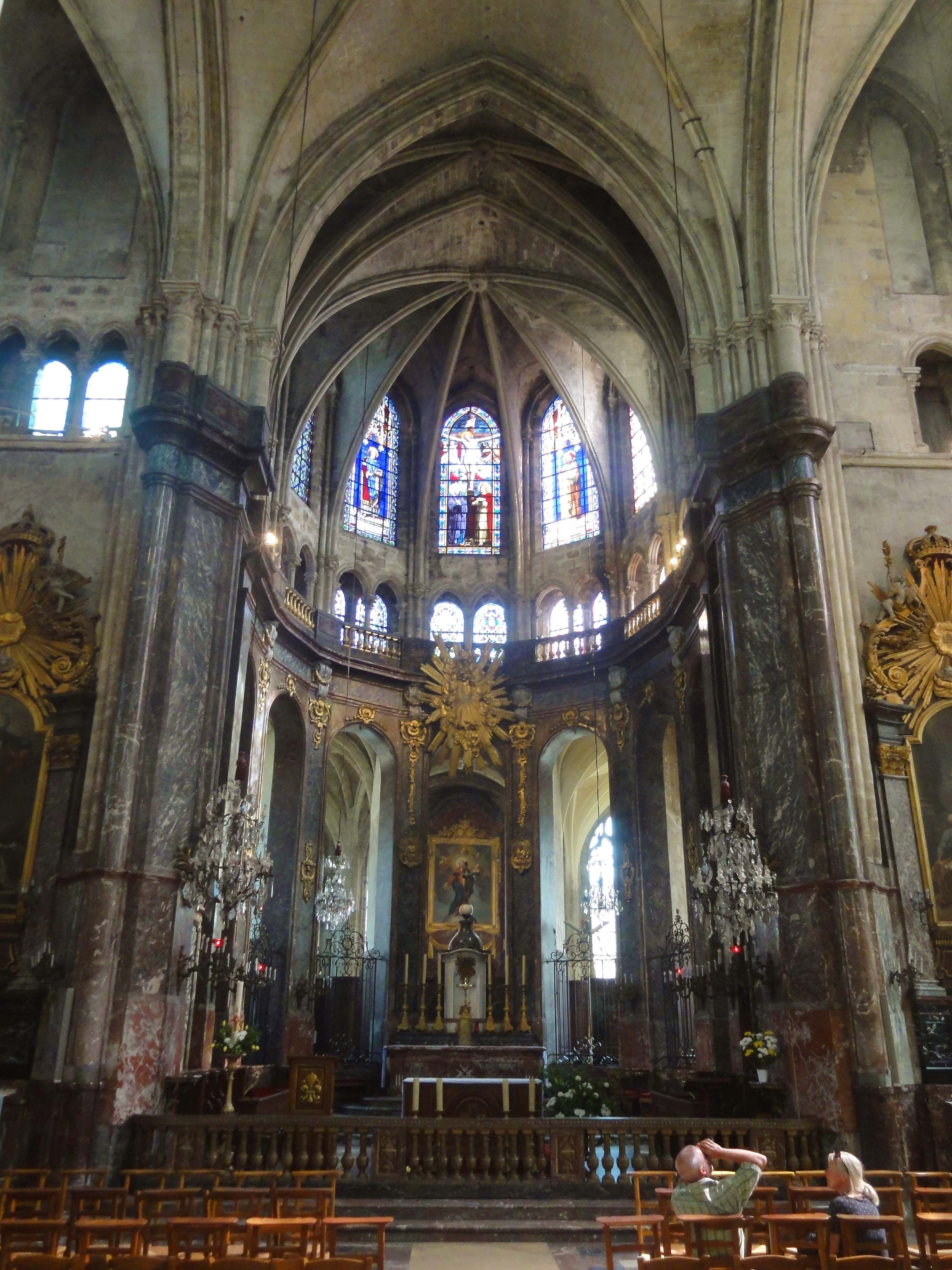
Croisée du transept, vue vers l'ouest.

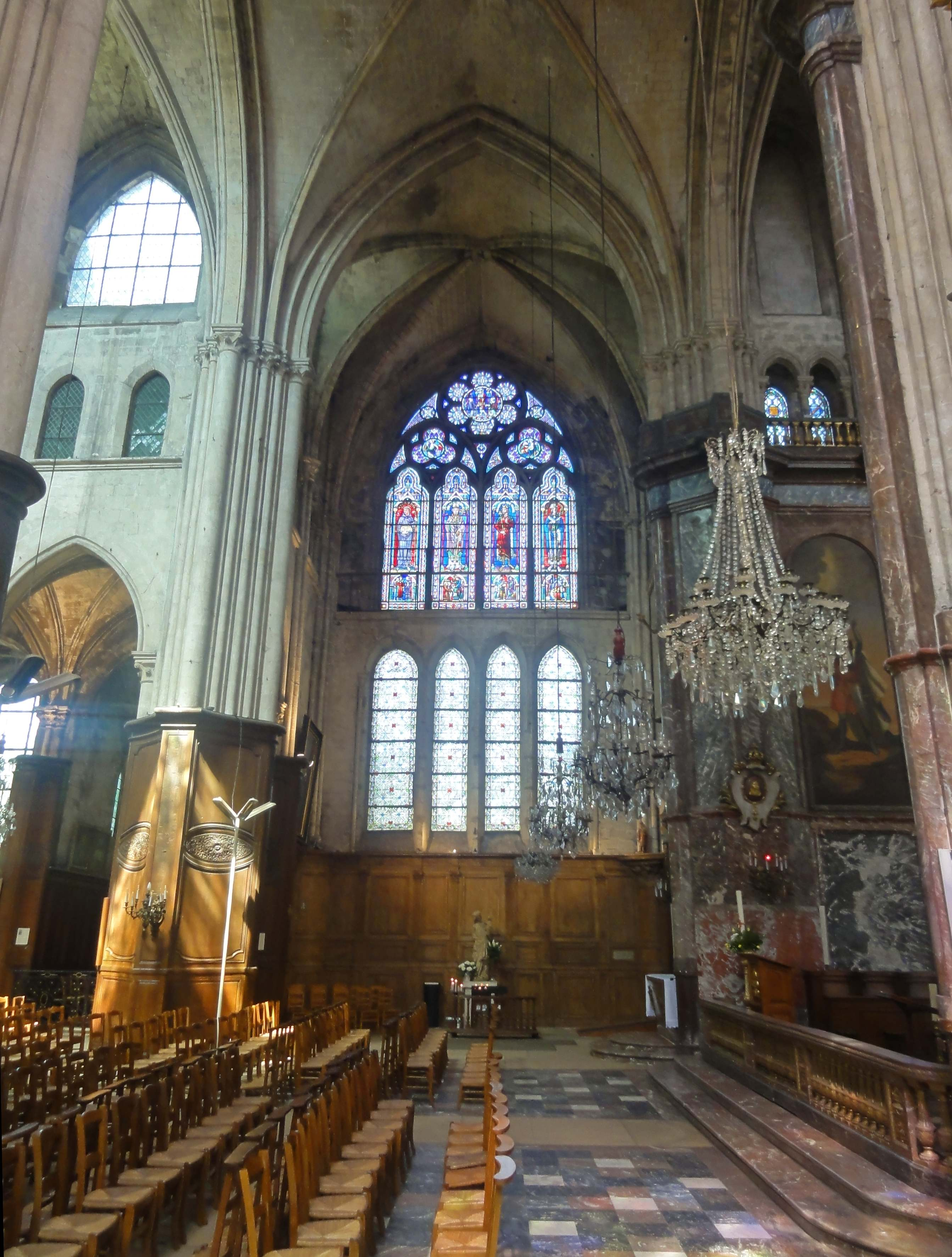
Croisée du transept, vue vers le nord.

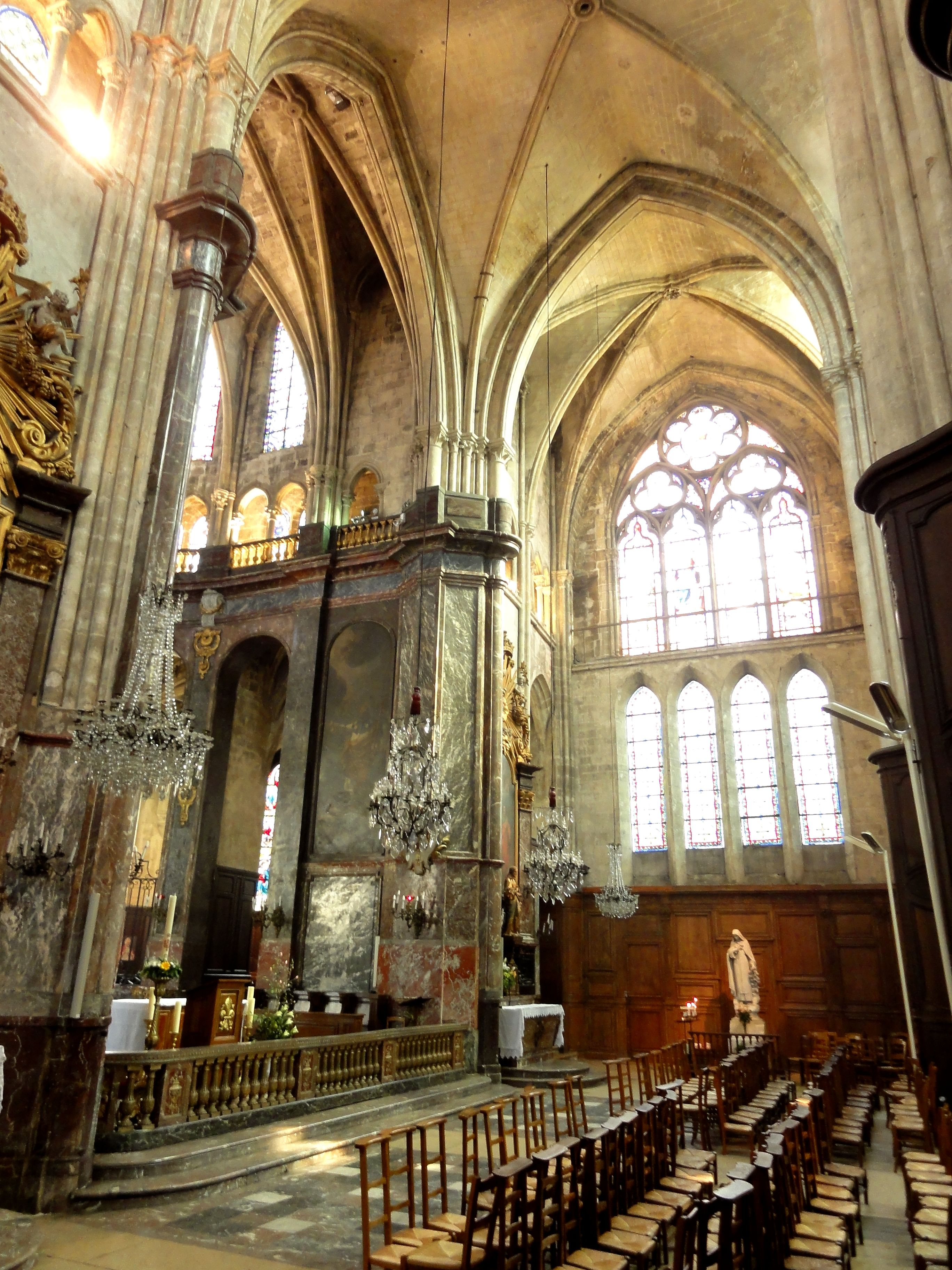
Vue vers le sud-est.

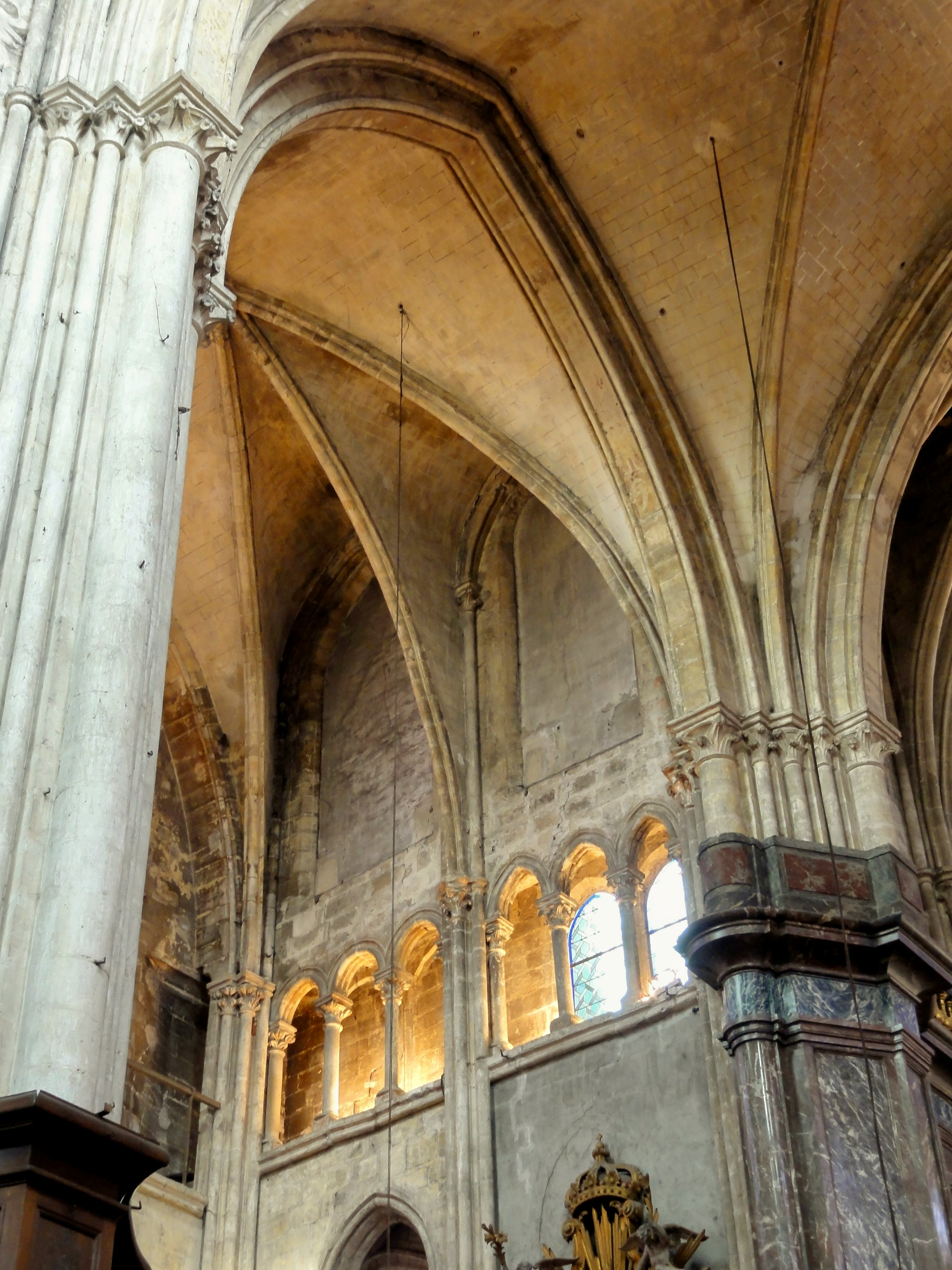
Croisillon sud, parties hautes côté ouest.

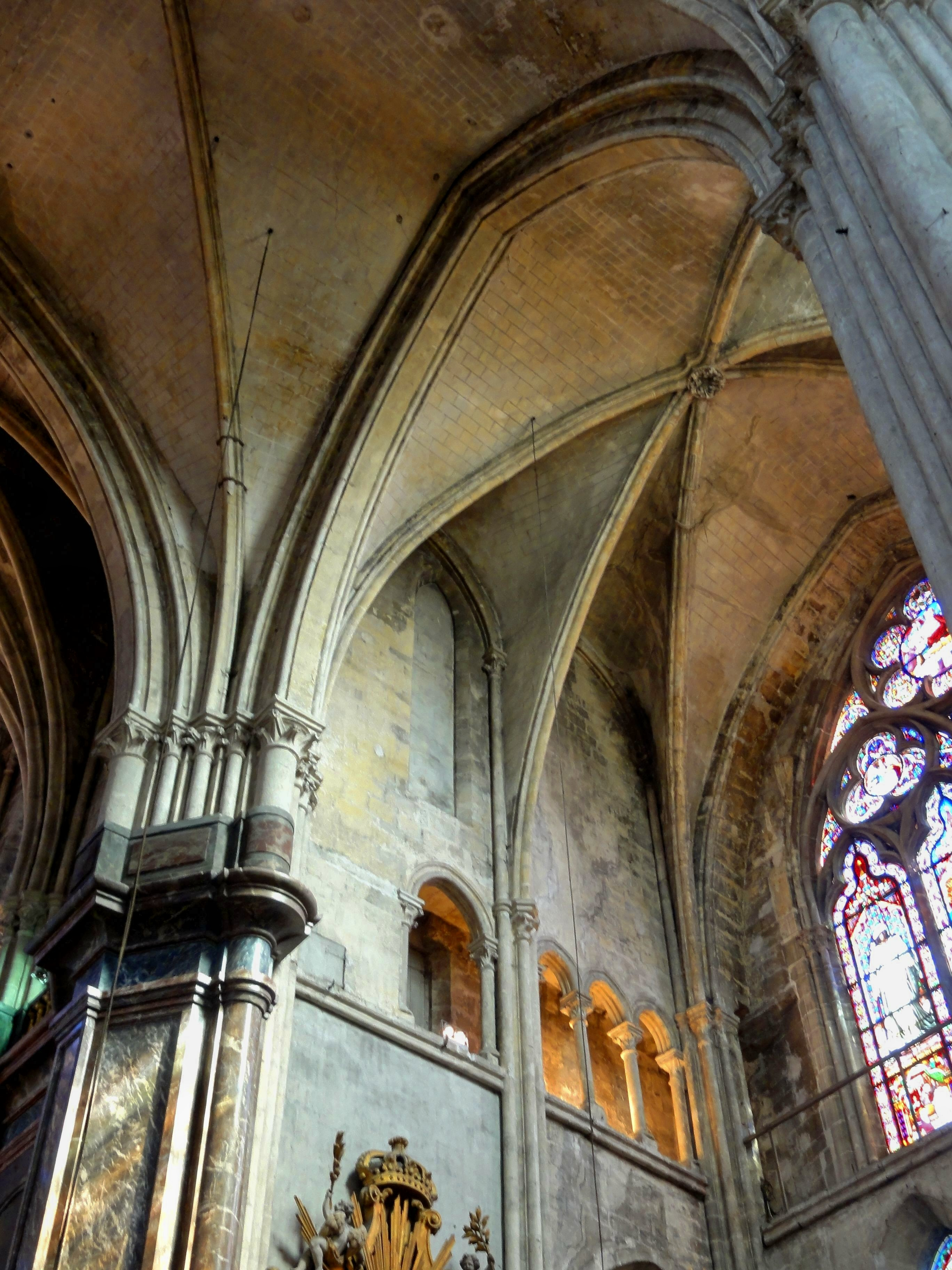
Croisillon sud, parties hautes côté est.

La croisée du transept ne semble jamais avoir été la base d'un clocher, mais seulement d'une flèche. Sa voûte, délimitée par quatre doubleaux à double rouleau d'une mouluration proche des grandes arcades, repose sur quatre piliers cantonnés. Seuls les deux piliers occidentaux sont à l'origine entièrement libres. Ils sont cantonnés de quatre colonnettes de fort diamètre, qui sont pour un quart engagés dans des dosserets, et de quatre faisceaux de trois fines colonnettes, qui sont logées dans autant d'angles rentrants. Les fortes colonnettes sont réservées aux rouleaux inférieurs des doubleaux, et les fines colonnettes, aux rouleaux supérieurs ou aux formerets, ainsi qu'aux ogives. Avant le XVIe siècle, le chœur ne possédait pas encore de déambulatoire. Les deux piliers orientaux étaient donc seulement cantonnés de deux colonnettes de fort diamètre, et de trois faisceaux de trois fines colonnettes. Ce sont, dans les deux cas, des supports en tous points conformes à l'usage général à la première période gothique, très différents des piliers de la nef. Ils sont datables de 1235 / 1240 environ, et contemporains du chœur. Les chapiteaux sont uniformément sculptés de crochets stéréotypés, à raison d'un par angle et d'un au milieu de chaque face de la corbeille, situé un peu plus bas. Un anneau se dégage en haut de la corbeille. Les tailloirs, de faible hauteur, accusent, du haut vers le bas, une fine tablette, un mince filet, et un cavet relié à une baguette. Lors du remaniement des grandes arcades du chœur en 1773, avec habillage en marbre, les piliers orientaux du carré du transept ont été repris en sous-œuvre, tout en laissant subsister les chapiteaux, la partie haute des fûts, et les deux tiers supérieurs des faisceaux dans les angles des croisillons. Il va de soi que toutes les bases sont perdues. Reste à mentionner la voûte, qui daterait des années 1240. Elle est analogue aux voûtes des bas-côtés, et les ogives accusent ainsi un tore en forme d'amande entre deux baguettes non dégagées,.
Les croisillons du transept se démarquent par leur voûtement sexpartite (à six branches d'ogives), ce qui explique leur subdivision en deux demi-travées. Les voûtes sexpartites se rattachent, en principe, à la première période gothique en Île-de-France. Si le procédé a été conçu à l'intention des édifices majeurs, il a connu une forte diffusion, et trouvé une application dans nombre d'églises rurales, sans que cela se justifie par leurs dimensions. Les voûtes des croisillons de Saint-Jacques de Compiègne semblent représenter la dernière application dans la région avant la reconstruction flamboyante. D'autres exemples de croisillons à voûtes sexpartites et à deux demi-travées successives sont Bouillancy et Saint-Crépin-Ibouvillers. Les premières demi-travées des croisillons ont été bâties en premier lieu, en même temps que le carré du transept et le chœur, vers 1235 / 1240, mais en laissant en attente les voûtes. Les deuxièmes demi-travées sont issues de la même campagne de travaux que les voûtes, et datent des années 1240. Malgré les deux campagnes distinctes, les élévations des croisillons s'organisent d'une manière cohérente. Elles s'organisent comme suit. À l'ouest et à l'est, la voûte retombe sur des faisceaux de trois fines colonnettes, reliées les unes aux autres par des gorges, ce qui constitue une avancée stylistique par rapport au carré du transept. Les colonnettes médianes, destinées aux branches d'ogives supplémentaires, portent des chapiteaux à bec, comme on peut en voir dans les chœurs de Montataire et Nogent-sur-Oise, dans la Sainte-Chapelle de Paris, dans les bas-côtés de Royaumont, dans l'abbatiale d'Ourscamp, au transept de la basilique Saint-Denis, etc. Les deux autres colonnettes sont seulement baguées au niveau des tailloirs de ces chapiteaux. Leurs chapiteaux se situent plus haut, comme c'est fréquemment le cas quand les lunettes des voûtes sont étroites et en tiennent un tracé surhaussé. Il en va de même dans les angles près de la croisée du transept. Dans les quatre extrémités du transept, les faisceaux de trois colonnettes ne sont pas symétriques. La pointe des tailloirs des colonnettes médianes est moins prononcée, et les colonnettes des formerets des murs nord et sud du transept ont leurs chapiteaux au même niveau que les colonnettes des ogives. On peut indiquer, dans ce contexte, que le profil des ogives est analogue à la croisée du transept, et donc, aux bas-côtés de la nef,.
À l'instar de la nef, les élévations latérales ouest et est des croisillons sont à trois niveaux d'élévation, mais l'on trouve ici un triforium véritable. Du fait de l'absence de déambulatoire dans le plan initial, les deux élévations latérales ne sont pas analogues, et elles ont connu des modifications depuis leur construction. Malgré cela, elles permettent de reconstituer les élévations du chœur avant le percement des grandes arcades ouvrant sur le déambulatoire. À l'est de la première demi-travée du croisillon nord, l'on trouve en effet, au rez-de-chaussée, une ancienne fenêtre en tiers-point, flanquée de deux colonnettes avec chapiteaux à crochets surmontés de tailloirs carrés. Elle donne aujourd'hui sur le déambulatoire et est cachée par un retable, mais regardait jadis sur l'extérieur, comme le prouve la feuillure conservée en l'état. Chacun des pans de l'abside devait initialement présenter une fenêtre basse du même type. Il est possible que chaque croisillon comportait à l'origine des fenêtres semblables dans la deuxième demi-travée. Du côté est, on trouve à leur emplacement supposé une grande arcade au profil prismatique, sans supports, dans le croisillon sud, et une grande arcade de type gothique, profilée d'un filet entre deux tores dégagés, dans le croisillon nord. Cette arcade ne saurait, en principe, qu'être néo-gothique. Les seules arcades d'origine sont celles qui établissent l'intercommunication avec les bas-côtés de la nef. Celles-ci sont à double rouleau, et retombent de chaque côté sur deux colonnettes d'un diamètre différent. À l'instar des formerets des élévations latérales des croisillons, le tracé de ces arcades est très surhaussé en raison de leur étroitesse, le niveau de la retombée et des clés d'arc étant fixé par les grandes arcade, plus larges, de la nef,.
Un bandeau, mouluré d'un filet, d'une gorge et d'un tore, marque la fin du premier niveau d'élévation, et sert en même temps d'appui aux baies du triforium. Celui-ci n'a pas été concerné par les remaniements, et est encore complet dans les deux croisillons. Il se compose, en principe, de trois arcades par travée de chaque côté, qui retombent sur un total de quatre colonnettes à chapiteaux (au début du croisillon sud du côté est, il n'y a qu'une seule arcade plus large à côté d'un mur plein, en raison de la présence d'une cage d'escalier au revers de ce mur). C'est par les chapiteaux et tailloirs de ces colonnettes que l'on peut distinguer les deux campagnes de construction du transept. Dans la première demi-travée, les chapiteaux sont analogues au carré du transept. Dans la deuxième demi-travée, les corbeilles sont sculptées de feuilles polylobées appliquées, et la modénature des tailloirs est, en partie, plus rudimentaire. En plus, les arcades sont moins aigües, proches du plein cintre. Le triforium est ajouré grâce à des baies géminées en arc brisé, semblables à celles du deuxième niveau d'élévation de la nef. C'est au début du XIIIe siècle que le triforium ajouré est expérimenté pour la première fois dans l'abbatiale de Chelles, aujourd'hui détruite, et la nef de Saint-Leu-d'Esserent. Entre 1220 et 1235 environ, suivent Crécy-la-Chapelle, Puiseaux, Taverny et Vaudoy-en-Brie. Avec cette dernière église, les analogies sont les plus frappantes. Quant à l'étage des fenêtres hautes, il n'est délimité du triforium par aucun moyen de scansion horizontal, et se compose de grandes baies en arc brisé non décorées. Elles sont aujourd'hui bouchées. À l'est du croisillon sud, la première demi-travée n'a qu'une étroite lancette désaxée vers la droite, et la deuxième demi-travée ne conserve aucune trace d'une fenêtre haute,.
Les murs d'extrémité ne comptent que deux niveaux d'élévation. Le premier niveau a la même hauteur que sur les élévations latérales, et est délimité supérieurement par le même bandeau. Il est ajouré d'une succession de quatre lancettes simples, qui sont nettement ébrasées, et séparées par de minces trumeaux. Au nord, la première et la dernière lancette sont plus larges que les autres, et une grêle colonnette à chapiteau les flanque, vers l'extérieur seulement. Il n'y a pas trace d'achivoltes toriques, et les trumeaux ne sont pas suffisamment larges pour être précédés par des colonnettes, ce qui donne à penser que ces parties du transept sont mal étudiées. Au-dessus du bandeau mouluré, le mur du fond, plus mince, prend du recul, et laisse la place à une étroite coursière au pied des vastes baies qui ajourent le deuxième niveau d'élévation. Elle assure l'intercirculation entre les triforiums des deux côtés. Puisque les faisceaux de colonnettes dans les extrémités du transept rejoignent le sol, les formerets nord et sud se situent à l'entrée des renfoncements qui accueillent les coursières et les fenêtres hautes. Les renfoncements sont ainsi voûtés en berceau brisé. Ces dispositions sont conformes à l'usage dans la région. Elles restent assez discrètes. Ce qui attire surtout le regard sont les réseaux de type rayonnant tardif des baies du deuxième niveau d'élévation. Un peu moins larges que la distance entre les faisceaux des colonnettes, elles sont en même temps plus aigües que les formerets, dans lesquels elles s'inscrivent directement, au moins au niveau du sommet. Les réseaux sont cantonnés de deux grêles colonnettes à chapiteaux, et surmontés d'une fine archivolte torique. Ils se composent d'un réseau primaire, caractérisé par une modénature torique, et un réseau secondaire, caractérisé par une modénature chanfreinée. Le réseau primaire est constitué de deux lancettes retombant sur trois colonnettes à chapiteaux, qui sont surmontées d'un oculus au tympan. Le réseau secondaire est constitué, pour chacune des lancettes, de deux lancettes inscrivant une tête trilobée, et d'un oculus inscrivant un trilobe. Pour le grand oculus en haut de la baie, le réseau secondaire prend la forme d'un hexalobe. Jacques Philippot prend soin de mentionner que ces remplages datent seulement de 1865, et remplacent probablement des rosaces. Le cintre des arcs de décharge visibles à l'extérieur parle dans ce sens.

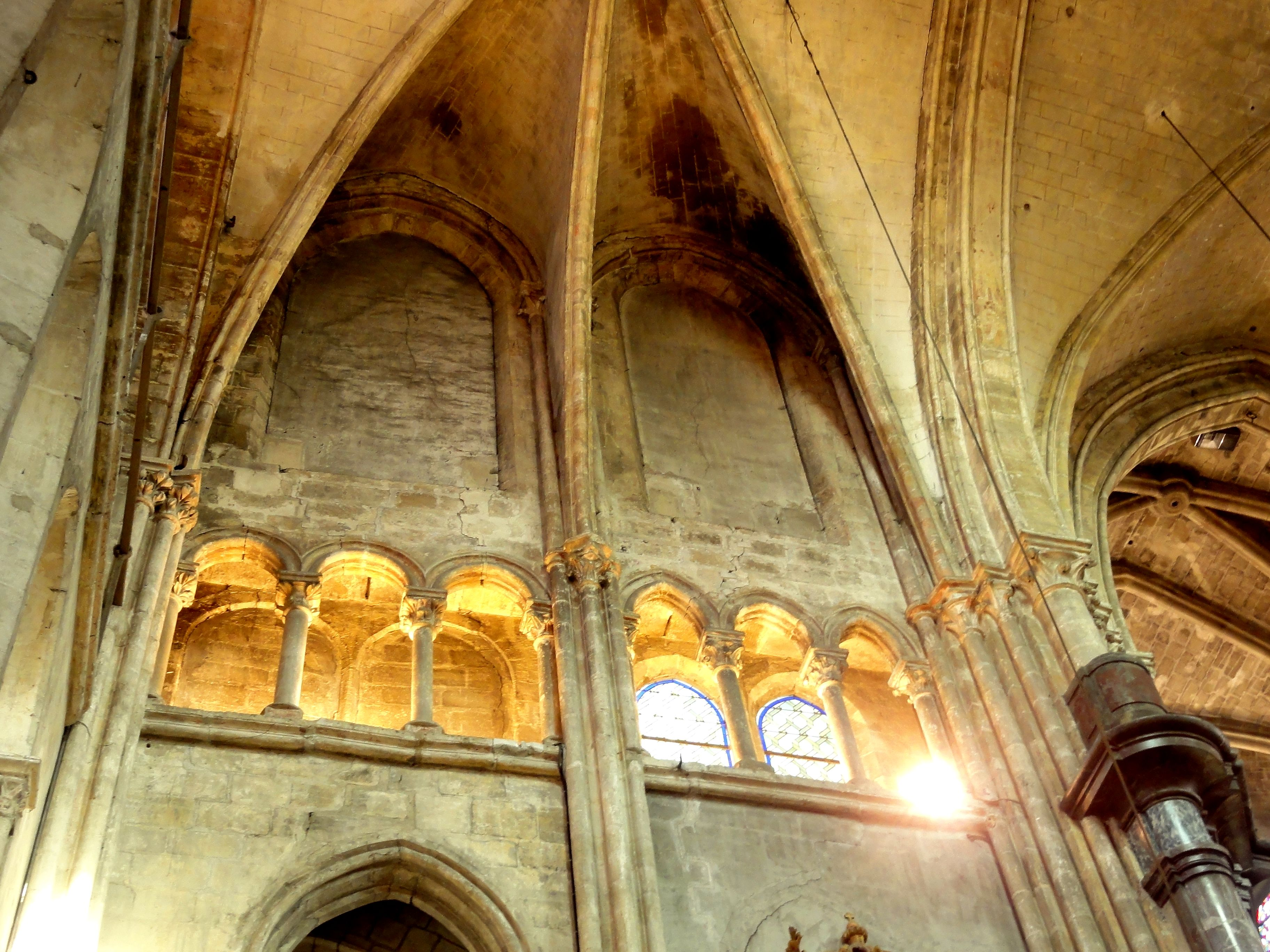
Croisillon nord, triforium côté est.
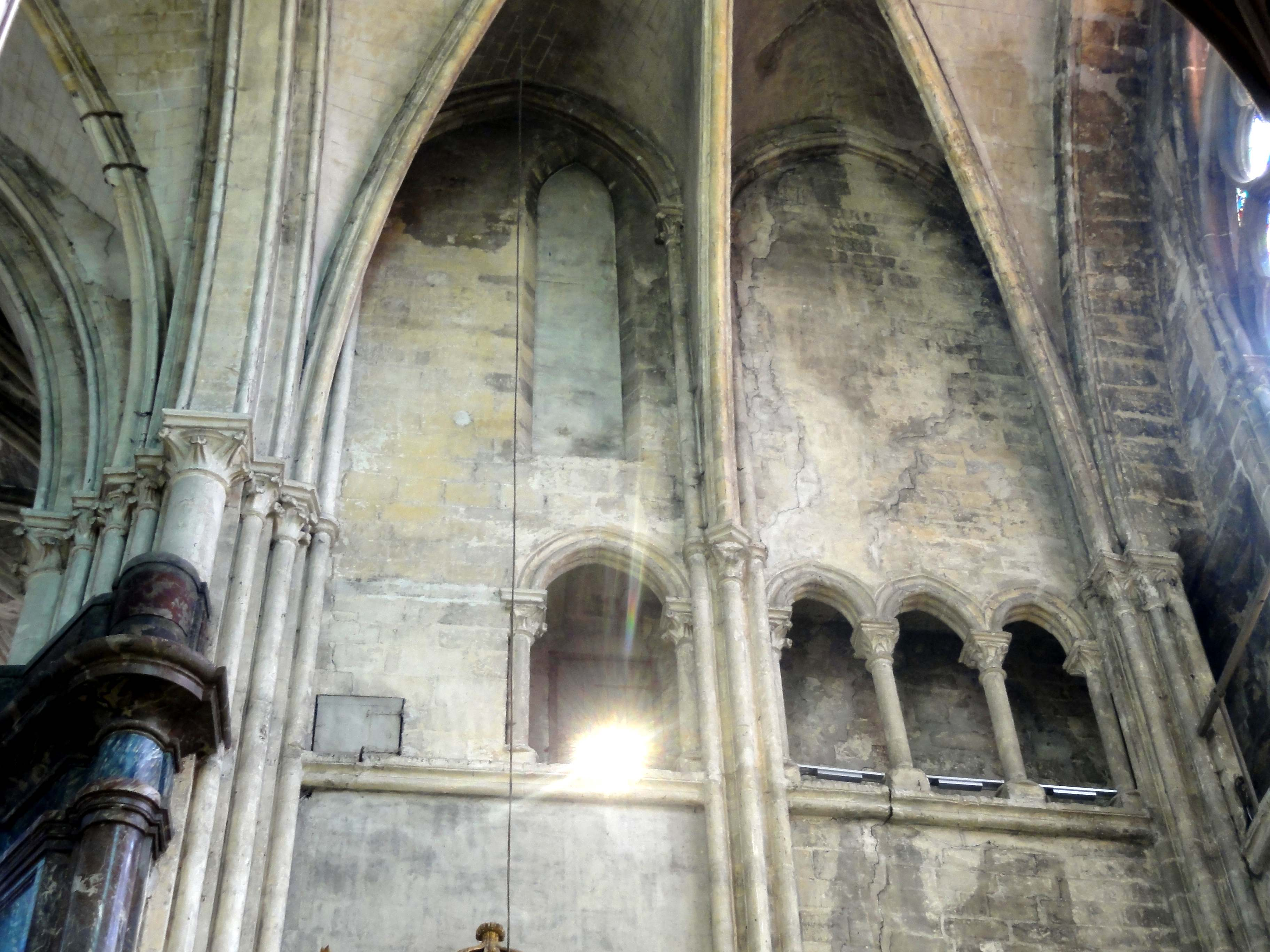
Croisillon sud, triforium côté est.
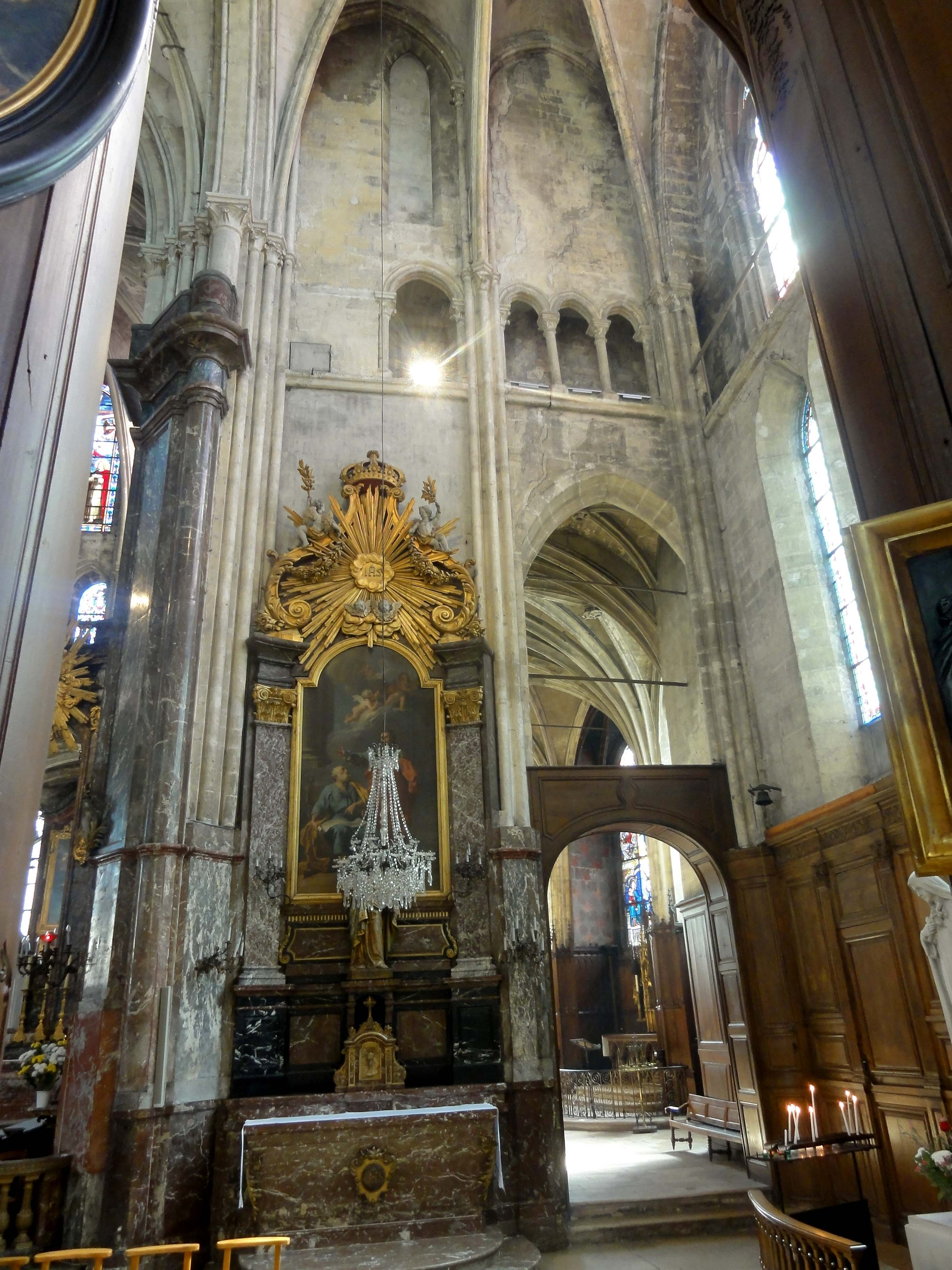
Croisillon sud, vue vers l'est.
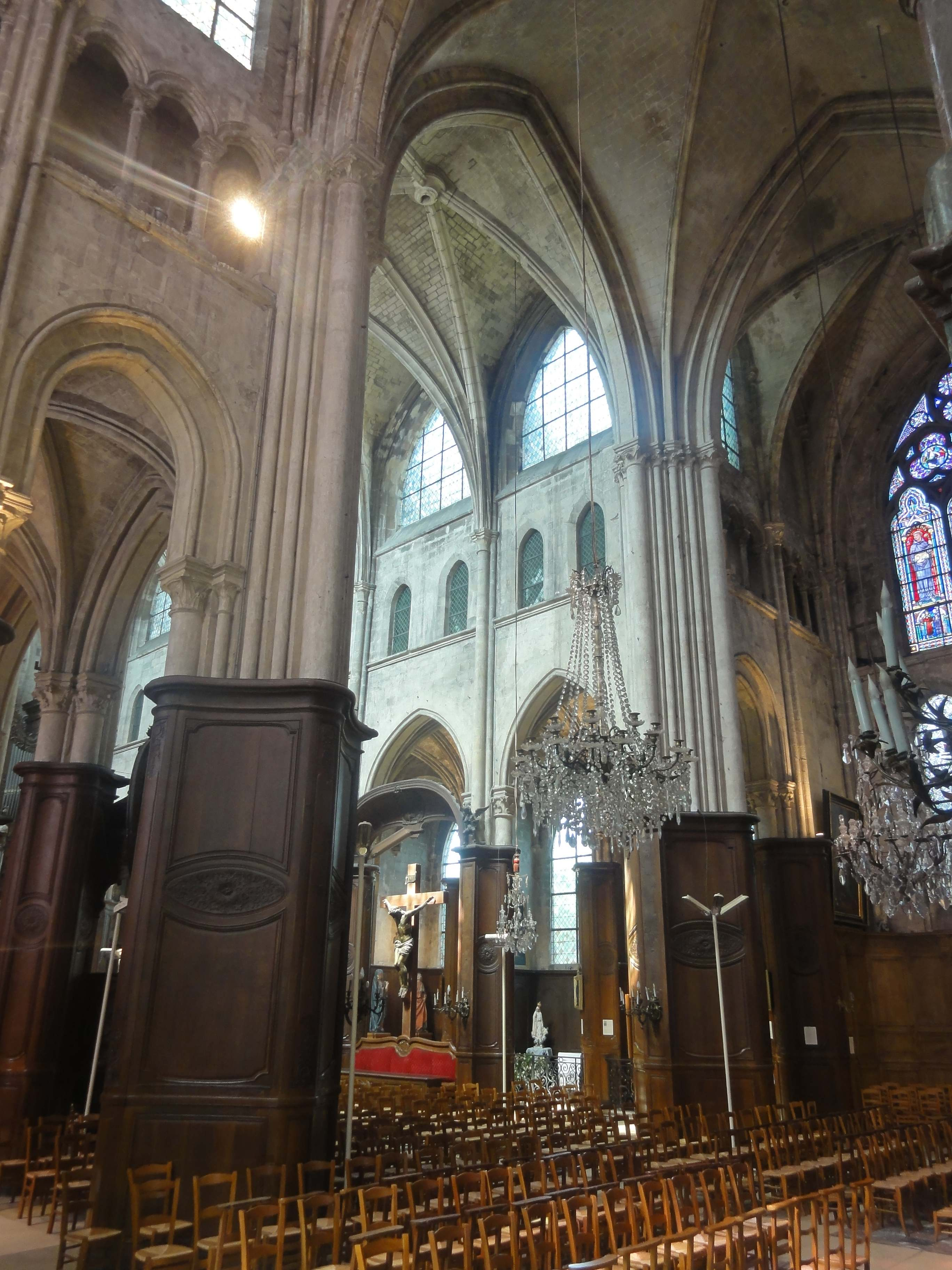
Vue diagonale vers le nord-ouest.
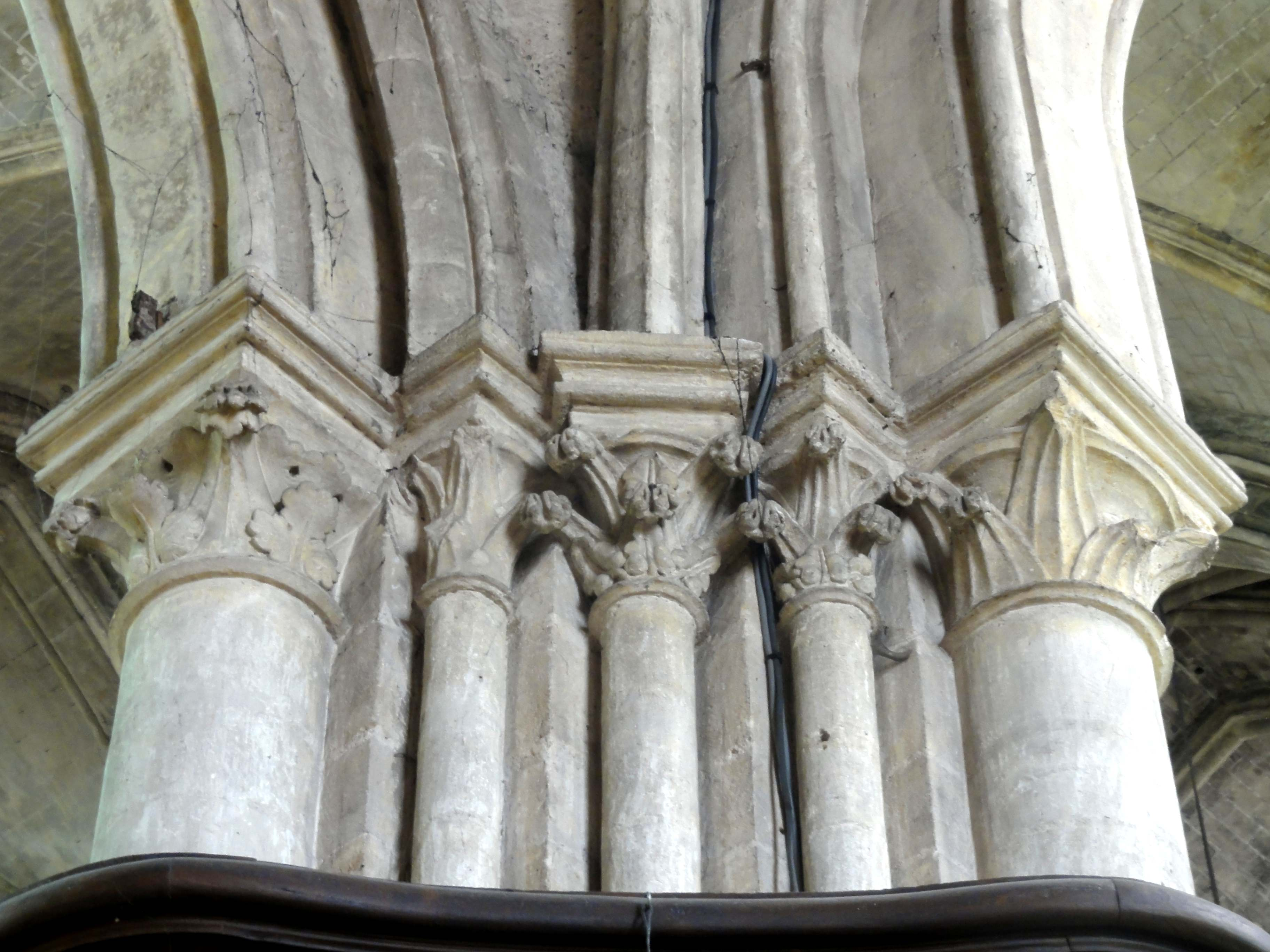
Pile sud-ouest, chapiteaux du 1er ordre.
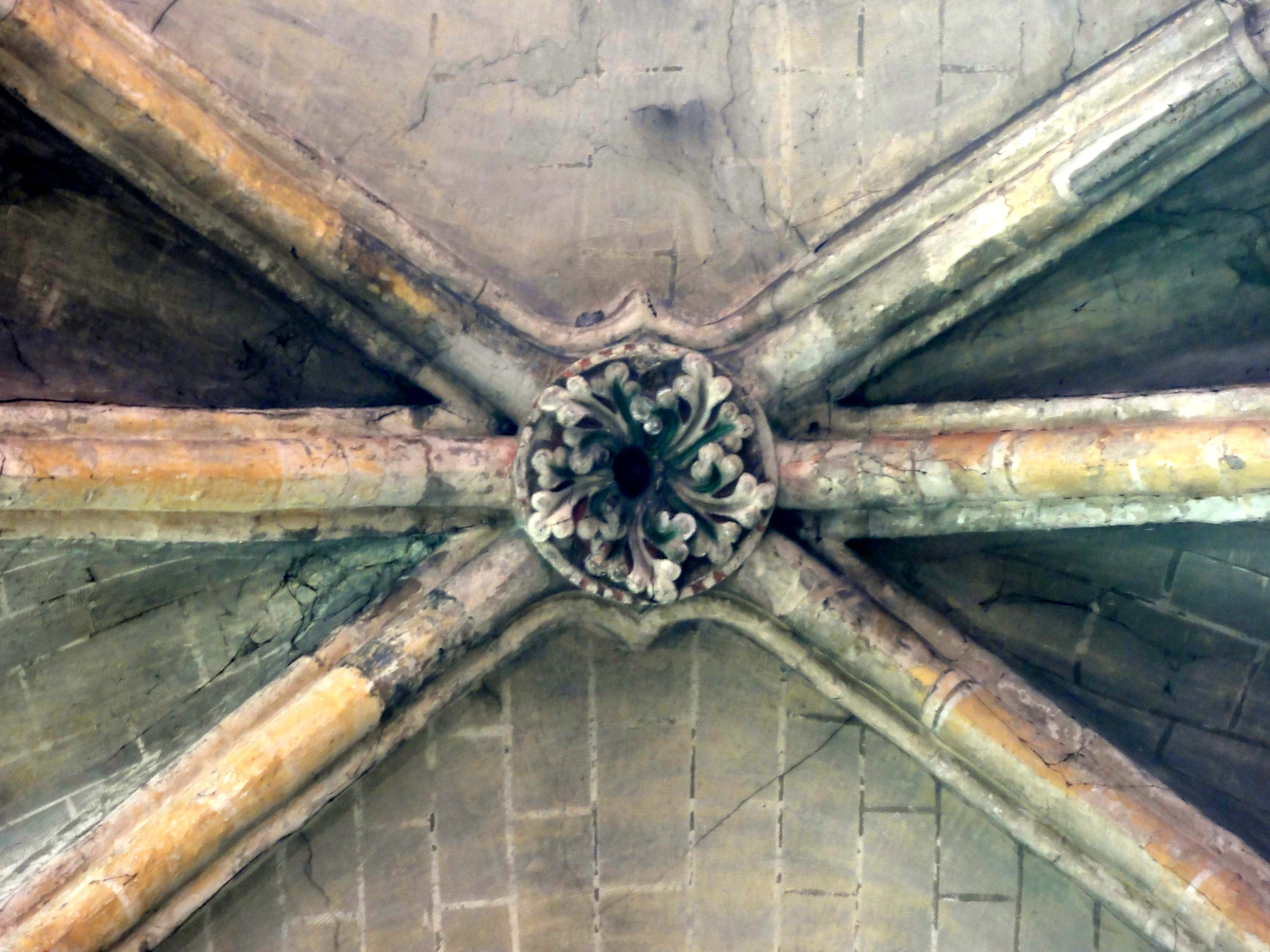
Croisillon sud, clé de voûte.

#### Chœur

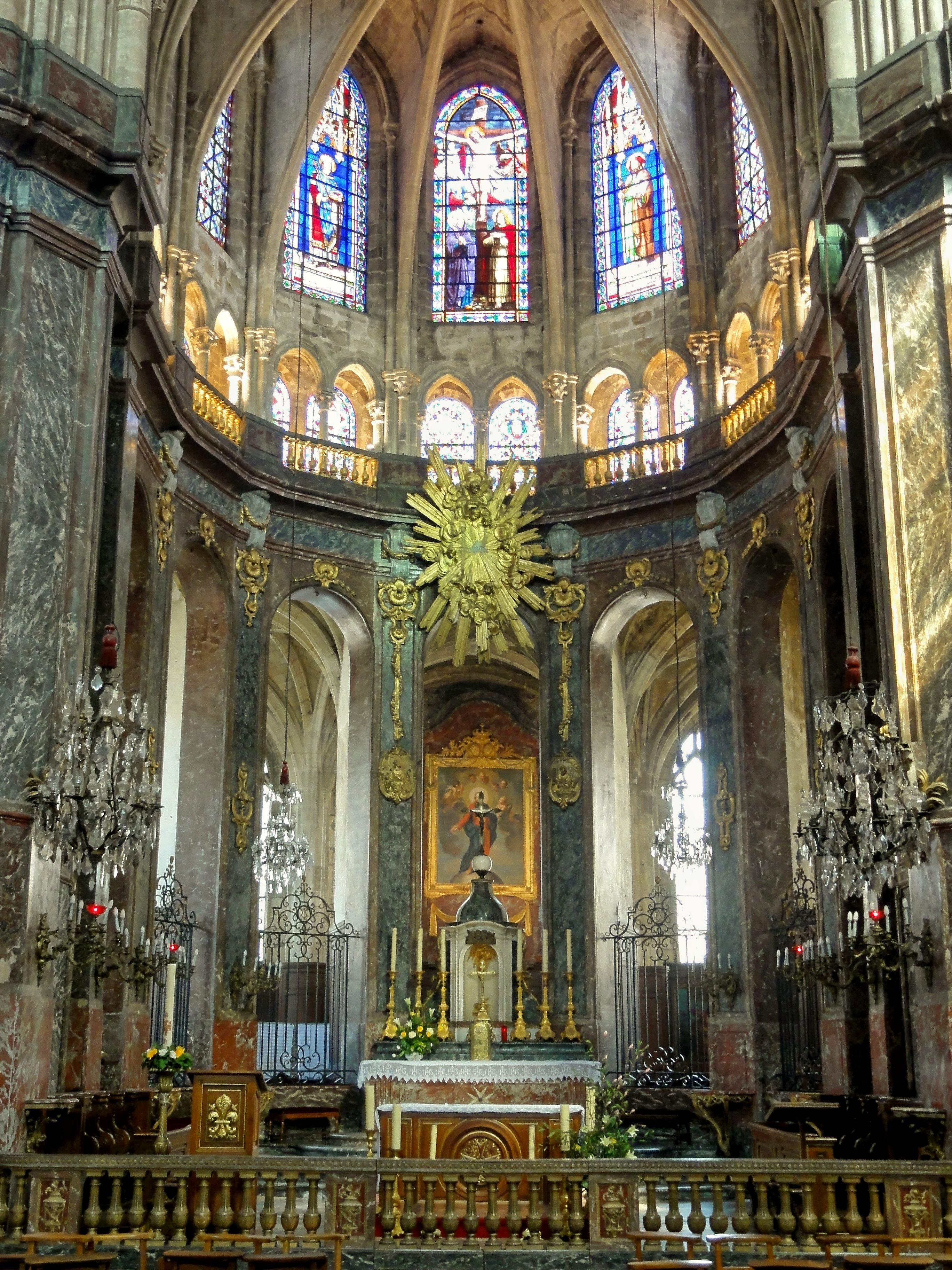
Vue vers l'est.

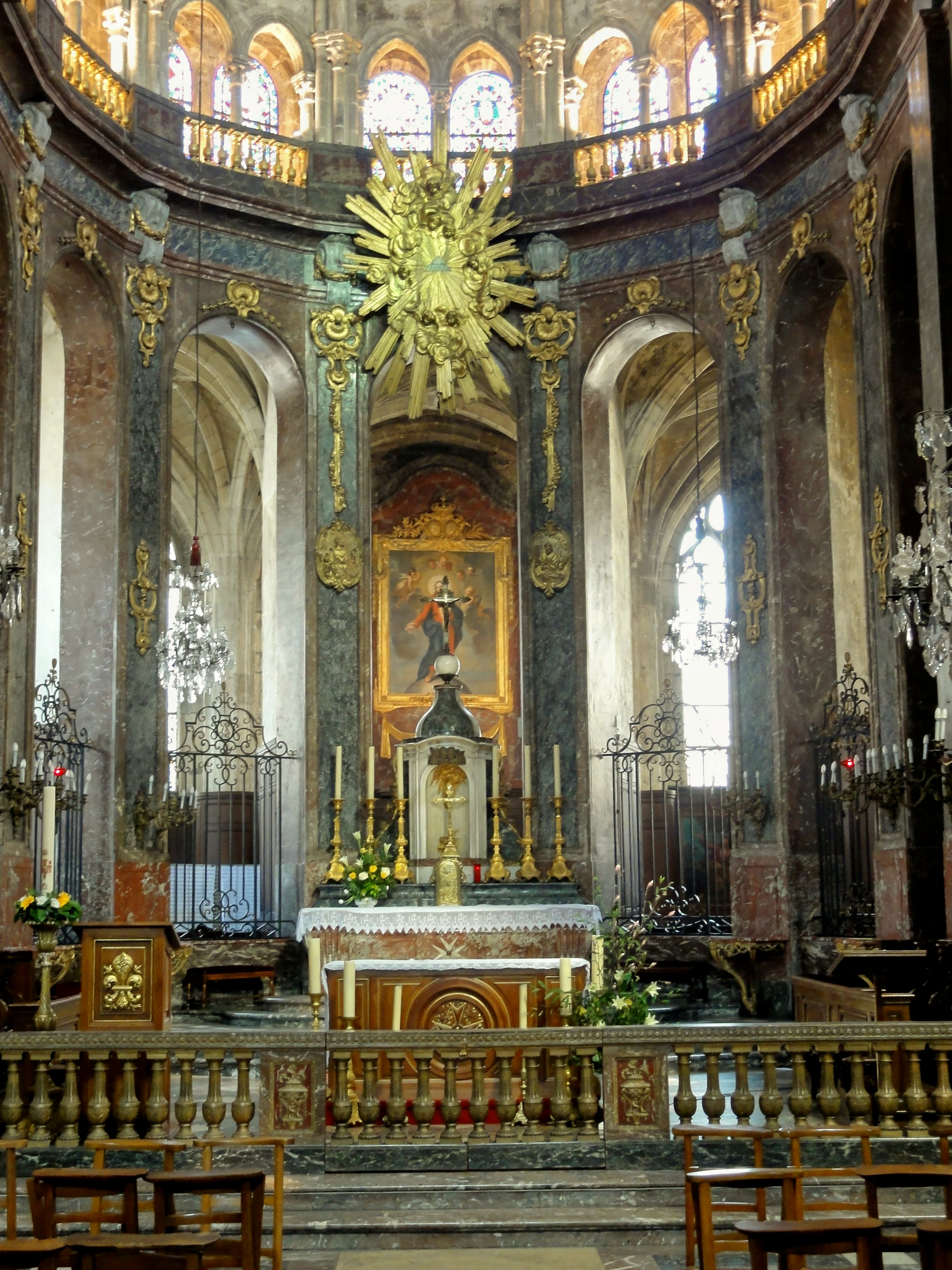
Parties basses - grandes arcades du XVIIIe siècle.

Le chœur se compose d'une travée droite, encore moins profonde que les demi-travées des croisillons ou les travées de la nef, et d'une abside à sept pans, qui se développe sur sept pans d'un dodécagone. Elle possède deux pans droits et quatre pans obliques de part et d'autre du pan d'axe du chevet. C'est l'agencement des voûtes qui motive de considérer la première travée et la partie droite de l'abside séparément. L'on distingue en effet une voûte établie sur une croisée d'ogives ordinaire, d'un plan nettement barlong, et une voûte à huit branches d'ogives rayonnant autour d'une clé centrale. Le chœur a toujours présenté une élévation à trois niveaux. Elle s'organisait, jusqu'au début du XVIe siècle, de la même manière que du côté est des croisillons du transept, et ne comportait ainsi pas de grandes arcades. On trouvait ainsi, au premier niveau, une fenêtre en tiers-point cantonnée de deux fines colonnettes à chapiteaux, supportant une archivolte torique, et les baies du triforium prenaient appui sur un bandeau mouluré. Au deuxième niveau, on trouvait, et on trouve encore, un triforium à deux arcades par travée seulement au lieu de trois, en raison de l'étroitesse des pans ; et au troisième niveau, une grande baie en tiers-point sans remplage, s'inscrivant directement sous le formeret. Avec ses deux fines colonnettes, dont les chapiteaux sont judicieusement positionnés au niveau des impostes des baies, le formeret remplit ainsi, comme si souvent à la première période gothique, une mission tout aussi bien décorative que fonctionnelle. De même, l'effet d'abat-jour des parties basses des voûtains, qui forment des pans de mur pratiquement verticaux entre deux fenêtres, est coutumier, et va de pair avec l'implantation haute des formerets. Dans sa forme primitive, le chœur de l'église Saint-Jacques ressemblait ainsi au chevet de Crécy-la-Chapelle, Mont-Notre-Dame, Saint-Léger de Soissons, Saint-Yved de Braine, ou Taverny. L'ajourement du triforium, du même type que dans le transept, justifie un rapprochement avec Vaudoy-en-Brie. Les arcades du triforium y sont toutefois plus étroites et plus nombreuses, soit deux groupes de deux arcades géminées par travée. La modénature et la sculpture étant analogues à la première demi-travée des croisillons, elles ne nécessitent pas d'être évoquées une nouvelle fois,.
C'est à la période flamboyante que les fenêtres basses ont cédé la place à des grandes arcades, qui devaient ressembler à celle qui relie le croisillon sud au déambulatoire. Ce n'est qu'en 1773 que les arcades trouvent leur aspect actuel grâce à la générosité du roi Louis XV et au curé de la paroisse, l'abbé Boulanger. Habillées de marbre veiné rouge, gris et noir, avec l'ensemble du premier niveau d'élévation, elles sont désormais en plein cintre, séparées par des pilastres, et surmontées d'un entablement, dont la corniche en encorbellement supporte une balustrade. Le revêtement en marbre concerne aussi les piliers orientaux du carré du transept, sauf du côté des croisillons ; la première arcade au nord et la dernière au sud sont factices, et servent d'encadrement à des tableaux. Les clés d'arc arborent des coquilles Saint-Jacques (excepté la première travée). En raison de l'omniprésence de ce motif sur les boiseries et le mobilier de l'époque, il ne faut pas nécessairement y voir une référence au vocable de l'église ou au pèlerinage de Compostelle. Deux branches de laurier partent des coquilles, vers la gauche et vers la droite. Dans les angles de l'abside, les pilastres sont ornés de motifs rocaille. Ils sont plus élaborés sur les deux piliers de l'axe du chevet, où ils sont complétés par des bâtons d'Asclépios et des médaillons, qui affichent les effigies de saint Matthieu (avec le petit homme ailé, à gauche) et saint Luc (avec le taureau, à droite). Au-dessus des pilastres (excepté au niveau du doubleau intermédiaire), des agrafes en marbre blanc, devant lesquelles sont tendues des guirlandes, se détachent de la frise de l'entablement. Elle est, pour le reste, aniconique. Quant à la balustrade, elle se compose de panneaux pleins au-dessus des piliers, et sinon de successions de neuf pilastres en bois tourné. L'immense gloire au-dessus de l'arcade dans l'axe du chevet fait partie intégrante de cet aménagement. Les pilastres, la gloire, les clés d'arc, les motifs rocaille et les guirlandes sont en bois doré. Les auteurs ne mentionnent pas le nom du sculpteur qui fournit ces ornements. On connaît le nom du marbrier, qui s'appelle Le Loup, et avait son atelier à Saint-Quentin. Leur œuvre est classée au titre immeuble par arrêté du 13 avril 1907.

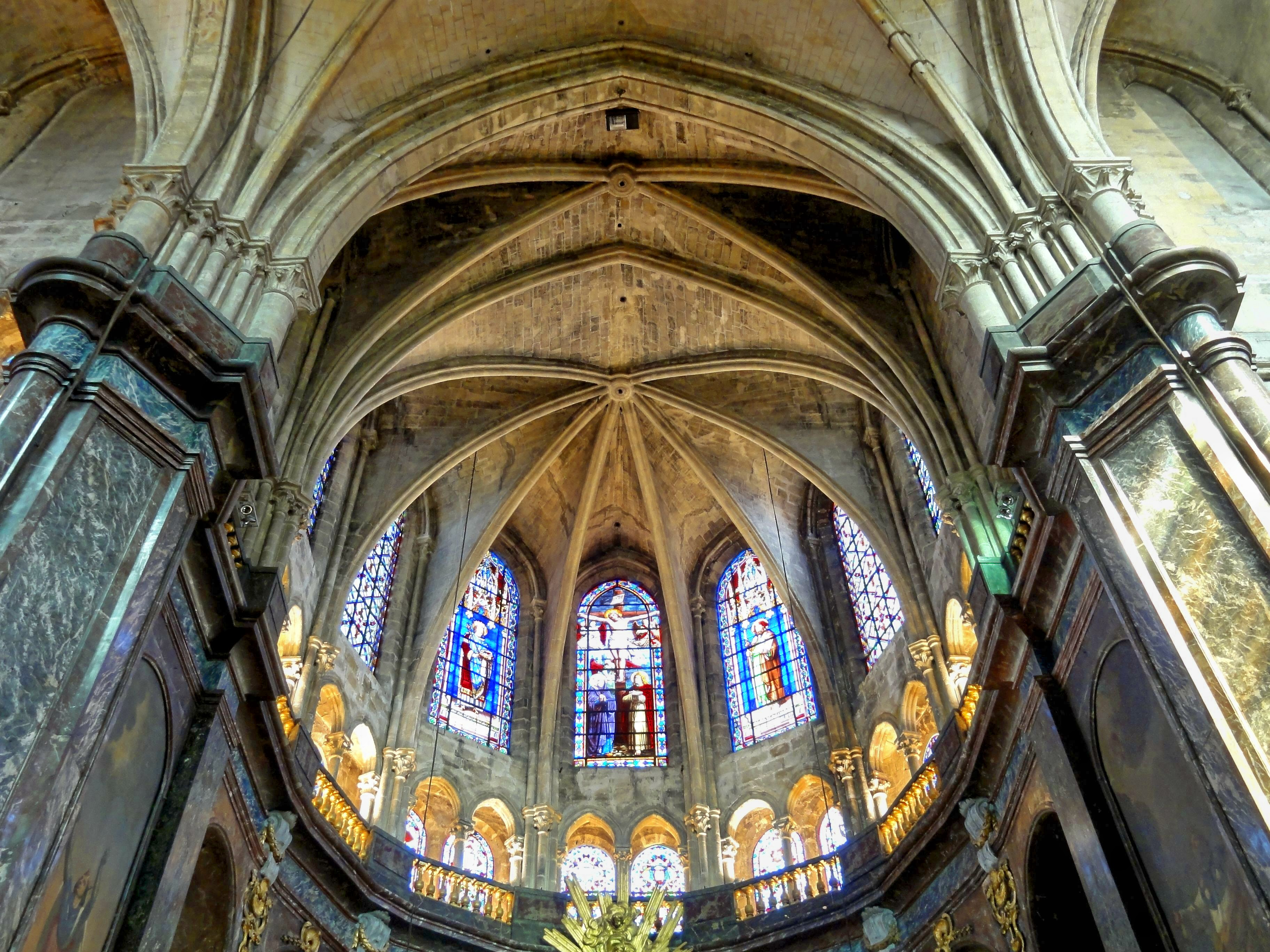
Parties hautes.
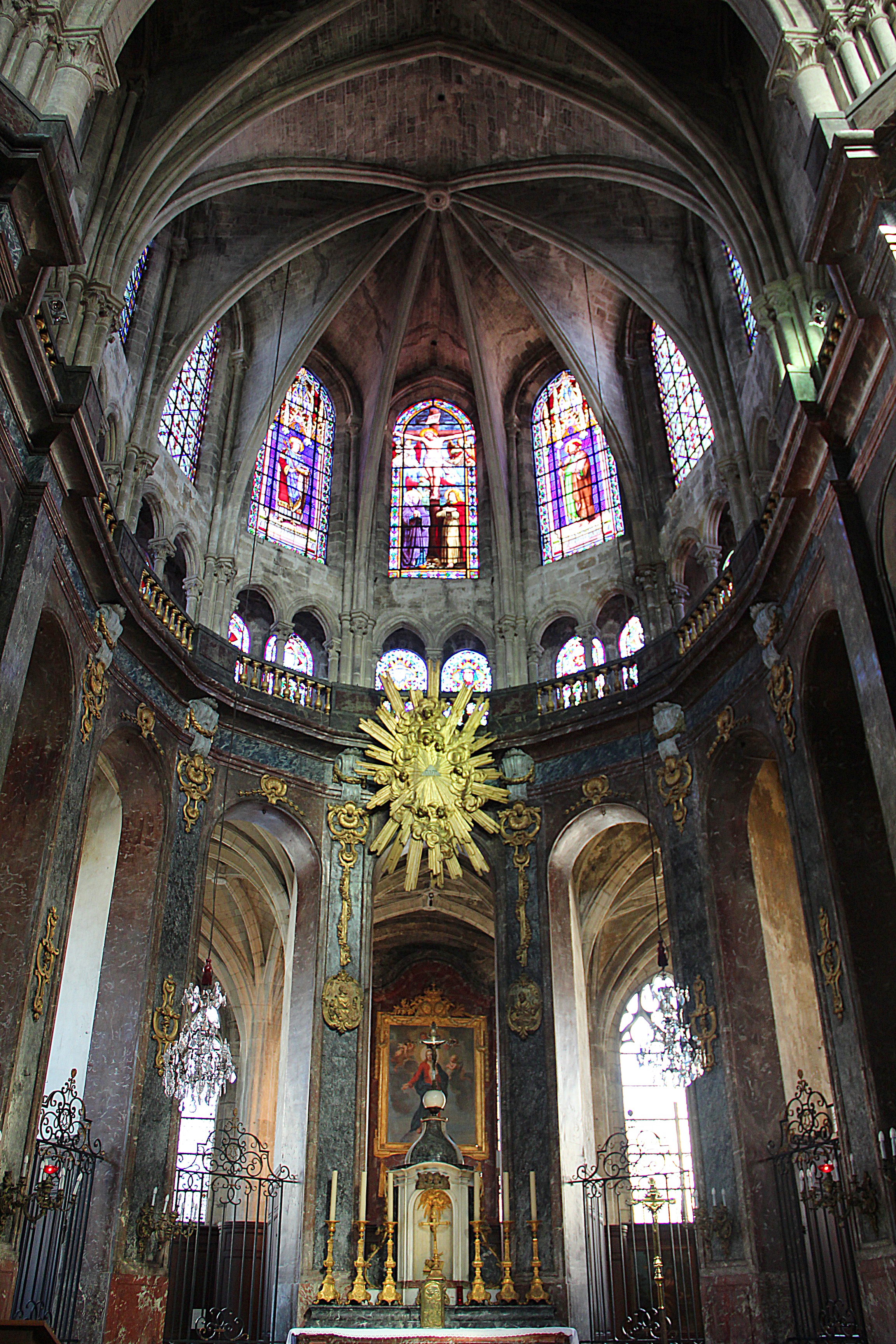
Vue vers l'est.
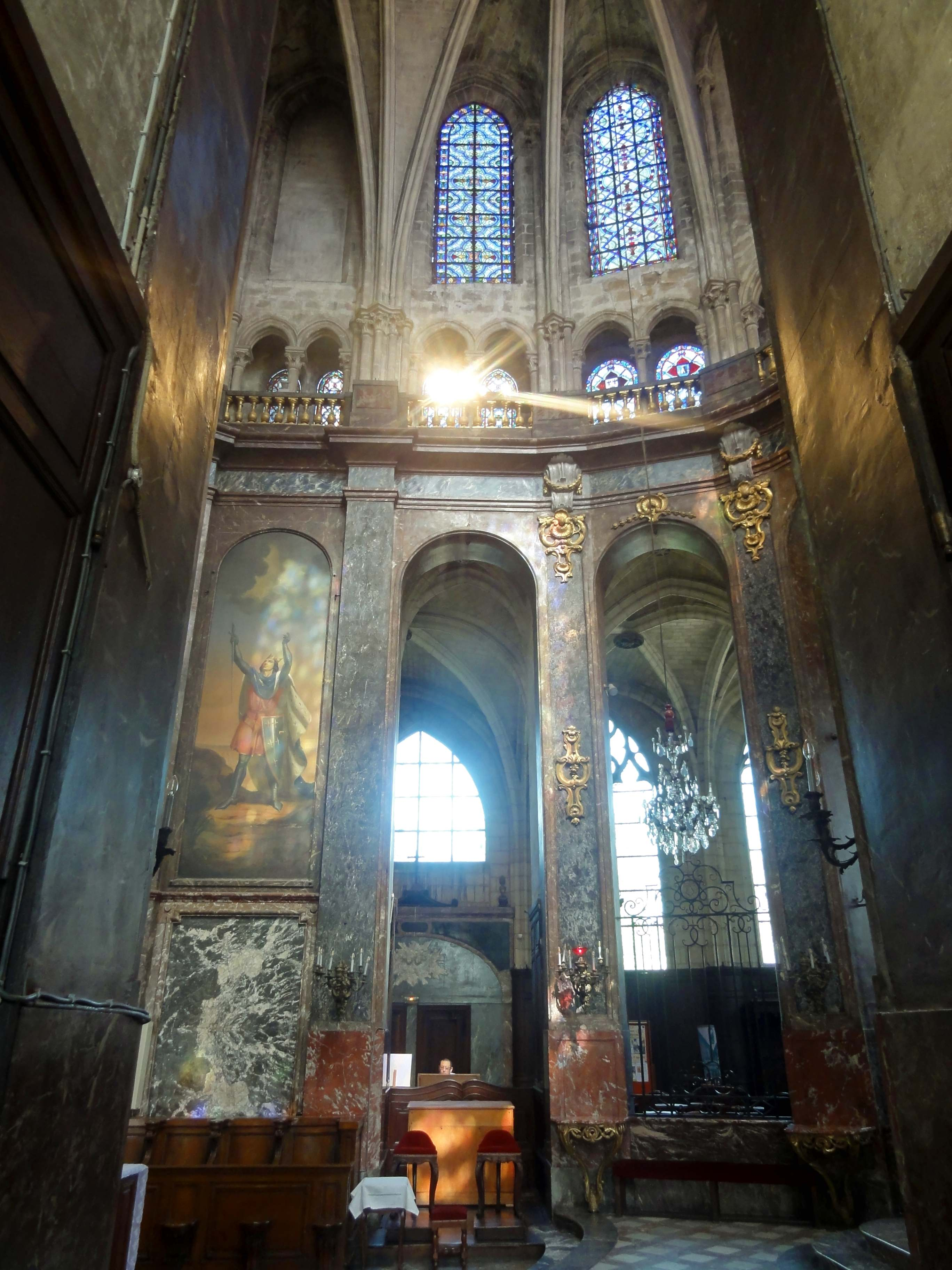
Vue vers le sud.
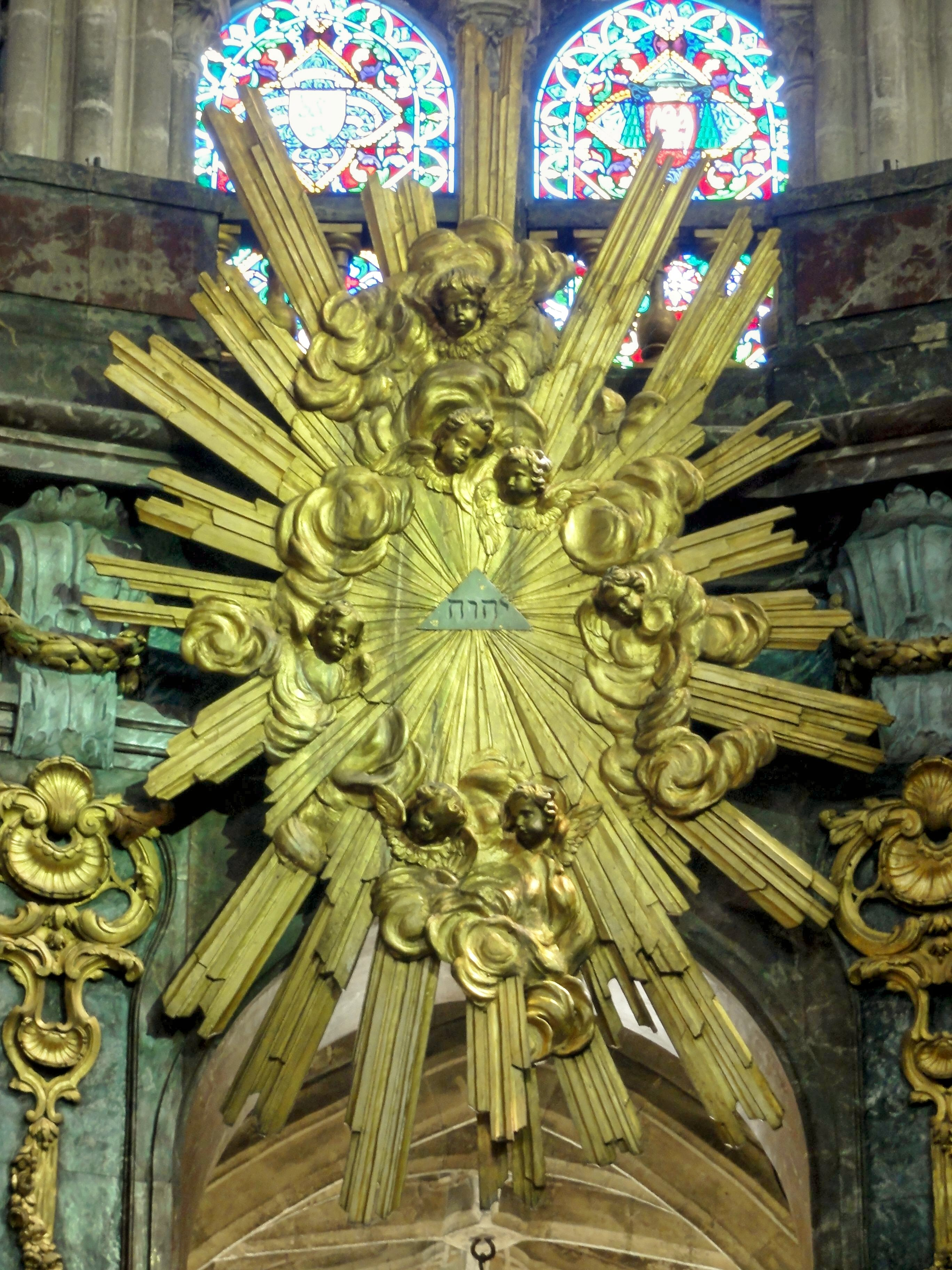
Gloire au-dessus du maître-autel.
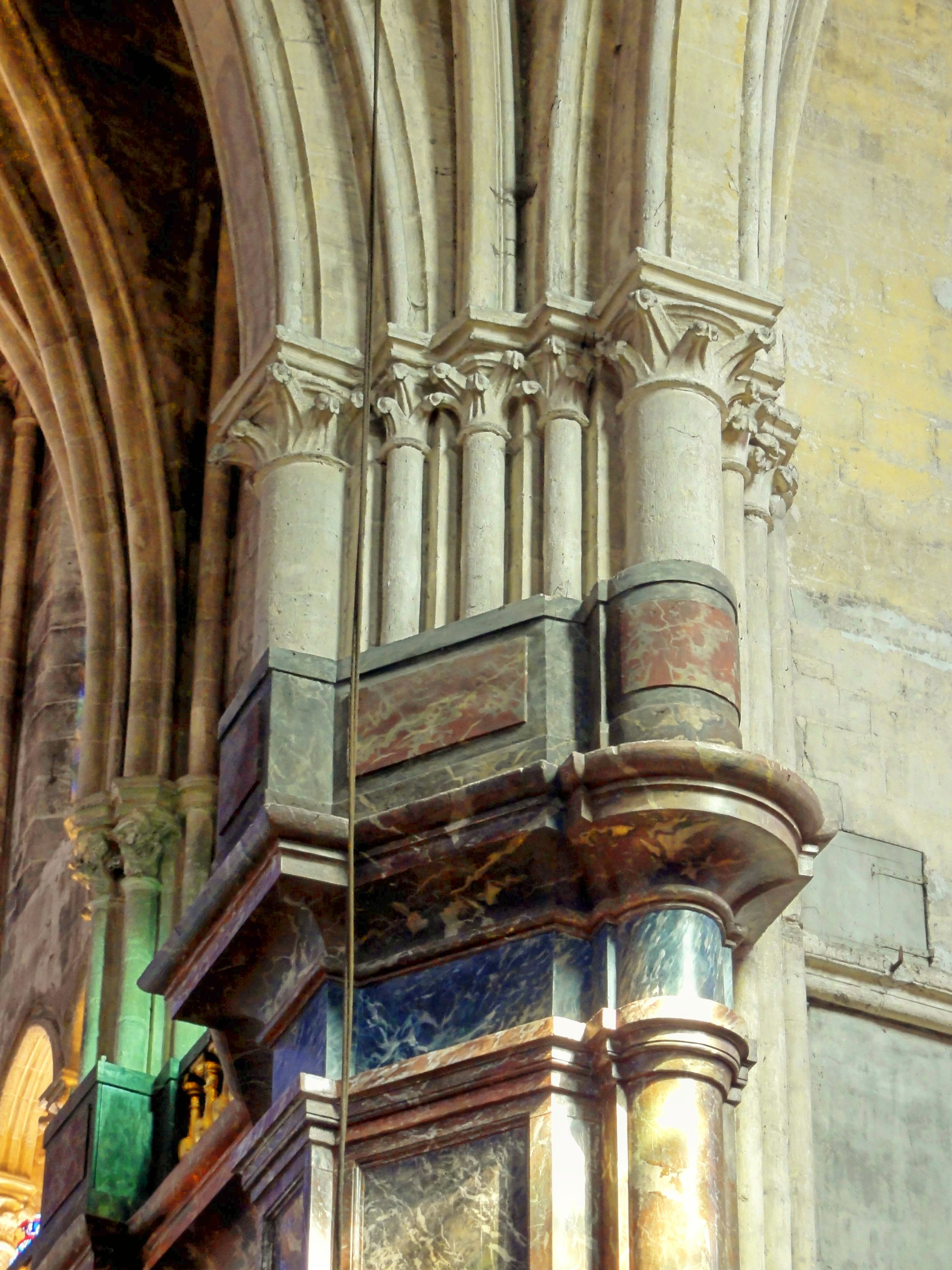
Chapiteaux au sud de l'arc triomphal.
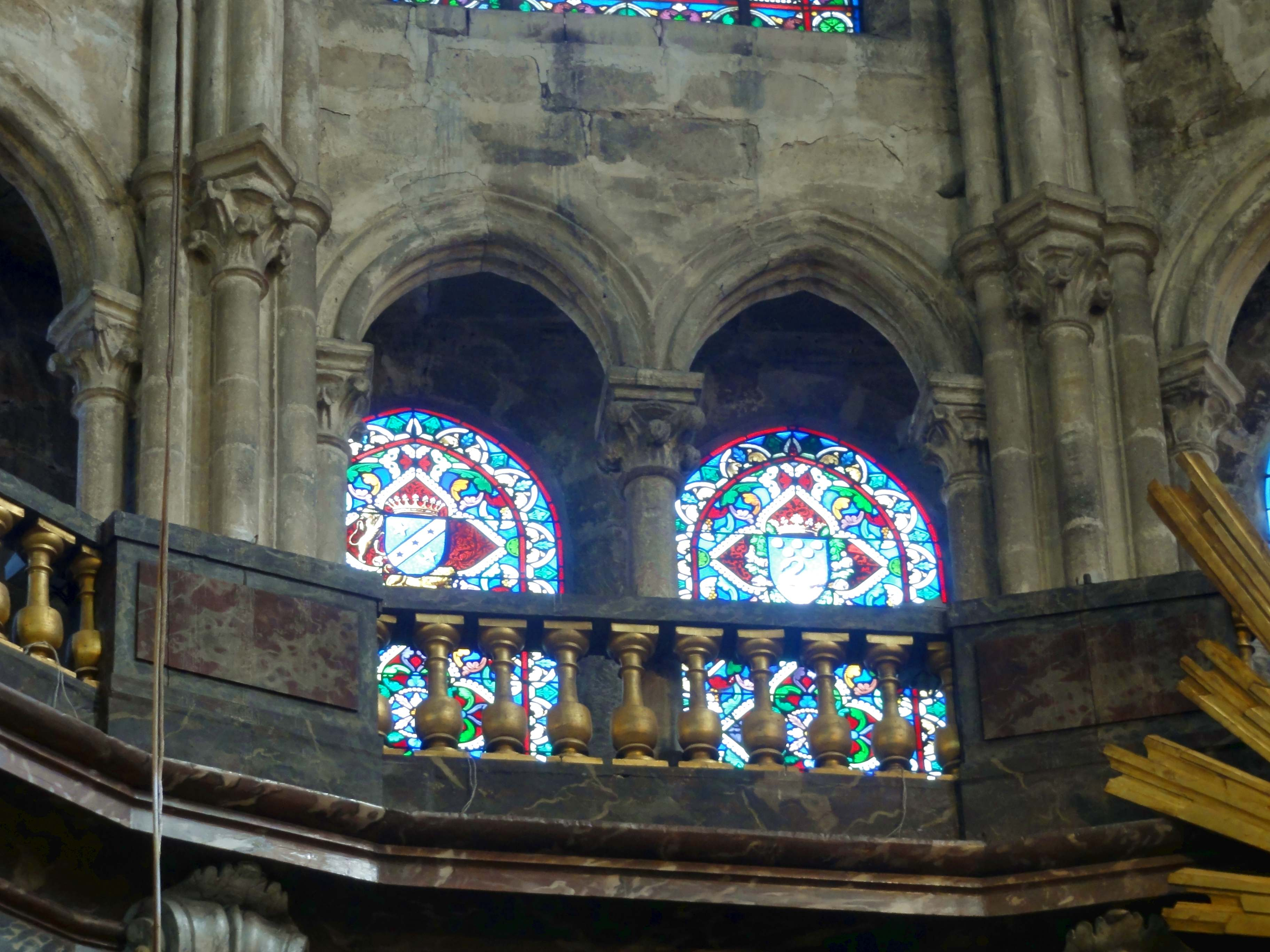
Triforium, côté nord-est.

#### Déambulatoire

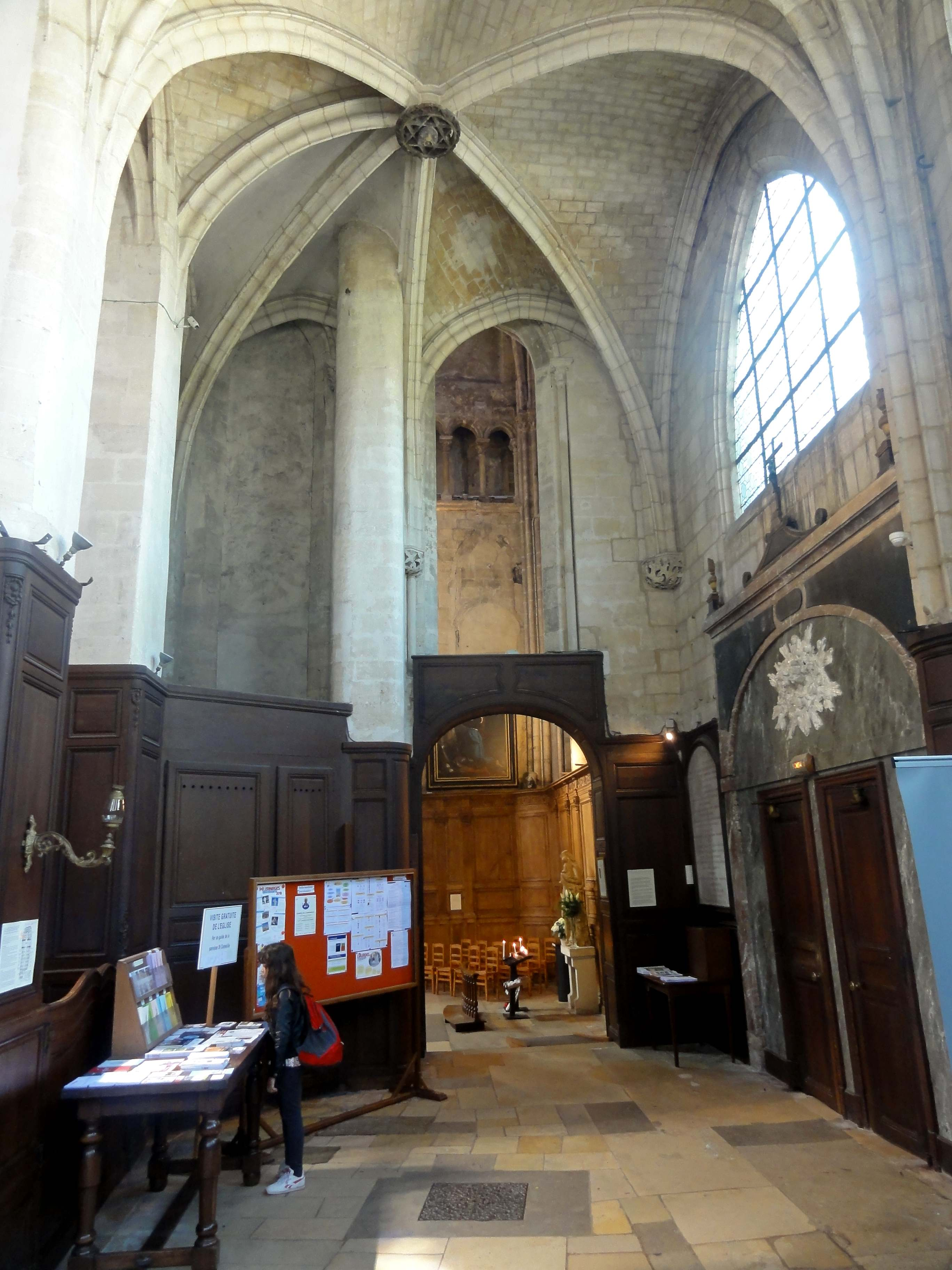
1re travée, vue vers l'ouest.

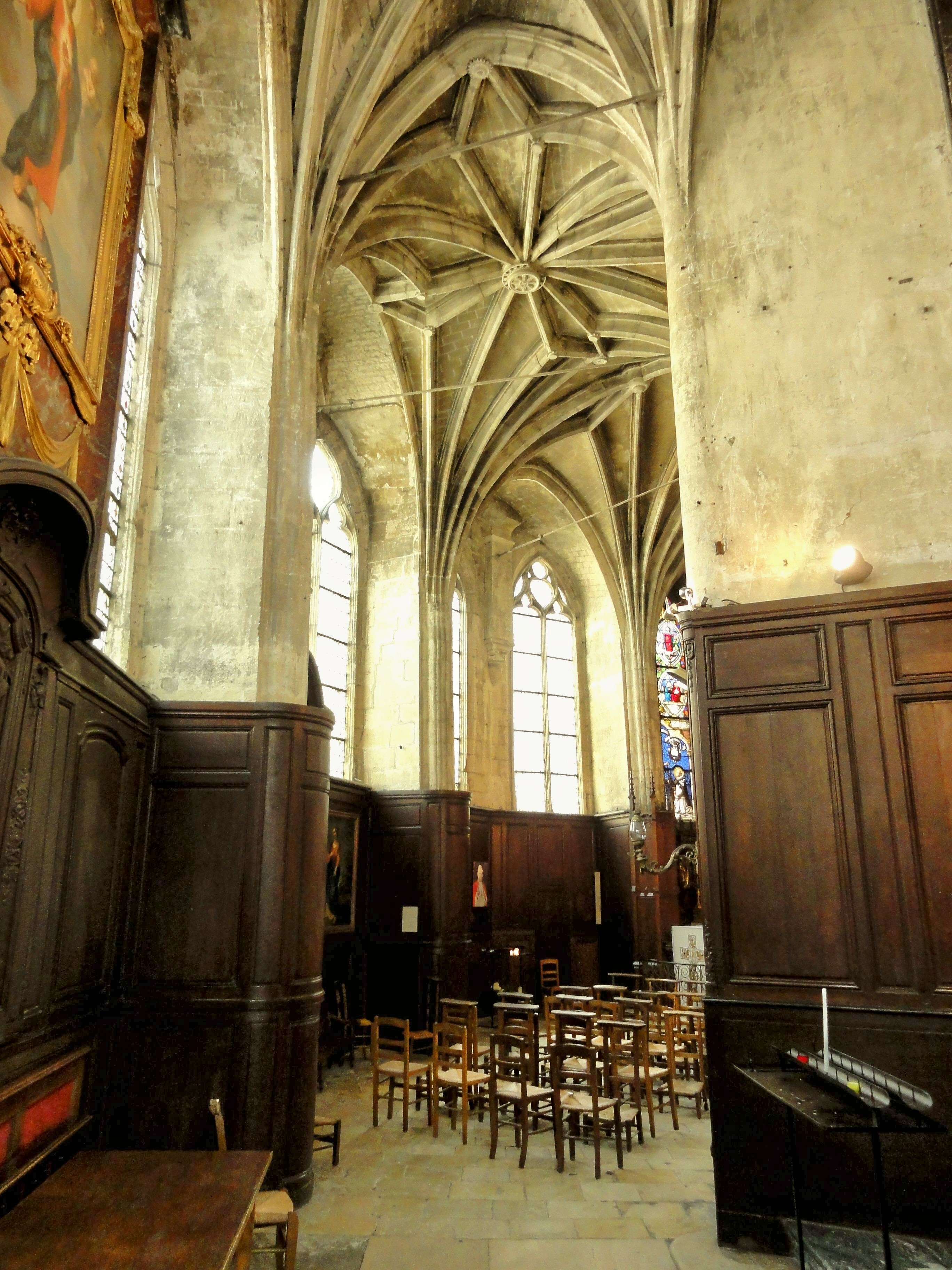
4e travée, vue vers le sud.

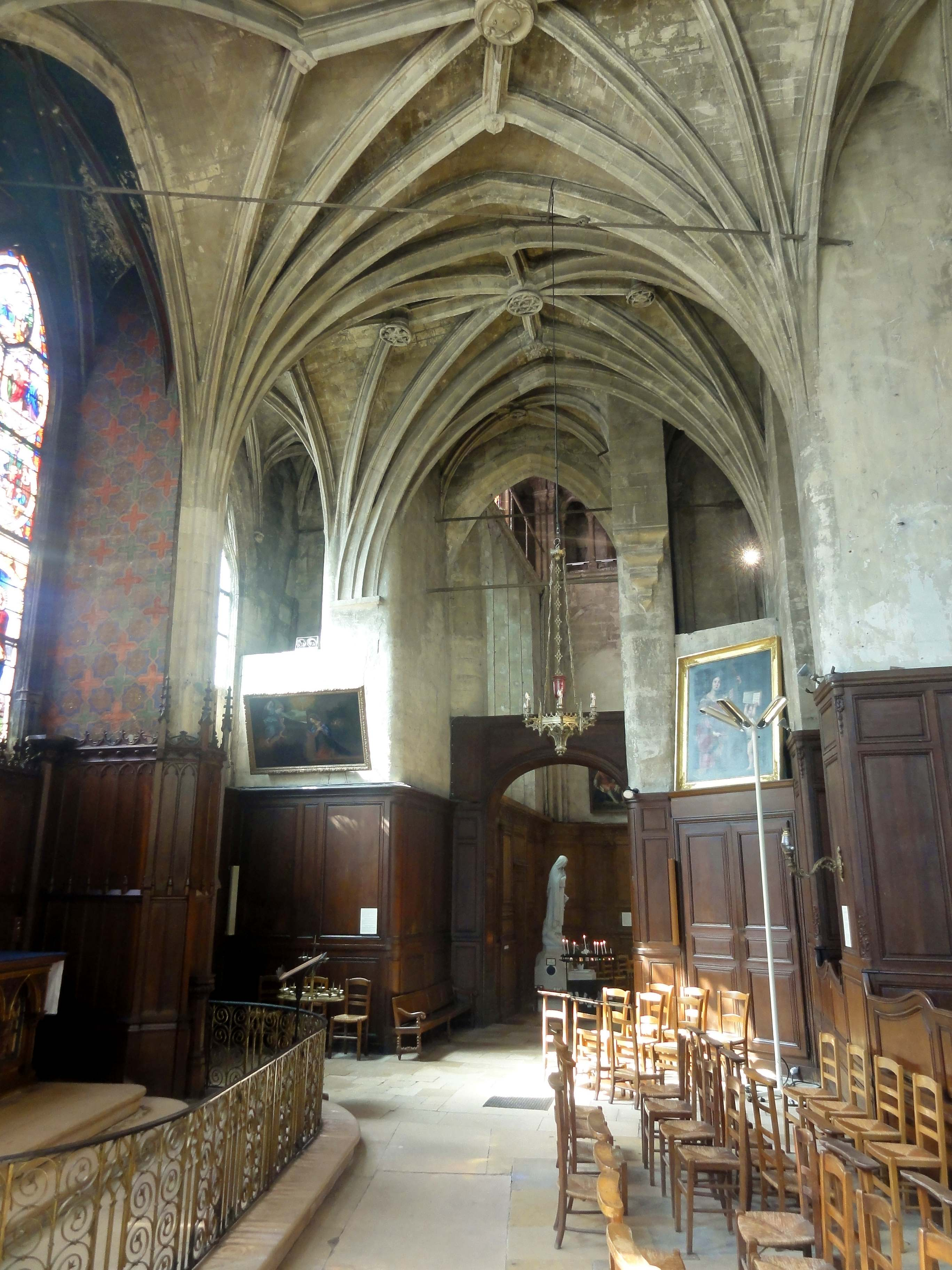
8e travée, vue vers l'ouest.

Selon Jacques Philippot, « le plan ne présente aucune particularité à signaler ». Cette affirmation reflète bien les réalités des parties de l'église décrites jusqu'ici, mais ne saura s'appliquer au déambulatoire. Son maître d'œuvre a dû faire face à une double contrainte. Premièrement, il n'a pas pu supprimer les contreforts de l'abside primitive, qui occupent l'emplacement habituel des piliers libres du rond-point de l'abside. Ils circonscrivent des travées supplémentaires, qui s'ajoutent vers l'intérieur de l'église au déambulatoire proprement dit, et ne communiquent pas directement les unes avec les autres. Elles sont de plan rectangulaire, et voûtées d'ogives. Deuxièmement, le développement de l'église vers l'est se heurte à l'actuelle rue de la Sous-Préfecture, qui tangente le chevet. Sa trajectoire n'est pas perpendiculaire à l'axe de l'édifice. Au nord-est, elle se rapproche à un tel point du chevet primitif que la place n'aurait pas suffi pour un déambulatoire de composition symétrique. Mais le renoncement à sa construction n'ayant pas été une option, le maître d'œuvre a dû opter pour un chevet biais, avec des contreforts internes (sauf au nord). Leur présence a le même effet que celle des contreforts de l'abside primitive vers l'intérieur, et suscite des niches accompagnant les travées du déambulatoire proprement dit. Elles sont ici plus à leur place que vers le rond-point de l'abside, et tiennent lieu de chapelles rayonnantes, mais sont néanmoins trop peu profondes pour que le qualificatif de chapelles soit mérité. Les niches ne sont ainsi pas voûtées d'ogives, mais en berceau brisé. D'autres exemples bien connus de chevets qui portent les marques de telles contraintes sont Saint-Médard de Creil et Notre-Dame d'Étampes, mais ces églises ne possèdent pas de déambulatoire.
En toute logique, le déambulatoire doit compter au moins autant de travées que le chœur compte de grandes arcades, en l'occurrence neuf. Or, le nombre de travées s'élève en réalité à dix. Au nord de la première travée du chœur et de la partie droite de l'abside, on trouve cependant une travée unique de plan carrée, recouverte d'une voûte sexpartite (ou à deux liernes), malgré la saillie d'un contrefort oriental du croisillon nord dans cette travée. Le déambulatoire se limite ainsi à huit travées. Comme autre particularité, l'espace compris entre le mur nord et le premier contrefort n'est pas voûté à part. En face au sud, cet espace renferme une tourelle d'escalier, mais l'espace compris entre cette tourelle et le contrefort oriental du croisillon sud est en revanche voûté à part. La deuxième travée du nord (en comptant depuis le croisillon) est la seule du déambulatoire qui soit voûtée sur une croisée d'ogives simple. Son homologue au sud est munie d'une voûte à huit liernes et croix central, suivant le dessin déjà rencontré dans la dernière chapelle du bas-côté sud. Telle est aussi la voûte de la travée suivante. Puis, tant au nord qu'au sud, les voûtes qui suivent à l'est sont triangulaires, et par conséquent à trois branches d'ogives, ce qui évoque Saint-Martin-des-Champs et Saint-Martin d'Étampes, où les voûtes triangulaires ne comptent qu'une seule ogive. Dès le XIIIe siècle, l'expérience accumulée suffit en principe pour éviter de telles irrégularités.
Restent les trois travées qui jouxtent immédiatement la rue. La voûte de la travée nord-est présente un parallélogramme à son sommet, dont les extrémités sont reliées les unes aux autres par des nervures diagonales, et aux angles de la voûte par deux liernes. De telles voûtes à parallélogramme central, sans ogives, se trouvent aussi dans la nef de Berville et au croisillon sud d'Hénonville, mais sans les nervures diagonales. Ici, Jacques Philippot, et Maryse Bideault et Claudine Lautier après lui, produisent un plan sans rapport avec la réalité (cf. la photo ci-contre). Dans la travée sud-est, dont le plan est tout aussi irrégulier, le maître d'œuvre a pourtant réussi à monter une voûte en étoile d'un dessin régulier, avec huit liernes et seize tiercerons, ce qui est assez exceptionnel. Enfin, la voûte de la travée d'axe est une voûte à liernes et tiercerons ordinaire, comme déjà rencontrée au sud de l'abside. Toutes les travée, sauf les trois premières au nord et la dernière au sud, sont pourvues de niches en guise de chapelles. Sur ces six niches, quatre comptent deux fenêtres, et quatre sont à deux pans. Dans une de ces niches, les deux pans sont séparés par un contrefort interne. Une certaine unicité architecturale est apportée par les fenêtres, dont le remplage se compose toujours de deux lancettes à têtes trilobées, surmontées d'un soufflet sans redents entre deux mouchettes, ou de formes plus complexes (une fenêtre au sud est néanmoins pourvu d'un remplage provisoire). Pour venir à la modénature et aux supports, ils n'appellent que peu de remarques. Les profils des nervures sont analogues à la nef, et elles se fondent dans des piliers ondulés, dont les ronflements sont inhabituellement resserrés, et parfois moins nombreux que les nervures. Les clés de voûte, assez discrètes, évitent d'ajouter à la confusion. Ce sont des disques ornés d'étoiles, de marguerites, d'arabesques, d'une tête de cerf, d'un écusson aux armes des Bourbon soutenu par deux anges, et de monogrammes de certaines corporations.

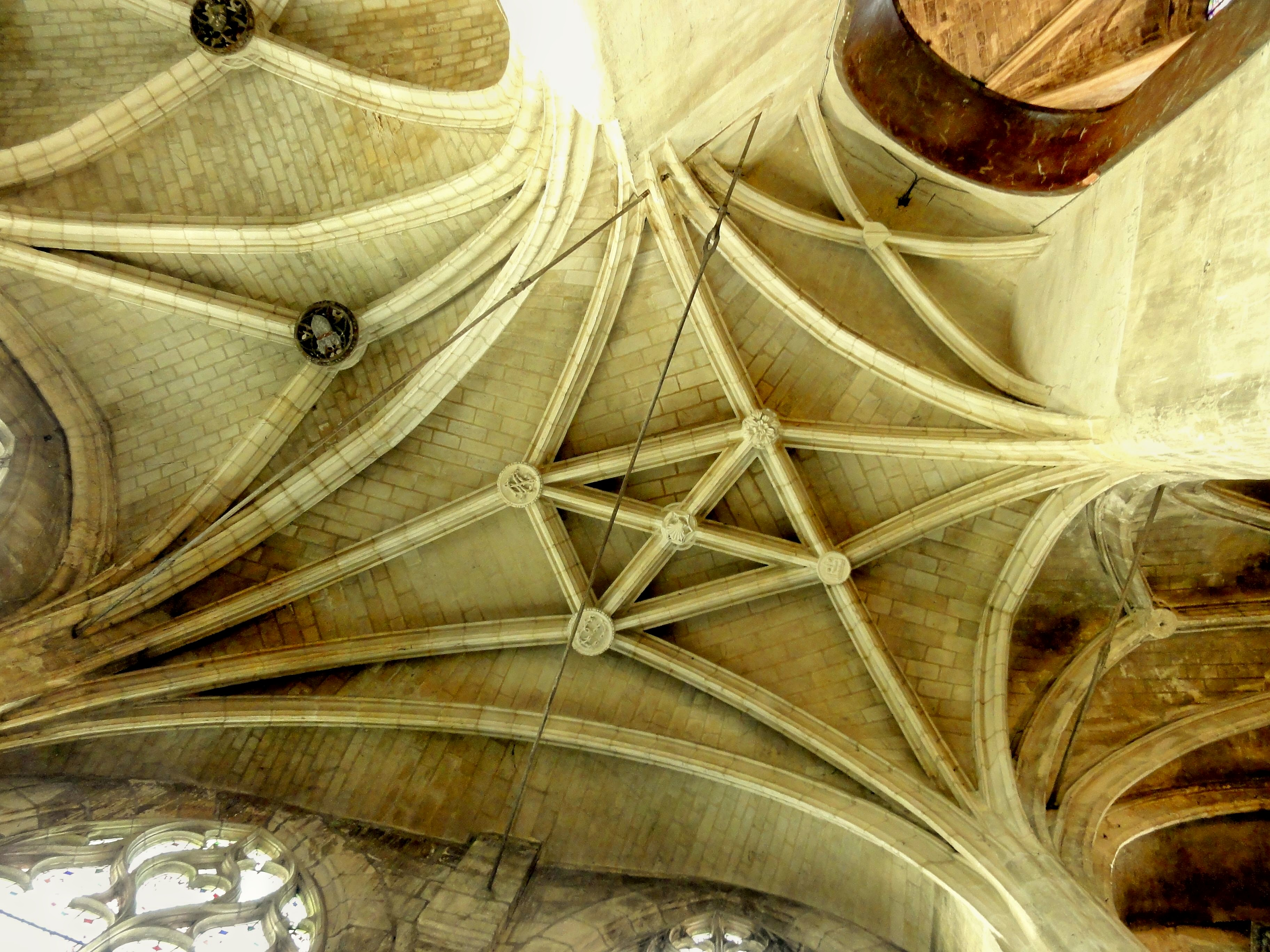
Voûte de la 4e travée, au nord-est.
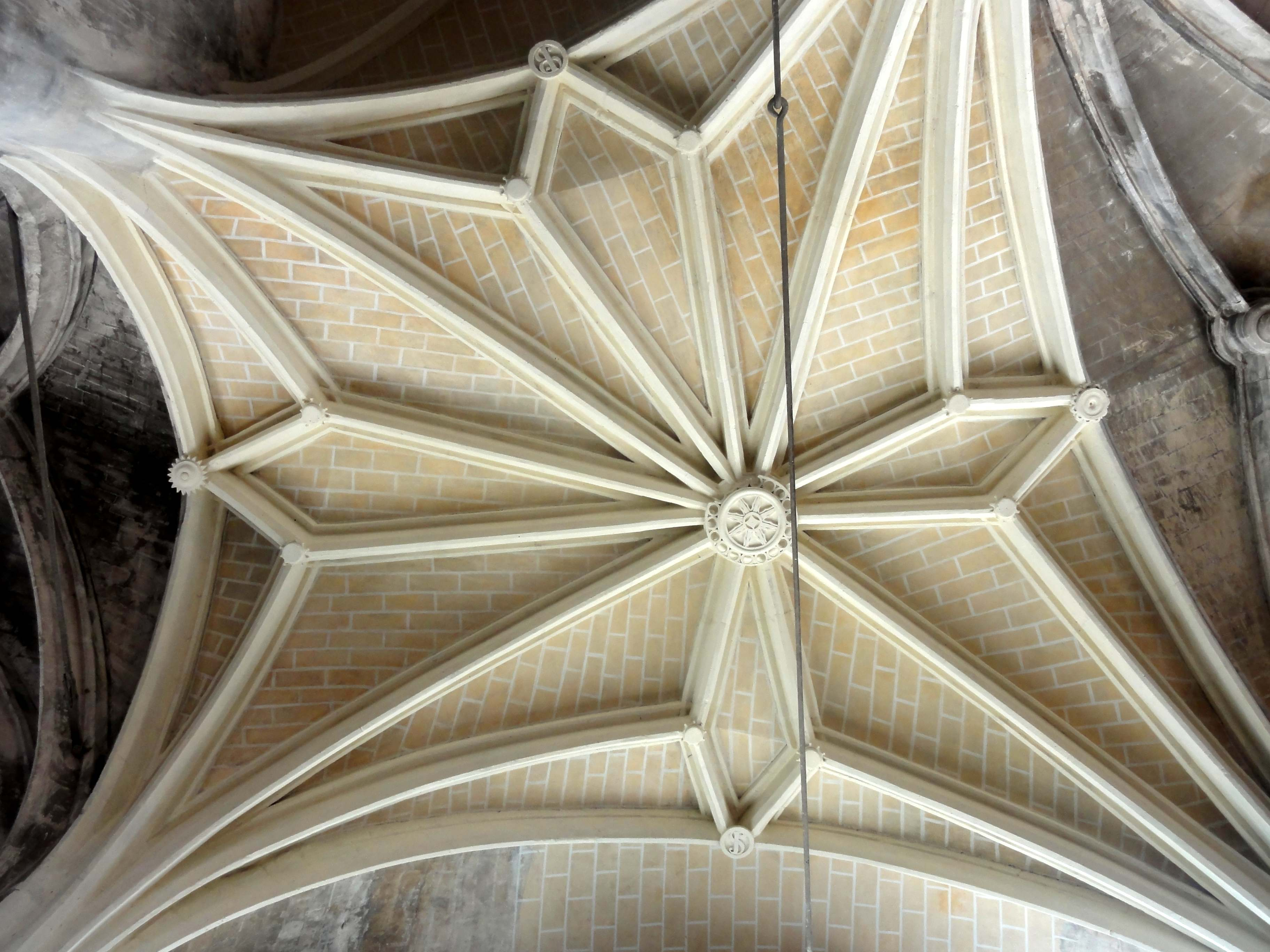
Voûte de la 6e travée, à l'est.
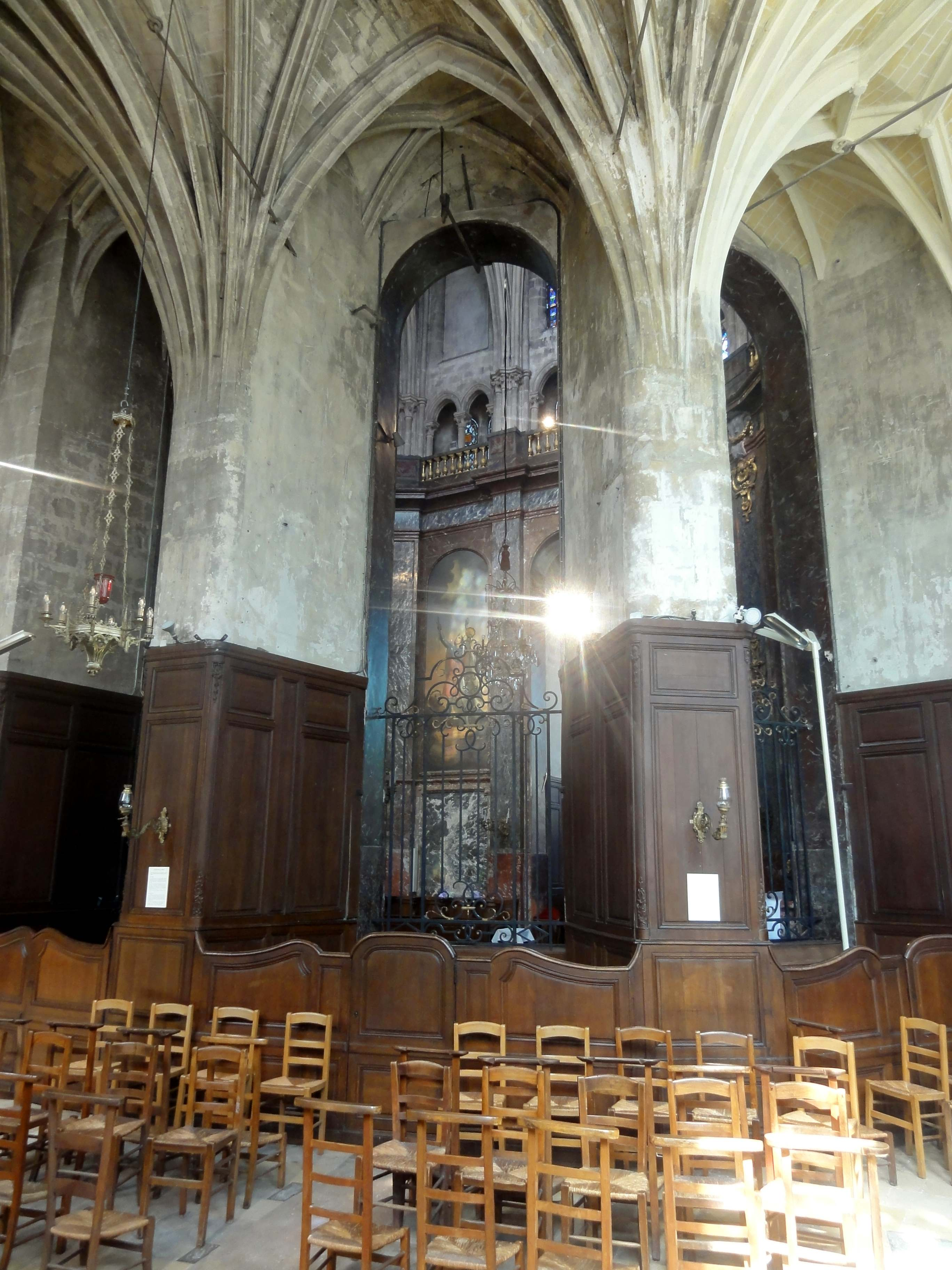
Vue par l'arcade sud-est dans l'abside.
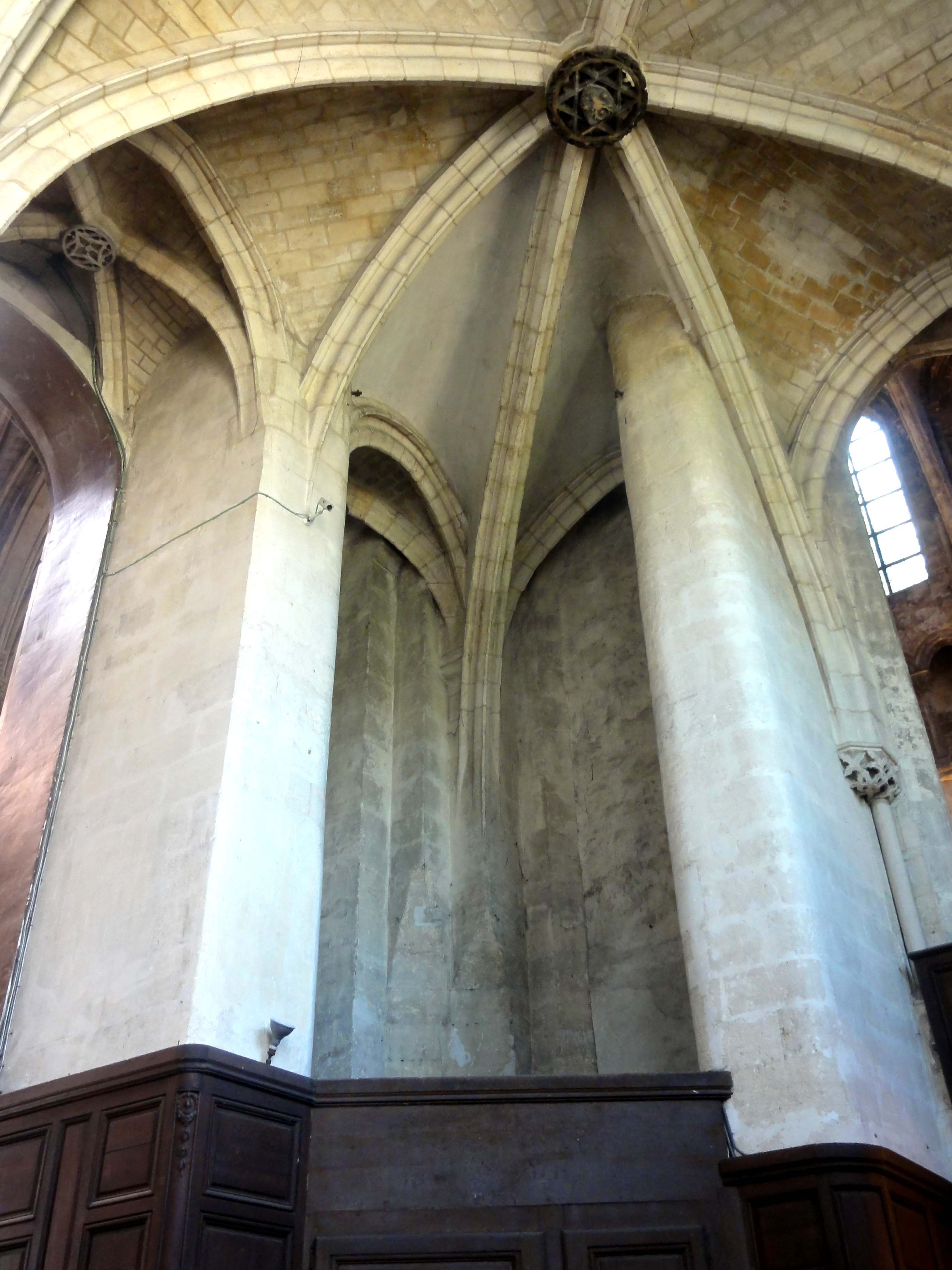
1re travée (au nord), angle sud-ouest.
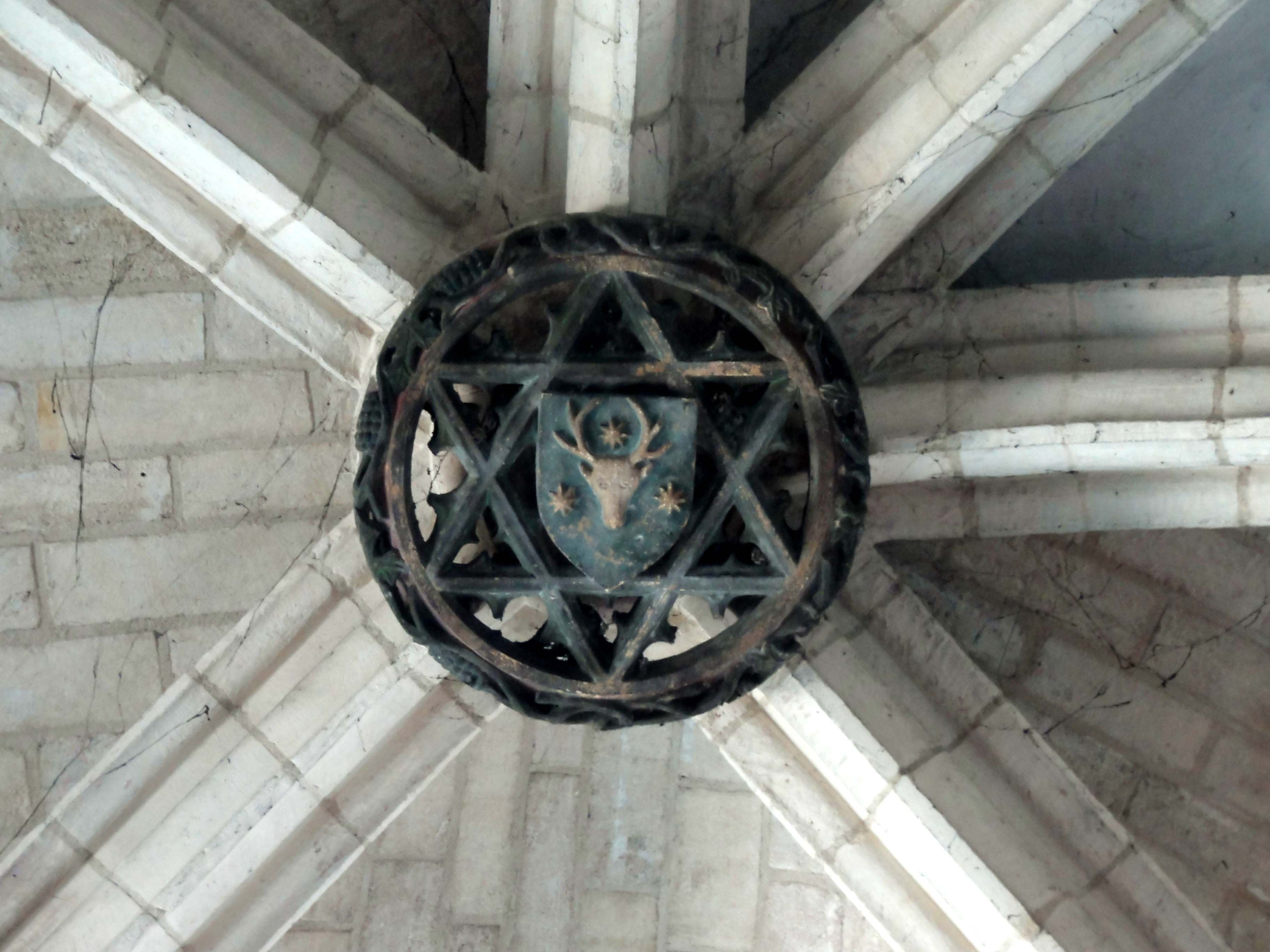
Clé de voûte de la 1re travée, au nord.
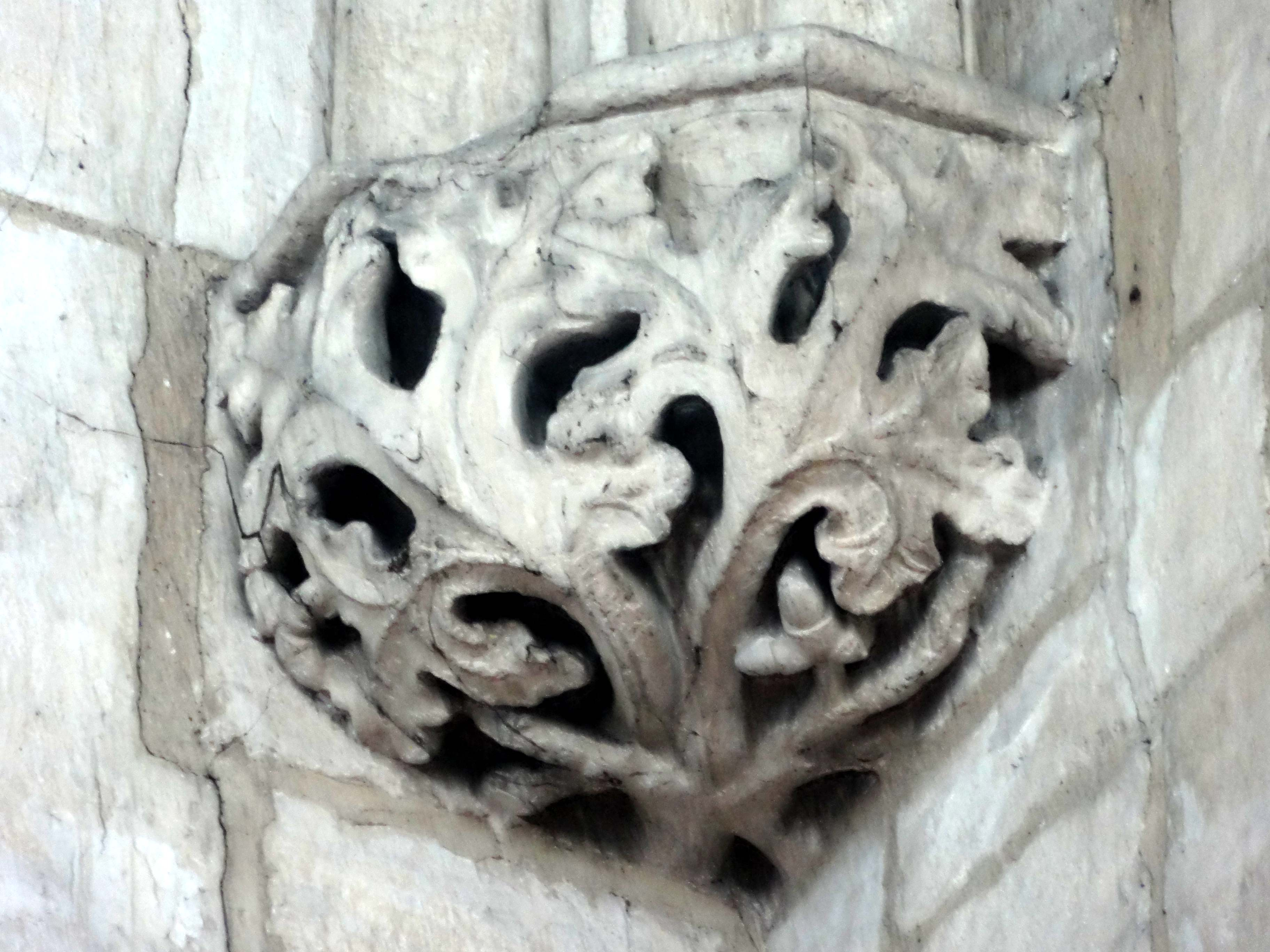
1re travée, cul-de-lampe.

### Extérieur

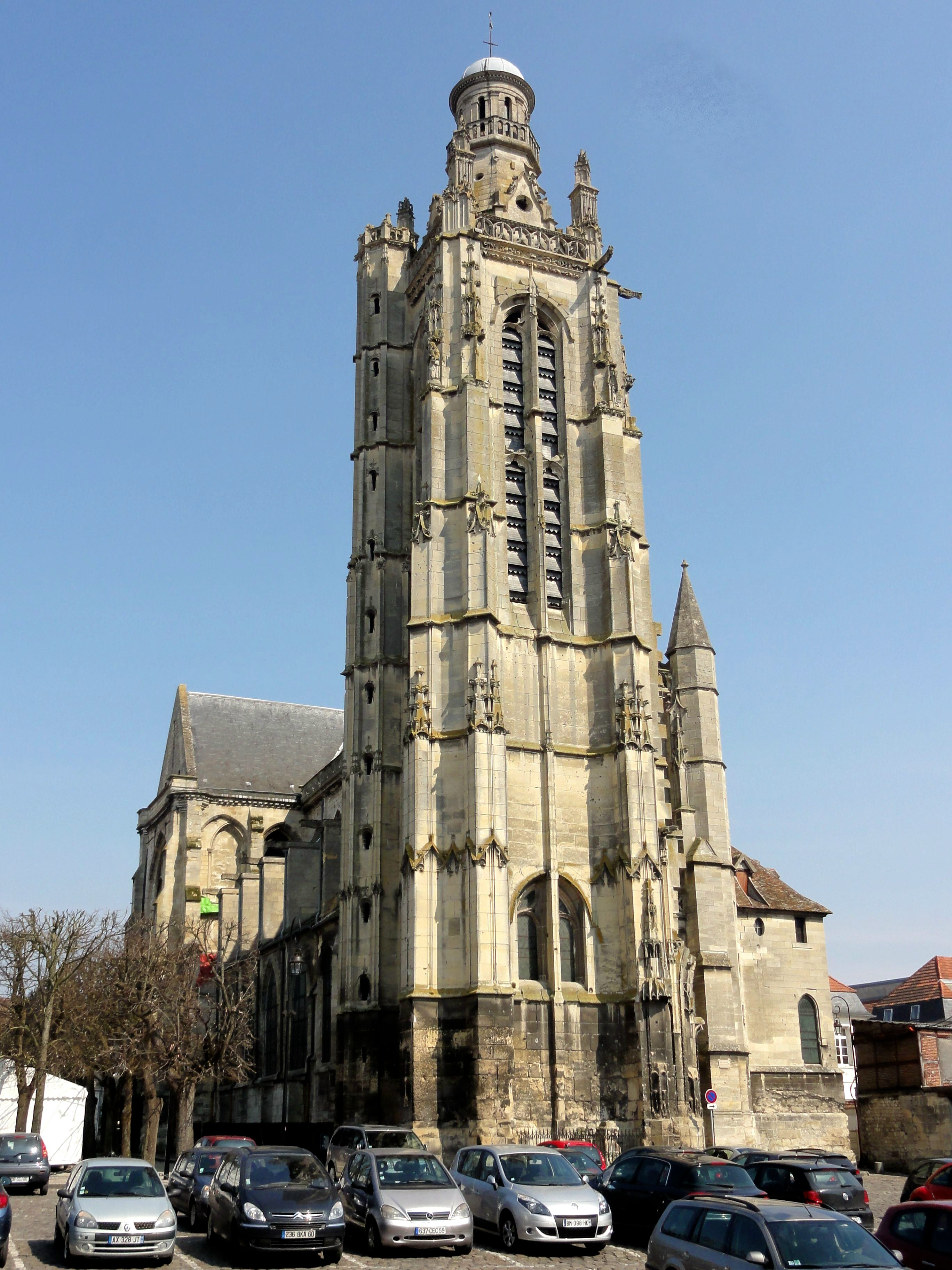
Vue depuis le sud-ouest.

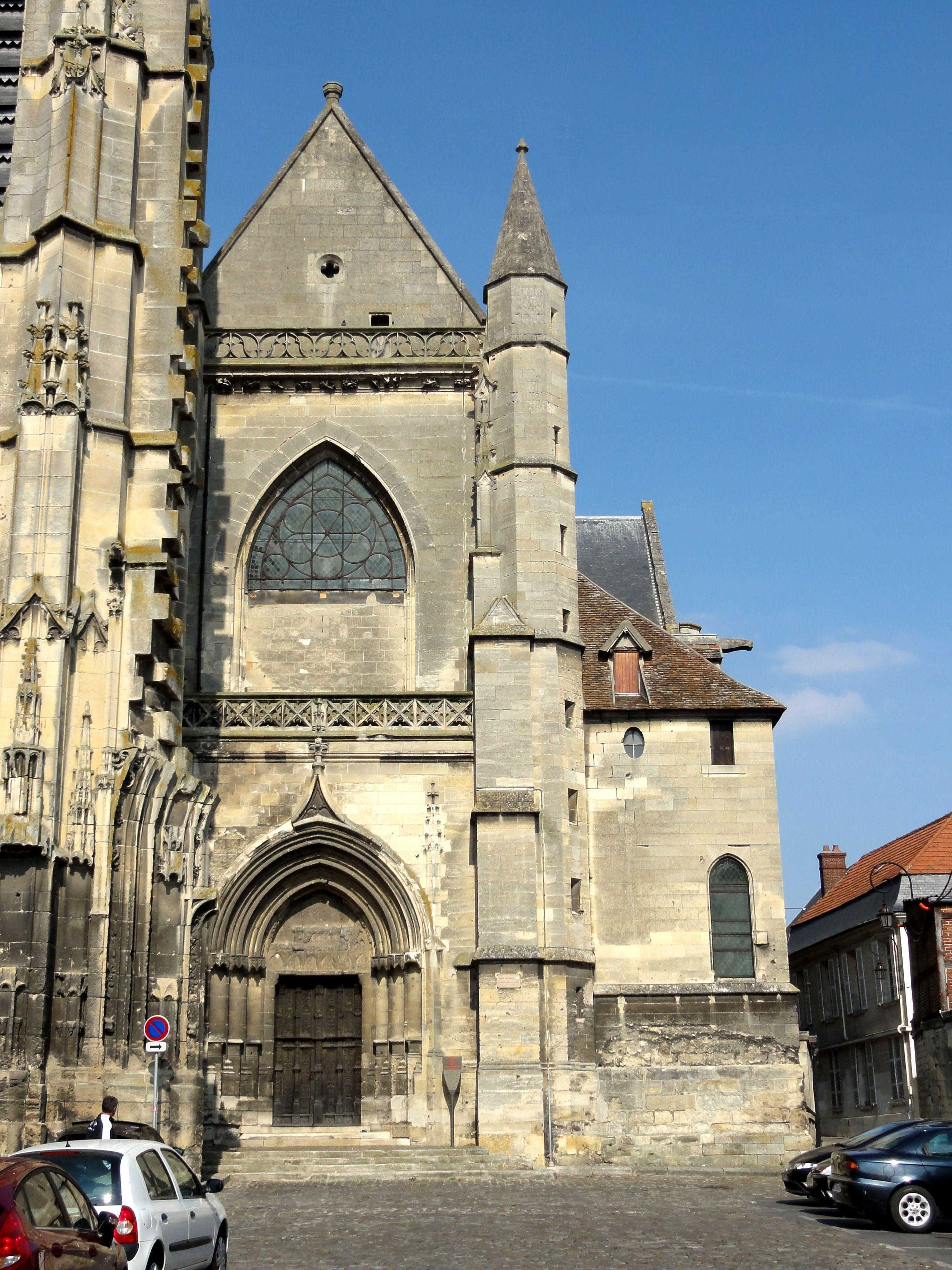
Façade occidentale.

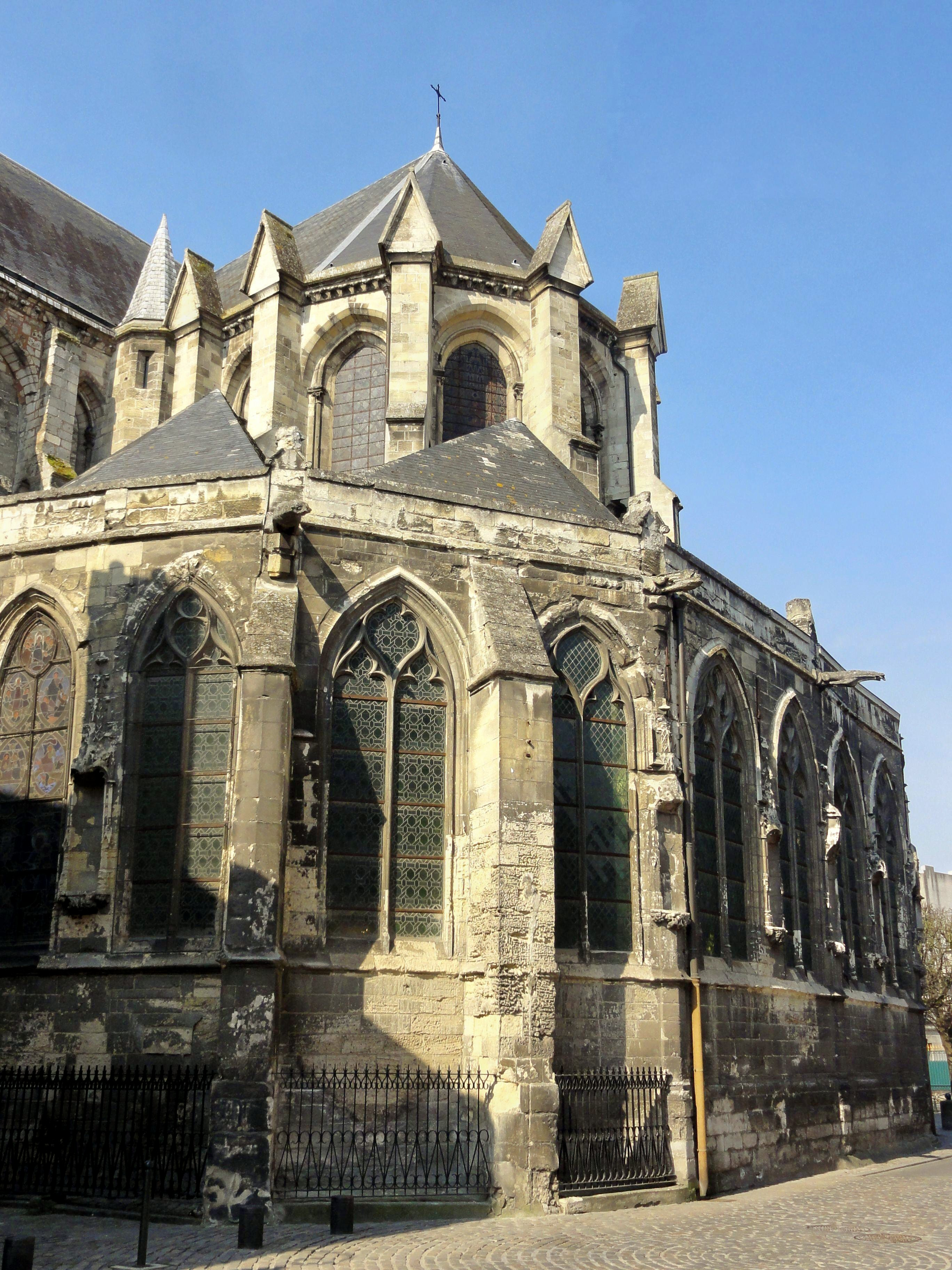
Chevet, côté sud-est.

L'élément le plus marquant de l'église est le haut clocher-tour érigé hors œuvre, dit tour Saint-Jacques. Sa construction s'échelonne sur une quarantaine d'années, commençant vers 1456 / 1461 et se termine seulement à la fin du siècle. La tour ne comporte que deux étages, qui sont d'une hauteur considérable : le soubassement est aussi haut que les murs gouttereaux de la nef, et l'étage de beffroi est encore plus élevé. Le style flamboyant s'exprime à travers les pinacles à crochets ornant les contreforts d'angle sur quatre niveaux successifs, sans que les formes se répètent pour autant. Au niveau du rez-de-chaussée, les pinacles s'apparentent davantage à des bas-reliefs, mais contiennent des niches à statues aux dais finement ciselés à gauche du portail ainsi qu'au niveau supérieur. Les niches y sont au nombre de quatorze, dont sept abritent toujours des statues, fait assez rare. Ces statues représentent saint Ambroise, saint Théodore, saint Jérôme, saint Christophe, saint Jacques le Majeur, saint Roch et saint Crépin ; sainte Barbe, sainte Madeleine et saint Nicolas étaient encore visibles en 1883. Pour souligner la verticalité, un genre de meneau divise chacune des quatre faces du clocher en deux parties, y compris les fenêtres en arc brisé du rez-de-chaussée et les hautes baies abat-son, qui par ailleurs sont subdivisées horizontalement par des arcatures trilobées à mi-hauteur. Une tourelle d'escalier octogonale assez remarquable flanque le clocher au nord-ouest. Elle est scandée par une succession régulière de larmiers, ses fins contreforts sont pourvus de pinacles sur trois niveaux et les petites fenêtres sont également décorées. En haut, les murs se terminent par des balustrades, la tour ayant été conçue pour remplir une double mission de clocher et tour de guet. Les contreforts sont coiffés d'étonnants pinacles à trois niveaux, dont le premier et le dernier placés en biais. La tourelle d'escalier se termine un peu plus haut par une balustrade factice et une courte flèche en pierre, garnie de crochets. Un lanternon occupe le centre de la plate-forme au sommet du clocher ; octogonal à sa base, avec quatre pignons, il se termine par un étage rond, entouré d'une balustrade et ajouré d'étroites ouvertures plein cintre, et décoré de pilastres.
La façade occidentale est d'une grande sobriété, et son remplacement par une façade plus représentative était prévu lors de l'édification du clocher, comme en témoignent toujours des pierres d'attente et le départ d'une voussure. Le mur occidental de la nef est flanqué d'une tourelle d'escalier immédiatement à droite de son contrefort méridional, sommée par une ébauche de pinacle. La tourelle est scandée de larmiers et percée de simples meurtrières en guise de fenêtres. Horizontalement, la façade est subdivisée en trois parties par des balustrades flamboyantes, en bas du pignon nu ainsi qu'en bas de la grande fenêtre au-dessus du portail. Cette fenêtre, contemporaine du clocher, est dépourvue de remplage et à moitié bouchée. Le portail occidental était initialement pourvu d'une riche ornementation, presque entièrement détruite sous la Révolution française. En particulier, le tympan était sculpté d'une Résurrection entourée d'un cortège d'anges et de séraphins disposés dans les trois voussures superposées de l'archivolte, et les ébrasements des piédroits comportaient des niches à statues, dont seuls les dais restent en place. Contemporaines de la façade, les élévations latérales sont également assez austères. Les murs gouttereaux de la nef se terminent par une balustrade, dans la continuité de celle devant le pignon. Au-dessus, court une corniche de feuillages que l'on retrouve également sur la façade. Les murs de la nef sont consolidés par des arcs-boutants, se composant d'une demi-arcade agrémentée d'une accolade au contact avec la nef, et reflétant bien le style flamboyant, ainsi que d'un chéneau placé au-dessus. Les gargouilles en haut des culées des contreforts ne sont même pas sculptées. Ces arcs-boutants ainsi que les balustrades représentent des ajouts de l'époque flamboyante, quand les chapelles furent bâties devant les bas-côtés ; plus aucun élément de l'architecture du XIIIe siècle n'est visible sur les élévations latérales de la nef.
D'après Maryse Bideault et Claudine Lautier, l'abside porte encore les caractéristiques de l'architecture gothique primitive, et seulement les claires-voies du triforium indiquent la période pré-rayonnante. Les fenêtres sont toutes cantonnées de colonnettes à chapiteaux, sculptés en feuillages et supportant une archivolte torique. Ces fenêtres sont placées légèrement en retrait, et à leur base court une coursive pour le passage de laquelle les contreforts sont percés d'ouvertures. Les contreforts sont couronnés de chaperons en bâtière et entrecoupés par un glacis. Au niveau du rez-de-chaussée, le mur oriental du déambulatoire est agrémenté de niches à statues sur les contreforts, aujourd'hui vides. Les travées du déambulatoire sont couvertes de toits en pavillon deux par deux, ce qui a permis d'éviter l'obstruction des claires-voies. En ce qui concerne les bras du transept, ils sont épaulés par deux contreforts à ressorts à chaque angle, et une galerie de circulation est ménagée à la base des pignons. Toute la partie supérieure des extrémités nord et sud n'a pris son apparence actuelle qu'après le milieu du XIXe siècle, mais en bas, les groupes de quatre lancettes dans des ouvertures fortement ébrasées restent inchangés depuis le XIIIe siècle.

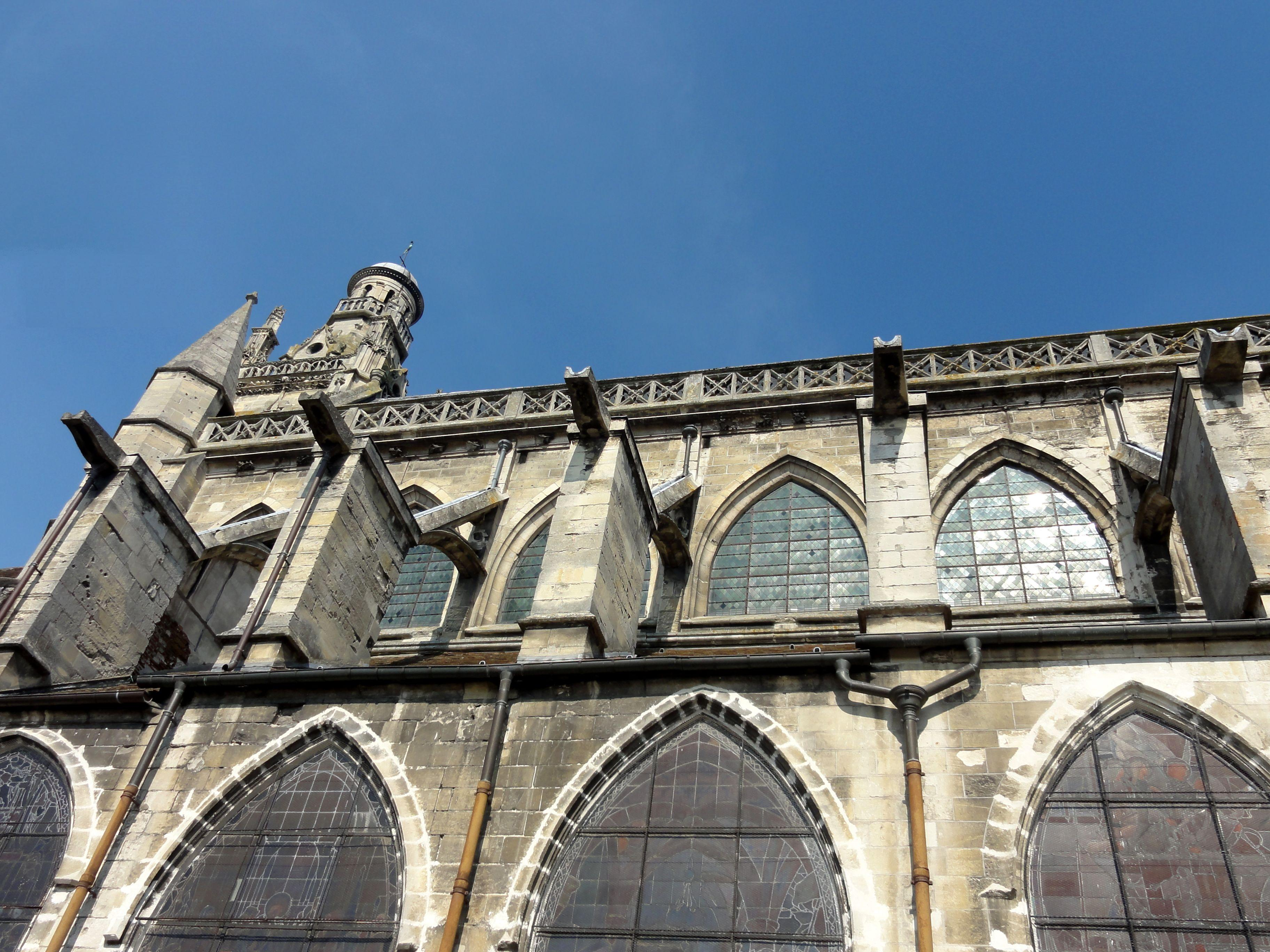
Nef, côté sud.
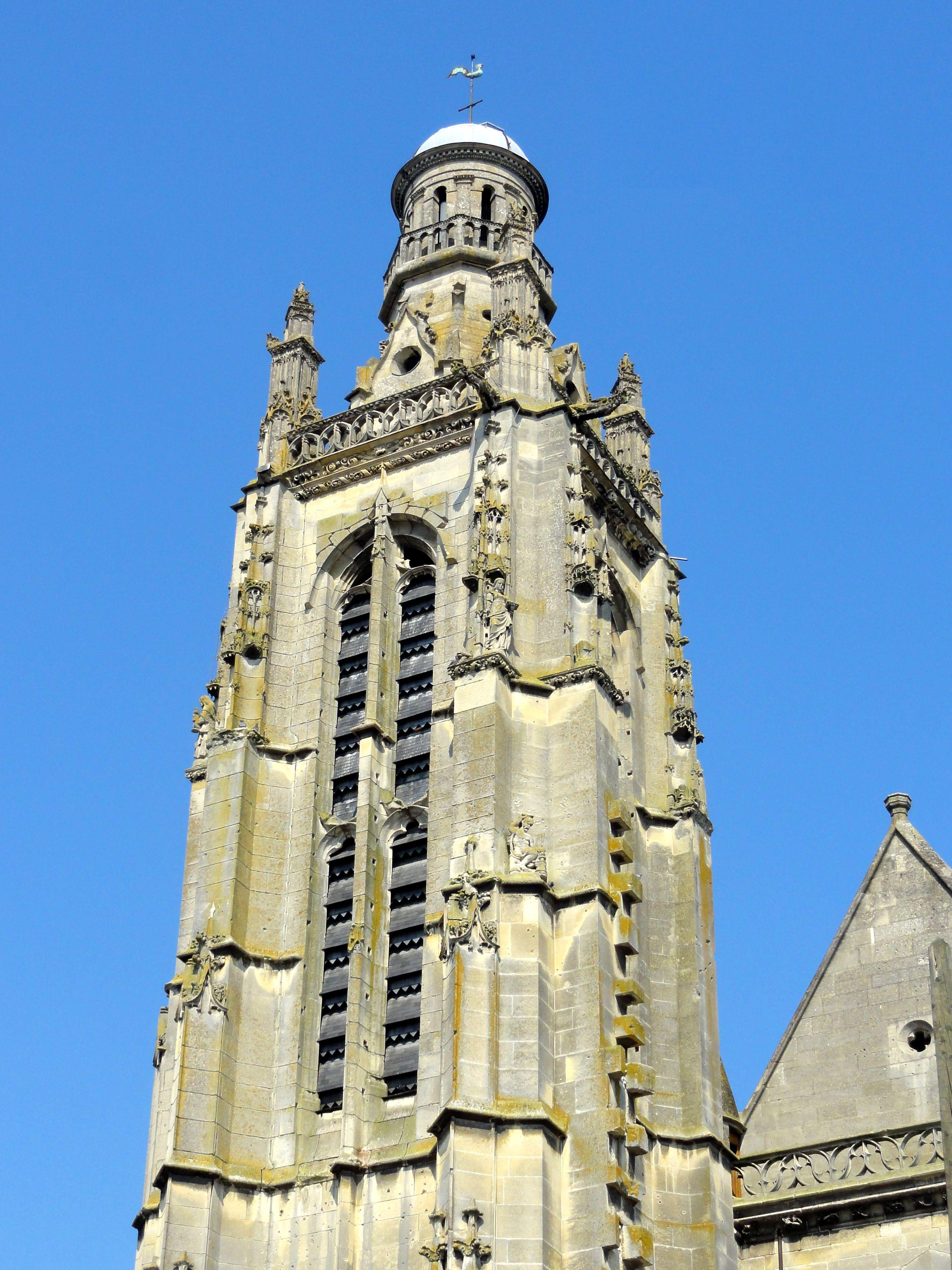
Clocher, étage de beffroi.
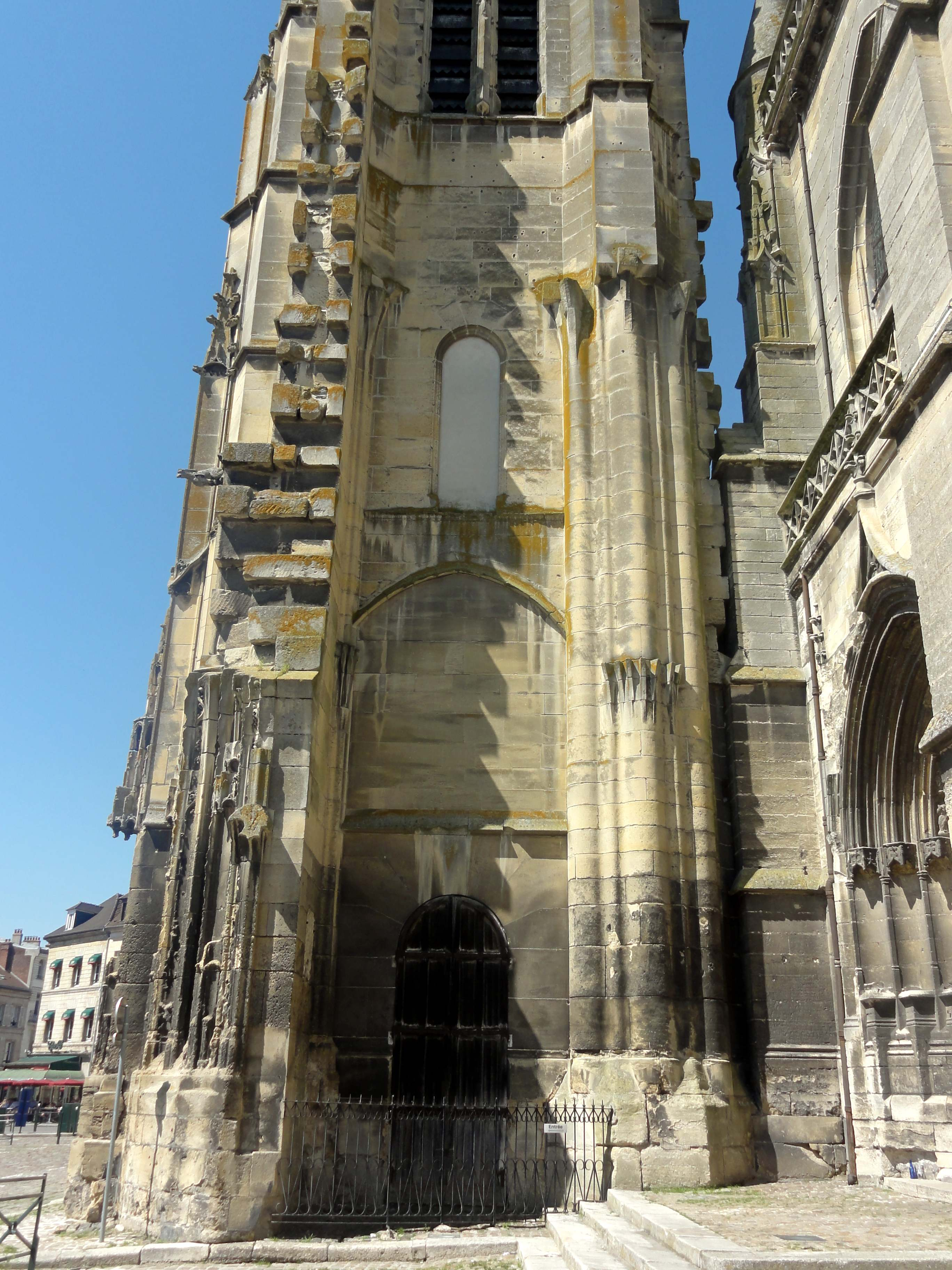
Clocher, côté sud.
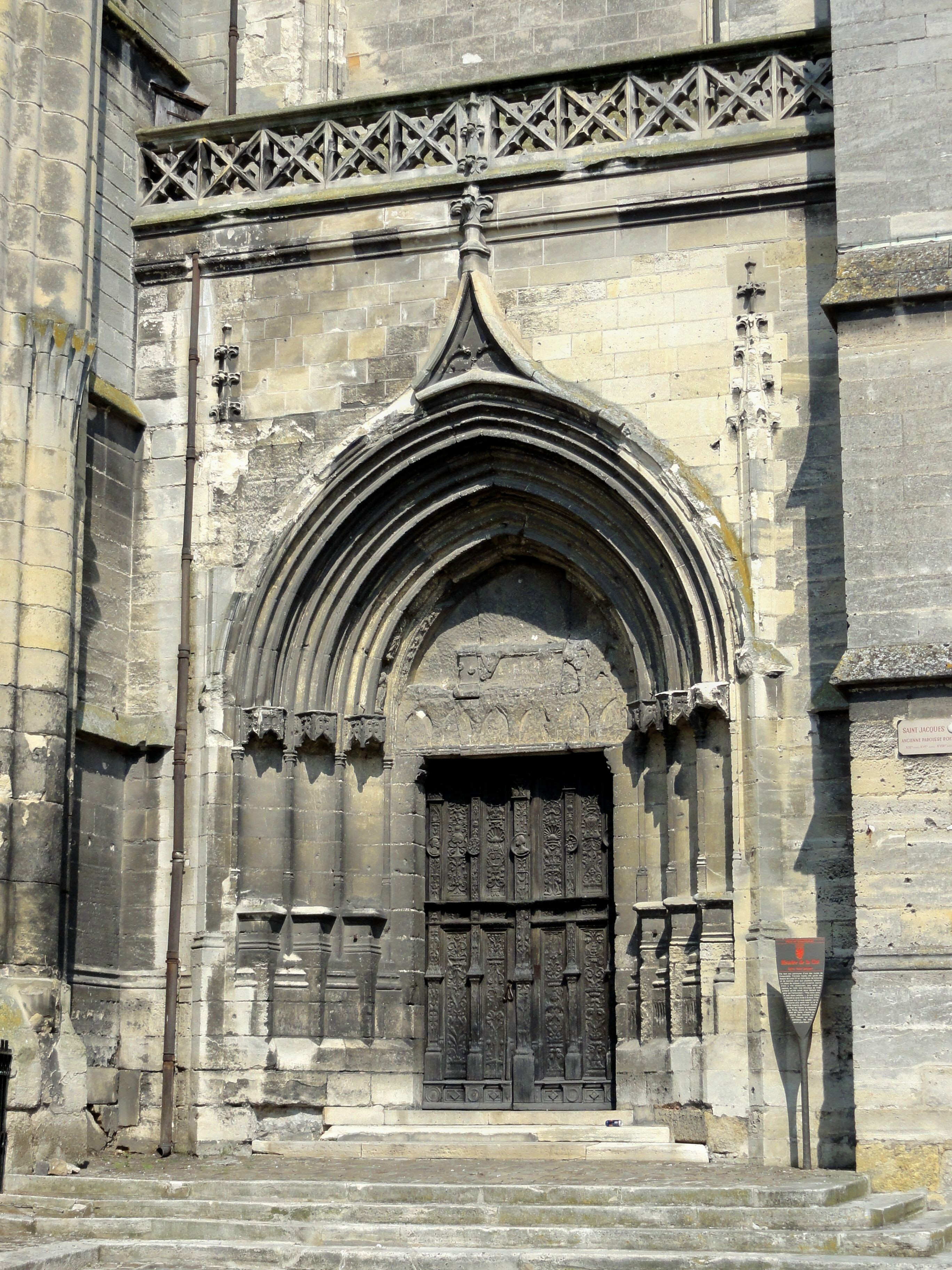
Portail occidental.
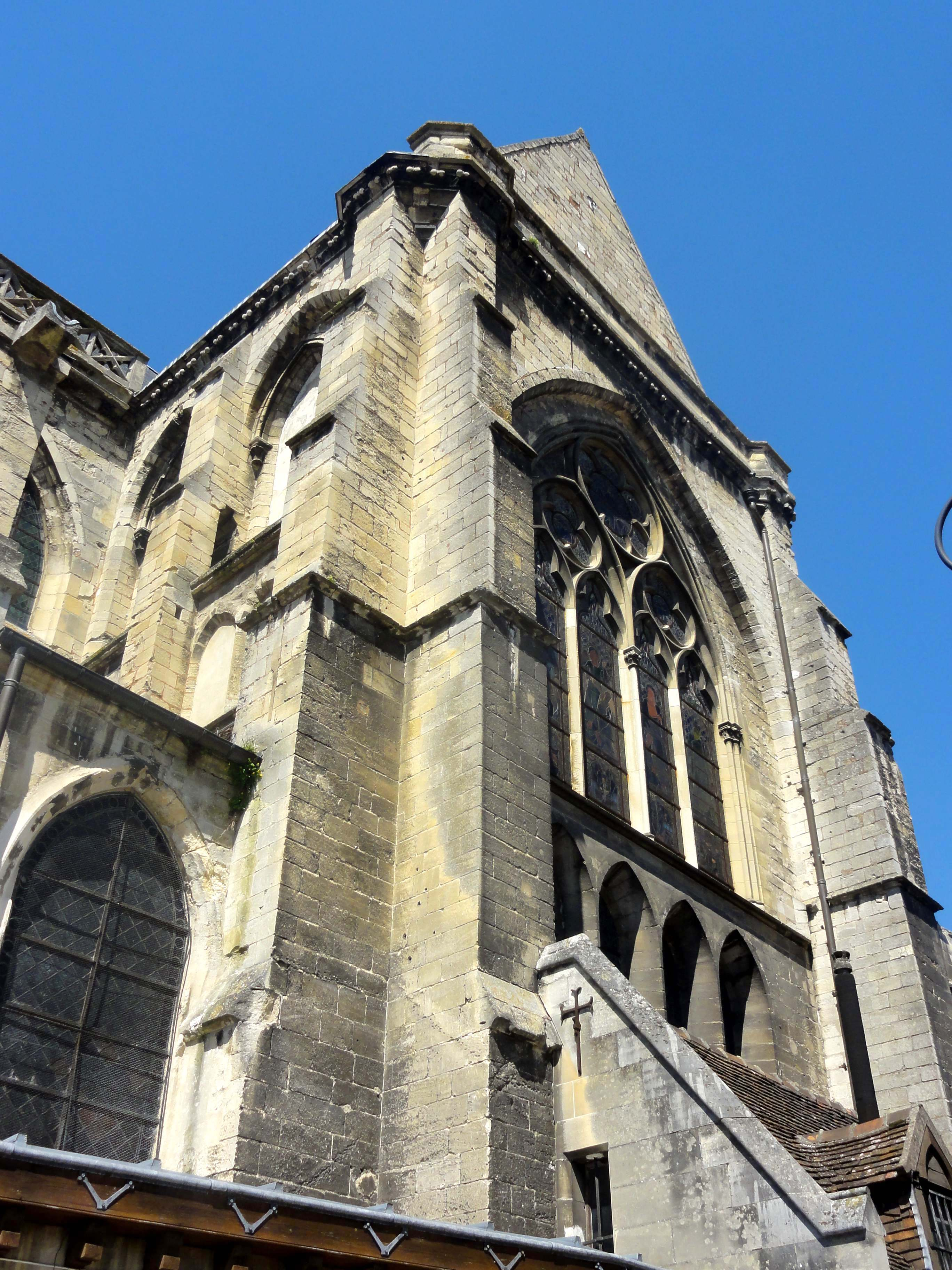
Croisillon sud.
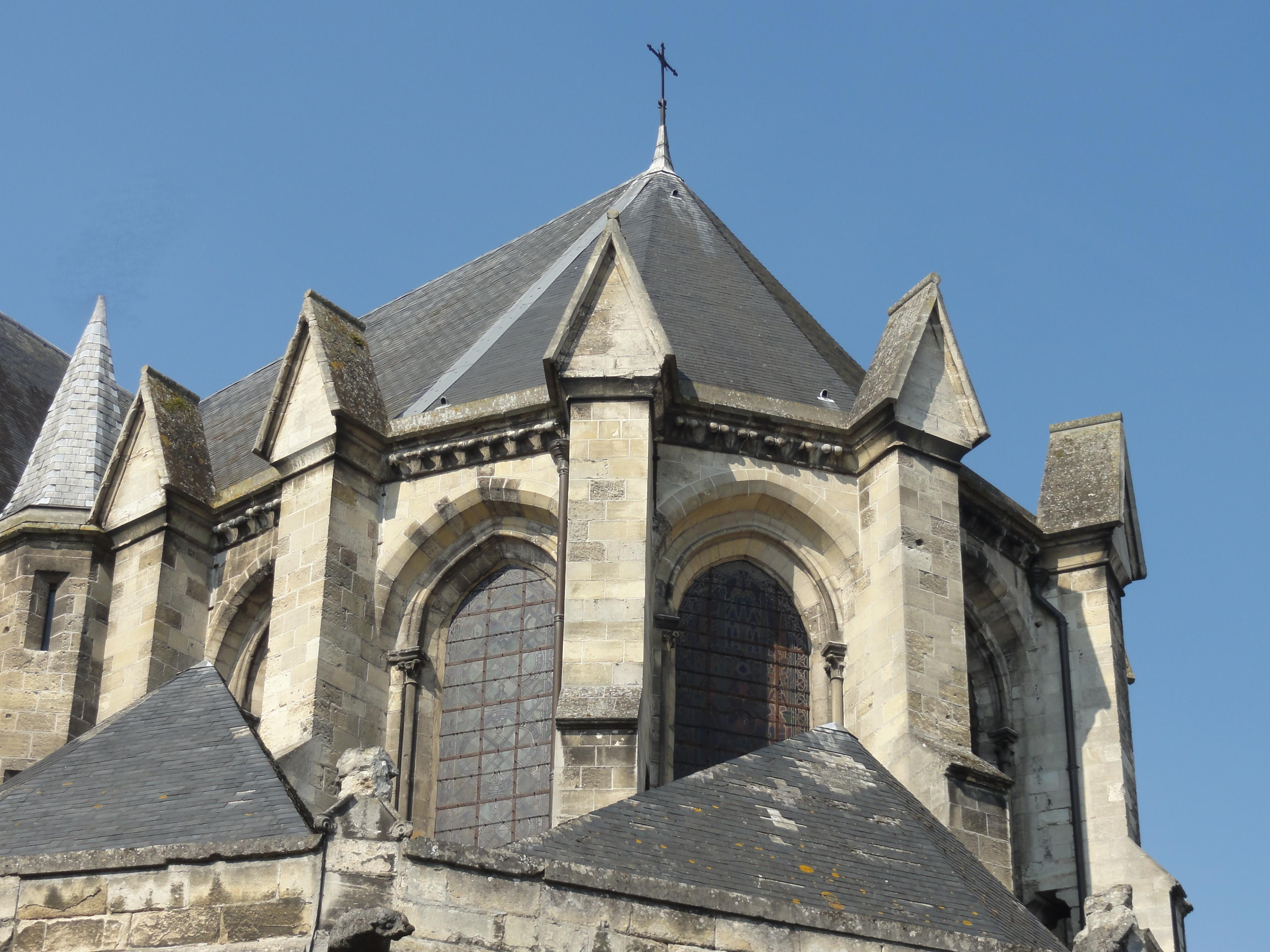
Chœur, parties hautes.

## Mobilier
Parmi le mobilier de l'église, vingt-trois éléments ou ensembles sont classés monument historique au titre objet. Sept autres sont classés au titre immeuble, dont le revêtement en marbre des grandes arcades du chœur avec son décor sculpté, que l'on ne peut pas considérer comme faisant partie du mobilier à proprement parler. S'y ajoutent vingt-trois éléments du mobilier qui sont inscrits au titre objet. Enfin, sept éléments du mobilier classés ont disparu, et parmi les ensembles classés, quelques-uns ne sont plus complets. Au total, quarante-trois éléments ou ensembles sont ainsi protégés au titre des monuments historiques (chiffre ne tenant pas compte des ensembles dont les composantes sont classées à part).

### Vantaux du portail occidental

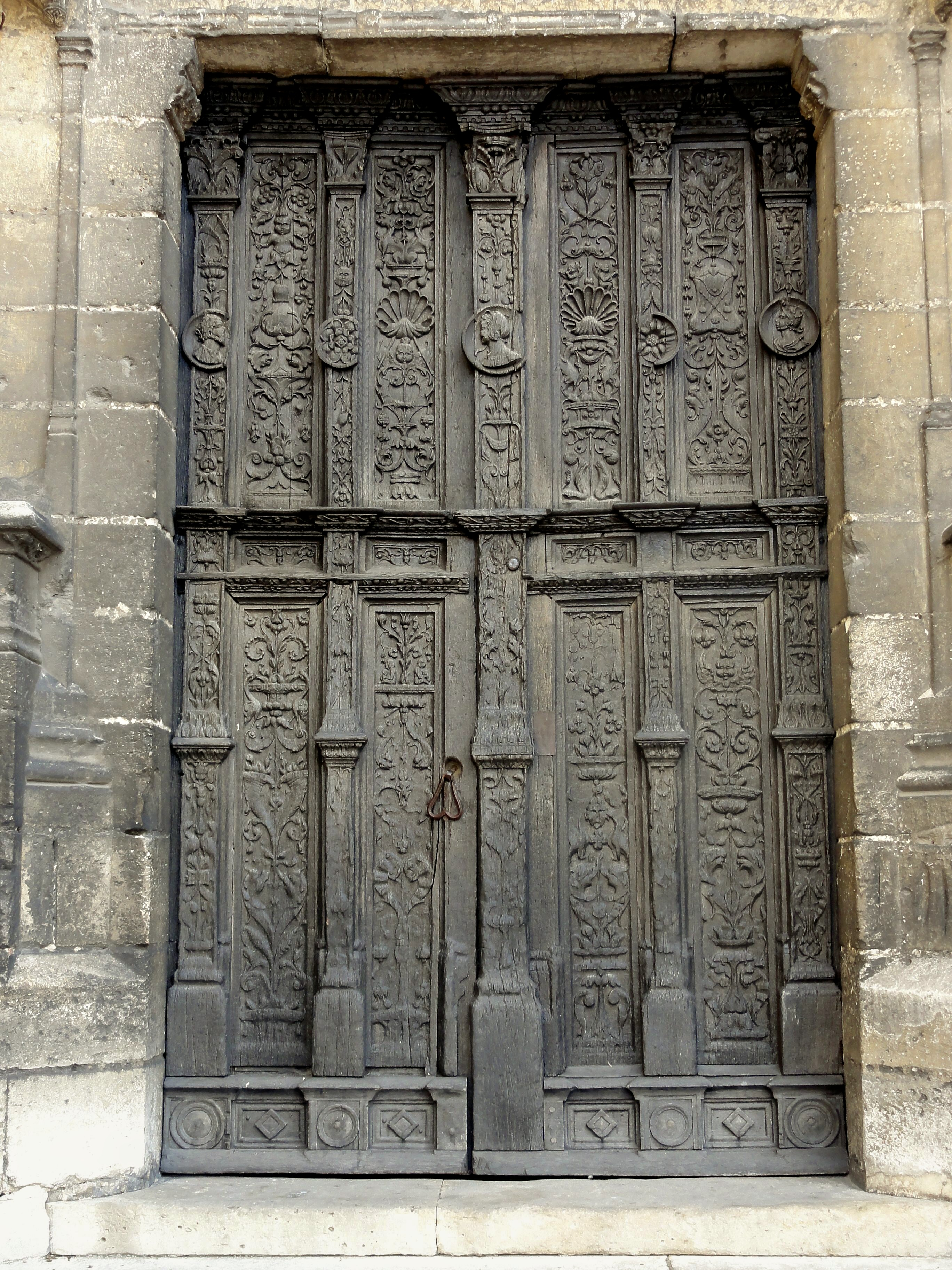
Vantaux du portail occidental, vers 1530.

Les deux vantaux du portail occidental sont en bois de chêne taillé. Ils mesurent 350 cm de hauteur pour 220 cm de largeur (pour l'ensemble). Leur style enjoué s'inspire de la Renaissance italienne, et indique une date aux alentours de 1530. Les vantaux s'adaptent mal sur le cadre de maçonnerie, et sont dépourvus de bordures. Ils s'organisent en deux registres, dont le premier est plus élevé que le deuxième. Des pilastres subdivisent les deux registres en quatre étroits compartiments. Il y a une superposition d'ordres, mais la limite entre les deux pilastres superposés ne se situe pas à l'intersection des registres, mais au niveau du registre inférieur. Les chapiteaux fantaisistes sont dérivés du dorique et du corinthien. Le pilastre médian dissimule la limite entre les deux vantaux, et est couronné d'un chapiteau plus grand. À mi-hauteur du registre supérieur, les pilastres arborent un médaillon représentant une tête en profil ou une marguerite. Ils sont, pour le reste, sculptés de candélabres. Un soubassement orné de panneaux affichant des cercles ou des losanges forme la base du registre inférieur. Chacun des registres se termine par un entablement. Sur l'entablement à l'intersection des deux registres, la métope est ornée de quatre étroits panneaux au niveau des chapiteaux (dont l'un arbore une besace de pèlerin devant deux bourdons de pèlerin croisés), et de quatre larges panneaux sculptés de volutes. Ce n'est pas le cas de l'entablement sommital, mais les deux se caractérisent par le recul des moulures à la faveur d'une grande diversité des motifs ornementaux. Les huit panneaux au total sont entièrement sculptés de motifs tirés de l'art grotesque, avec des dauphins affrontés, de petites têtes joufflues, des monstres marins et des putti se tenant en équilibre, mais il y a aussi, au niveau des médaillons des pilastres, des coquilles Saint-Jacques, une gourde et une besace, motifs déjà observés sur le banc d'œuvre de 1587. Les deux vantaux se rapprochent assez de ceux de l'église Saint-Antoine de Compiègne, mais paraissent un peu postérieurs. Ils sont classés au titre immeuble depuis avril 1907,.

### Orgue de tribune

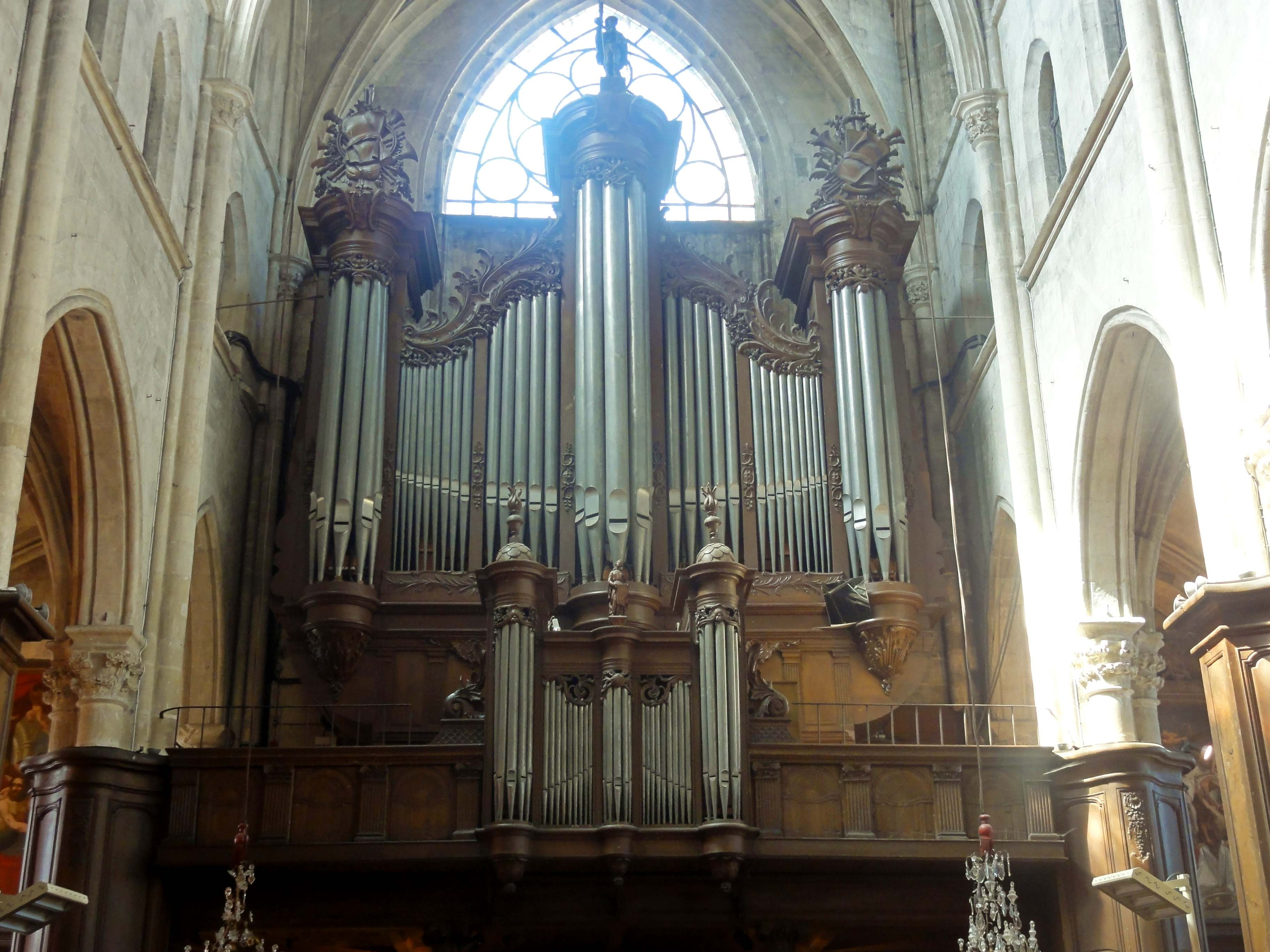
Vue générale.

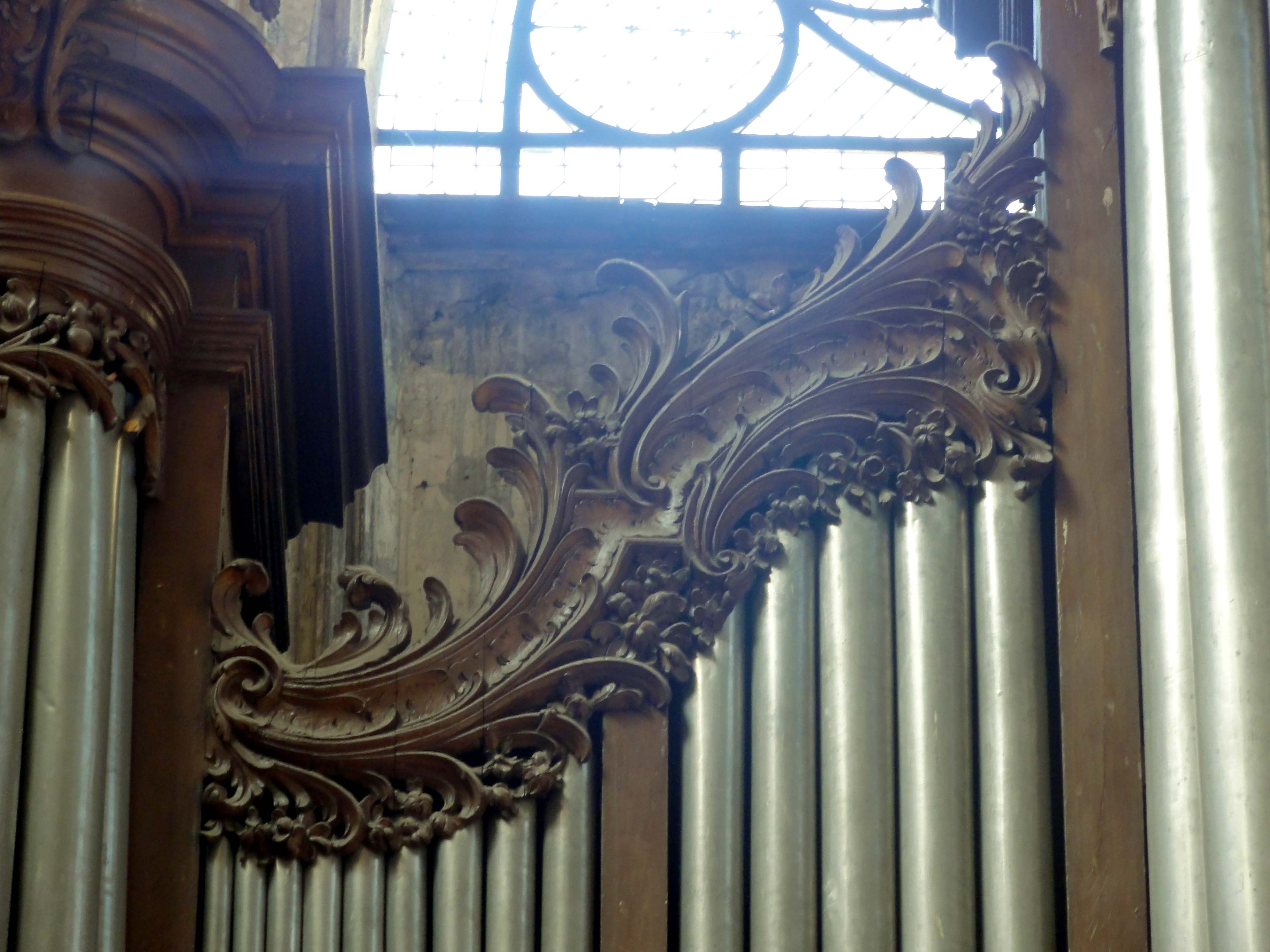
Décor sculpté du buffet.

L'orgue repose sur une tribune d'époque Henri IV (d'après Jacques Philippot ; vers 1550 d'après le dossier de protection), soutenue par deux colonnes corinthiennes cannelées. Sa balustrade pleine se compose de larges pilastres du même type, et de panneaux rectangulaires sculptés tous du même motif d'architecture en trompe-l'œil, à l'italienne, qui représente une sorte d'arc de triomphe. Le dessous de la tribune prend la forme d'un plafond à caissons. Le buffet du positif mesure 227 cm de largeur pour 233 cm de largeur, et date du XVIIe siècle. Elle se compose d'un corps central, scandé au milieu par une demi-tourelle, et de deux tours plus élevées que le corps central, de part et d'autre. La tourelle et les deux tours reposent sur des culs-de-lampe sculptés de feuilles d'acanthe. Au-dessus des tuyaux, l'on trouve des grilles de rinceaux ajourés avec des motifs de volutes végétales et de palmettes, ainsi qu'un entablement non sculpté. La tourelle est couronnée d'une statuette, tandis que les tours sont coiffées d'un petit dôme garni d'écailles, et sommé d'un pot à feu. Le buffet d'orgue mesure 600 cm de hauteur pour 657 cm de largeur. Il date de 1738, mais a subi une transformation complète en 1768 par Louis Péronard, de Reims. Son soubassement est agrémenté de pilastres doriques cannelés. Les tuyaux sont logés dans une tour centrale, qui domine l'ensemble, deux ailes latérales, et deux tours disposées aux extrémités, qui dépassent en hauteur les ailes latérales.
Tous ces éléments reposent sur un entablement aniconique, et les parties saillantes des tours retombent sur des culs-de-lampe sculptés de motifs végétaux très délicats. Les rampants galbés en S des deux ailes sont sculptés de motifs de palmes assez complexes, qui indiquent encore le mieux l'époque de ce buffet. Les tours disposent en haut d'un deuxième entablement, avec une architrave et une corniche saillantes. Si le couronnement de la tour médiane se résume à une statuette de saint Jacques et un cuir découpé, les tours latérales sont surmontées de compositions décoratives sur la base d'instruments à vent et feuilles de notes nouées ensemble. Les fleurs de lys qui décoraient les tuyaux furent ôtées à la Révolution, puis le buffet fut vendu à l'apothicaire Jean Martin, pour un prix de cinq cents francs en papier. Une fois la liberté du culte rétablie, le citoyen le rendit à la paroisse. Le buffet a retrouvé son esthétique classique d'origine grâce à une restauration par la maison Haerpfer-Erman de Boulay, en 1965. L'instrument lui-même a été entièrement refait par Louis Péronard en 1768 (voir ci-dessus), puis plusieurs fois réparé au cours du XIXe siècle : par Baudoux en 1807, par Pierre Claude Dessereau en 1825, par Caulier en 1834 et par Cavaillé-Coll en 1843. Cette entreprise a assuré l'entretien de l'instrument jusqu'en 1881, date à laquelle une nouvelle restauration a été effectuée par la maison Stoltz. La console, en fenêtre, comporte trois claviers manuels et un pédalier à l'allemande. L'on dénombre environ 2 000 tuyaux au total, qui se répartissent sur trente-quatre jeux (positif, 11 jeux ; grand-orgue, 14 jeux ; écho, 3 jeux ; pédalier, 6 jeux). Le buffet et la tribune d'orgue sont classés monument historique au titre objet depuis le 13 avril 1907,, et la partie instrumentale est classée quant à elle depuis le 20 décembre 1960,.

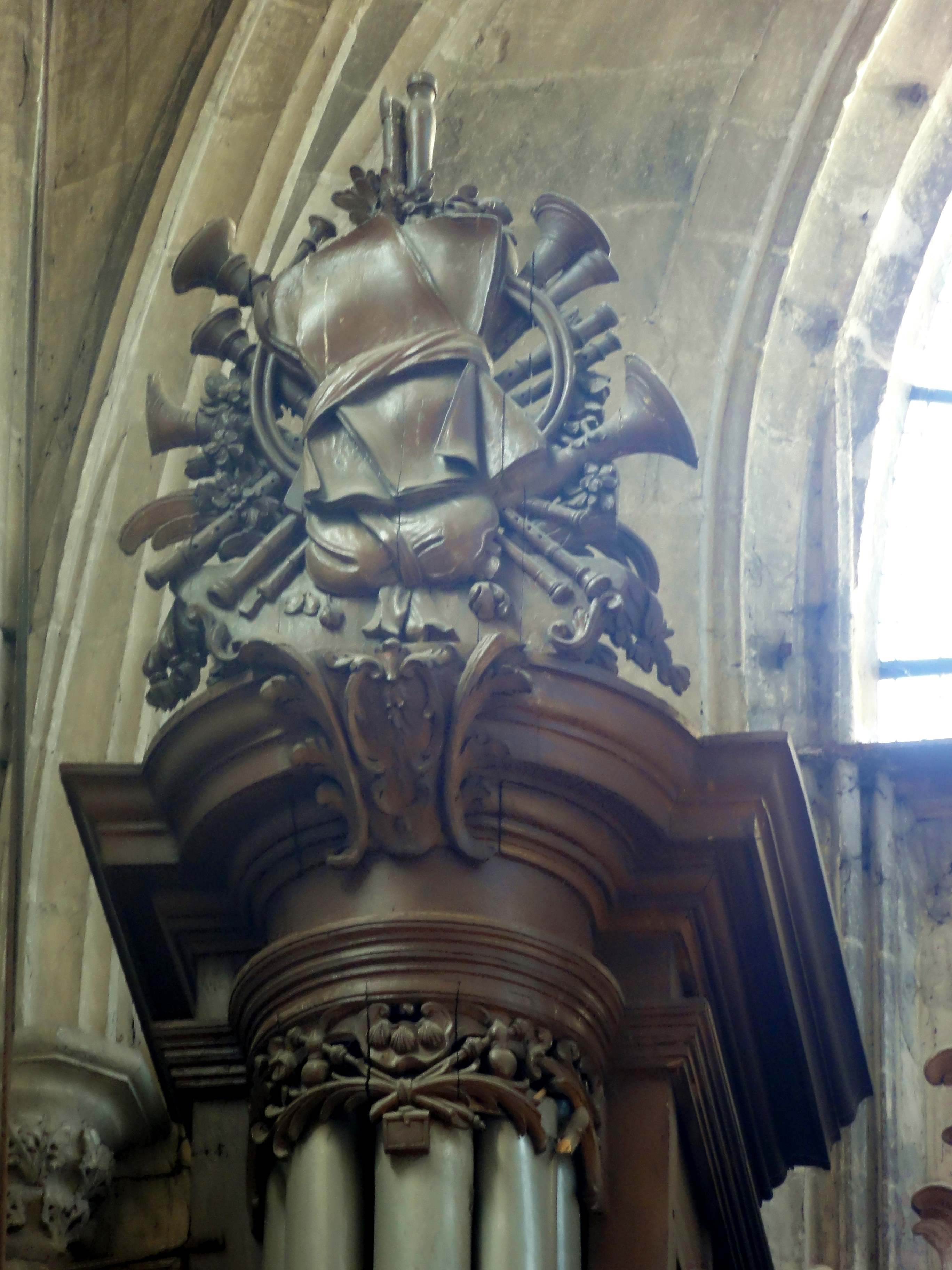
Couronnement de la tourelle de gauche.
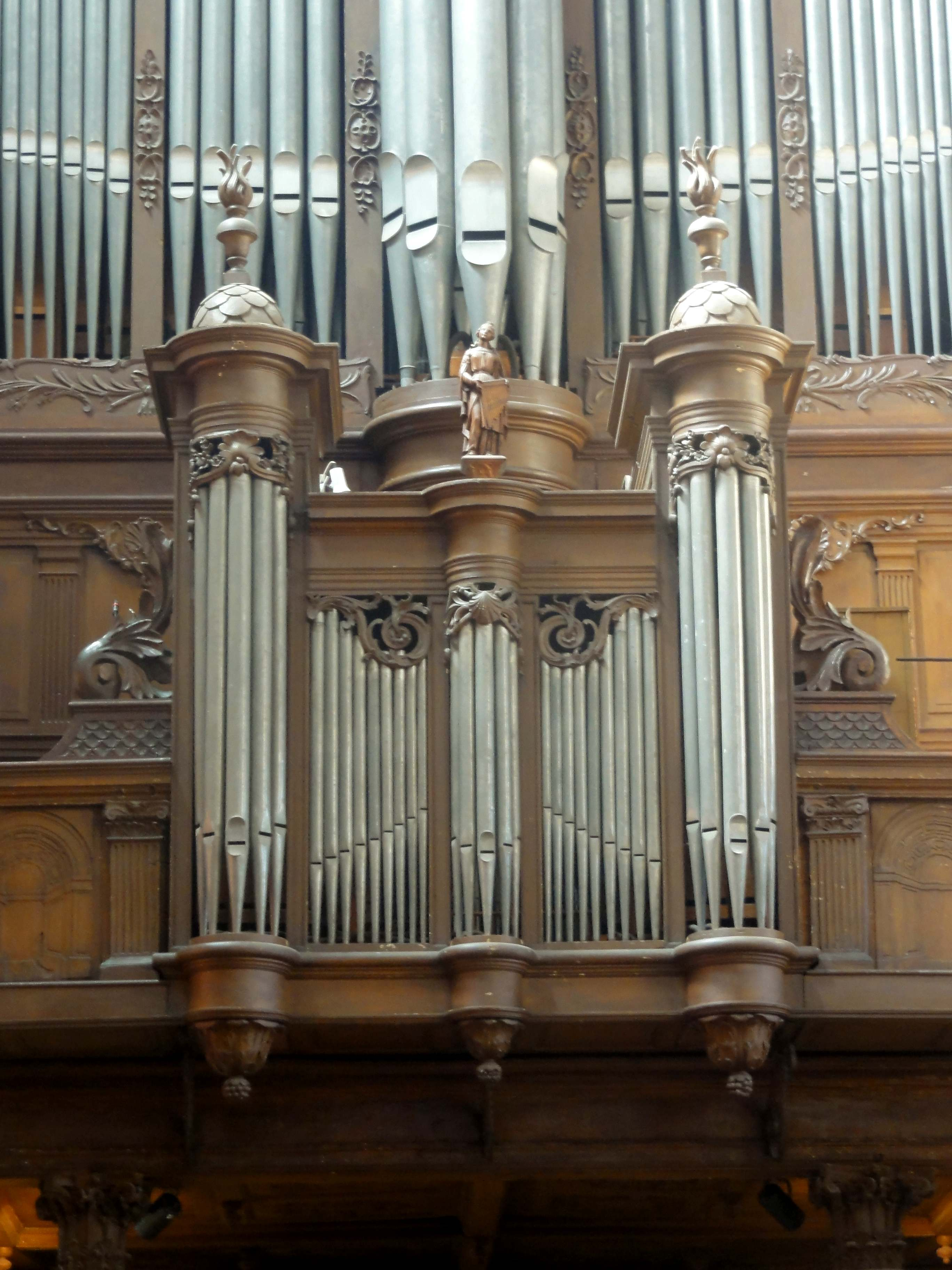
Positif d'orgue.
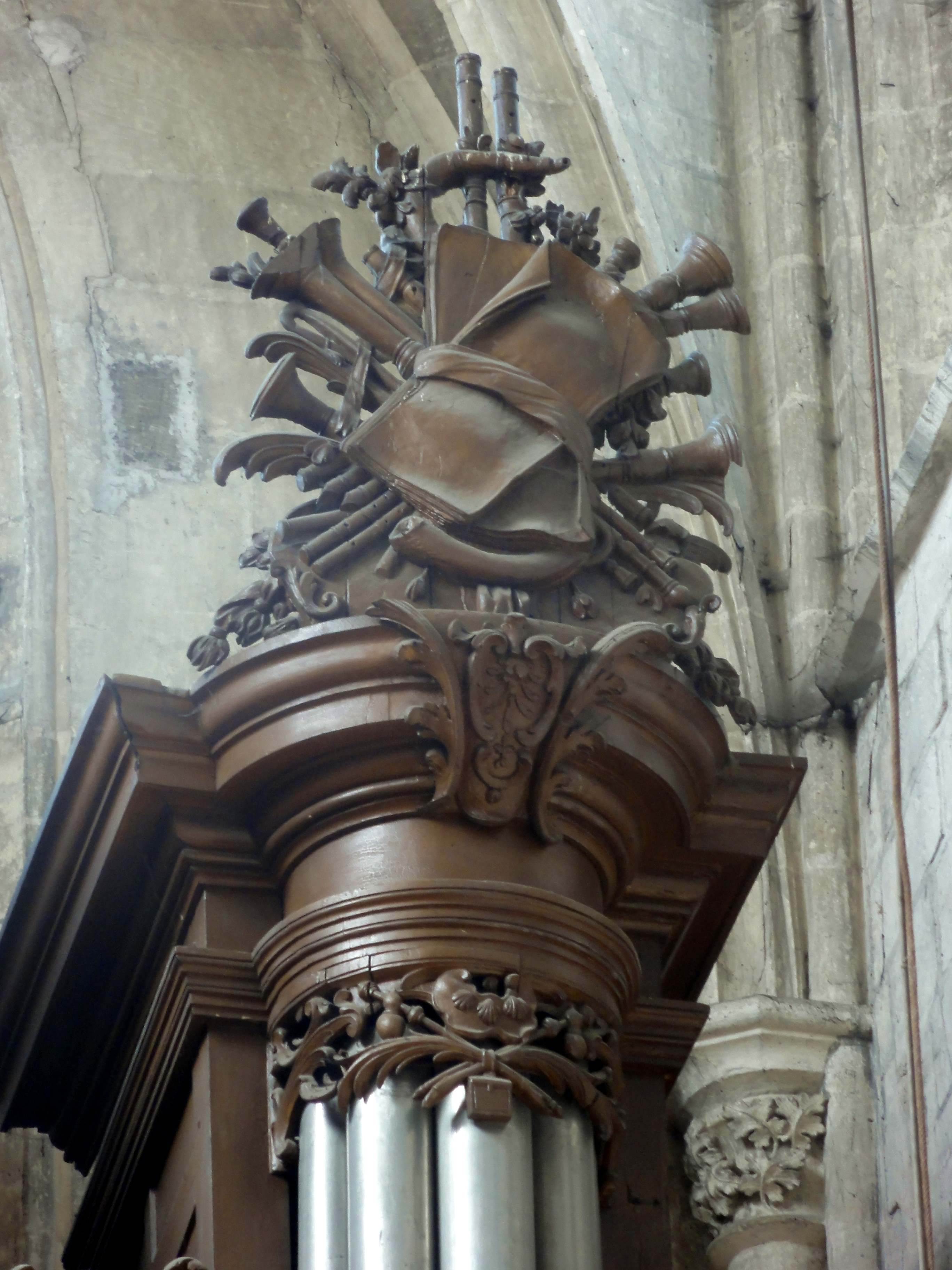
Couronnement de la tourelle de droite.

### Statues

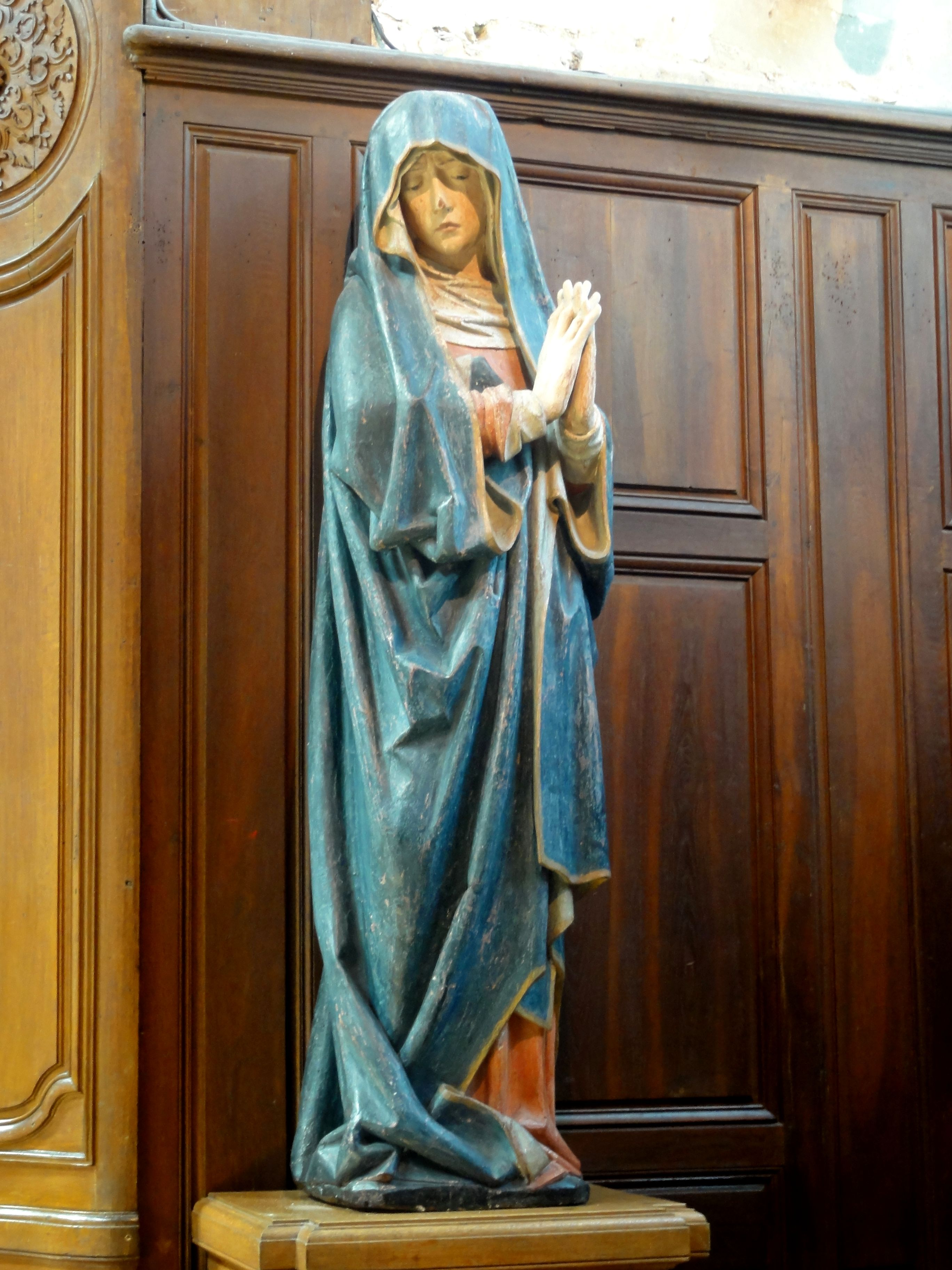
Vierge de douleur.

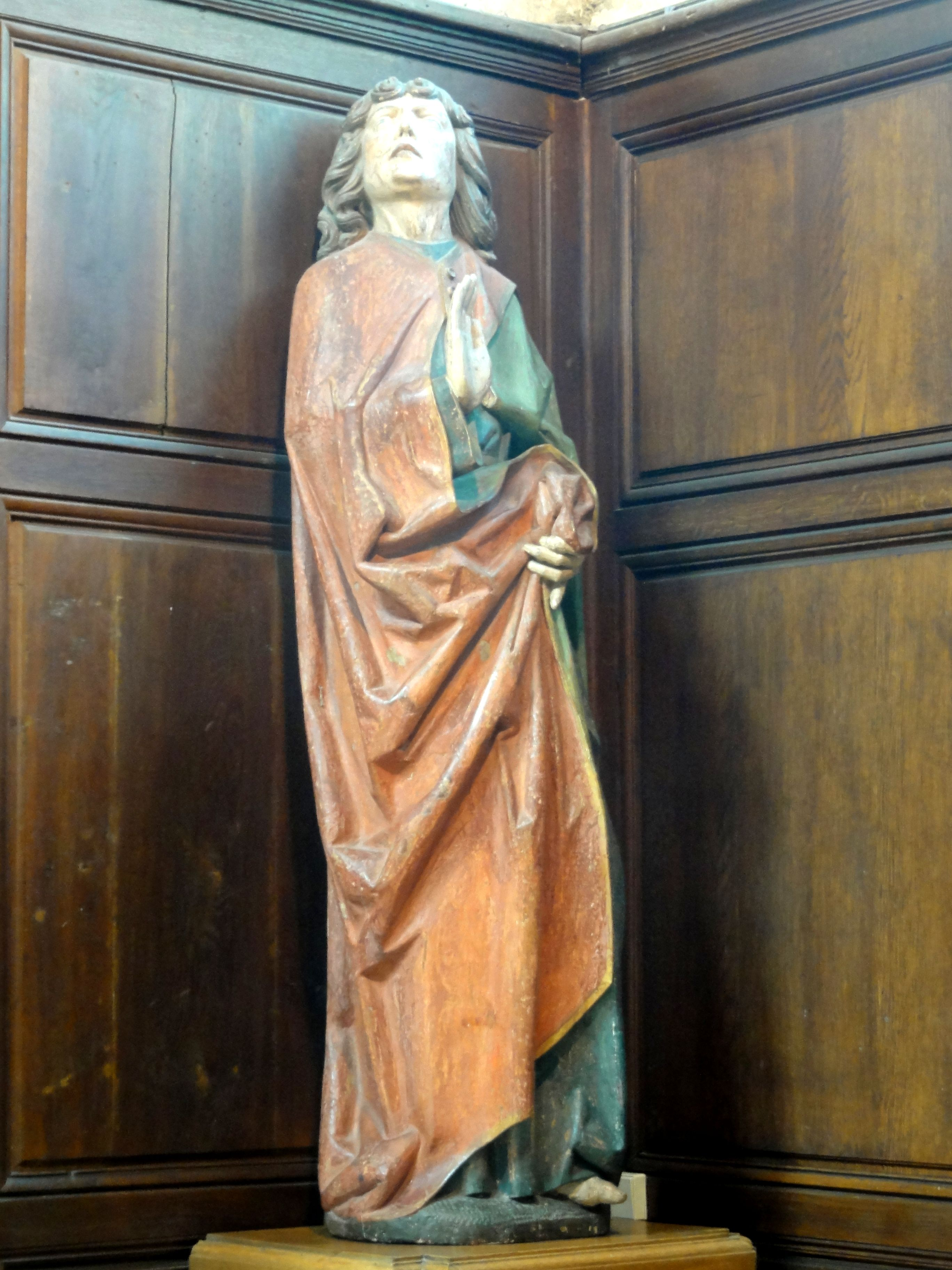
Saint Jean du calvaire.

- Les statues de la Vierge de douleur et de saint Jean sont en bois de chêne polychrome. La première mesure 172 cm de hauteur, et l'autre, 163 cm. Les deux proviennent de la poutre de gloire installée en 1499, et démantelée en 1750. Elles ont été retrouvées dans les combles de l'église en 1914. Le Christ en croix accroché au-dessus des deux statues est rapporté : il a été offert en 1978 par M. Pillet-Will. Le Christ d'origine est susceptible d'exister encore ailleurs ; Jacques Philippot estime l'avoir repéré dans une chapelle particulière de Vieux-Moulin. « Saint Jean se dresse, se renverse presque en arrière afin de se rapprocher du Sauveur et se rapprocher ainsi de ses souffrances. Cependant, la tête aux yeux levés ne donne pas cette impression de maigreur et de tristesse remarquée dans le saint Jean du calvaire de Nivelles conservé au Louvre. Un lourd manteau maintenu par trois boutons est retenu de la main gauche (brisée) ; son étoffe rouge, bordée d'un galon d'or, se casse à cet endroit sous forme de gros plis et tombe lourdement en laissant voir le chausson pointu. L'attache du cou et le drapé du manteau font penser à une influence bourguignonne. — Bien que du même atelier, la Vierge est infiniment plus agréable par la disposition du voile qui cache son front, les mains jointes en signe de douce supplication et la chute des plis du manteau donnant un certain allongement au corps. […] Son visage calme aux paupières baissées, exprime une douleur qui ne veut pas s'extérioriser. Par conséquent, la Vierge de Saint-Jacques, tout en gardant quelque chose de bourguignon, doit se rattacher à un art plus calme et plus apaisé, qui rappellerait, dans le voile notamment, la Vierge de la collection Bulliot à Autun, sans en avoir la qualité » (Jacques Philippot). Le classement de l'ensemble remonte également à janvier 1913[34],[35].
- Les deux statues colossales représentant saint Pierre et saint Paul, sont en pierre calcaire taillée. Elles mesurent chacune 200 cm de hauteur, et sont sculptées en ronde-bosse, y compris le revers. François Dumont les a réalisées en 1713 pendant son séjour au prieuré de Saint-Pierre-en-Chastre, en forêt de Compiègne, qui les lui avait commandées. « Saint Pierre, les cheveux dressés, les yeux au ciel, brandit ses clés dans une pose tragique. Il retient, d'un geste large, sa robe et son manteau prêts à glisser en d'abondants remous. Saint Paul, couvert de vêtements semblables, chaussé aussi de sandales, tient un livre en équilibre et s'appuie sur son épée (cassée). Sa longue barbe bouclée se déroule sur la poitrine » (Jacques Philippot). Le classement au titre objet est intervenu en janvier 1913[36],[37].
- Le buste d'un saint évêque est en pierre calcaire sculptée. Elle mesure 100 cm de hauteur et 50 cm de largeur, et date du début XVIe siècle d'après Paul Vitry, cité par Jacques Philippot (le dossier de protection indique le XIVe siècle). Son revers est seulement ébauché. Par ailleurs, les plis des vêtements sur les côtés indiquent que l'évêque avait les deux bras repliés. Il s'agit donc en réalité du fragment d'une statue en pied, et non d'un buste. L'œuvre, endommagée par des épaufrures, a été redécouverte dans les combles de l'église en 1912, et classée dès le mois de janvier de l'année suivante. Selon Jacques Philippot, il s'agit probablement de l'une des statues logées dans les quatorze niches qui terminent les contreforts du clocher. Sept statues y sont encore en place, mais l'on sait grâce à Arthur de Marsy qu'il y avait encore une huitième en 1883, en l'occurrence un saint-évêque dont la description concorde avec l'actuel buste[38],[39].
- La statue de saint Jacques, patron de l'église, en tenue de pèlerin de Compostelle est en bois polychrome. Ses dimensions n'ont pas été prises. Elle date de la fin du XVIe siècle. Il y a deux hypothèses concernant sa provenance. Elle pourrait provenir de l'orgue, ou plus probablement, en raison de sa teinte foncée, de l'ancien banc d'œuvre (voir ci-dessous)[40]. Cette statue n'est pas encore classée à ce jour.
- La tête d'une autre statuette de saint Jacques, en pierre, est placée à proximité.
- La statue de la Vierge à l'Enfant est une copie de la Vierge au pied d'argent sculptée au XIIIe siècle à la demande de Saint-Louis par les ateliers royaux, et offerte à l'abbaye Saint-Corneille. Elle n'est pas classée ou inscrite au titre des monuments historiques.
- La statue de saint Jeanne d'Arc a été sculptée par Marie d'Orléans, fille de Louis-Philippe. Elle n'est pas non plus classée ou inscrite au titre des monuments historiques.

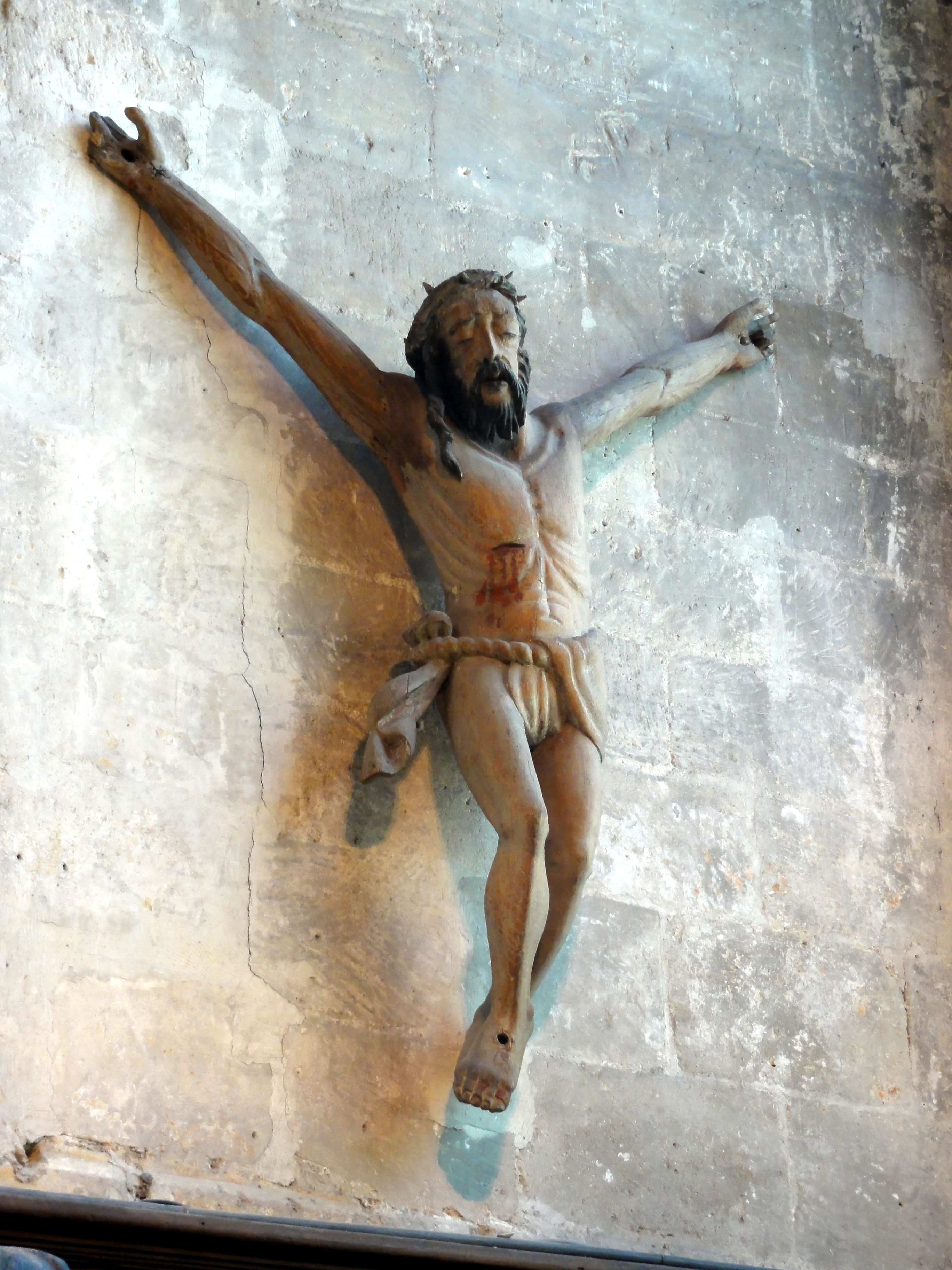
Christ en croix (sans le crucifix).
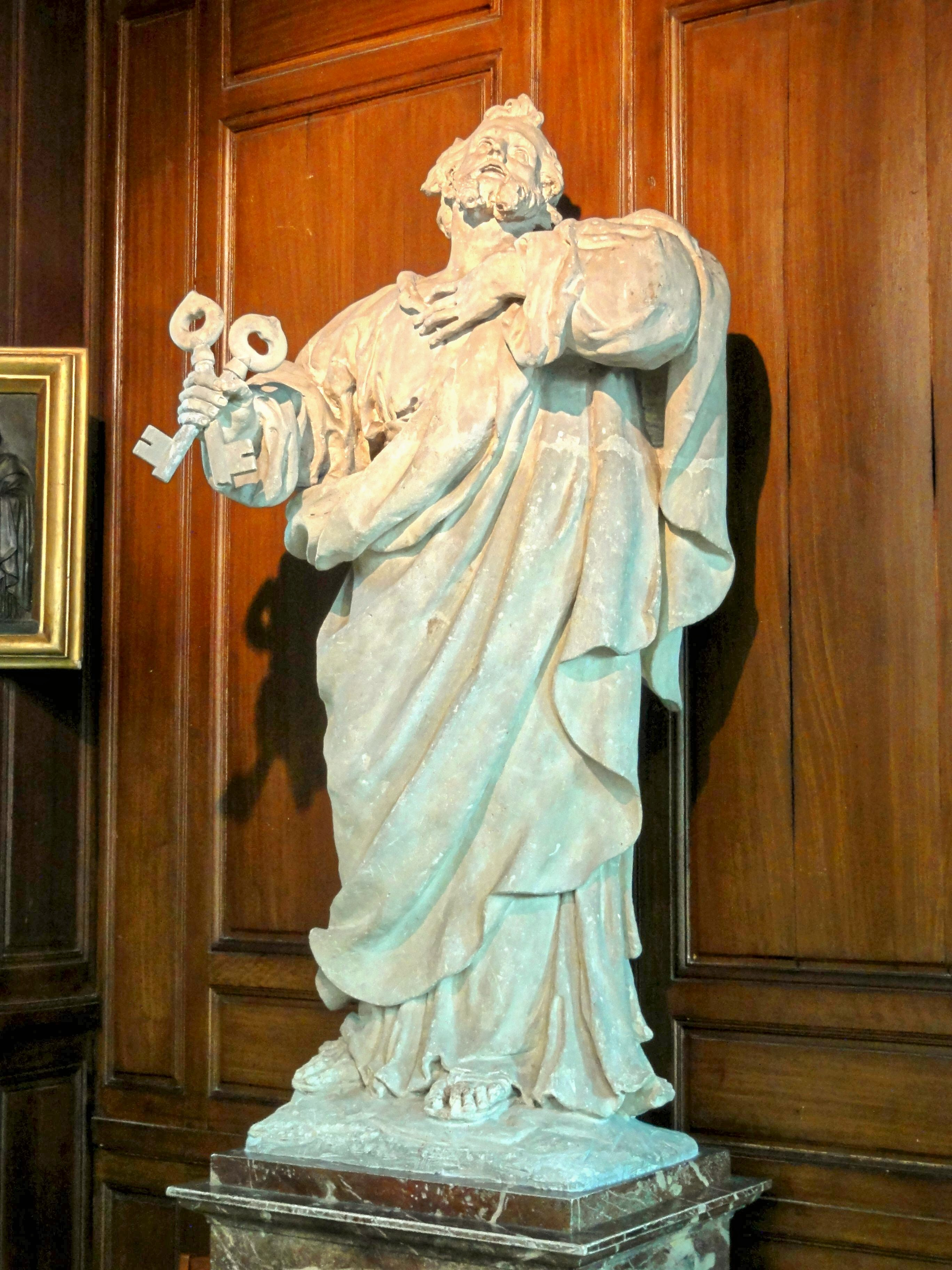
Statue de Saint Pierre, par François Dumont (1713).
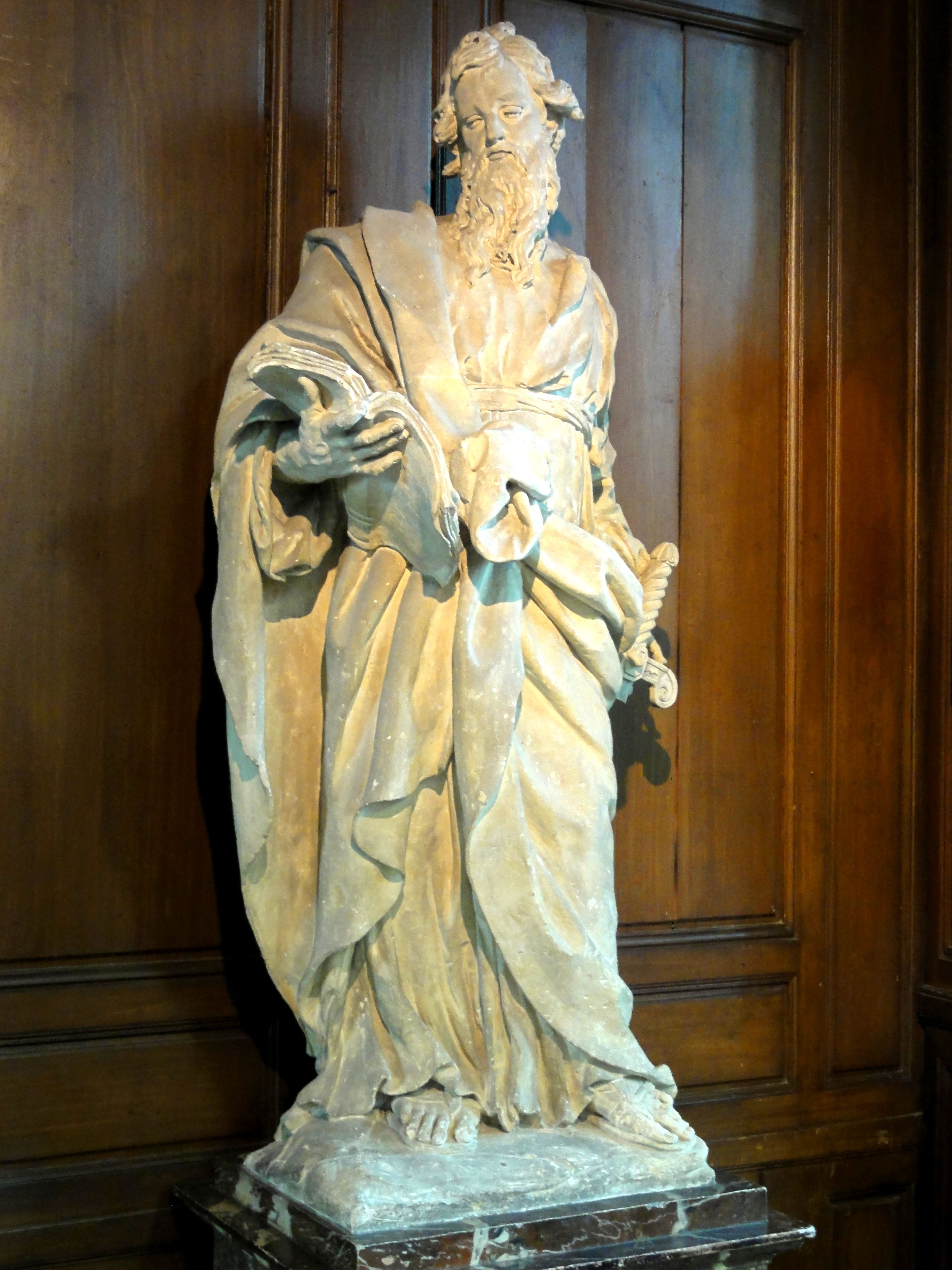
Statue de Saint Paul, par François Dumont (1713).
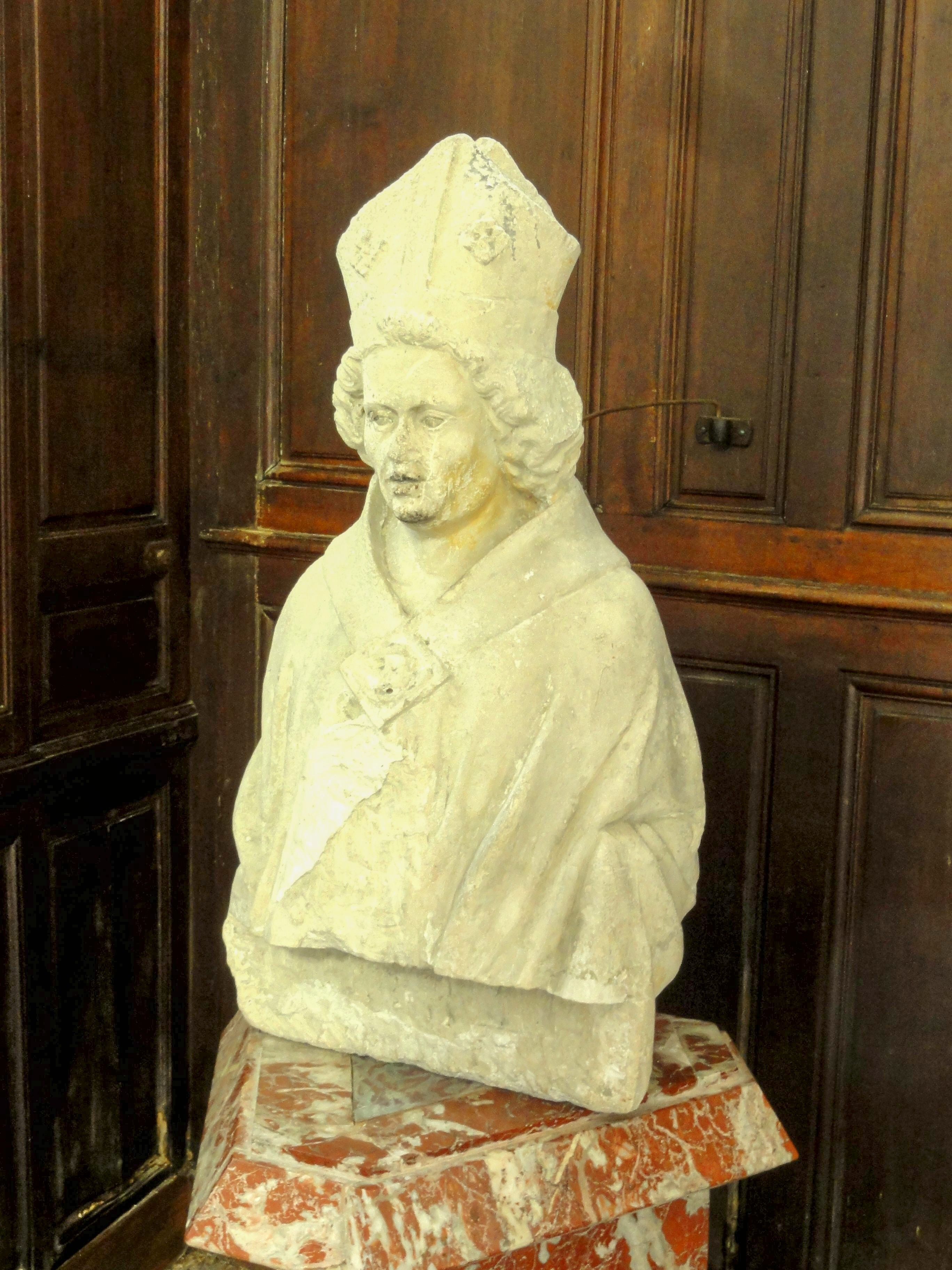
Buste d'un évêque.
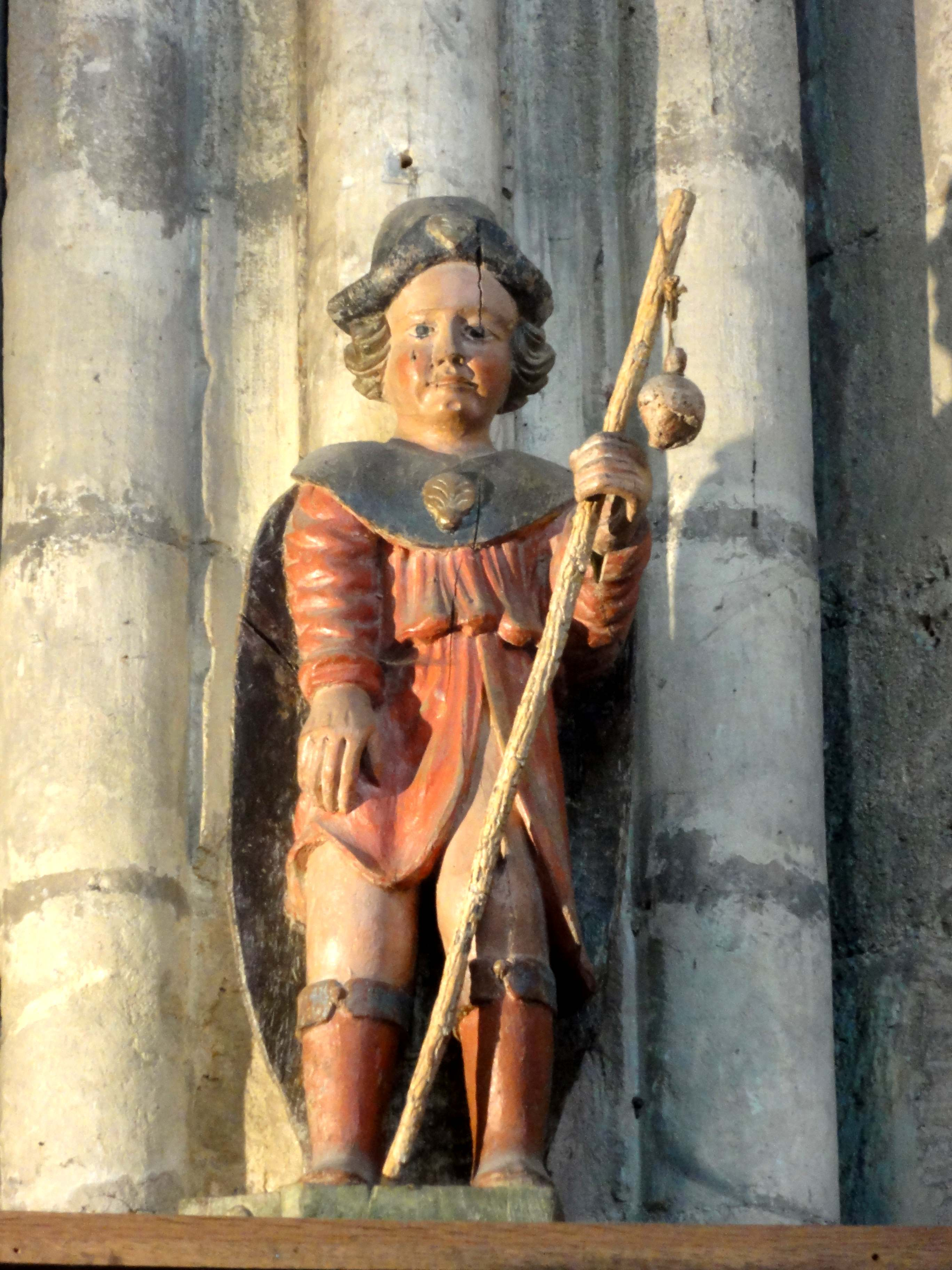
Saint Jacques en tenue de pèlerin.
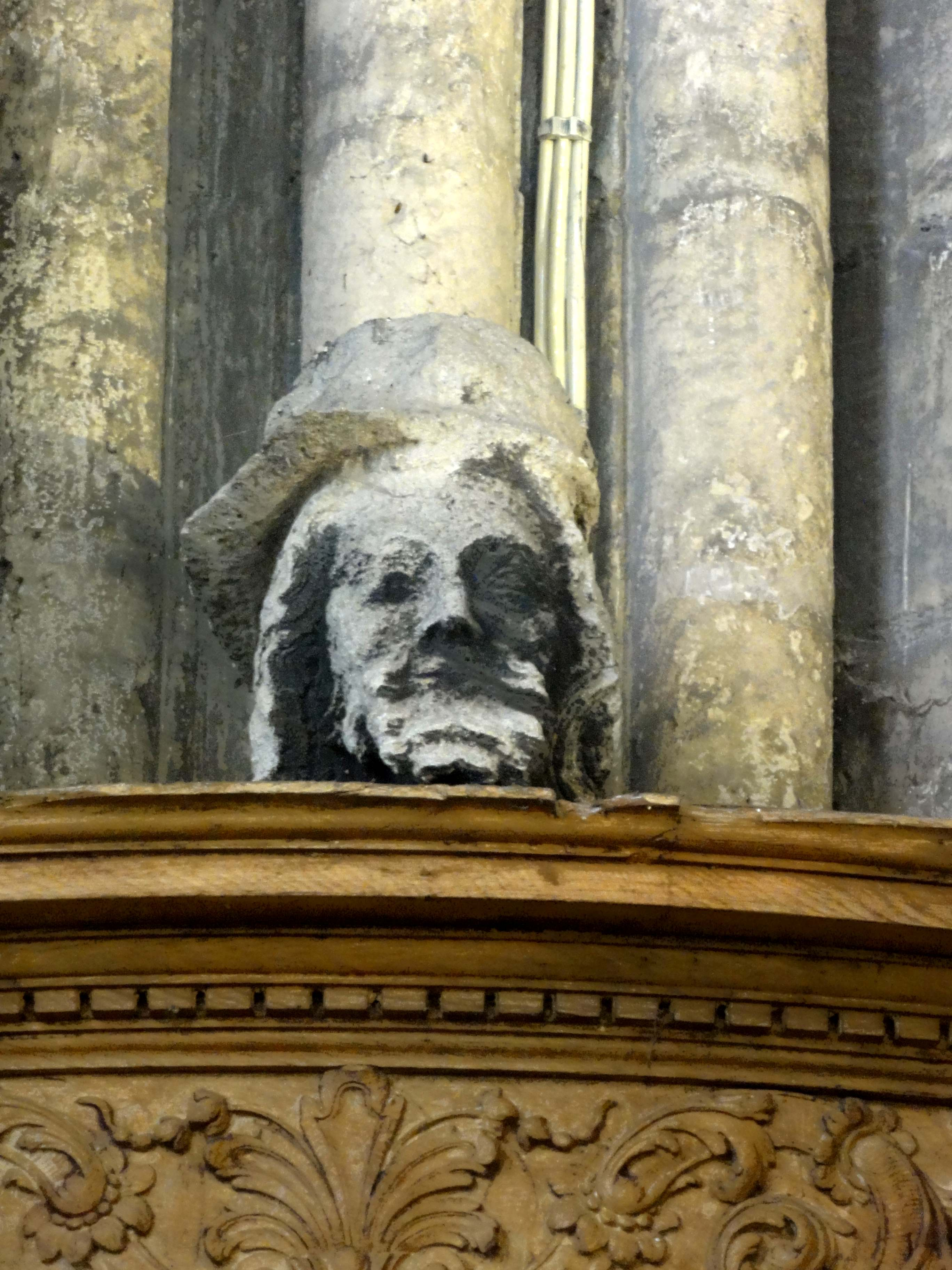
Tête d'un saint Jacques.
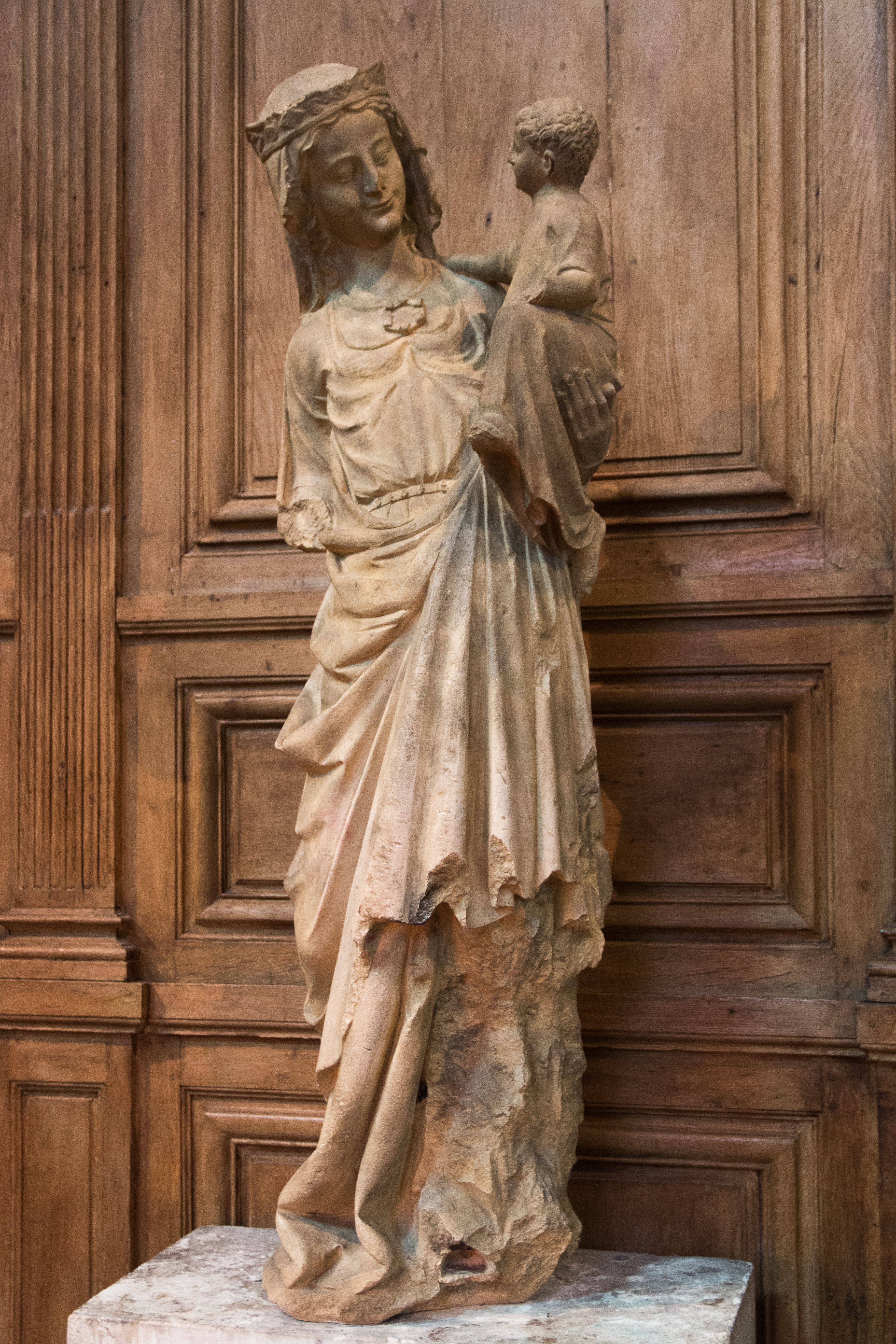
Statue de la Vierge au pied d'argent.
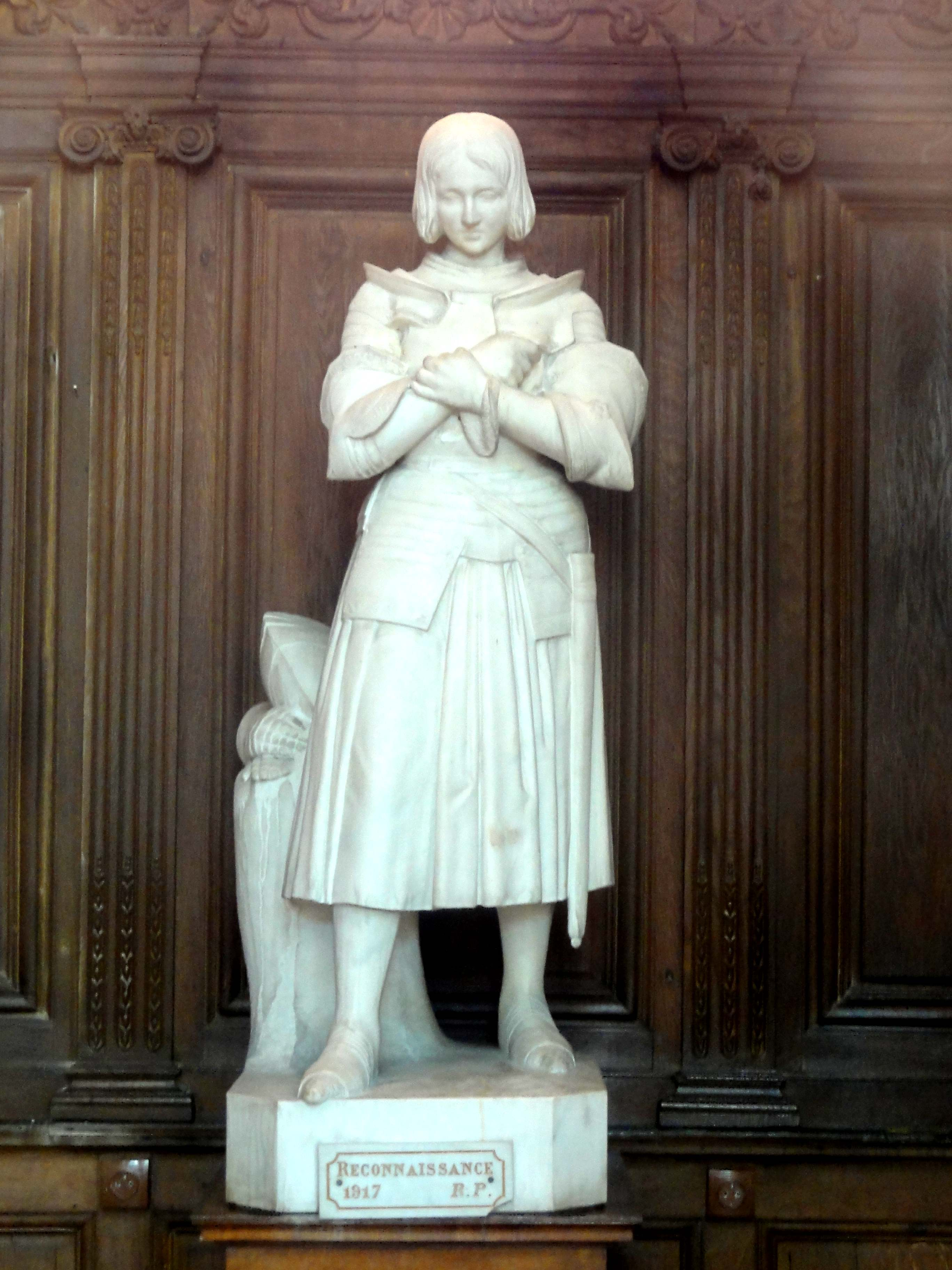
Statue de sainte Jeanne d'Arc.

### Tableaux et cadres

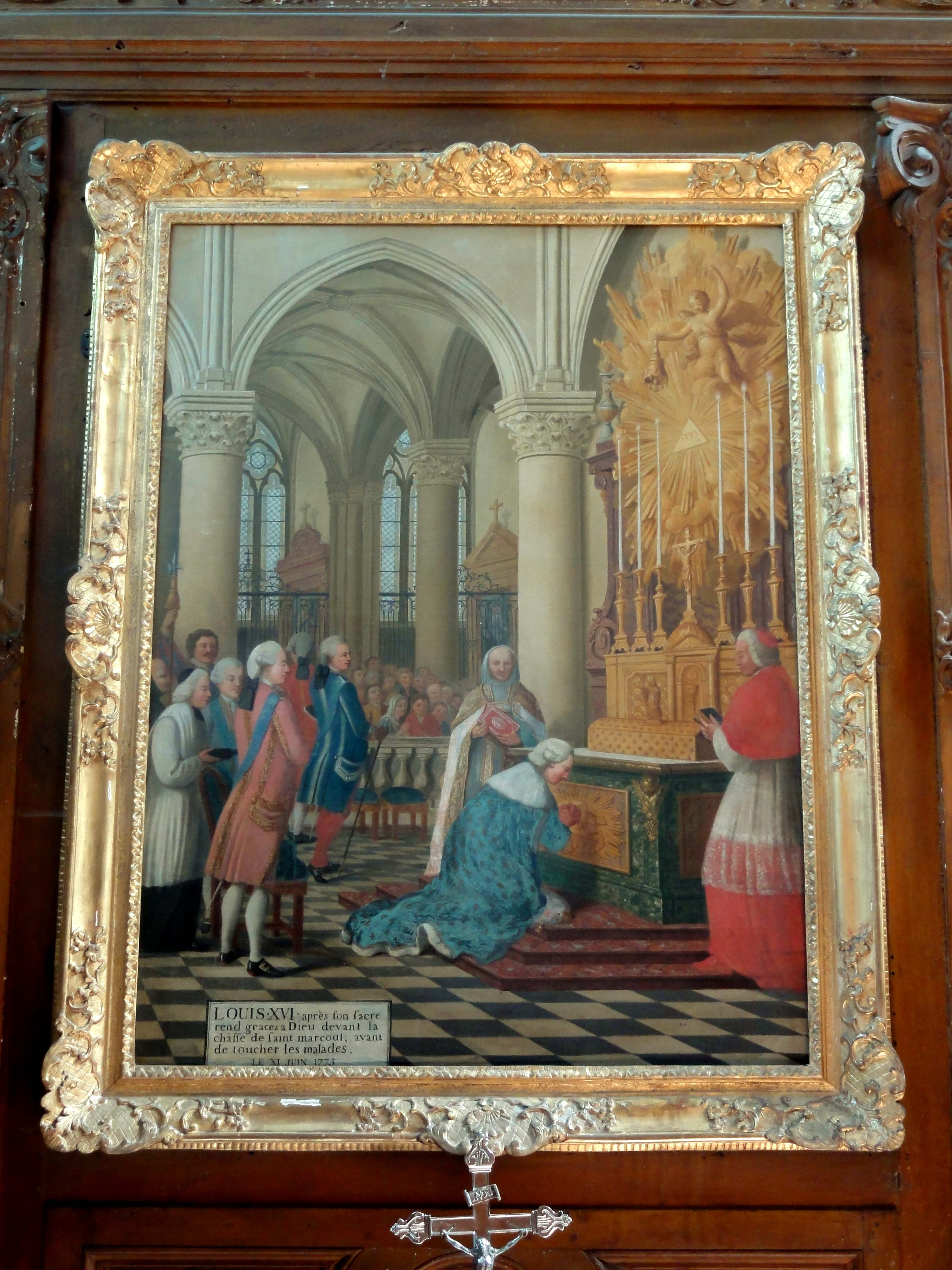
Louis XVI, après son sacre, rend grâce à Dieu.

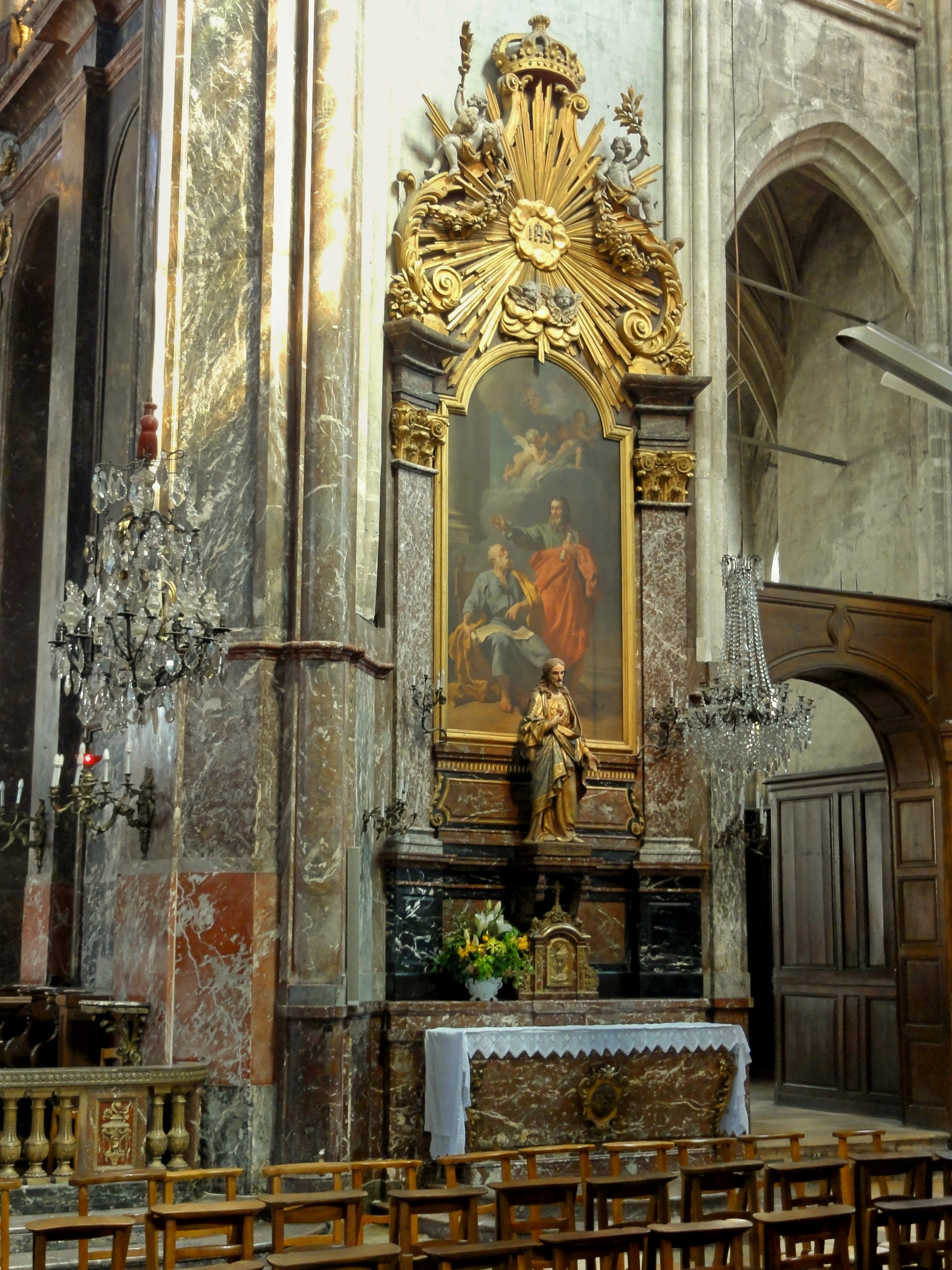
Tableau d'autel - saint Pierre et saint Paul.

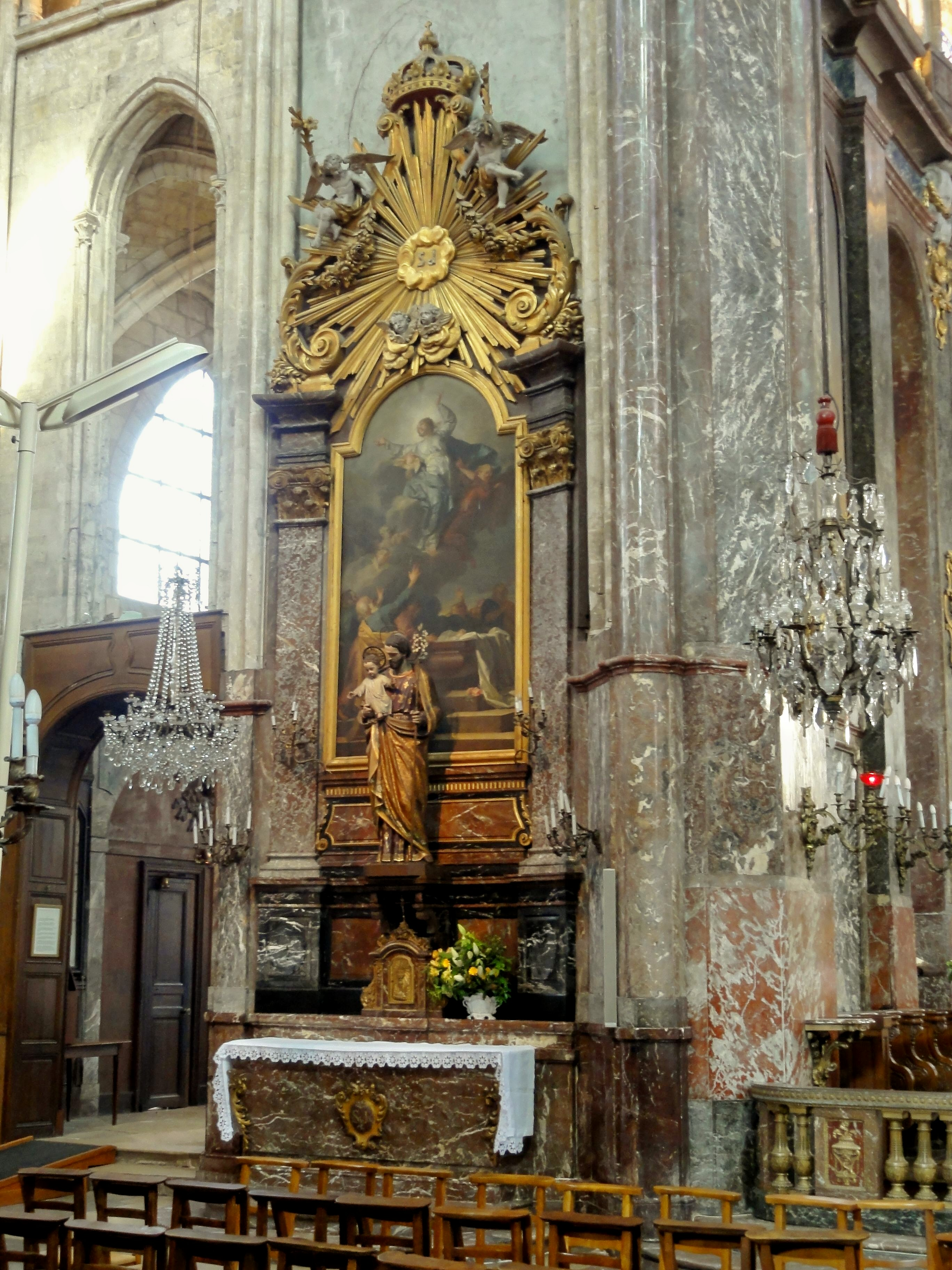
Assomption de Marie.

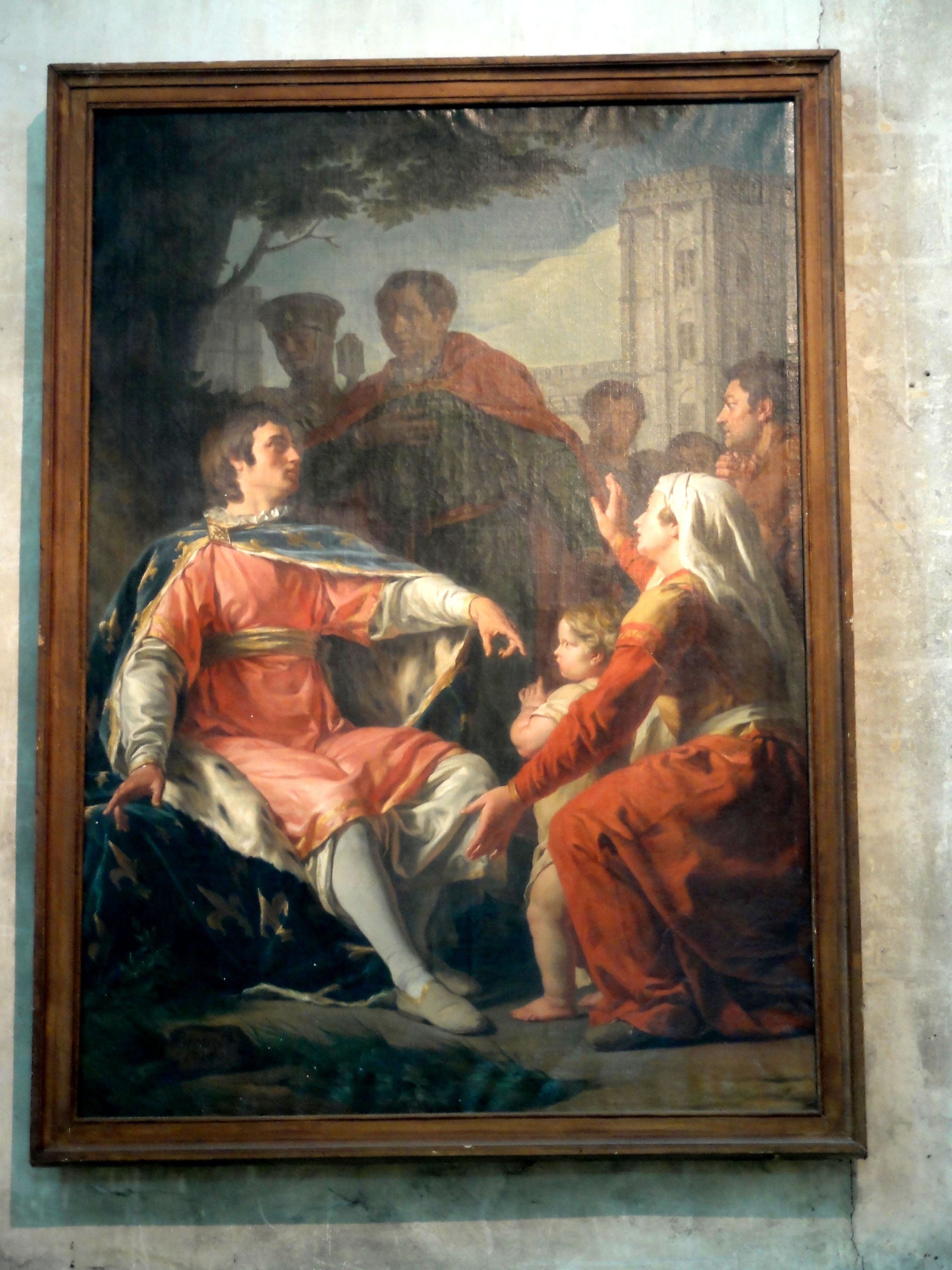
Saint Louis rendant la Justice à Vincennes.

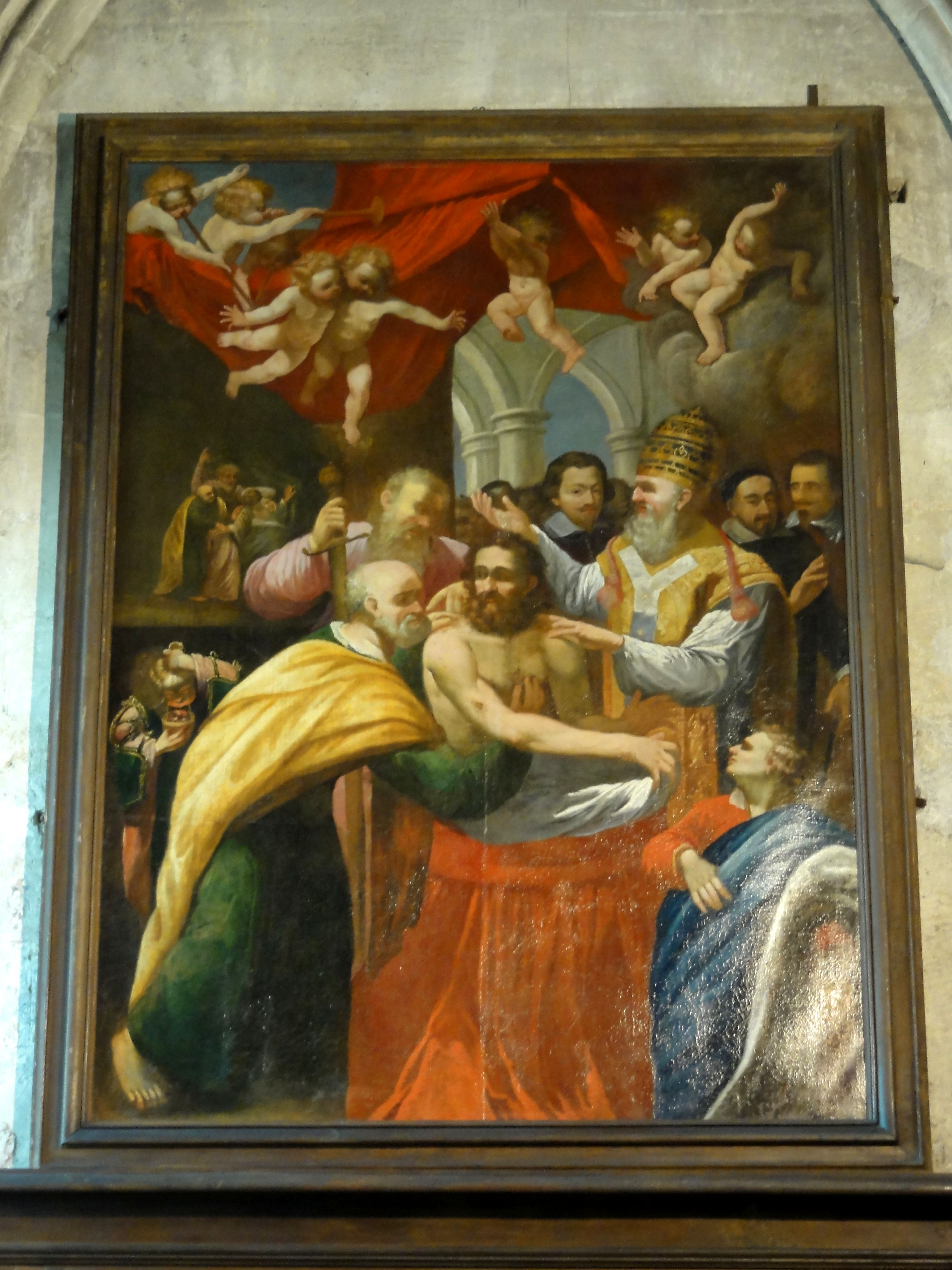
Baptême de Clovis.

- Le tableau représentant la Vierge tenant un Sacré-Cœur est peint à l'huile sur toile. Il mesure 260 cm de hauteur pour 162 cm de largeur, et date du troisième quart du XVIIIe siècle en jugeant d'après les caractéristiques stylistiques de son cadre. Celui-ci est sculpté de guirlandes, et est ornée des armoiries de Marie Leszczyńska, épouse de Louis XV. Ainsi, l'œuvre peut être attribuée à une princesse de la cour, ou bien à la reine elle-même. La toile est classée, avec son cadre, depuis janvier 1913[41],[42] (non visible dans l'église, sans illustration).
- Le tableau représentant sainte Marguerite est peint à l'huile sur toile. Il mesure 175 cm de hauteur et 122 cm de largeur. Cette une œuvre de P. Nicolet datée de 1775, qui a été offert par le duc de Penthièvre ou exécuté sur ses ordres. La sainte est représentée en pied et de face, un léger voile jeté sur l'arrière de la tête, vêtu d'une ample robe blanche descendant jusqu'aux pieds et d'un manteau bleu ramené en tablier devant son ventre et sa jambe droite. Avec son bras droit, elle enlace un crucifix, et regarde également vers la droite, fixant du regard l'ange que l'on voit à gauche du tableau. L'ange, ailé et presque nu, lui tend une couronne. Le tiers droit du tableau est presque vide, et il en tient un net déséquilibre ; on y aperçoit seulement le monstre tout en bas, assez petit et peu mis en avant en raison de l'ombre de la sainte qui retombe sur lui. La toile est classée depuis janvier 1913[43],[42] (dans le Sacrarium, sans illustration).
- Le tableau intitulé Louis XVI, après son sacre, rend grâce à Dieu devant la Châsse de Saint-Marcoul avant de toucher les malades, le 11 juin 1775 est peint à l'huile sur toile. Il mesure 128 cm de hauteur pour 95 cm de largeur sans le cadre, et est attribuée à l'école française de la fin du XVIIIe siècle. La scène se déroule dans la cathédrale de Reims, où le roi, la tête nue, est agenouillé devant un autel sur lequel est posée la statuette-reliquaire de saint Marcoul. Un cardinal, des clercs et des laïcs assistent à la scène. Selon Jacques Philippot, il s'agit du tableau le plus intéressant de l'église. Il est classé au titre objet, avec son cadre, depuis mars 1977 seulement[44],[45].
- Le tableau de l'autel latéral droit du transept représente saint Pierre et saint Paul. Il est peint à l'huile sur toile, et mesure environ 250 cm de hauteur pour 145 cm de largeur. C'est une œuvre signée Nicolas Guy Brenet, et datée de 1774. Elle forme un ensemble avec le tableau représentant l'Assomption signalée ci-dessus. Cet ensemble fut commandé pour la paroisse en décembre 1773 par le roi, et livré à la Pentecôte de l'année suivante. Les deux apôtres sont représentés tenant des parchemins manuscrits. Leurs attributs, la clé pour saint Pierre et le glaive pour saint Paul, sont portés par des anges situés dans la partie supérieure de la composition. Le classement du tableau est intervenu en janvier 1913[46],[42].
- Le tableau de l'autel latéral gauche du transept représente l'Assomption de Marie. Il présente les mêmes caractéristiques que le tableau représentant saint Pierre et saint Paul ci-dessus, et a le même historique. Dans le bas de la composition, les apôtres sont réunis autour du tombeau vide de la Vierge Marie, et lèvent les yeux vers le ciel, où ils aperçoivent Marie qui est emporté aux cieux par des anges[47],[42].
- Le tableau représentant saint Louis rendant la justice à Vincennes est peint à l'huile sur toile. Il mesure 168 cm de hauteur pour 115 cm de largeur. C'est la troisième œuvre de Nicolas Brenet présente dans l'église. Elle est datée de 1785, et est une commande du roi pour la chapelle du château. Saint Louis est assis au premier plan, à gauche. Il est reconnaissable par son manteau fleurdelysé, mais ne porte pas de couronne. Face à lui, une femme agenouillée accompagnée de son enfant demande justice. Une grande foule assiste à la scène. À l'arrière-plan, on identifie deux tours ainsi que l'enceinte du château de Vincennes. La toile est classée depuis janvier 1913[48],[42].
- Le tableau représentant saint Ouen plaçant dans une châsse les reliques de saint Éloi est peint à l'huile sur toile. Il mesure 190 cm de hauteur pour 150 cm de largeur. C'est une œuvre de Michel-Honoré Bounieu datée des alentours de 1800. Elle est classée depuis janvier 1913[49].
- Le tableau représentant l'Annonciation faite à Marie par l'archange Gabriel est peint à l'huile sur toile, et mesure 98 cm de hauteur pour 160 cm de largeur. Cette une œuvre anonyme du XVIIe siècle. Il est inscrit depuis septembre 1991[50]. Le cadre en bois, sculpté de rameaux d'olivier, date de la première moitié du XVIIe siècle. Elle est classée indépendamment de la toile depuis janvier 1913[51].
- Le tableau représentant la Sainte Famille et la Sainte Trinité est peint à l'huile sur toile. Ses dimensions n'ont pas été prises. Il date probablement du XVIIIe siècle. Son inscription est intervenue en février 1993[52]. Un autre tableau du même sujet, également peint à l'huile sur toile, n'est pas datée. Il est inscrit depuis septembre 1991[53].
- Le tableau représentant sainte Catherine est peint à l'huile sur toile. Ses dimensions n'ont pas été prises. C'est une œuvre anonyme qui n'a pas encore été datée. Son inscription est intervenue en septembre 1991[54].
- Le tableau représentant saint Paul ou saint Simon est peint à l'huile sur toile. Ses dimensions n'ont pas été prises. C'est une œuvre anonyme qui n'a pas encore été datée. Son inscription est intervenue en septembre 1991[55].
- Le tableau représentant saint Nicolas est peint à l'huile sur toile. Il mesure 198 cm de hauteur pour 100 cm de largeur, et date du XVIIe siècle. Son inscription remonte également à septembre 1991[56]. Il y a un autre tableau des mêmes dimensions et de la même époque qui représente également un saint évêque, et a été inscrit en même temps[57].
- Le tableau représentant le baptême de Clovis est peint à l'huile sur toile. Ses dimensions n'ont pas été prises. C'est une œuvre anonyme du XVIIe siècle. Il est inscrit depuis juillet 1987[58].
- Le tableau représentant sainte Anne, la Vierge Marie et l'Enfant Jésus est peint à l'huile sur toile. Ses dimensions n'ont pas été prises. C'est une œuvre anonyme du XVIIe siècle. Il est inscrit depuis juillet 1987[59].
- Le tableau représentant la Transverbération de sainte Thérèse d'Avila est peint à l'huile sur toile. Ses dimensions n'ont pas été prises. C'est une œuvre anonyme qui n'a pas été datée. Elle est inscrite depuis août 1982 [60].
- Le tableau représentant la Descente de Croix actuellement accroché dans l'église est peint à l'huile sur toile. C'est une copie d'après le retable de Jean Jouvenet conservé au musée du Louvre. Il n'est pas protégé au titre des monuments historiques à ce jour.
- Le tableau représentant Abraham et Melchisédech est peint à l'huile sur bois. Ses dimensions n'ont pas été prises, et l'œuvre du XVIe siècle n'a pas été attribuée à une école ou un artiste en particulier. Classée depuis janvier 1913, elle a disparu depuis[61] (sans illustration).
- Le tableau représentant Marie-Madeleine chez Simon peint à l'huile sur toile. Ses dimensions n'ont pas été prises. C'est une œuvre flamande du XVIIe siècle. Classée depuis janvier 1913, elle a disparu depuis[62] (sans illustration).
- Le tableau représentant le Couronnement d'épines est peint à l'huile sur toile (129 x 108 cm). C'est une œuvre de la première moitié du XVIIe siècle traditionnellement attribuée à Quentin Varin, mais depuis rejeté dans l'anonymat. Classée depuis le 25 janvier 1913, l'œuvre est aujourd'hui conservée au musée Antoine-Vivenel de Compiègne[63]. (sans illustration).
- Le tableau représentant la Descente de Croix est peint à l'huile sur bois sur fond d'or. Ses dimensions n'ont pas été prises. C'est une œuvre italienne du XVIe siècle. Classée depuis janvier 1913, elle a disparu depuis. Le tableau du même sujet actuellement accroché dans l'église est sans rapport avec cette œuvre[64] (sans illustration).
- Le tableau représentant la Mise au tombeau est peint à l'huile sur toile. Ses dimensions n'ont pas été prises. Il s'agit d'une copie d'une œuvre originale de Titien, datant de 1525 environ et conservée au musée du Louvre. On sait grâce au testament de Philippe de Champaigne que cet artiste avait réalisé de nombreuses copies du maître vénitien. Il lui vouait donc une certaine admiration. Le 4 juin 1667, il consacra une conférence à l'Académie royale à la Mise au tombeau de Titien. La copie peut donc être attribuée à Philippe de Champaigne, et datée de la seconde moitié du XVIIe siècle. La copie a sans doute appartenu au banquier Everhard Jabach avant d'entrer dans les collections royales, entre 1656 et 1666. Classée en janvier 1913, elle a disparu depuis[65] (sans illustration).
- Un cadre en bois taillé et doré du XVIIIe siècle, de dimensions inconnues, associé à un tableau représentant le martyre des saints Crépin et Crépinien, est classé indépendamment du tableau depuis janvier 1913. Il a disparu depuis[66] (sans illustration).

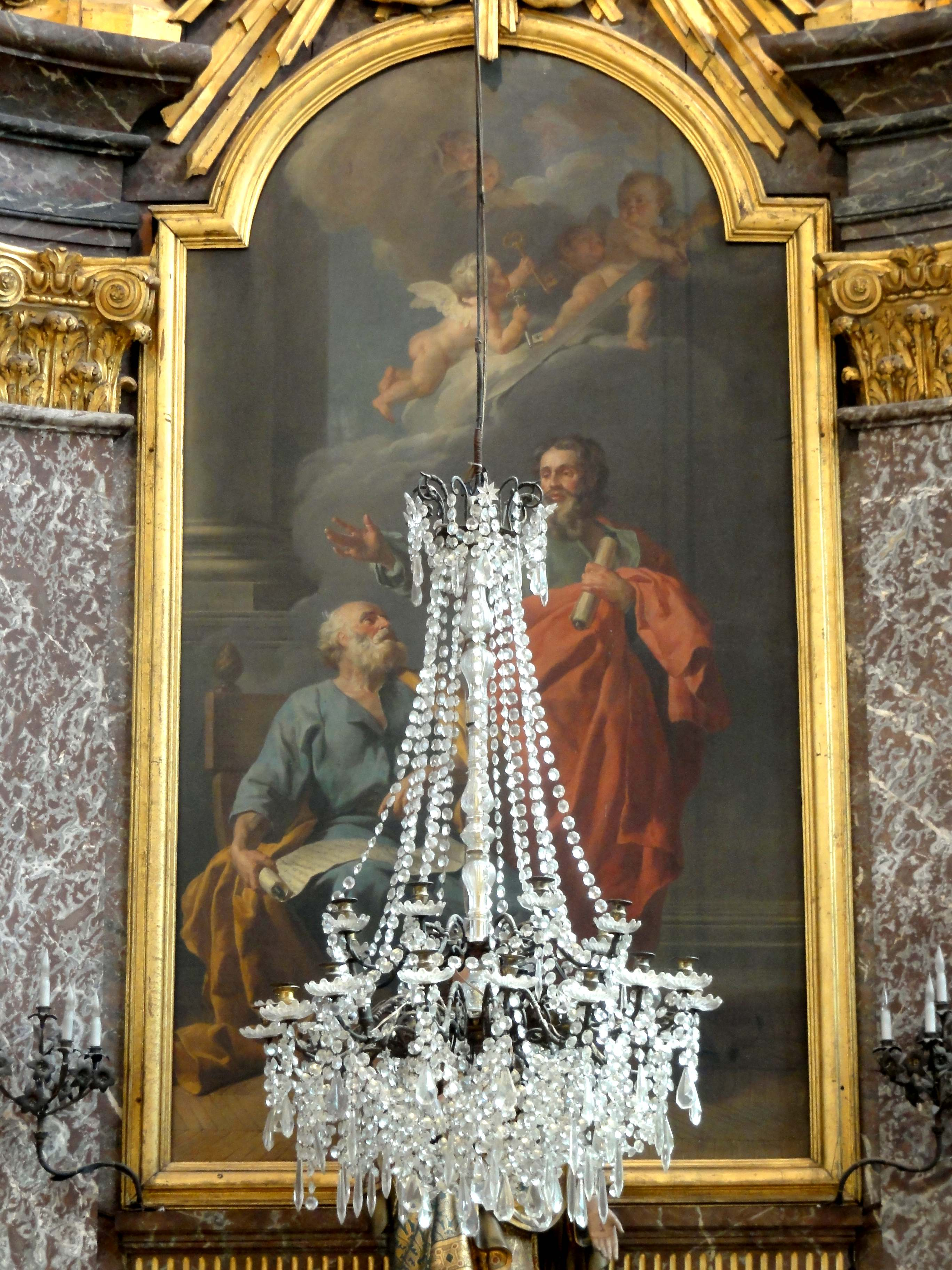
Saint Pierre et saint Paul.
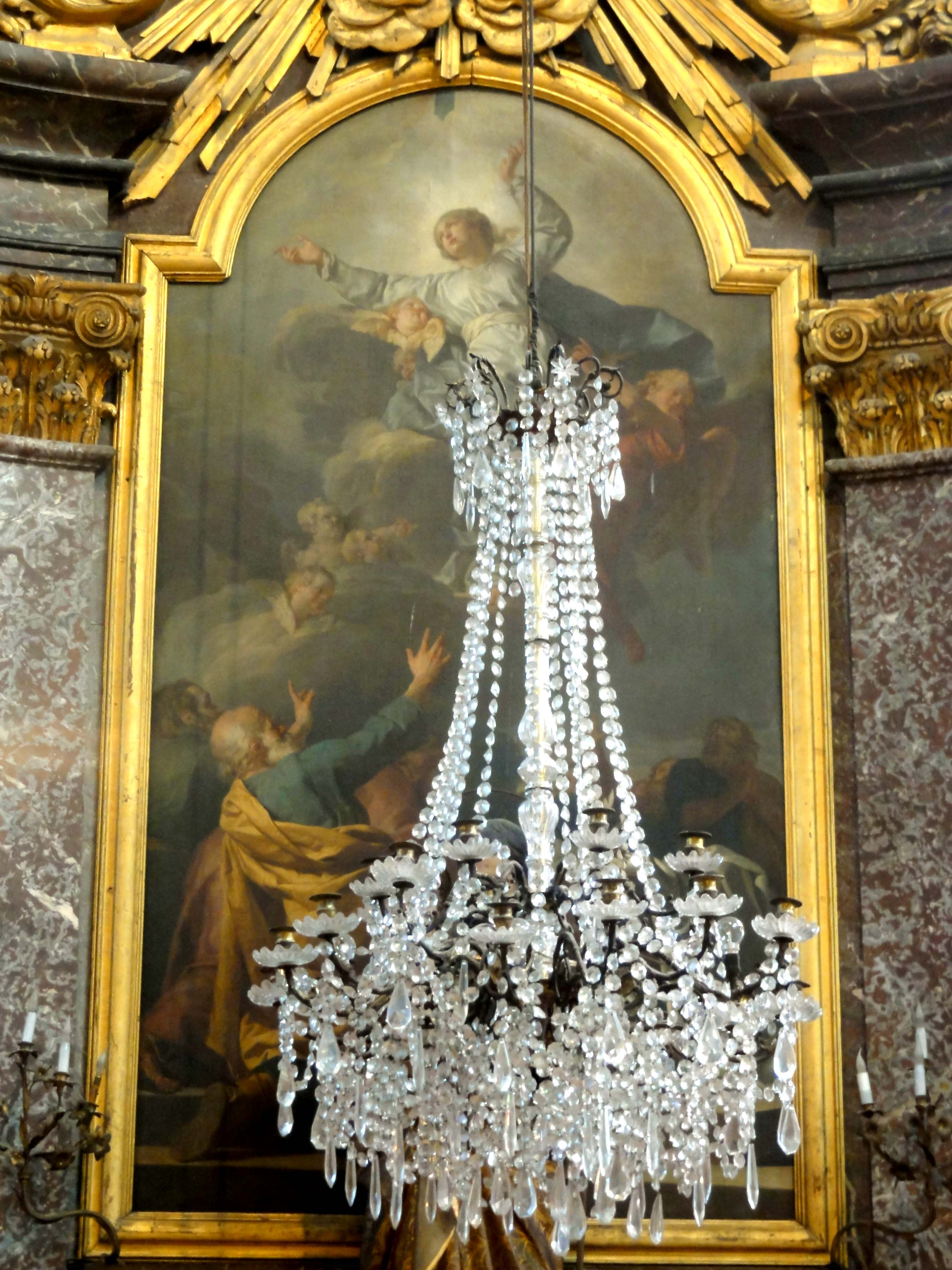
L'Assomption de Marie.
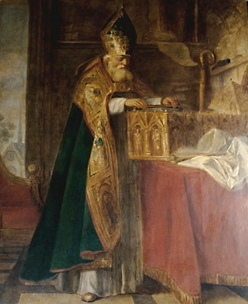
Saint Ouen plaçant dans une châsse les reliques de Saint Éloi.
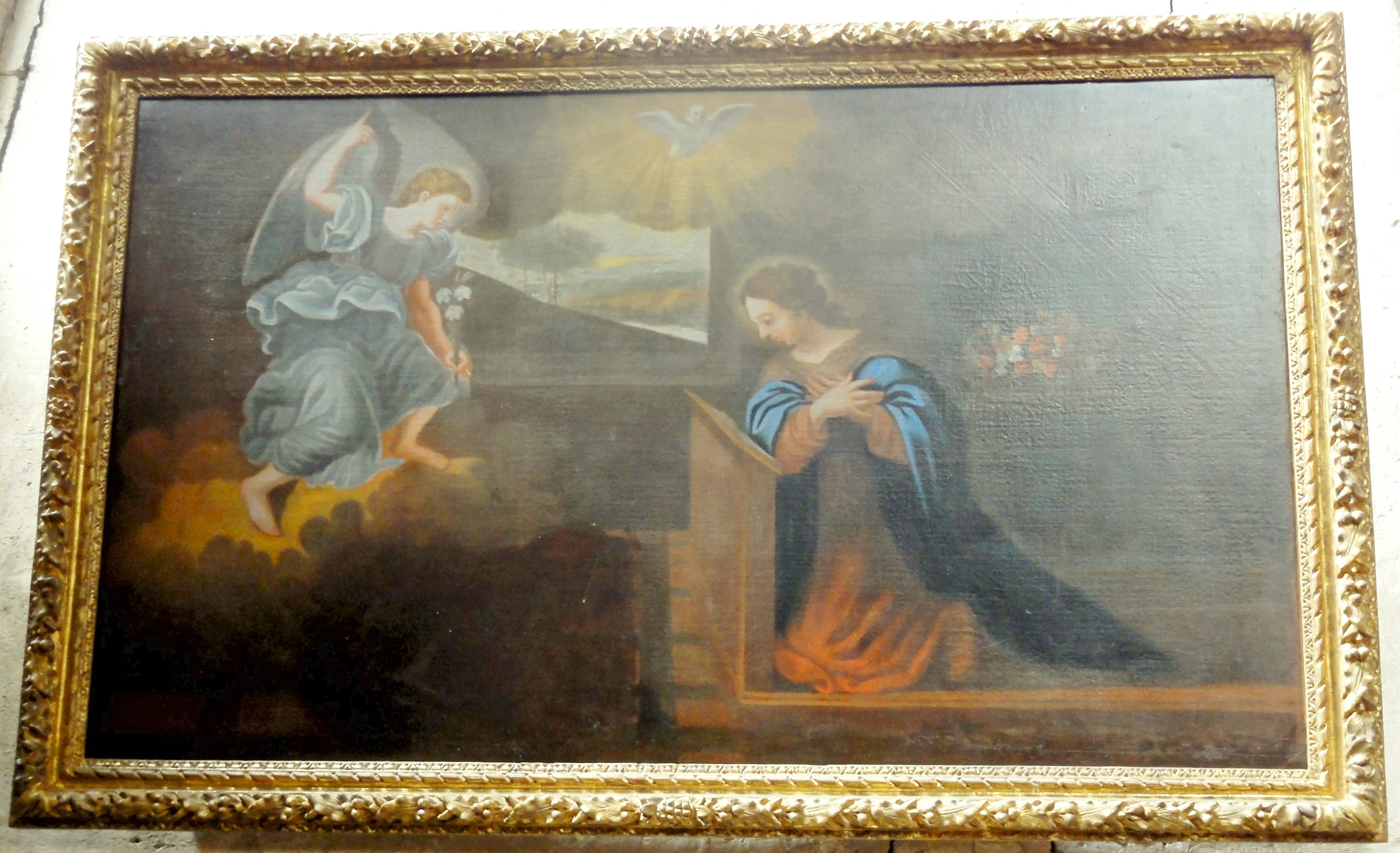
L'Annonciation (inscrit, cadre classé).
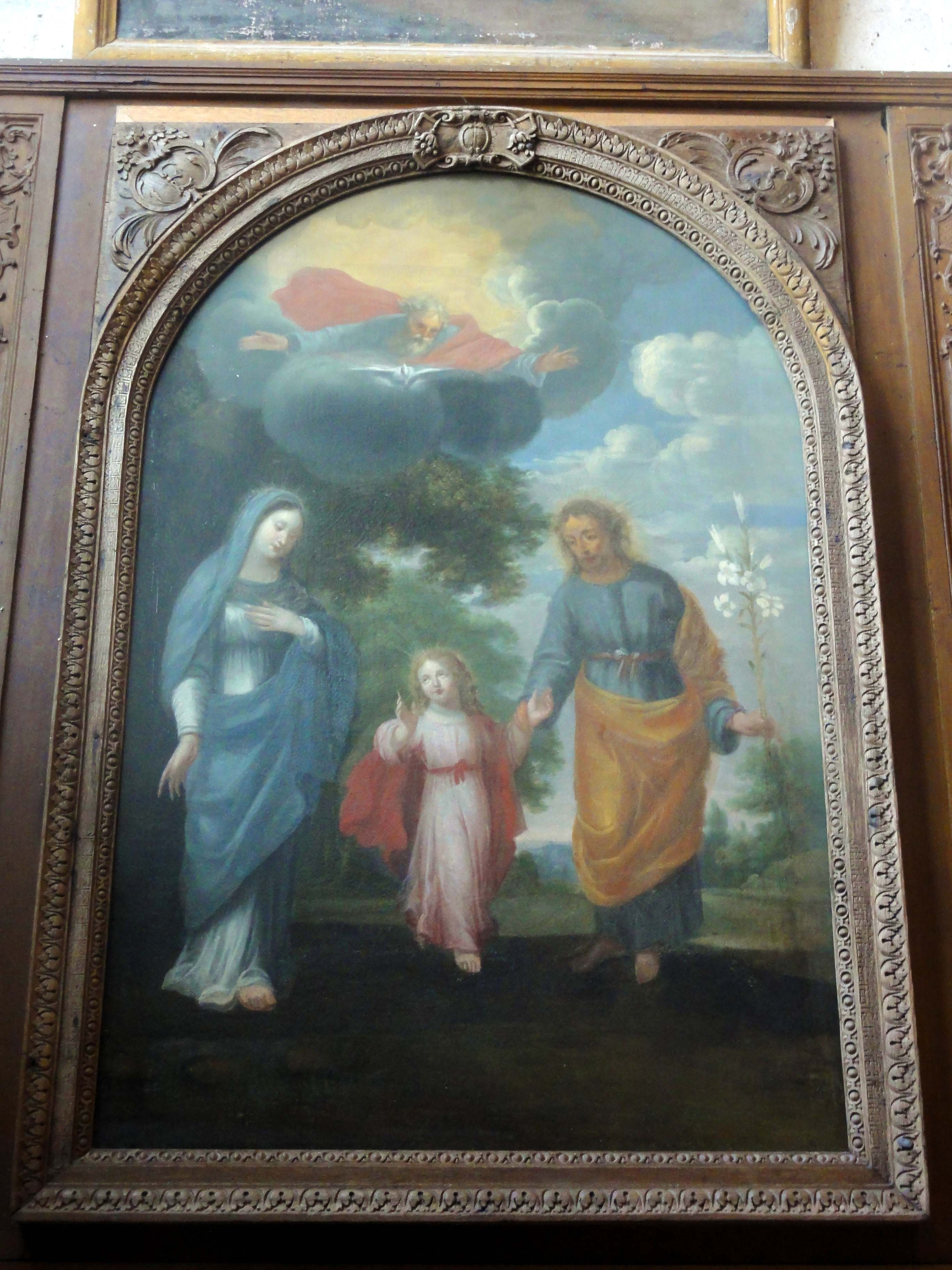
La sainte Famille et la sainte Trinité.
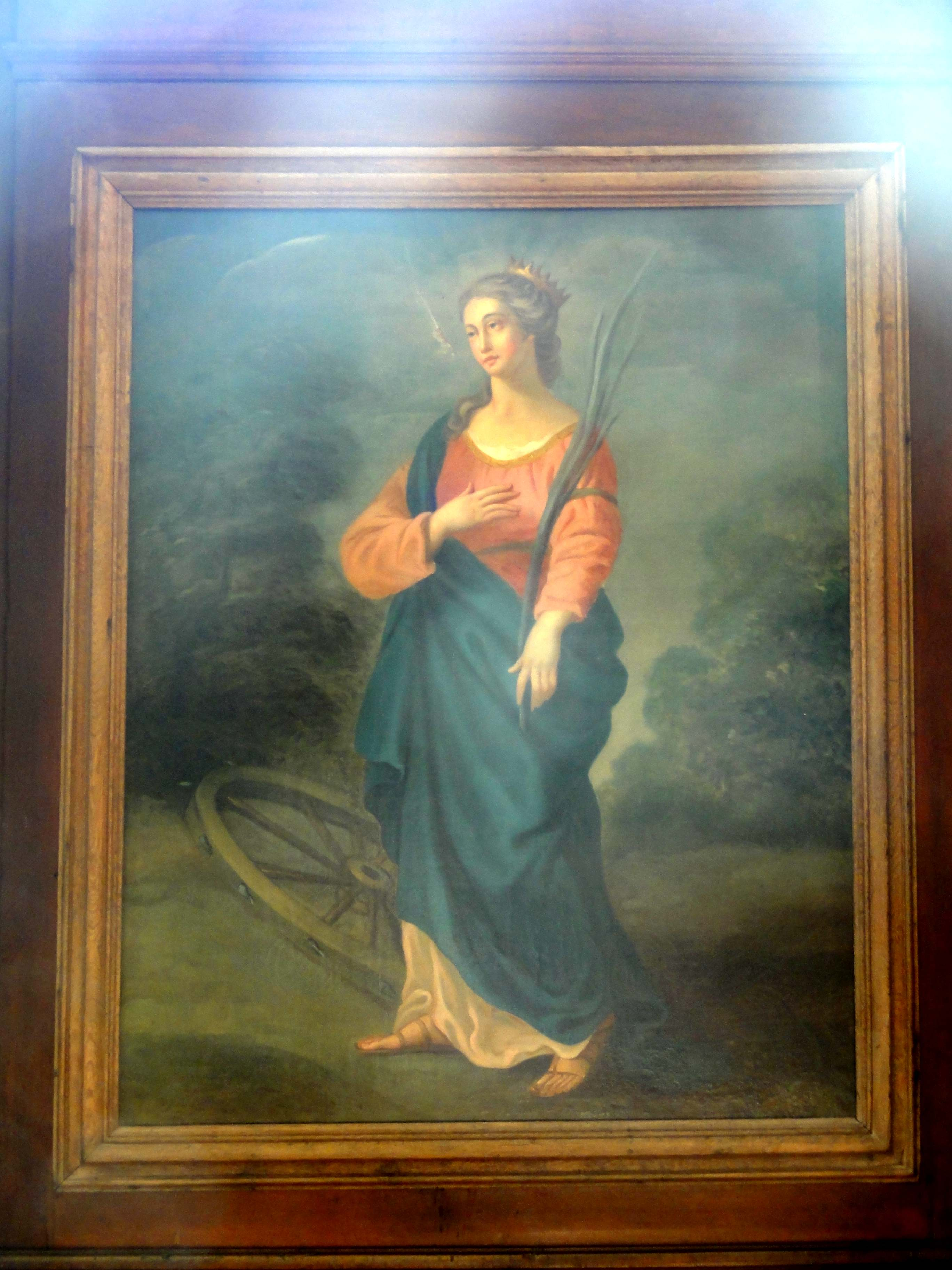
Sainte Catherine d'Alexandrie.
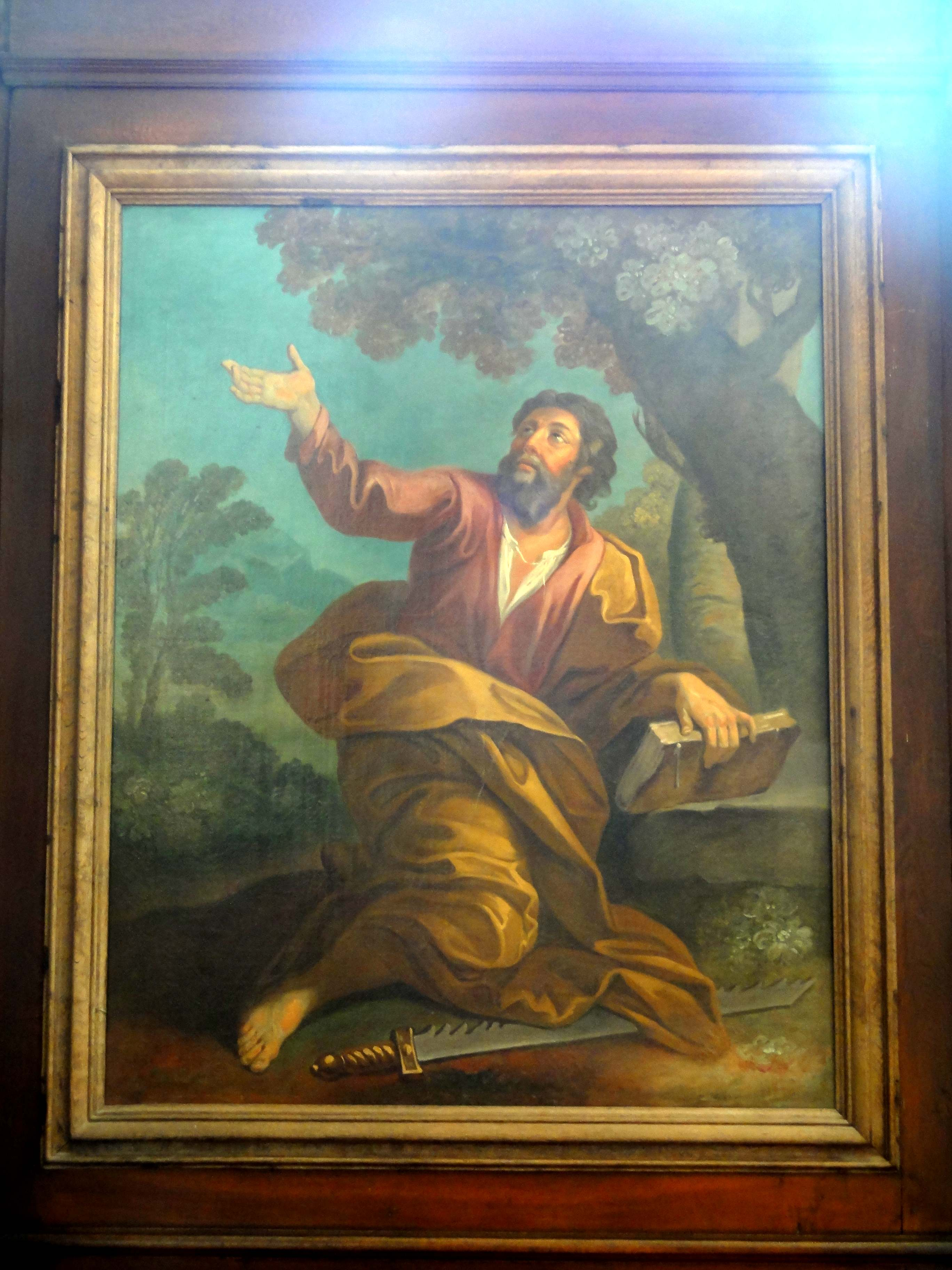
Saint Simon.
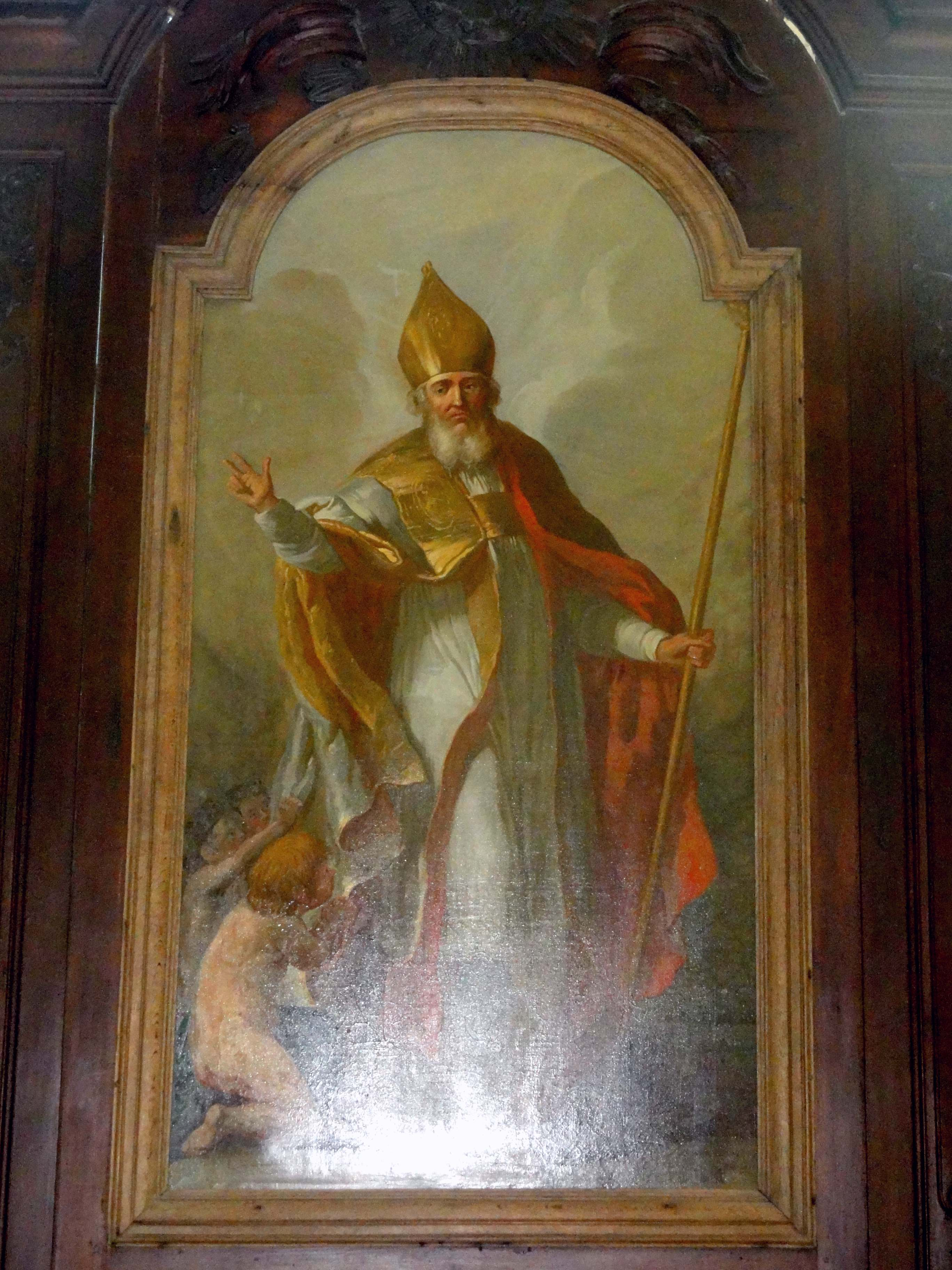
Saint Nicolas.
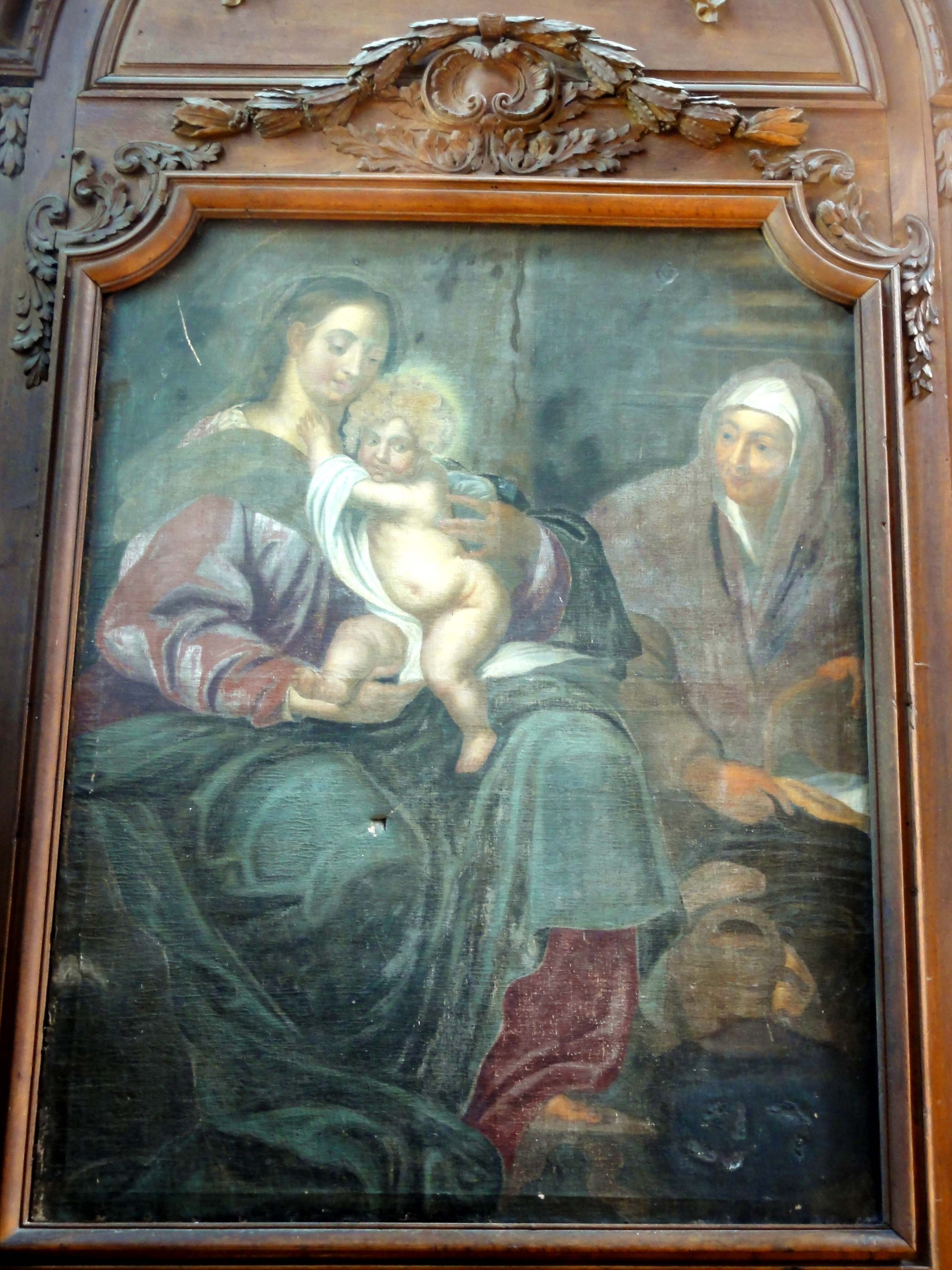
La Vierge à l'Enfant et sainte Anne.
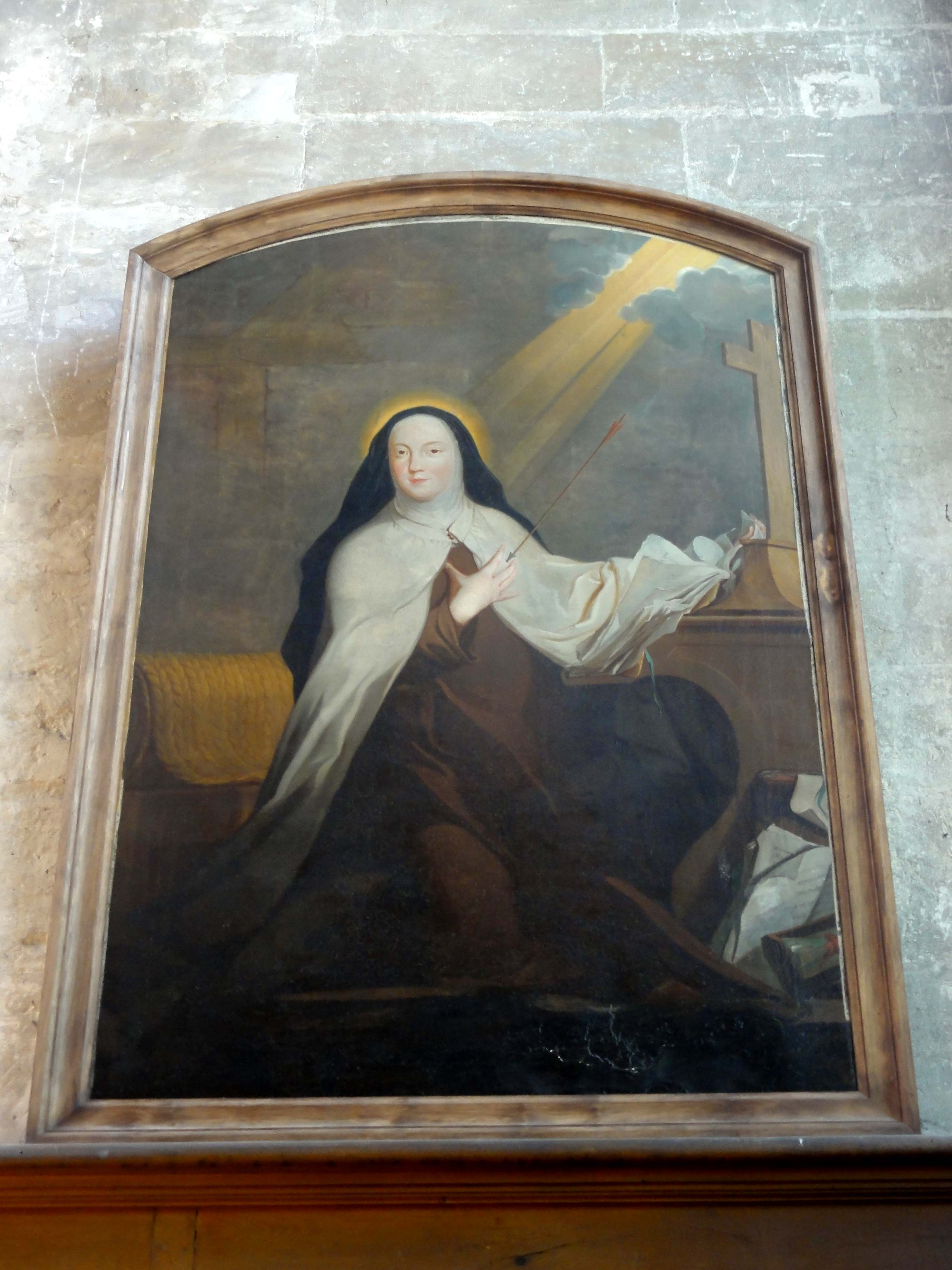
La Transverbération de sainte Thérèse d'Avila.
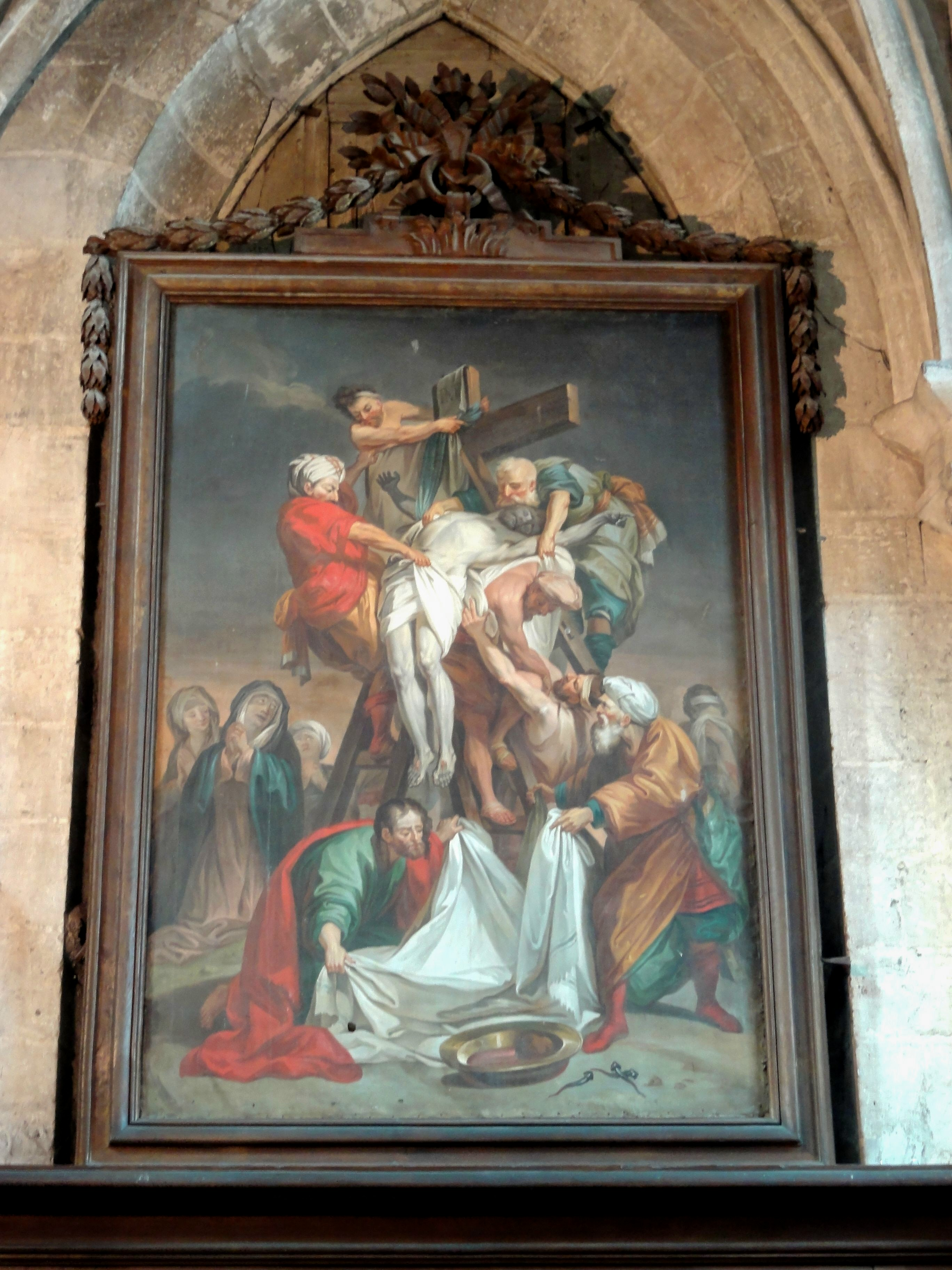
La Descente de Croix, d'après Jean Jouvenet.
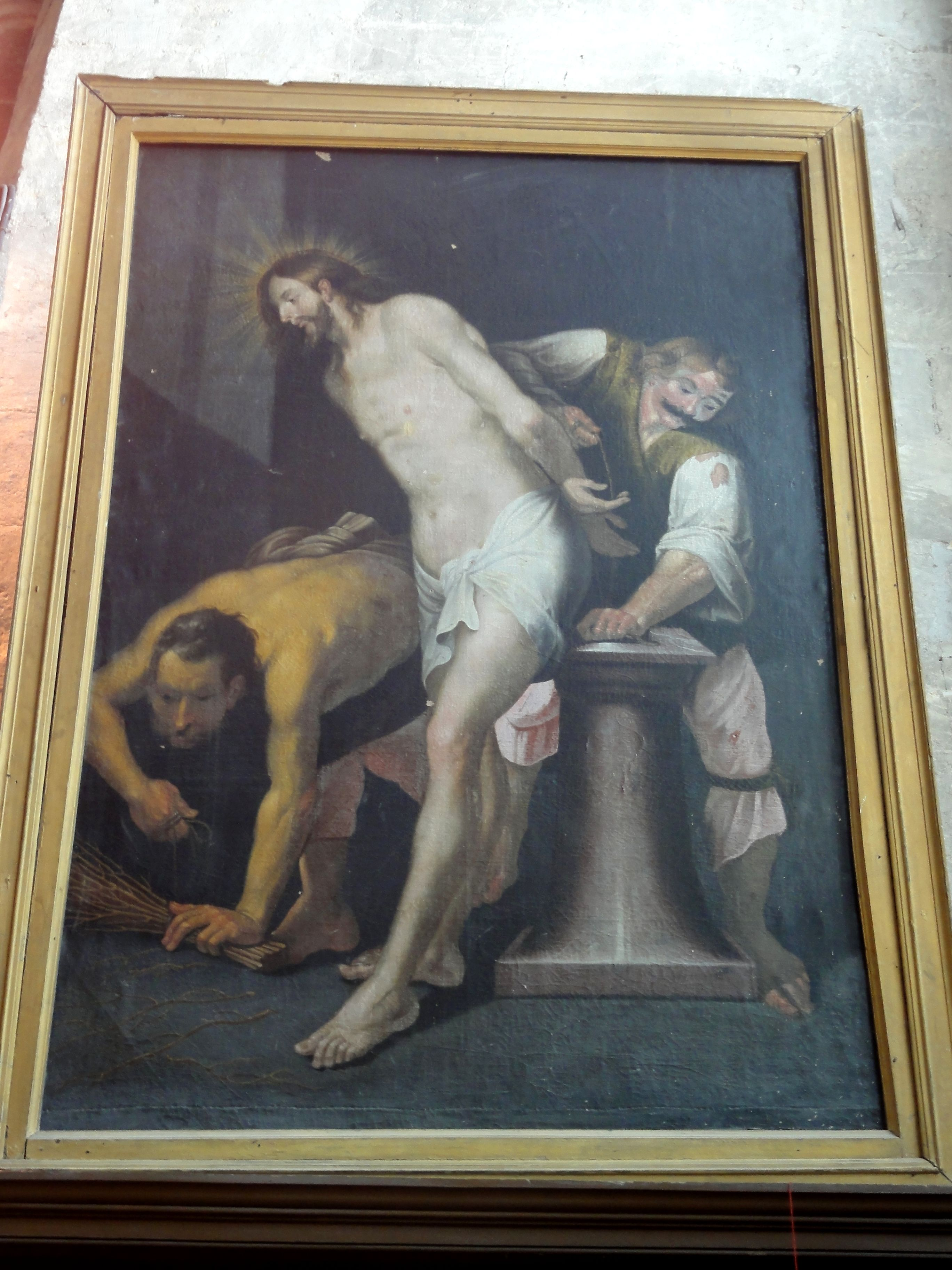
La Flagellation, d'après Gerard Seghers.

### Mobilier liturgique

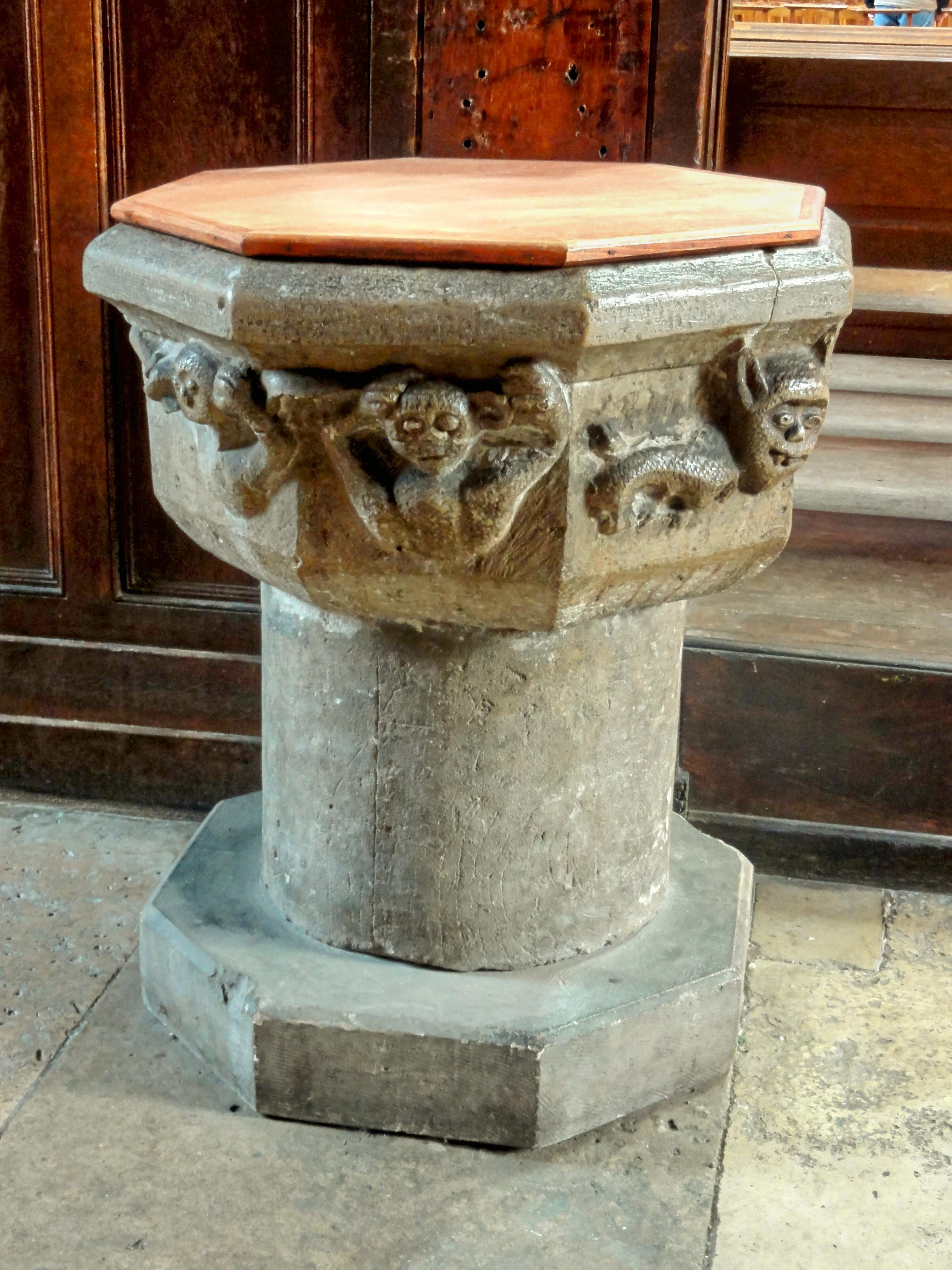
Bénitier roman.

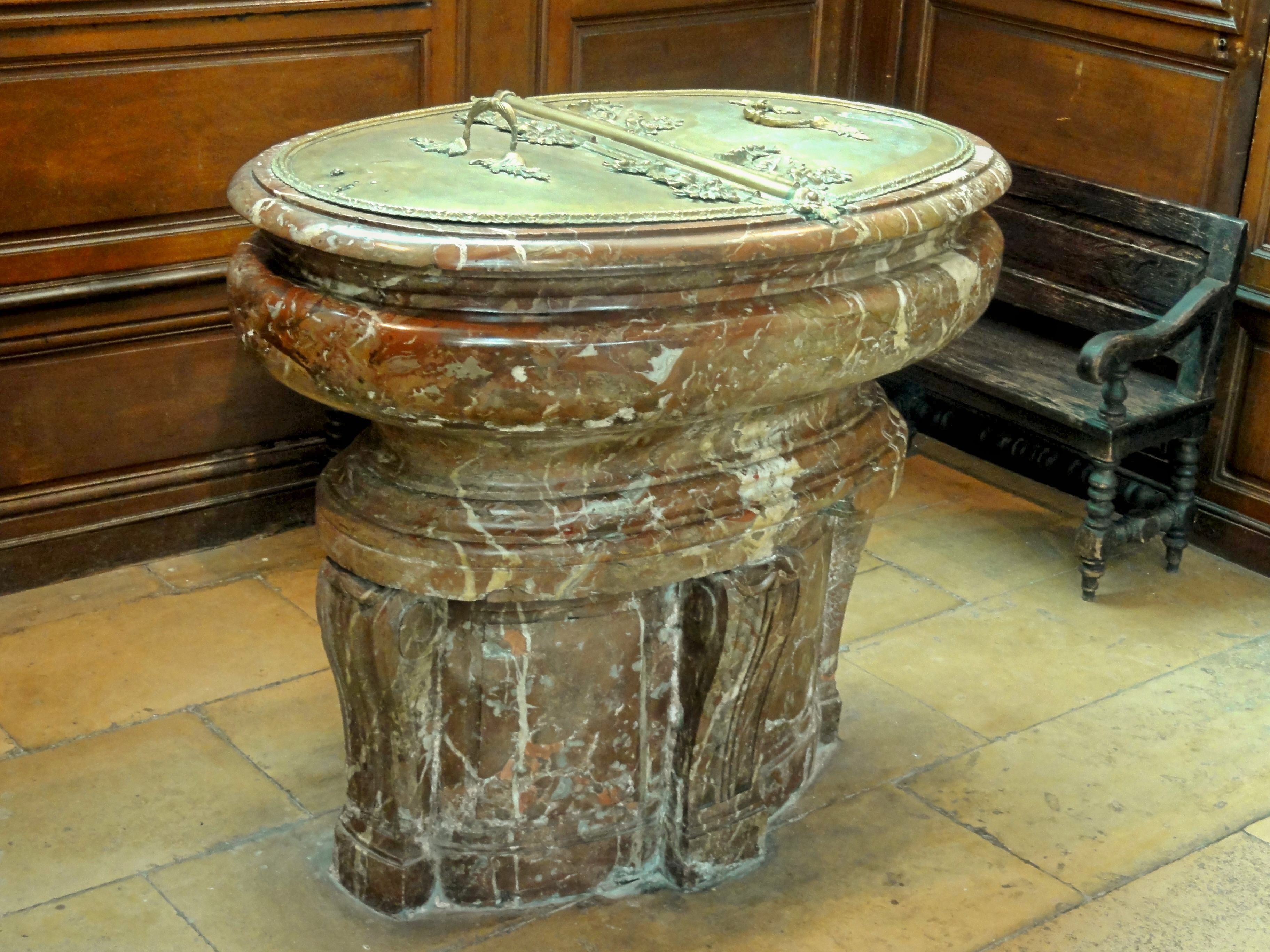
Fonts baptismaux.

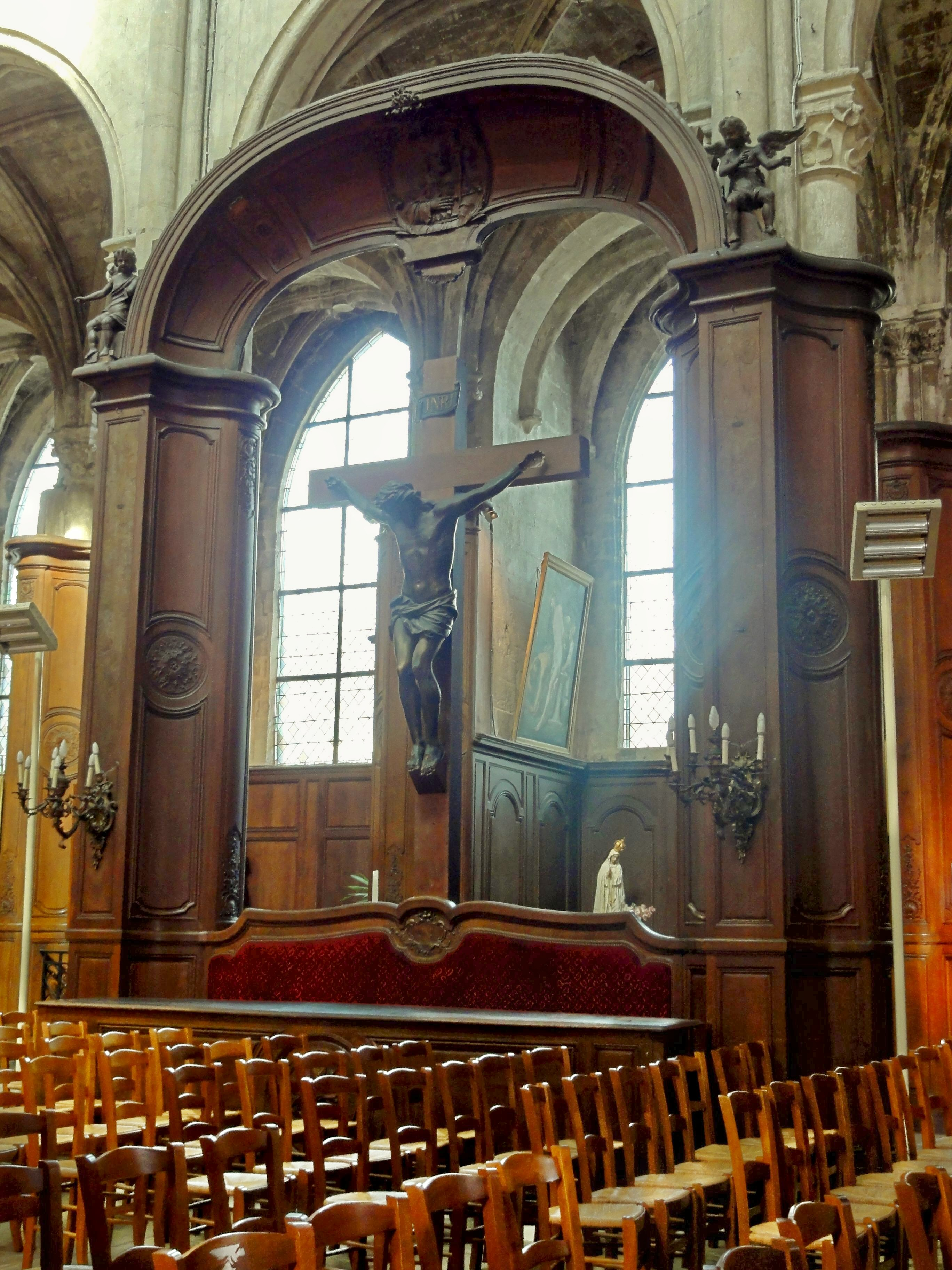
Banc d'œuvre de 1758.

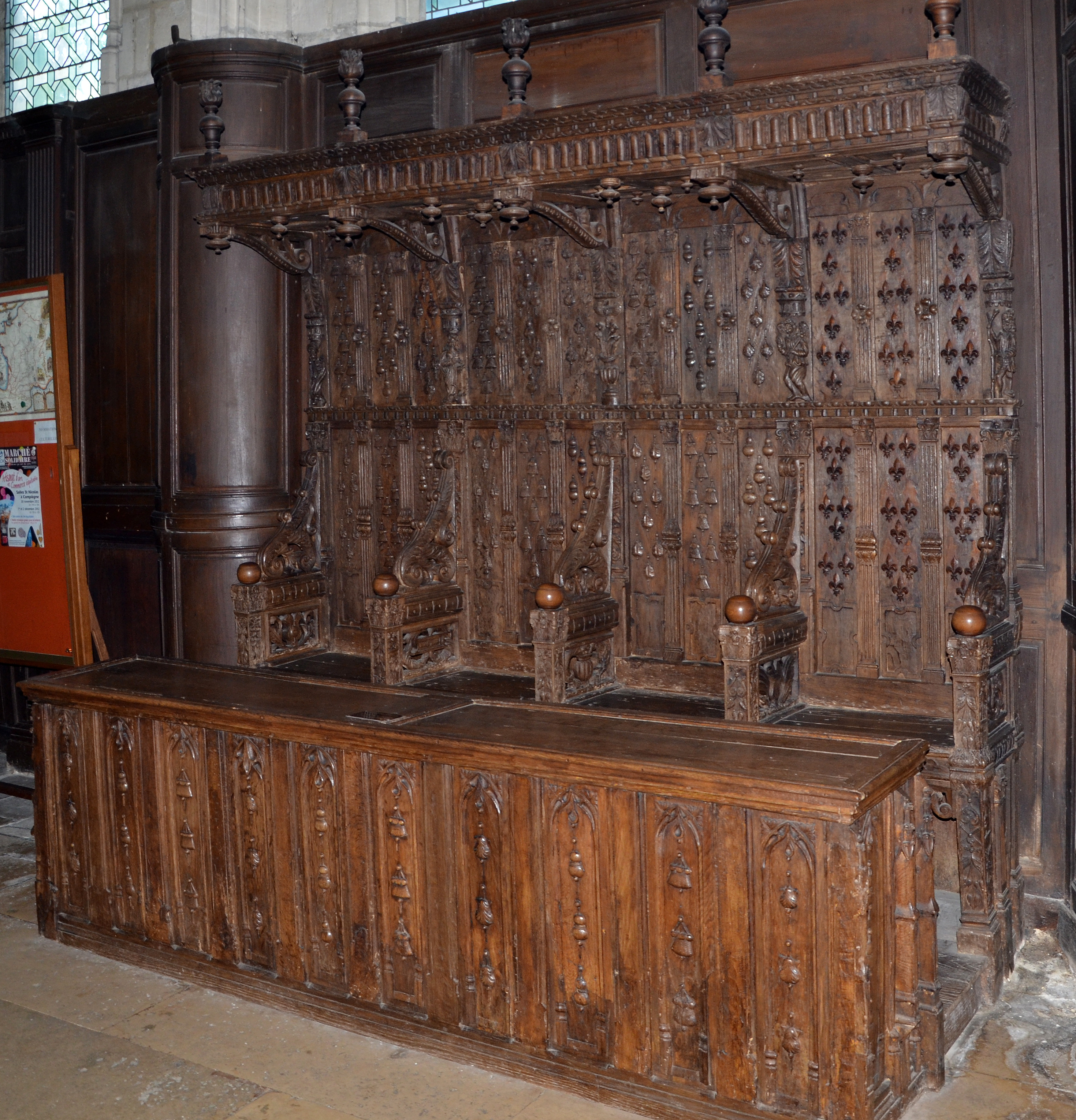
Banc d’œuvre de 1587.

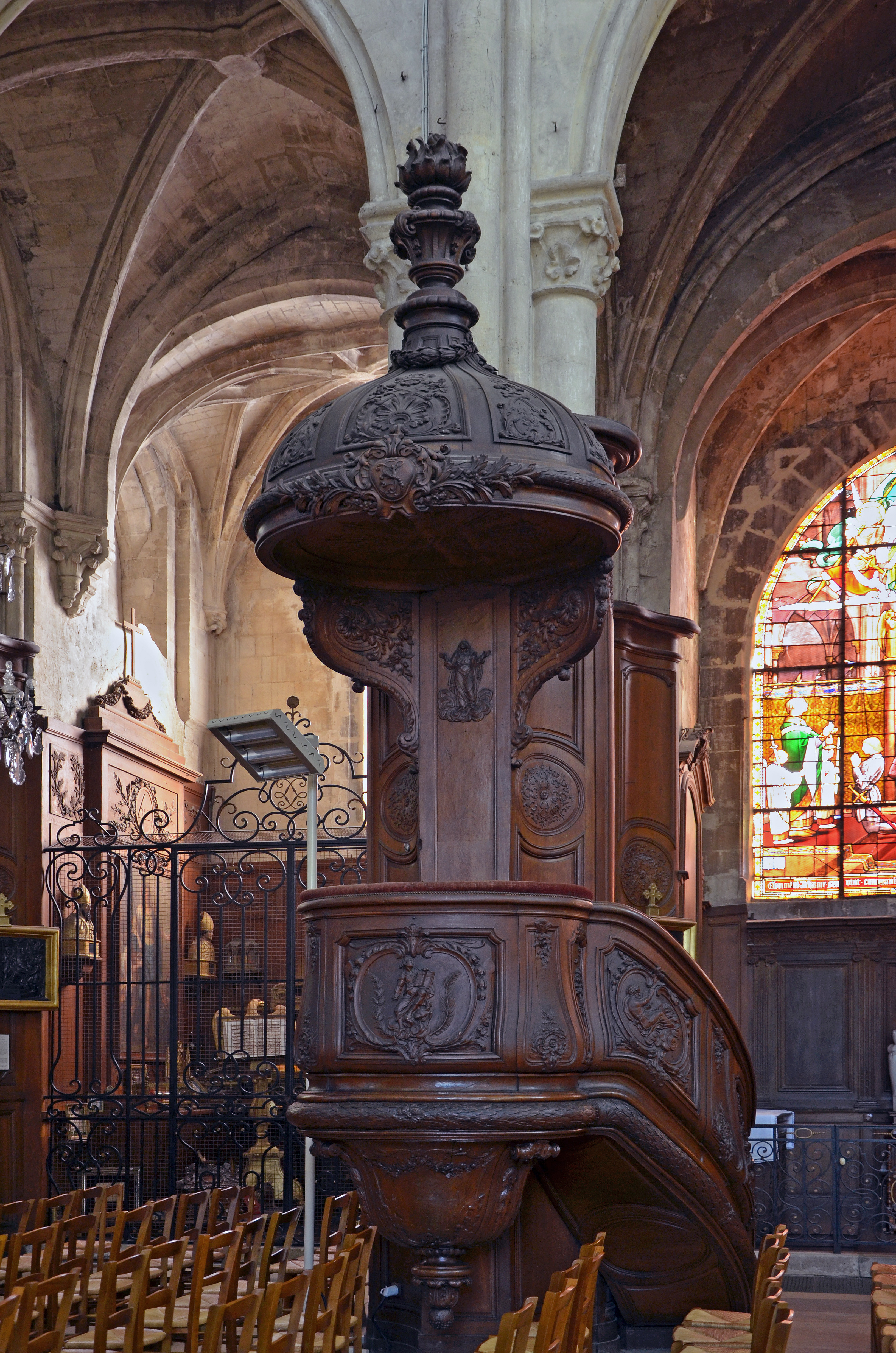
Chaire à prêcher.

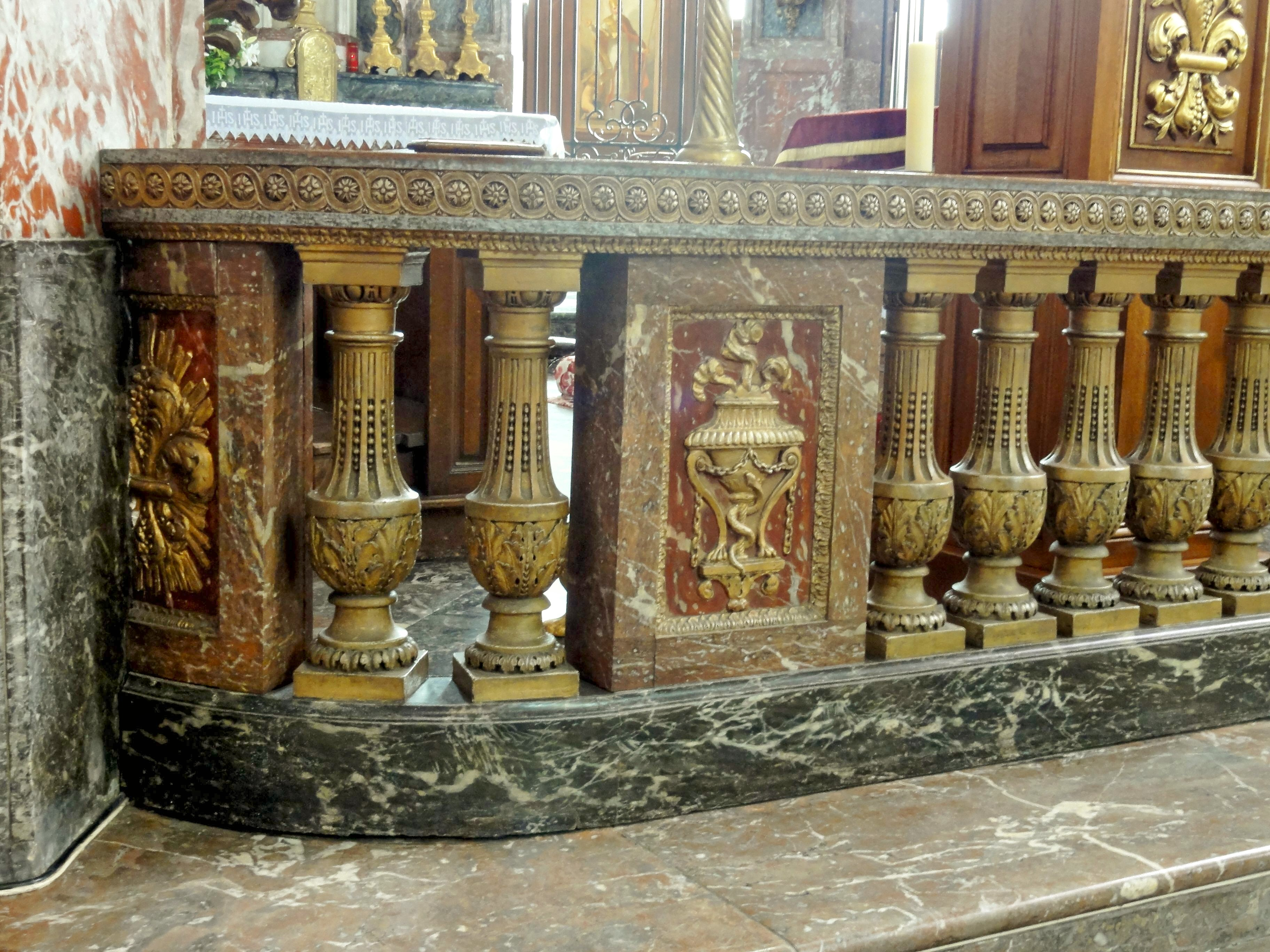
Clôture de lit.

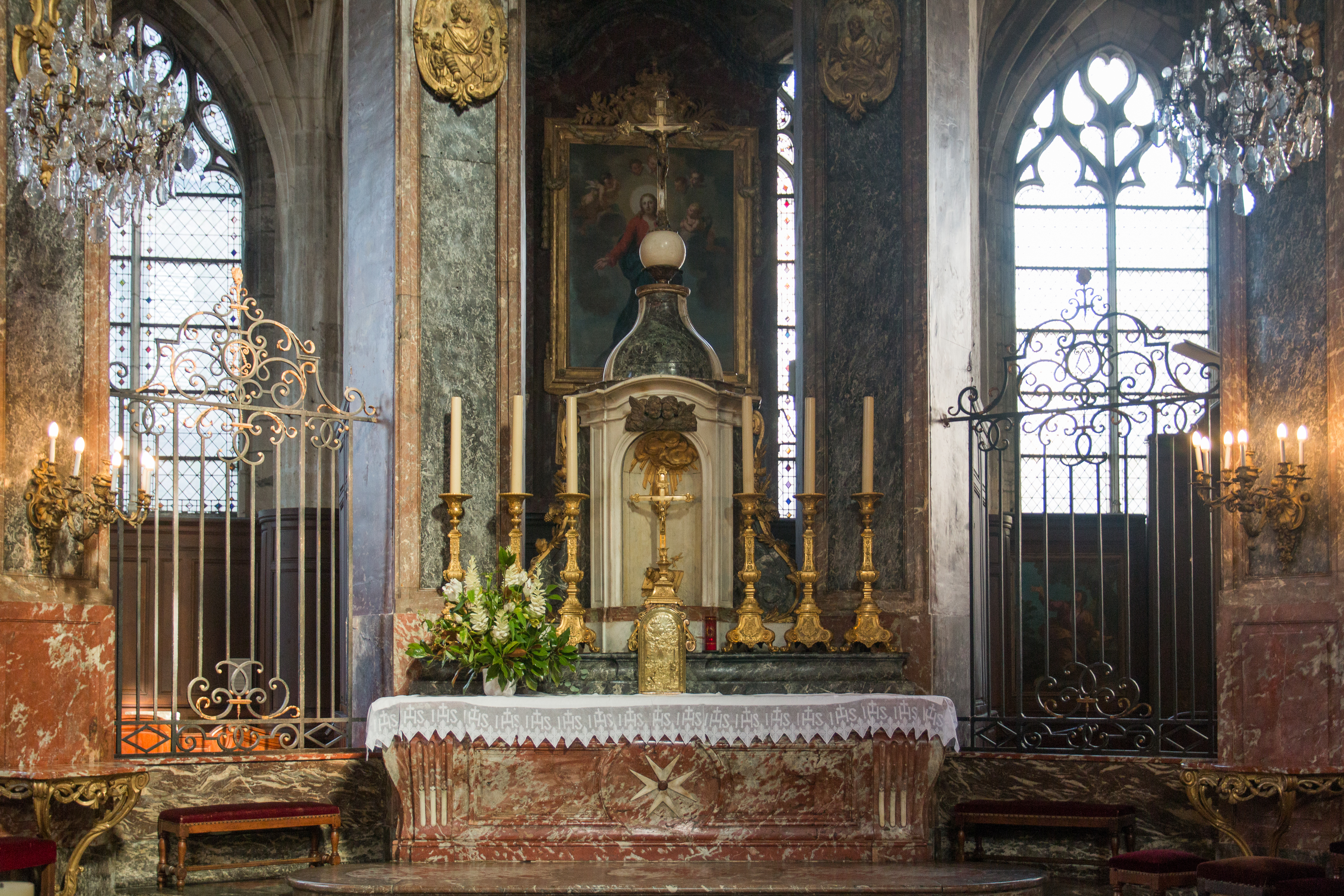
Maître-autel.

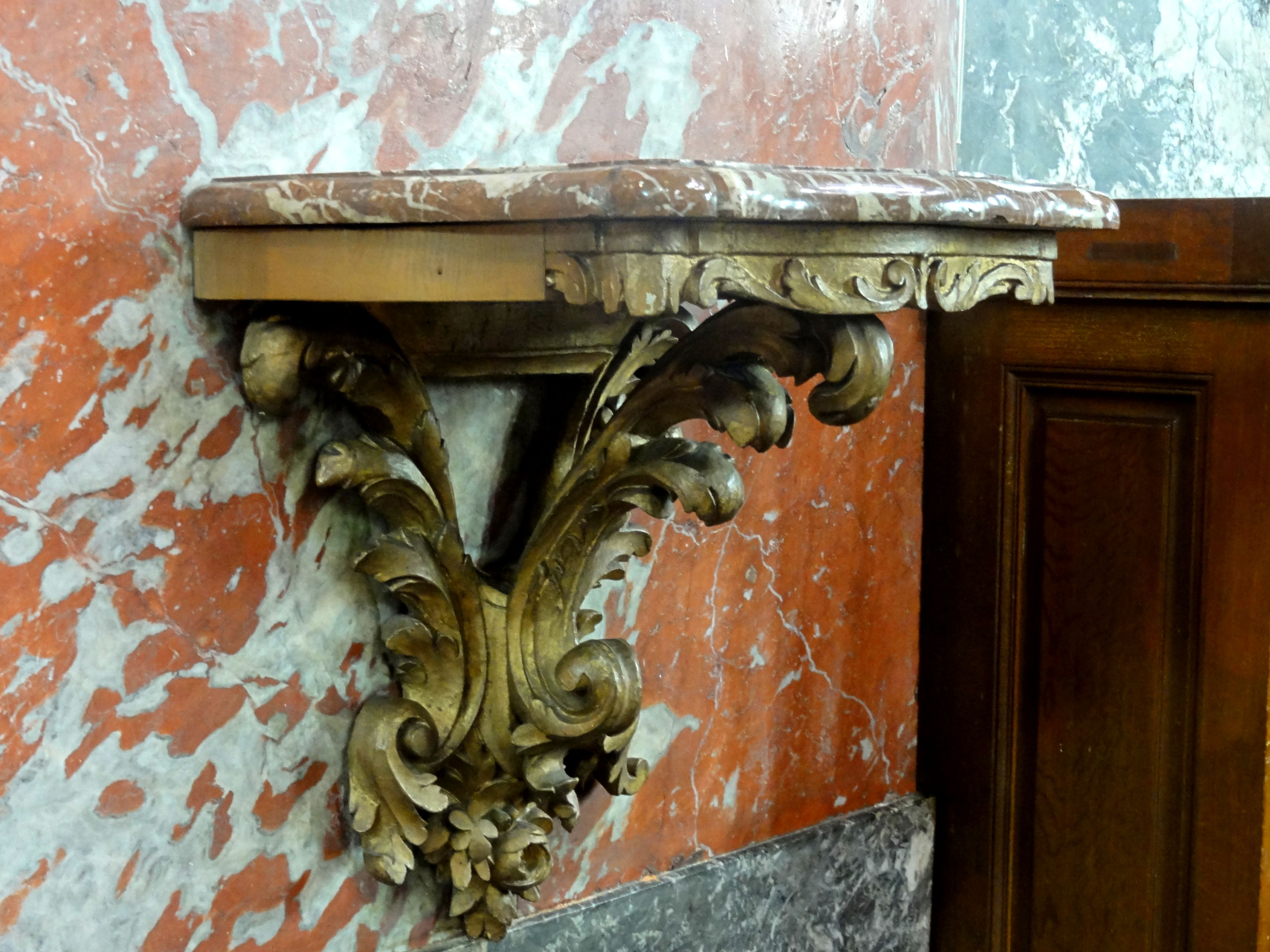
Crédence du chœur.

- Le bénitier est en pierre taillée, et assemblé de plusieurs éléments. Il mesure 69 cm de hauteur, et presque autant de largeur et de profondeur. La vasque est de plan octogonale. Elle est datable du XIIe siècle, et se rattache à l'architecture romane. C'est donc l'élément du mobilier le plus ancien de l'église, et il est même antérieur à la fondation de la paroisse, ce qui soulève la question de sa provenance. La Entre la bordure, profilée d'une plate-bande entre deux biseaux, et le biseau qui la termine à sa limite inférieure, ses faces sont sculptées en bas-relief. Les motifs sont, principalement, des personnages à mi-corps. Certains lèvent des bras et rejoignent les bordures, tels des atlantes. L'un porte un bâton, et un autre se bouche les oreilles avec les poings. Le pied, probablement rapporté, est un tambour cylindrique absolument fruste. Il repose sur une dalle de ciment octogonale en guise de socle. Le classement du bénitier remonte à avril 1907[67],[68].
- Les fonts baptismaux, sous la forme d'une cuve baptismale à infusion, sont en marbre rouge des Pyrénées. Ils mesurent 99 cm de hauteur pour 112 cm de largeur et 74 cm de profondeur, et datent de 1733. Le couvercle, divisé en deux parties, est ciselé de petites roses et de coquilles. Deux plaques renseignent sur ses origines : « Les fons ont esté faits du temps de Messire Antoine Patère, curé de cette paroisse, en février 1733 » ; « Fait par Jacques Robbe, Me fondeur, quai Pelletier à Paris » La cuve est de plan ovale, et s'évase nettement vers le bas, puis s'élargit de nouveau, comme le font généralement les fonts baptismaux ou bénitiers au niveau de leur pied. Elle et est agrémentée de nombreuses moulures. Le pied, nettement distinct de la cuve, est de diamètre légèrement réduit par rapport à cette dernière, mais affecte le même plan ovale. Il est toutefois strictement vertical, et flanqué de quatre consoles[69],[70].
- La chaire à prêcher est en bois de chêne taillée. Avec son abat-voix, elle avoisine les 600 cm de hauteur, et sa cuve mesure environ 200 cm de largeur. La cuve, le dorsal et l'escalier datent de 1777, mais sont encore de style Louis XV. L'abat-voix, qui a été supprimé à la Révolution car arborant les armes de France, a été remplacé en 1852. Les parties anciennes de la chaire se distinguent par leur abondant décor sculpté de style rocaille, et par une cuve de plan circulaire (et non polygonal), dont les quatre panneaux galbés sont sculptés, selon l'usage, des effigies des quatre Évangélistes accompagnés de leurs symboles. Un gros tore garni de feuillages sépare la cuve de la souche. Elle retombe sur un cul-de-lampe suspendu dans le vide, que l'on peut comparer à ceux du buffet d'orgue. Le dorsal, assez étroit dans sa partie inférieure, est complété par les boiseries, qui sont présentes dans l'ensemble de l'église. Il est, tout en haut, décoré d'un petit bas-relief représentant l'Ascension de Jésus-Christ. Assez remarquables sont les deux panneaux galbés qui flanquent le dorsal dans sa partie supérieure, et tiennent lieu de consoles en soutenant l'abat-voix. Son style est qualifié de plus sec par Jacques Philippot, mais son décor sculpté est néanmoins très riche, et comporte, en plus de la gloire sur le plafond, une coquille affichant un monogramme sur la bordure, ainsi que plusieurs panneaux de fenestrages sculptés de motifs végétaux. Un grand pot à feu forme le couronnement. Cette chaire remarquable est classée au titre immeuble depuis avril 1907[71],[72].
- Le banc d'œuvre, dans la cinquième grande arcade au nord de la nef, face à la chaire, est en bois de chêne taillé, et mesure 600 cm de hauteur pour 350 cm de largeur. Selon une ancienne inscription, il a été exécuté en 1758 par Maçon, maître-menuisier à Compiègne, et sculpté par Vignon, Royallieu. Le pupitre est toutefois rapporté, et plus récent. Pour le reste, le meuble se compose du dossier aux lignes brisées, rembourré et garni d'un cartouche ; du revêtement des deux piliers contigus, intégré dans les boiseries de la nef ; de deux petits anges aux ailes déployées qui se tiennent en équilibre au sommet de ces boiseries ; et d'un baldaquin en anse de panier, d'une forme galbée. Son intrados est subdivisé en caissons, et arbore en son sommet un bas-relief représentant le Bon-Pasteur (selon Jacques Philippot ; l'auteur du dossier de protection y a reconnu saint Jacques). Plusieurs détails ont été supprimés à la Révolution, à savoir les armes de France, le bâton royal, et les attributs de la religion tenus par les anges. Le grand Christ en croix érigé à l'arrière du dossier est peut-être moderne. En tout cas, le crucifix très fruste jure avec la qualité de la sculpture et du banc d'œuvre. L'ensemble est classé au titre immeuble depuis avril 1907[73],[74].
- L'ancien banc d'œuvre est en bois de chêne taillé. Il mesure 260 cm de largeur pour 237 cm de hauteur, et date de 1587. Le meuble se compose d'un pupitre, de quatre stalles délimitées par cinq parcloses, d'un haut dossier, et d'un baldaquin soutenu par cinq consoles, et sommé d'autant de petits pots à feu. Le pupitre comporte, sur ses deux faces latérales, encore des minces clochetons de style gothique flamboyant. De même, l'encadrement des dix étroites arcatures en tiers-point qui ornent le grand panneau frontal évoque encore le style flamboyant par les bases des meneaux et le décor au sommet, qui est nettement dérivé des tympans des réseaux flamboyants. Chaque arcature accueille, telles des chutes végétales, des besaces, des gourdes, des panetières ou des coquilles Saint-Jacques. Tout le reste du meuble affiche un style nettement différent et ne saura nier son rattachement à la Renaissance. Les appui-mains sont des boules reposant sur d'étranges pilastres corinthiens à trois faces. À l'arrière des appui-mains, les parcloses comportent une sorte d'entablement, qui supporte un aileron formé par un enroulement végétal. De face, l'aileron est garni de deux crochets comme réminiscence à la période flamboyante. Le dorsal s'organise sur deux registres séparés par un entablement incomplet, composé notamment d'un rang de denticules et d'un rang d'oves et de dards. Verticalement, les deux registres sont scandés par des pilastres corinthiens cannelés, qui définissent trois étroits compartiments par stalle. Au-dessus des parcloses, l'emplacement des pilastres est toutefois occupé par des personnages sculptés en bas-relief, surmontés d'un dais et d'une feuille d'acanthe ou, dans un cas, par un pot à feu. Les compartiments sont décorés des mêmes motifs déjà observés sur le pupitre, mais ils sont ici disposés en quinconce. Au-dessus de la dernière stalle, ces motifs faisant référence au vocable de l'église et au pèlerinage de Compostelle cèdent toutefois la place à des fleurs de lys. On peut encore signaler le plafond à caissons du dais, où sont suspendues des curieuses appliques en bois tourné, à l'avant des consoles à l'aplomb des pots à feu, mais aussi à l'intersection des caissons, et l'entablement très original sur la face frontale du dais, dont toutes les strates de modénature sont sculptées de divers motifs. Ce meuble remarquable est classé au titre objet depuis janvier 1913. Il fut vendu à la fabrique de Saint-Germain de Compiègne à une époque inconnue, peut-être dès l'installation du banc d'œuvre actuel en 1758, et se trouvait toujours dans l'église Saint-Germain au début des années 1930. C'est de ce banc que proviendrait la statuette de saint Jacques[75].
- La clôture de chœur, anciennement rampe de communion, est une balustrade composée de panneaux pleins et de balustres en bois tourné. Elle se développe sur 800 cm de longueur, en deux segments, et mesure 81 cm de hauteur. Il s'agit de l'ancienne clôture de lit qui entourait le lit de Louis XVI au château de Compiègne, qui fut donnée à l'église Saint-Jacques par Louis XVIII en 1817. Elle fut d'abord montée dans la chapelle de la Vierge, puis trouva son emplacement actuel en 1878. Les balustres n'ayant pas été assez nombreux, un certain nombre dut être ajouté, bien que d'autres balustres existaient encore dans la chapelle du palais. À l'exception des balustres, qui sont dorés, la clôture est peinte en faux-marbre rouge et noir, veiné de blanc. Les balustres sont garnis de perles dans les cannelures, et de feuillages à la base. Une frise de rosettes, disposées en rinceaux, court sur le devant de la rampe. Les panneaux pleins accueillent des bas-reliefs représentant des cassolettes, dont les couvercles sont enlacées de serpents. La clôture est classée au titre immeuble depuis avril 1907[76],[77].
- L'ensemble du maître-autel, composé de l'autel, du tabernacle et d'une exposition, est en marbre du Languedoc. L'autel, en forme de tombeau, est en marbre rouge veiné de blanc, et mesure 300 cm de largeur. Le soubassement du tabernacle et l'exposition sont en marbre noir veiné de blanc. Le dais de l'exposition, en forme d'un dôme galbé en S, cumule à 300 cm de hauteur. Le tabernacle, très petit par rapport aux dimensions généreuses de l'exposition, est en bois doré, et orné d'un bas-relief qui semble représenter la Pentecôte. Cet ensemble classé depuis avril 1907 est homogène avec le revêtement en marbre des grandes arcades du chœur, a aussi été financé par Louis XV, et réalisé par le même marbrier, Le Loup. L'autel est très sobre, et pour l'essentiel décoré de moulures. Chacune de ses faces est cantonnée de deux agrafes cannelés, et comporte un panneau de fenestrage. Au milieu de la face frontale, un médaillon arbore une croix de Malte. L'exposition est une niche en plein cintre, peinte en blanc, qui est épaulée par deux ailerons, et agrémentée de deux éléments en bois sculpté : ce sont des nuées et des rayons de lumière sous le plafond, et deux têtes de chérubins flanquées d'ailes déployées devant la clé d'arc[78],[79].
- Les dix crédences de la croisée du transept et du chœur ont des plateaux en marbre rouge des Pyrénées, et des pieds en bois doré, abondamment sculptés de chutes végétales, de coquilles et de rinceaux. L'on distingue un ensemble de petites consoles suspendues de type tablette, qui mesurent 50 cm de hauteur pour 49 cm de largeur, et un ensemble de quatre tables d'applique, qui mesurent 87 cm de hauteur pour 84 cm de largeur. Les deux ensembles font partie de la décoration du chœur mise en place entre 1773 et 1777 sous l'abbé Boulanger, grâce à la générosité du roi Louis XV. Ils sont classés au titre immeuble depuis avril 1907[80].
- Le fauteuil de célébrant formait un ensemble avec les deux tabourets de chantres, mais a été volé à une période indéterminée. Les tabourets, en fait des chaises, sont en bois taillé et ciré. Ils ont des dossiers rembourrés dans leur partie supérieure, et garnis de tapisseries au point et de velours façonné rouge. Ils mesurent 90 [cm de hauteur et 53 cm de profondeur, et datent de l'époque de Louis XV, du troisième quart du XVIIIe siècle. Leur classement au titre objet est intervenu en janvier 1913[81] (sans illustration).

### Boiseries

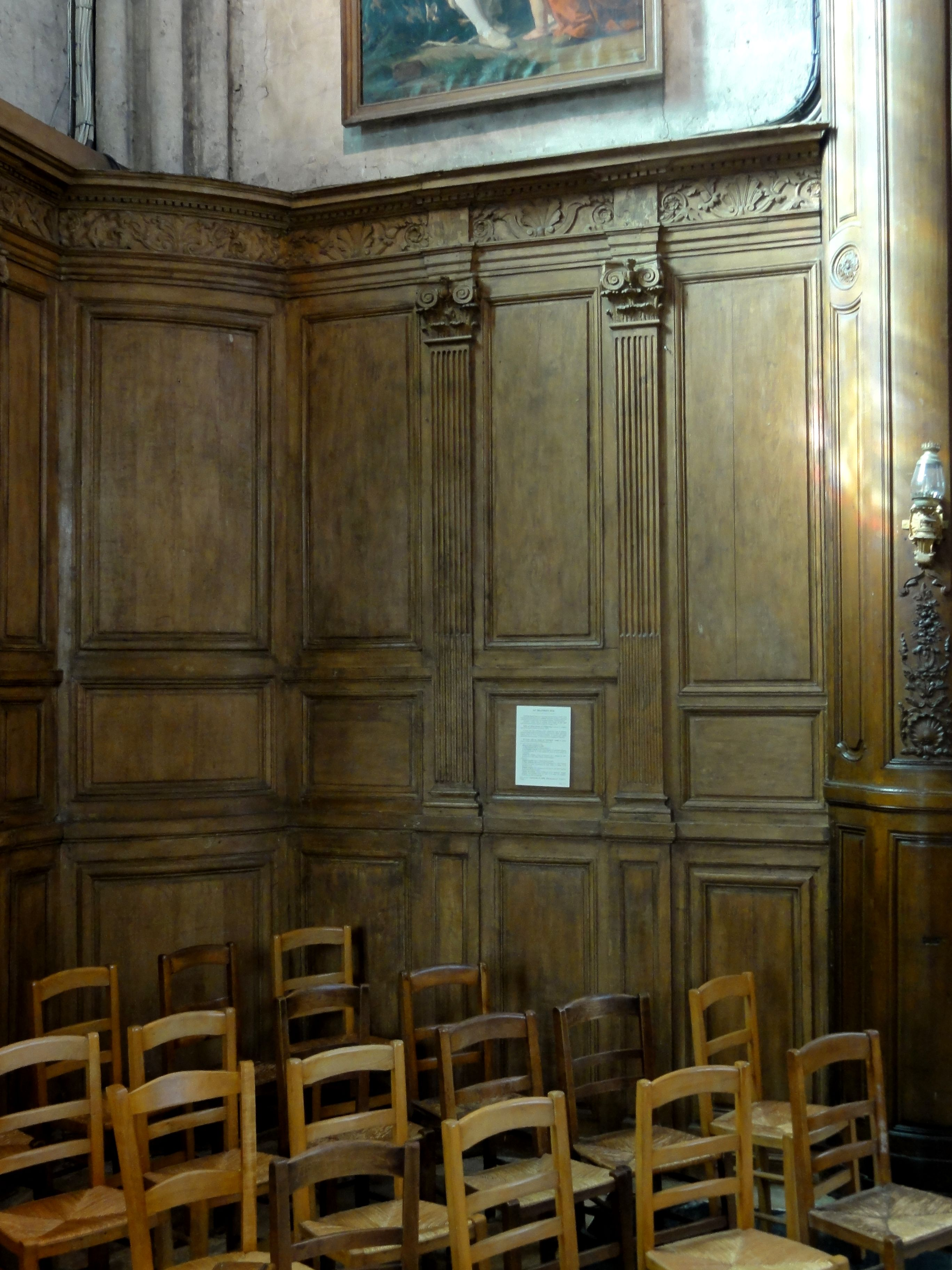
Boiseries du transept.

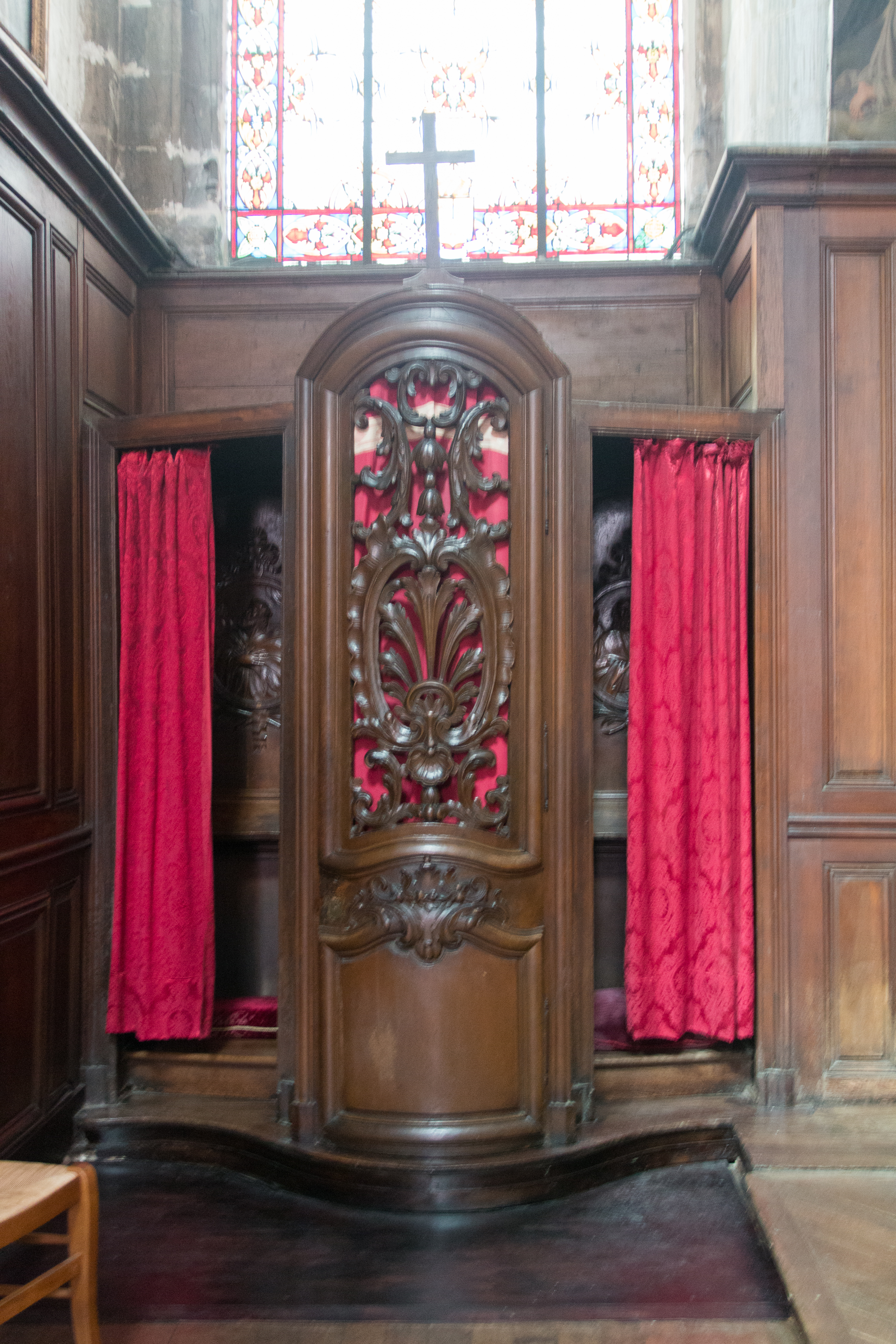
Confessionnal.

Les boiseries (ou lambris de hauteur) de la nef, des bas-côtés et des chapelles est en bois de chêne ciré. Elles ont été repeintes en marron dans les chapelles, de même que les retables latéraux de la nef, qui sont contemporains et font partie du même ensemble, commandé en 1767. En revanche, les six autels et retables des chapelles latérales sont indépendants, et ont été installés entre 1750 et 1780. Les boiseries ont une hauteur de 530 cm environ dans la nef et sur les grandes arcades, et de 500 cm dans les chapelles. Elles prennent la forme de panneaux de fenestrages à trois registres, en l'occurrence un soubassement de faible hauteur, un registre principal, et un entablement. Si ce dernier est très sobre, la mouluration des panneaux est très raffinée. Y alternent des pilastres décorés de chutes végétales, de bouquets, de rinceaux et de coquilles en haut et en bas, et des panneaux arborant au milieu un médaillon sculpté d'une rosette. Comme particularité, les médaillons et rosettes sont de forme ovale sur les panneaux larges. Pour chacune des chapelles, des confessionnaux ont été commandés en même temps que les boiseries. Subsiste encore celui de la dernière chapelle du nord. On peut signaler dans ce contexte les boiseries des croisillons, qui comptent un registre supplémentaire, et sont scandées de pilastres ioniques cannelées, qui supportent un entablement à la frise garnie de rinceaux. Toutes ces boiseries sont classées au titre immeuble depuis avril 1907.

### Dalles funéraires
- La plaque funéraire de Thomas Neret et Jeanne du Puys est en pierre calcaire. Elle mesure 66 cm de hauteur pour 42 cm de largeur, et date de 1516, date de décès de l'épouse, ou d'une date légèrement postérieure. La partie inférieure, un peu plus grande que la partie supérieure, accueille une brève épitaphe en caractères gothiques : « Cy gist Thomas Neret en son /viva[n]t laboure[ur] et marcha[nd] et Jeha[n]ne / du Puys sa fem[m]e demoura[n]s a [Com]p[ièg]ne / lesquelz trespassere[n]t c'est assavoir/ ledy Thomas le XIIIIe d'avril la[n] Mil / V c VI et sady[te] fa[m]me le IVe de nove[m]bre / l'a[n] Mil V c [et] XVI. Priez dieu pour / leurs Ames [et] pour tous trespassez ». La partie supérieure est réservée, comme à l'accoutumée à l'époque, à une représentation du Christ en croix, accompagné ici de saint Jean-Baptiste, tenant un calice, à sa gauche, et de saint Thomas, avec son attribut l'équerre, à sa droite. Ce sont les patrons des deux époux. Ceux-ci sont agenouillés près de leurs patrons, face au Christ. Jeanne est accompagnée de ses deux filles, et Thomas, de ses deux fils. La dalle est classée au titre immeuble depuis avril 1907[83].
- La plaque de fondation de François Courtois et Anthoinette Denault est en pierre calcaire. Elle mesure 95 cm de hauteur pour 66 cm de largeur, et date de 1598. Elle se divise horizontalement en deux parties égales. La partie inférieure est gravée d'une inscription en caractères gothiques, aujourd'hui en partie effacée : « Cy gist François Courtois en son viva[n]t m[aîtr]e boulanger / dem[euran]t a Comp[ièg]ne, Anthoinette Denault sa fem[m]e lequel Courthois / par son testame[n]t a don[n]e a l'ég[lise] de céans quarante sols / de rente annuelle a perpétuité à pre[n]dre par cha[que] an au / 30 r[ue] Saint-Martin diver fin la maison Françoise Thomas / […] à Saint-Martin les […] au / contra à la chargé de dire en chaire […] au pareil / jour que ledy Courhtois est de celle qui fût le jeudy / […] jour […] un obit à Messe de requi[em] sollenelleme[n]t a […] / […] le dimanche […] 30 e de Febvrier mil V c IIII XX X VIII / […] ». La partie supérieure affiche un Christ en croix au pied duquel sont agenouillés les défunts. Un décor architecturé très abouti se déploie autour. Il est composé d'une arcature en plein cintre retombant sur deux paires de pilastres, qui sont surmontées d'une section d'entablement couronnée d'un pot à feu. La dalle est classée au titre immeuble depuis avril 1907[84].

### Divers

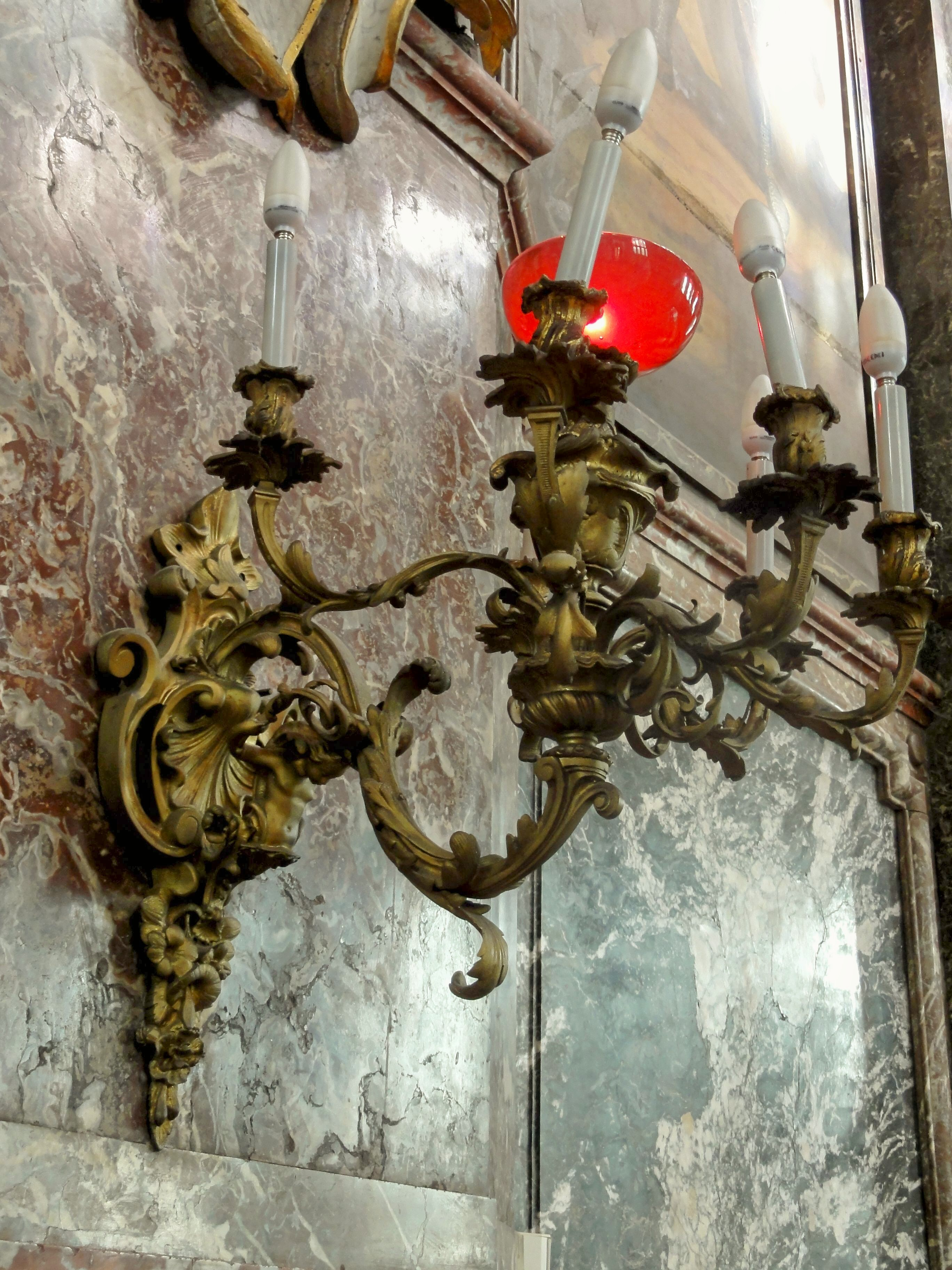
Girandole du chœur.

- Le chasuble dit de Jeanne d'Arc date du XIXe siècle, et est inscrit depuis juillet 1979, mais l'arrêté s'est perdu [85] (sans illustration).
- L'ensemble de dix-neuf bras de lumière (girandoles) de style Louis XV est en bronze fondu, ciselé et doré. Il fut offert neuf par Napoléon III. Chaque girandole possède six lumières qui sont, à l'origine, des lampes à pétrole. Elles sont aujourd'hui électrifiées. Deux girandoles manquent à l'ensemble. Le classement au titre objet est intervenu en avril 1944[86].
- La paire de chandeliers en cuivre fondu ciselé et doré, dimensions non prises, datant du XVIIIe siècle, a été classé au titre objet en janvier 1913, et a disparu depuis[87] (sans illustration).
- Le cartel horloger et son socle sont en cuivre fondu et ciselé, partiellement doré et vernis (Vernis Martin vert et rouge). Il mesure 140 cm de hauteur, 45 cm de largeur et 23 cm de profondeur. Le cadran porte la mention Le Brasseur à Compiègne. Le cartel et le socle sont stylistiquement homogènes. Leur style style rocaille, avec son ornementation de motifs rocaille, de rinceaux, de fleurs, de médaillons, de carquois, d'une chouette et d'un perdrix, justifie une datation du milieu du XVIIIe siècle. L'horloge est classée depuis janvier 1913. Le cartel a été volé le 30 septembre 1993[88] (sans illustration).